# Задушен мат
Задушен мат в шахмата е мат, даден от кон, при който царят не може да се движи, защото е напълно заобиколен (или задушен) от собствените си фигури. Класическата му форма е известна като мат на Лусена или мат на Филидор.
Матът обикновено се получава в ъгъла на дъската, тъй като са необходими по-малко фигури, за да заобиколят царя там. Най-често срещаната форма на задушен мат се вижда на съседната диаграма. Конят на полето f7 поставя мат на царя на h8, който е възпрепятстван да избяга от топа на g8 и пешките на g7 и h7. Задушеният мат е получен след 1.Дg8+ Т:g8 2.Кf7#. По същия начин, белият цар може да бъде матиран на h1 от чер кон на f2. Аналогичните помощници на a1 и a8 са по-редки, защото рокадата на царския фланг е по-често срещана от рокадата на дамския фланг и приближава царя до ъгъла.
Първите позиции на този вид комбинации са открити при персийските мансуби (етюди) от IX век.

## Методи
За да се появи задушен мат от този вид в игра, обикновено е необходимо да се пожертва материал, за да се накарат фигурите да задушат царя – играчът е малко вероятно доброволно да обгради своя цар с фигури по начин, който прави възможен задушен мат.

### Мат на Лусена
|   | a | b | c | d | e | f | g | h |   |
| 8 | черен топ на бяло поле a8 · черен топ на черно поле b8 · черен цар на бяло поле g8 · черна пешка на черно поле g7 · черна пешка на бяло поле h7 · бяла дама на бяло поле c6 · бял цар на бяло поле d5 · бял кон на черно поле e5 · черна дама на черно поле a3 | черен топ на бяло поле a8 · черен топ на черно поле b8 · черен цар на бяло поле g8 · черна пешка на черно поле g7 · черна пешка на бяло поле h7 · бяла дама на бяло поле c6 · бял цар на бяло поле d5 · бял кон на черно поле e5 · черна дама на черно поле a3 | черен топ на бяло поле a8 · черен топ на черно поле b8 · черен цар на бяло поле g8 · черна пешка на черно поле g7 · черна пешка на бяло поле h7 · бяла дама на бяло поле c6 · бял цар на бяло поле d5 · бял кон на черно поле e5 · черна дама на черно поле a3 | черен топ на бяло поле a8 · черен топ на черно поле b8 · черен цар на бяло поле g8 · черна пешка на черно поле g7 · черна пешка на бяло поле h7 · бяла дама на бяло поле c6 · бял цар на бяло поле d5 · бял кон на черно поле e5 · черна дама на черно поле a3 | черен топ на бяло поле a8 · черен топ на черно поле b8 · черен цар на бяло поле g8 · черна пешка на черно поле g7 · черна пешка на бяло поле h7 · бяла дама на бяло поле c6 · бял цар на бяло поле d5 · бял кон на черно поле e5 · черна дама на черно поле a3 | черен топ на бяло поле a8 · черен топ на черно поле b8 · черен цар на бяло поле g8 · черна пешка на черно поле g7 · черна пешка на бяло поле h7 · бяла дама на бяло поле c6 · бял цар на бяло поле d5 · бял кон на черно поле e5 · черна дама на черно поле a3 | черен топ на бяло поле a8 · черен топ на черно поле b8 · черен цар на бяло поле g8 · черна пешка на черно поле g7 · черна пешка на бяло поле h7 · бяла дама на бяло поле c6 · бял цар на бяло поле d5 · бял кон на черно поле e5 · черна дама на черно поле a3 | черен топ на бяло поле a8 · черен топ на черно поле b8 · черен цар на бяло поле g8 · черна пешка на черно поле g7 · черна пешка на бяло поле h7 · бяла дама на бяло поле c6 · бял цар на бяло поле d5 · бял кон на черно поле e5 · черна дама на черно поле a3 | 8 |
| 7 | черен топ на бяло поле a8 · черен топ на черно поле b8 · черен цар на бяло поле g8 · черна пешка на черно поле g7 · черна пешка на бяло поле h7 · бяла дама на бяло поле c6 · бял цар на бяло поле d5 · бял кон на черно поле e5 · черна дама на черно поле a3 | черен топ на бяло поле a8 · черен топ на черно поле b8 · черен цар на бяло поле g8 · черна пешка на черно поле g7 · черна пешка на бяло поле h7 · бяла дама на бяло поле c6 · бял цар на бяло поле d5 · бял кон на черно поле e5 · черна дама на черно поле a3 | черен топ на бяло поле a8 · черен топ на черно поле b8 · черен цар на бяло поле g8 · черна пешка на черно поле g7 · черна пешка на бяло поле h7 · бяла дама на бяло поле c6 · бял цар на бяло поле d5 · бял кон на черно поле e5 · черна дама на черно поле a3 | черен топ на бяло поле a8 · черен топ на черно поле b8 · черен цар на бяло поле g8 · черна пешка на черно поле g7 · черна пешка на бяло поле h7 · бяла дама на бяло поле c6 · бял цар на бяло поле d5 · бял кон на черно поле e5 · черна дама на черно поле a3 | черен топ на бяло поле a8 · черен топ на черно поле b8 · черен цар на бяло поле g8 · черна пешка на черно поле g7 · черна пешка на бяло поле h7 · бяла дама на бяло поле c6 · бял цар на бяло поле d5 · бял кон на черно поле e5 · черна дама на черно поле a3 | черен топ на бяло поле a8 · черен топ на черно поле b8 · черен цар на бяло поле g8 · черна пешка на черно поле g7 · черна пешка на бяло поле h7 · бяла дама на бяло поле c6 · бял цар на бяло поле d5 · бял кон на черно поле e5 · черна дама на черно поле a3 | черен топ на бяло поле a8 · черен топ на черно поле b8 · черен цар на бяло поле g8 · черна пешка на черно поле g7 · черна пешка на бяло поле h7 · бяла дама на бяло поле c6 · бял цар на бяло поле d5 · бял кон на черно поле e5 · черна дама на черно поле a3 | черен топ на бяло поле a8 · черен топ на черно поле b8 · черен цар на бяло поле g8 · черна пешка на черно поле g7 · черна пешка на бяло поле h7 · бяла дама на бяло поле c6 · бял цар на бяло поле d5 · бял кон на черно поле e5 · черна дама на черно поле a3 | 7 |
| 6 | черен топ на бяло поле a8 · черен топ на черно поле b8 · черен цар на бяло поле g8 · черна пешка на черно поле g7 · черна пешка на бяло поле h7 · бяла дама на бяло поле c6 · бял цар на бяло поле d5 · бял кон на черно поле e5 · черна дама на черно поле a3 | черен топ на бяло поле a8 · черен топ на черно поле b8 · черен цар на бяло поле g8 · черна пешка на черно поле g7 · черна пешка на бяло поле h7 · бяла дама на бяло поле c6 · бял цар на бяло поле d5 · бял кон на черно поле e5 · черна дама на черно поле a3 | черен топ на бяло поле a8 · черен топ на черно поле b8 · черен цар на бяло поле g8 · черна пешка на черно поле g7 · черна пешка на бяло поле h7 · бяла дама на бяло поле c6 · бял цар на бяло поле d5 · бял кон на черно поле e5 · черна дама на черно поле a3 | черен топ на бяло поле a8 · черен топ на черно поле b8 · черен цар на бяло поле g8 · черна пешка на черно поле g7 · черна пешка на бяло поле h7 · бяла дама на бяло поле c6 · бял цар на бяло поле d5 · бял кон на черно поле e5 · черна дама на черно поле a3 | черен топ на бяло поле a8 · черен топ на черно поле b8 · черен цар на бяло поле g8 · черна пешка на черно поле g7 · черна пешка на бяло поле h7 · бяла дама на бяло поле c6 · бял цар на бяло поле d5 · бял кон на черно поле e5 · черна дама на черно поле a3 | черен топ на бяло поле a8 · черен топ на черно поле b8 · черен цар на бяло поле g8 · черна пешка на черно поле g7 · черна пешка на бяло поле h7 · бяла дама на бяло поле c6 · бял цар на бяло поле d5 · бял кон на черно поле e5 · черна дама на черно поле a3 | черен топ на бяло поле a8 · черен топ на черно поле b8 · черен цар на бяло поле g8 · черна пешка на черно поле g7 · черна пешка на бяло поле h7 · бяла дама на бяло поле c6 · бял цар на бяло поле d5 · бял кон на черно поле e5 · черна дама на черно поле a3 | черен топ на бяло поле a8 · черен топ на черно поле b8 · черен цар на бяло поле g8 · черна пешка на черно поле g7 · черна пешка на бяло поле h7 · бяла дама на бяло поле c6 · бял цар на бяло поле d5 · бял кон на черно поле e5 · черна дама на черно поле a3 | 6 |
| 5 | черен топ на бяло поле a8 · черен топ на черно поле b8 · черен цар на бяло поле g8 · черна пешка на черно поле g7 · черна пешка на бяло поле h7 · бяла дама на бяло поле c6 · бял цар на бяло поле d5 · бял кон на черно поле e5 · черна дама на черно поле a3 | черен топ на бяло поле a8 · черен топ на черно поле b8 · черен цар на бяло поле g8 · черна пешка на черно поле g7 · черна пешка на бяло поле h7 · бяла дама на бяло поле c6 · бял цар на бяло поле d5 · бял кон на черно поле e5 · черна дама на черно поле a3 | черен топ на бяло поле a8 · черен топ на черно поле b8 · черен цар на бяло поле g8 · черна пешка на черно поле g7 · черна пешка на бяло поле h7 · бяла дама на бяло поле c6 · бял цар на бяло поле d5 · бял кон на черно поле e5 · черна дама на черно поле a3 | черен топ на бяло поле a8 · черен топ на черно поле b8 · черен цар на бяло поле g8 · черна пешка на черно поле g7 · черна пешка на бяло поле h7 · бяла дама на бяло поле c6 · бял цар на бяло поле d5 · бял кон на черно поле e5 · черна дама на черно поле a3 | черен топ на бяло поле a8 · черен топ на черно поле b8 · черен цар на бяло поле g8 · черна пешка на черно поле g7 · черна пешка на бяло поле h7 · бяла дама на бяло поле c6 · бял цар на бяло поле d5 · бял кон на черно поле e5 · черна дама на черно поле a3 | черен топ на бяло поле a8 · черен топ на черно поле b8 · черен цар на бяло поле g8 · черна пешка на черно поле g7 · черна пешка на бяло поле h7 · бяла дама на бяло поле c6 · бял цар на бяло поле d5 · бял кон на черно поле e5 · черна дама на черно поле a3 | черен топ на бяло поле a8 · черен топ на черно поле b8 · черен цар на бяло поле g8 · черна пешка на черно поле g7 · черна пешка на бяло поле h7 · бяла дама на бяло поле c6 · бял цар на бяло поле d5 · бял кон на черно поле e5 · черна дама на черно поле a3 | черен топ на бяло поле a8 · черен топ на черно поле b8 · черен цар на бяло поле g8 · черна пешка на черно поле g7 · черна пешка на бяло поле h7 · бяла дама на бяло поле c6 · бял цар на бяло поле d5 · бял кон на черно поле e5 · черна дама на черно поле a3 | 5 |
| 4 | черен топ на бяло поле a8 · черен топ на черно поле b8 · черен цар на бяло поле g8 · черна пешка на черно поле g7 · черна пешка на бяло поле h7 · бяла дама на бяло поле c6 · бял цар на бяло поле d5 · бял кон на черно поле e5 · черна дама на черно поле a3 | черен топ на бяло поле a8 · черен топ на черно поле b8 · черен цар на бяло поле g8 · черна пешка на черно поле g7 · черна пешка на бяло поле h7 · бяла дама на бяло поле c6 · бял цар на бяло поле d5 · бял кон на черно поле e5 · черна дама на черно поле a3 | черен топ на бяло поле a8 · черен топ на черно поле b8 · черен цар на бяло поле g8 · черна пешка на черно поле g7 · черна пешка на бяло поле h7 · бяла дама на бяло поле c6 · бял цар на бяло поле d5 · бял кон на черно поле e5 · черна дама на черно поле a3 | черен топ на бяло поле a8 · черен топ на черно поле b8 · черен цар на бяло поле g8 · черна пешка на черно поле g7 · черна пешка на бяло поле h7 · бяла дама на бяло поле c6 · бял цар на бяло поле d5 · бял кон на черно поле e5 · черна дама на черно поле a3 | черен топ на бяло поле a8 · черен топ на черно поле b8 · черен цар на бяло поле g8 · черна пешка на черно поле g7 · черна пешка на бяло поле h7 · бяла дама на бяло поле c6 · бял цар на бяло поле d5 · бял кон на черно поле e5 · черна дама на черно поле a3 | черен топ на бяло поле a8 · черен топ на черно поле b8 · черен цар на бяло поле g8 · черна пешка на черно поле g7 · черна пешка на бяло поле h7 · бяла дама на бяло поле c6 · бял цар на бяло поле d5 · бял кон на черно поле e5 · черна дама на черно поле a3 | черен топ на бяло поле a8 · черен топ на черно поле b8 · черен цар на бяло поле g8 · черна пешка на черно поле g7 · черна пешка на бяло поле h7 · бяла дама на бяло поле c6 · бял цар на бяло поле d5 · бял кон на черно поле e5 · черна дама на черно поле a3 | черен топ на бяло поле a8 · черен топ на черно поле b8 · черен цар на бяло поле g8 · черна пешка на черно поле g7 · черна пешка на бяло поле h7 · бяла дама на бяло поле c6 · бял цар на бяло поле d5 · бял кон на черно поле e5 · черна дама на черно поле a3 | 4 |
| 3 | черен топ на бяло поле a8 · черен топ на черно поле b8 · черен цар на бяло поле g8 · черна пешка на черно поле g7 · черна пешка на бяло поле h7 · бяла дама на бяло поле c6 · бял цар на бяло поле d5 · бял кон на черно поле e5 · черна дама на черно поле a3 | черен топ на бяло поле a8 · черен топ на черно поле b8 · черен цар на бяло поле g8 · черна пешка на черно поле g7 · черна пешка на бяло поле h7 · бяла дама на бяло поле c6 · бял цар на бяло поле d5 · бял кон на черно поле e5 · черна дама на черно поле a3 | черен топ на бяло поле a8 · черен топ на черно поле b8 · черен цар на бяло поле g8 · черна пешка на черно поле g7 · черна пешка на бяло поле h7 · бяла дама на бяло поле c6 · бял цар на бяло поле d5 · бял кон на черно поле e5 · черна дама на черно поле a3 | черен топ на бяло поле a8 · черен топ на черно поле b8 · черен цар на бяло поле g8 · черна пешка на черно поле g7 · черна пешка на бяло поле h7 · бяла дама на бяло поле c6 · бял цар на бяло поле d5 · бял кон на черно поле e5 · черна дама на черно поле a3 | черен топ на бяло поле a8 · черен топ на черно поле b8 · черен цар на бяло поле g8 · черна пешка на черно поле g7 · черна пешка на бяло поле h7 · бяла дама на бяло поле c6 · бял цар на бяло поле d5 · бял кон на черно поле e5 · черна дама на черно поле a3 | черен топ на бяло поле a8 · черен топ на черно поле b8 · черен цар на бяло поле g8 · черна пешка на черно поле g7 · черна пешка на бяло поле h7 · бяла дама на бяло поле c6 · бял цар на бяло поле d5 · бял кон на черно поле e5 · черна дама на черно поле a3 | черен топ на бяло поле a8 · черен топ на черно поле b8 · черен цар на бяло поле g8 · черна пешка на черно поле g7 · черна пешка на бяло поле h7 · бяла дама на бяло поле c6 · бял цар на бяло поле d5 · бял кон на черно поле e5 · черна дама на черно поле a3 | черен топ на бяло поле a8 · черен топ на черно поле b8 · черен цар на бяло поле g8 · черна пешка на черно поле g7 · черна пешка на бяло поле h7 · бяла дама на бяло поле c6 · бял цар на бяло поле d5 · бял кон на черно поле e5 · черна дама на черно поле a3 | 3 |
| 2 | черен топ на бяло поле a8 · черен топ на черно поле b8 · черен цар на бяло поле g8 · черна пешка на черно поле g7 · черна пешка на бяло поле h7 · бяла дама на бяло поле c6 · бял цар на бяло поле d5 · бял кон на черно поле e5 · черна дама на черно поле a3 | черен топ на бяло поле a8 · черен топ на черно поле b8 · черен цар на бяло поле g8 · черна пешка на черно поле g7 · черна пешка на бяло поле h7 · бяла дама на бяло поле c6 · бял цар на бяло поле d5 · бял кон на черно поле e5 · черна дама на черно поле a3 | черен топ на бяло поле a8 · черен топ на черно поле b8 · черен цар на бяло поле g8 · черна пешка на черно поле g7 · черна пешка на бяло поле h7 · бяла дама на бяло поле c6 · бял цар на бяло поле d5 · бял кон на черно поле e5 · черна дама на черно поле a3 | черен топ на бяло поле a8 · черен топ на черно поле b8 · черен цар на бяло поле g8 · черна пешка на черно поле g7 · черна пешка на бяло поле h7 · бяла дама на бяло поле c6 · бял цар на бяло поле d5 · бял кон на черно поле e5 · черна дама на черно поле a3 | черен топ на бяло поле a8 · черен топ на черно поле b8 · черен цар на бяло поле g8 · черна пешка на черно поле g7 · черна пешка на бяло поле h7 · бяла дама на бяло поле c6 · бял цар на бяло поле d5 · бял кон на черно поле e5 · черна дама на черно поле a3 | черен топ на бяло поле a8 · черен топ на черно поле b8 · черен цар на бяло поле g8 · черна пешка на черно поле g7 · черна пешка на бяло поле h7 · бяла дама на бяло поле c6 · бял цар на бяло поле d5 · бял кон на черно поле e5 · черна дама на черно поле a3 | черен топ на бяло поле a8 · черен топ на черно поле b8 · черен цар на бяло поле g8 · черна пешка на черно поле g7 · черна пешка на бяло поле h7 · бяла дама на бяло поле c6 · бял цар на бяло поле d5 · бял кон на черно поле e5 · черна дама на черно поле a3 | черен топ на бяло поле a8 · черен топ на черно поле b8 · черен цар на бяло поле g8 · черна пешка на черно поле g7 · черна пешка на бяло поле h7 · бяла дама на бяло поле c6 · бял цар на бяло поле d5 · бял кон на черно поле e5 · черна дама на черно поле a3 | 2 |
| 1 | черен топ на бяло поле a8 · черен топ на черно поле b8 · черен цар на бяло поле g8 · черна пешка на черно поле g7 · черна пешка на бяло поле h7 · бяла дама на бяло поле c6 · бял цар на бяло поле d5 · бял кон на черно поле e5 · черна дама на черно поле a3 | черен топ на бяло поле a8 · черен топ на черно поле b8 · черен цар на бяло поле g8 · черна пешка на черно поле g7 · черна пешка на бяло поле h7 · бяла дама на бяло поле c6 · бял цар на бяло поле d5 · бял кон на черно поле e5 · черна дама на черно поле a3 | черен топ на бяло поле a8 · черен топ на черно поле b8 · черен цар на бяло поле g8 · черна пешка на черно поле g7 · черна пешка на бяло поле h7 · бяла дама на бяло поле c6 · бял цар на бяло поле d5 · бял кон на черно поле e5 · черна дама на черно поле a3 | черен топ на бяло поле a8 · черен топ на черно поле b8 · черен цар на бяло поле g8 · черна пешка на черно поле g7 · черна пешка на бяло поле h7 · бяла дама на бяло поле c6 · бял цар на бяло поле d5 · бял кон на черно поле e5 · черна дама на черно поле a3 | черен топ на бяло поле a8 · черен топ на черно поле b8 · черен цар на бяло поле g8 · черна пешка на черно поле g7 · черна пешка на бяло поле h7 · бяла дама на бяло поле c6 · бял цар на бяло поле d5 · бял кон на черно поле e5 · черна дама на черно поле a3 | черен топ на бяло поле a8 · черен топ на черно поле b8 · черен цар на бяло поле g8 · черна пешка на черно поле g7 · черна пешка на бяло поле h7 · бяла дама на бяло поле c6 · бял цар на бяло поле d5 · бял кон на черно поле e5 · черна дама на черно поле a3 | черен топ на бяло поле a8 · черен топ на черно поле b8 · черен цар на бяло поле g8 · черна пешка на черно поле g7 · черна пешка на бяло поле h7 · бяла дама на бяло поле c6 · бял цар на бяло поле d5 · бял кон на черно поле e5 · черна дама на черно поле a3 | черен топ на бяло поле a8 · черен топ на черно поле b8 · черен цар на бяло поле g8 · черна пешка на черно поле g7 · черна пешка на бяло поле h7 · бяла дама на бяло поле c6 · бял цар на бяло поле d5 · бял кон на черно поле e5 · черна дама на черно поле a3 | 1 |
|   | a | b | c | d | e | f | g | h |   |

Матът на Лусена е матиращ модел, който завършва със задушен мат. Шах с дамата принуждава царя да отиде в ъгъла на дъската, за да не бъде матиран веднага. Шах с коня го изважда от ъгъла, за да последва двоен шах от коня и дамата, който го връща в ъгъла. Жертва на дамата до царя принуждава вземането ѝ с топа, който затваря царя и конят го матира.
Механизмът на комбинацията „задушен мат“ от позицията на диаграма 1 е обсъден за първи път през 1497 г. от испанеца Луис Рамирес де Лусена в книгата „Повторението на любовта и изкуството да играеш шах“.
1. Дe6+ Цh8 (не може 1. ... Цf8?? 2. Дf7Х) 2. Kf7+ Цg8 
3. Kh6++ Цh8 4. Дg8+!! Т:g8 5. Kf7Х!!
Известен е също като „наследството на Филидор“ и погрешно е наричан мат на Филидор, който го прилага над 250 години по-късно.
Пример може да се намери в играта Ян Тиман – Найджъл Шорт на турнира в Тилбург през 1990 г. От позицията на диаграма 2 играта продължава 27. Кf7+ Цg8 28. Кh6+ Цh8 29. Дg8+ Т:g8 30. Кf7X (диаграма 3). (Белите биха наложили мат, дори ако техният топ и пешката на e7 бяха премахнати от дъската, а черните имаха кон на f6. В този случай 27.Кf7+ Цg8 28.Кh6++ Цh8 [28...Цf8 29.Дf7#] 29.Дg8+ К:g8 [или 29...Т:g8] 30.Кf7 мат.)
|   | a | b | c | d | e | f | g | h |   |
| 8 | черен топ на бяло поле e8 · черен цар на черно поле h8 · черна пешка на черно поле c7 · бял топ на бяло поле d7 · бяла пешка на черно поле e7 · черна пешка на черно поле g7 · черна пешка на бяло поле h7 · черна пешка на бяло поле c6 · черна пешка на черно поле a5 · черна пешка на бяло поле f5 · бял кон на черно поле g5 · бяла дама на бяло поле c4 · черен кон на бяло поле g4 · черна дама на черно поле a3 · бяла пешка на черно поле g3 · бяла пешка на бяло поле a2 · бяла пешка на бяло поле e2 · бяла пешка на черно поле f2 · бяла пешка на черно поле h2 · бял цар на черно поле g1 | черен топ на бяло поле e8 · черен цар на черно поле h8 · черна пешка на черно поле c7 · бял топ на бяло поле d7 · бяла пешка на черно поле e7 · черна пешка на черно поле g7 · черна пешка на бяло поле h7 · черна пешка на бяло поле c6 · черна пешка на черно поле a5 · черна пешка на бяло поле f5 · бял кон на черно поле g5 · бяла дама на бяло поле c4 · черен кон на бяло поле g4 · черна дама на черно поле a3 · бяла пешка на черно поле g3 · бяла пешка на бяло поле a2 · бяла пешка на бяло поле e2 · бяла пешка на черно поле f2 · бяла пешка на черно поле h2 · бял цар на черно поле g1 | черен топ на бяло поле e8 · черен цар на черно поле h8 · черна пешка на черно поле c7 · бял топ на бяло поле d7 · бяла пешка на черно поле e7 · черна пешка на черно поле g7 · черна пешка на бяло поле h7 · черна пешка на бяло поле c6 · черна пешка на черно поле a5 · черна пешка на бяло поле f5 · бял кон на черно поле g5 · бяла дама на бяло поле c4 · черен кон на бяло поле g4 · черна дама на черно поле a3 · бяла пешка на черно поле g3 · бяла пешка на бяло поле a2 · бяла пешка на бяло поле e2 · бяла пешка на черно поле f2 · бяла пешка на черно поле h2 · бял цар на черно поле g1 | черен топ на бяло поле e8 · черен цар на черно поле h8 · черна пешка на черно поле c7 · бял топ на бяло поле d7 · бяла пешка на черно поле e7 · черна пешка на черно поле g7 · черна пешка на бяло поле h7 · черна пешка на бяло поле c6 · черна пешка на черно поле a5 · черна пешка на бяло поле f5 · бял кон на черно поле g5 · бяла дама на бяло поле c4 · черен кон на бяло поле g4 · черна дама на черно поле a3 · бяла пешка на черно поле g3 · бяла пешка на бяло поле a2 · бяла пешка на бяло поле e2 · бяла пешка на черно поле f2 · бяла пешка на черно поле h2 · бял цар на черно поле g1 | черен топ на бяло поле e8 · черен цар на черно поле h8 · черна пешка на черно поле c7 · бял топ на бяло поле d7 · бяла пешка на черно поле e7 · черна пешка на черно поле g7 · черна пешка на бяло поле h7 · черна пешка на бяло поле c6 · черна пешка на черно поле a5 · черна пешка на бяло поле f5 · бял кон на черно поле g5 · бяла дама на бяло поле c4 · черен кон на бяло поле g4 · черна дама на черно поле a3 · бяла пешка на черно поле g3 · бяла пешка на бяло поле a2 · бяла пешка на бяло поле e2 · бяла пешка на черно поле f2 · бяла пешка на черно поле h2 · бял цар на черно поле g1 | черен топ на бяло поле e8 · черен цар на черно поле h8 · черна пешка на черно поле c7 · бял топ на бяло поле d7 · бяла пешка на черно поле e7 · черна пешка на черно поле g7 · черна пешка на бяло поле h7 · черна пешка на бяло поле c6 · черна пешка на черно поле a5 · черна пешка на бяло поле f5 · бял кон на черно поле g5 · бяла дама на бяло поле c4 · черен кон на бяло поле g4 · черна дама на черно поле a3 · бяла пешка на черно поле g3 · бяла пешка на бяло поле a2 · бяла пешка на бяло поле e2 · бяла пешка на черно поле f2 · бяла пешка на черно поле h2 · бял цар на черно поле g1 | черен топ на бяло поле e8 · черен цар на черно поле h8 · черна пешка на черно поле c7 · бял топ на бяло поле d7 · бяла пешка на черно поле e7 · черна пешка на черно поле g7 · черна пешка на бяло поле h7 · черна пешка на бяло поле c6 · черна пешка на черно поле a5 · черна пешка на бяло поле f5 · бял кон на черно поле g5 · бяла дама на бяло поле c4 · черен кон на бяло поле g4 · черна дама на черно поле a3 · бяла пешка на черно поле g3 · бяла пешка на бяло поле a2 · бяла пешка на бяло поле e2 · бяла пешка на черно поле f2 · бяла пешка на черно поле h2 · бял цар на черно поле g1 | черен топ на бяло поле e8 · черен цар на черно поле h8 · черна пешка на черно поле c7 · бял топ на бяло поле d7 · бяла пешка на черно поле e7 · черна пешка на черно поле g7 · черна пешка на бяло поле h7 · черна пешка на бяло поле c6 · черна пешка на черно поле a5 · черна пешка на бяло поле f5 · бял кон на черно поле g5 · бяла дама на бяло поле c4 · черен кон на бяло поле g4 · черна дама на черно поле a3 · бяла пешка на черно поле g3 · бяла пешка на бяло поле a2 · бяла пешка на бяло поле e2 · бяла пешка на черно поле f2 · бяла пешка на черно поле h2 · бял цар на черно поле g1 | 8 |
| 7 | черен топ на бяло поле e8 · черен цар на черно поле h8 · черна пешка на черно поле c7 · бял топ на бяло поле d7 · бяла пешка на черно поле e7 · черна пешка на черно поле g7 · черна пешка на бяло поле h7 · черна пешка на бяло поле c6 · черна пешка на черно поле a5 · черна пешка на бяло поле f5 · бял кон на черно поле g5 · бяла дама на бяло поле c4 · черен кон на бяло поле g4 · черна дама на черно поле a3 · бяла пешка на черно поле g3 · бяла пешка на бяло поле a2 · бяла пешка на бяло поле e2 · бяла пешка на черно поле f2 · бяла пешка на черно поле h2 · бял цар на черно поле g1 | черен топ на бяло поле e8 · черен цар на черно поле h8 · черна пешка на черно поле c7 · бял топ на бяло поле d7 · бяла пешка на черно поле e7 · черна пешка на черно поле g7 · черна пешка на бяло поле h7 · черна пешка на бяло поле c6 · черна пешка на черно поле a5 · черна пешка на бяло поле f5 · бял кон на черно поле g5 · бяла дама на бяло поле c4 · черен кон на бяло поле g4 · черна дама на черно поле a3 · бяла пешка на черно поле g3 · бяла пешка на бяло поле a2 · бяла пешка на бяло поле e2 · бяла пешка на черно поле f2 · бяла пешка на черно поле h2 · бял цар на черно поле g1 | черен топ на бяло поле e8 · черен цар на черно поле h8 · черна пешка на черно поле c7 · бял топ на бяло поле d7 · бяла пешка на черно поле e7 · черна пешка на черно поле g7 · черна пешка на бяло поле h7 · черна пешка на бяло поле c6 · черна пешка на черно поле a5 · черна пешка на бяло поле f5 · бял кон на черно поле g5 · бяла дама на бяло поле c4 · черен кон на бяло поле g4 · черна дама на черно поле a3 · бяла пешка на черно поле g3 · бяла пешка на бяло поле a2 · бяла пешка на бяло поле e2 · бяла пешка на черно поле f2 · бяла пешка на черно поле h2 · бял цар на черно поле g1 | черен топ на бяло поле e8 · черен цар на черно поле h8 · черна пешка на черно поле c7 · бял топ на бяло поле d7 · бяла пешка на черно поле e7 · черна пешка на черно поле g7 · черна пешка на бяло поле h7 · черна пешка на бяло поле c6 · черна пешка на черно поле a5 · черна пешка на бяло поле f5 · бял кон на черно поле g5 · бяла дама на бяло поле c4 · черен кон на бяло поле g4 · черна дама на черно поле a3 · бяла пешка на черно поле g3 · бяла пешка на бяло поле a2 · бяла пешка на бяло поле e2 · бяла пешка на черно поле f2 · бяла пешка на черно поле h2 · бял цар на черно поле g1 | черен топ на бяло поле e8 · черен цар на черно поле h8 · черна пешка на черно поле c7 · бял топ на бяло поле d7 · бяла пешка на черно поле e7 · черна пешка на черно поле g7 · черна пешка на бяло поле h7 · черна пешка на бяло поле c6 · черна пешка на черно поле a5 · черна пешка на бяло поле f5 · бял кон на черно поле g5 · бяла дама на бяло поле c4 · черен кон на бяло поле g4 · черна дама на черно поле a3 · бяла пешка на черно поле g3 · бяла пешка на бяло поле a2 · бяла пешка на бяло поле e2 · бяла пешка на черно поле f2 · бяла пешка на черно поле h2 · бял цар на черно поле g1 | черен топ на бяло поле e8 · черен цар на черно поле h8 · черна пешка на черно поле c7 · бял топ на бяло поле d7 · бяла пешка на черно поле e7 · черна пешка на черно поле g7 · черна пешка на бяло поле h7 · черна пешка на бяло поле c6 · черна пешка на черно поле a5 · черна пешка на бяло поле f5 · бял кон на черно поле g5 · бяла дама на бяло поле c4 · черен кон на бяло поле g4 · черна дама на черно поле a3 · бяла пешка на черно поле g3 · бяла пешка на бяло поле a2 · бяла пешка на бяло поле e2 · бяла пешка на черно поле f2 · бяла пешка на черно поле h2 · бял цар на черно поле g1 | черен топ на бяло поле e8 · черен цар на черно поле h8 · черна пешка на черно поле c7 · бял топ на бяло поле d7 · бяла пешка на черно поле e7 · черна пешка на черно поле g7 · черна пешка на бяло поле h7 · черна пешка на бяло поле c6 · черна пешка на черно поле a5 · черна пешка на бяло поле f5 · бял кон на черно поле g5 · бяла дама на бяло поле c4 · черен кон на бяло поле g4 · черна дама на черно поле a3 · бяла пешка на черно поле g3 · бяла пешка на бяло поле a2 · бяла пешка на бяло поле e2 · бяла пешка на черно поле f2 · бяла пешка на черно поле h2 · бял цар на черно поле g1 | черен топ на бяло поле e8 · черен цар на черно поле h8 · черна пешка на черно поле c7 · бял топ на бяло поле d7 · бяла пешка на черно поле e7 · черна пешка на черно поле g7 · черна пешка на бяло поле h7 · черна пешка на бяло поле c6 · черна пешка на черно поле a5 · черна пешка на бяло поле f5 · бял кон на черно поле g5 · бяла дама на бяло поле c4 · черен кон на бяло поле g4 · черна дама на черно поле a3 · бяла пешка на черно поле g3 · бяла пешка на бяло поле a2 · бяла пешка на бяло поле e2 · бяла пешка на черно поле f2 · бяла пешка на черно поле h2 · бял цар на черно поле g1 | 7 |
| 6 | черен топ на бяло поле e8 · черен цар на черно поле h8 · черна пешка на черно поле c7 · бял топ на бяло поле d7 · бяла пешка на черно поле e7 · черна пешка на черно поле g7 · черна пешка на бяло поле h7 · черна пешка на бяло поле c6 · черна пешка на черно поле a5 · черна пешка на бяло поле f5 · бял кон на черно поле g5 · бяла дама на бяло поле c4 · черен кон на бяло поле g4 · черна дама на черно поле a3 · бяла пешка на черно поле g3 · бяла пешка на бяло поле a2 · бяла пешка на бяло поле e2 · бяла пешка на черно поле f2 · бяла пешка на черно поле h2 · бял цар на черно поле g1 | черен топ на бяло поле e8 · черен цар на черно поле h8 · черна пешка на черно поле c7 · бял топ на бяло поле d7 · бяла пешка на черно поле e7 · черна пешка на черно поле g7 · черна пешка на бяло поле h7 · черна пешка на бяло поле c6 · черна пешка на черно поле a5 · черна пешка на бяло поле f5 · бял кон на черно поле g5 · бяла дама на бяло поле c4 · черен кон на бяло поле g4 · черна дама на черно поле a3 · бяла пешка на черно поле g3 · бяла пешка на бяло поле a2 · бяла пешка на бяло поле e2 · бяла пешка на черно поле f2 · бяла пешка на черно поле h2 · бял цар на черно поле g1 | черен топ на бяло поле e8 · черен цар на черно поле h8 · черна пешка на черно поле c7 · бял топ на бяло поле d7 · бяла пешка на черно поле e7 · черна пешка на черно поле g7 · черна пешка на бяло поле h7 · черна пешка на бяло поле c6 · черна пешка на черно поле a5 · черна пешка на бяло поле f5 · бял кон на черно поле g5 · бяла дама на бяло поле c4 · черен кон на бяло поле g4 · черна дама на черно поле a3 · бяла пешка на черно поле g3 · бяла пешка на бяло поле a2 · бяла пешка на бяло поле e2 · бяла пешка на черно поле f2 · бяла пешка на черно поле h2 · бял цар на черно поле g1 | черен топ на бяло поле e8 · черен цар на черно поле h8 · черна пешка на черно поле c7 · бял топ на бяло поле d7 · бяла пешка на черно поле e7 · черна пешка на черно поле g7 · черна пешка на бяло поле h7 · черна пешка на бяло поле c6 · черна пешка на черно поле a5 · черна пешка на бяло поле f5 · бял кон на черно поле g5 · бяла дама на бяло поле c4 · черен кон на бяло поле g4 · черна дама на черно поле a3 · бяла пешка на черно поле g3 · бяла пешка на бяло поле a2 · бяла пешка на бяло поле e2 · бяла пешка на черно поле f2 · бяла пешка на черно поле h2 · бял цар на черно поле g1 | черен топ на бяло поле e8 · черен цар на черно поле h8 · черна пешка на черно поле c7 · бял топ на бяло поле d7 · бяла пешка на черно поле e7 · черна пешка на черно поле g7 · черна пешка на бяло поле h7 · черна пешка на бяло поле c6 · черна пешка на черно поле a5 · черна пешка на бяло поле f5 · бял кон на черно поле g5 · бяла дама на бяло поле c4 · черен кон на бяло поле g4 · черна дама на черно поле a3 · бяла пешка на черно поле g3 · бяла пешка на бяло поле a2 · бяла пешка на бяло поле e2 · бяла пешка на черно поле f2 · бяла пешка на черно поле h2 · бял цар на черно поле g1 | черен топ на бяло поле e8 · черен цар на черно поле h8 · черна пешка на черно поле c7 · бял топ на бяло поле d7 · бяла пешка на черно поле e7 · черна пешка на черно поле g7 · черна пешка на бяло поле h7 · черна пешка на бяло поле c6 · черна пешка на черно поле a5 · черна пешка на бяло поле f5 · бял кон на черно поле g5 · бяла дама на бяло поле c4 · черен кон на бяло поле g4 · черна дама на черно поле a3 · бяла пешка на черно поле g3 · бяла пешка на бяло поле a2 · бяла пешка на бяло поле e2 · бяла пешка на черно поле f2 · бяла пешка на черно поле h2 · бял цар на черно поле g1 | черен топ на бяло поле e8 · черен цар на черно поле h8 · черна пешка на черно поле c7 · бял топ на бяло поле d7 · бяла пешка на черно поле e7 · черна пешка на черно поле g7 · черна пешка на бяло поле h7 · черна пешка на бяло поле c6 · черна пешка на черно поле a5 · черна пешка на бяло поле f5 · бял кон на черно поле g5 · бяла дама на бяло поле c4 · черен кон на бяло поле g4 · черна дама на черно поле a3 · бяла пешка на черно поле g3 · бяла пешка на бяло поле a2 · бяла пешка на бяло поле e2 · бяла пешка на черно поле f2 · бяла пешка на черно поле h2 · бял цар на черно поле g1 | черен топ на бяло поле e8 · черен цар на черно поле h8 · черна пешка на черно поле c7 · бял топ на бяло поле d7 · бяла пешка на черно поле e7 · черна пешка на черно поле g7 · черна пешка на бяло поле h7 · черна пешка на бяло поле c6 · черна пешка на черно поле a5 · черна пешка на бяло поле f5 · бял кон на черно поле g5 · бяла дама на бяло поле c4 · черен кон на бяло поле g4 · черна дама на черно поле a3 · бяла пешка на черно поле g3 · бяла пешка на бяло поле a2 · бяла пешка на бяло поле e2 · бяла пешка на черно поле f2 · бяла пешка на черно поле h2 · бял цар на черно поле g1 | 6 |
| 5 | черен топ на бяло поле e8 · черен цар на черно поле h8 · черна пешка на черно поле c7 · бял топ на бяло поле d7 · бяла пешка на черно поле e7 · черна пешка на черно поле g7 · черна пешка на бяло поле h7 · черна пешка на бяло поле c6 · черна пешка на черно поле a5 · черна пешка на бяло поле f5 · бял кон на черно поле g5 · бяла дама на бяло поле c4 · черен кон на бяло поле g4 · черна дама на черно поле a3 · бяла пешка на черно поле g3 · бяла пешка на бяло поле a2 · бяла пешка на бяло поле e2 · бяла пешка на черно поле f2 · бяла пешка на черно поле h2 · бял цар на черно поле g1 | черен топ на бяло поле e8 · черен цар на черно поле h8 · черна пешка на черно поле c7 · бял топ на бяло поле d7 · бяла пешка на черно поле e7 · черна пешка на черно поле g7 · черна пешка на бяло поле h7 · черна пешка на бяло поле c6 · черна пешка на черно поле a5 · черна пешка на бяло поле f5 · бял кон на черно поле g5 · бяла дама на бяло поле c4 · черен кон на бяло поле g4 · черна дама на черно поле a3 · бяла пешка на черно поле g3 · бяла пешка на бяло поле a2 · бяла пешка на бяло поле e2 · бяла пешка на черно поле f2 · бяла пешка на черно поле h2 · бял цар на черно поле g1 | черен топ на бяло поле e8 · черен цар на черно поле h8 · черна пешка на черно поле c7 · бял топ на бяло поле d7 · бяла пешка на черно поле e7 · черна пешка на черно поле g7 · черна пешка на бяло поле h7 · черна пешка на бяло поле c6 · черна пешка на черно поле a5 · черна пешка на бяло поле f5 · бял кон на черно поле g5 · бяла дама на бяло поле c4 · черен кон на бяло поле g4 · черна дама на черно поле a3 · бяла пешка на черно поле g3 · бяла пешка на бяло поле a2 · бяла пешка на бяло поле e2 · бяла пешка на черно поле f2 · бяла пешка на черно поле h2 · бял цар на черно поле g1 | черен топ на бяло поле e8 · черен цар на черно поле h8 · черна пешка на черно поле c7 · бял топ на бяло поле d7 · бяла пешка на черно поле e7 · черна пешка на черно поле g7 · черна пешка на бяло поле h7 · черна пешка на бяло поле c6 · черна пешка на черно поле a5 · черна пешка на бяло поле f5 · бял кон на черно поле g5 · бяла дама на бяло поле c4 · черен кон на бяло поле g4 · черна дама на черно поле a3 · бяла пешка на черно поле g3 · бяла пешка на бяло поле a2 · бяла пешка на бяло поле e2 · бяла пешка на черно поле f2 · бяла пешка на черно поле h2 · бял цар на черно поле g1 | черен топ на бяло поле e8 · черен цар на черно поле h8 · черна пешка на черно поле c7 · бял топ на бяло поле d7 · бяла пешка на черно поле e7 · черна пешка на черно поле g7 · черна пешка на бяло поле h7 · черна пешка на бяло поле c6 · черна пешка на черно поле a5 · черна пешка на бяло поле f5 · бял кон на черно поле g5 · бяла дама на бяло поле c4 · черен кон на бяло поле g4 · черна дама на черно поле a3 · бяла пешка на черно поле g3 · бяла пешка на бяло поле a2 · бяла пешка на бяло поле e2 · бяла пешка на черно поле f2 · бяла пешка на черно поле h2 · бял цар на черно поле g1 | черен топ на бяло поле e8 · черен цар на черно поле h8 · черна пешка на черно поле c7 · бял топ на бяло поле d7 · бяла пешка на черно поле e7 · черна пешка на черно поле g7 · черна пешка на бяло поле h7 · черна пешка на бяло поле c6 · черна пешка на черно поле a5 · черна пешка на бяло поле f5 · бял кон на черно поле g5 · бяла дама на бяло поле c4 · черен кон на бяло поле g4 · черна дама на черно поле a3 · бяла пешка на черно поле g3 · бяла пешка на бяло поле a2 · бяла пешка на бяло поле e2 · бяла пешка на черно поле f2 · бяла пешка на черно поле h2 · бял цар на черно поле g1 | черен топ на бяло поле e8 · черен цар на черно поле h8 · черна пешка на черно поле c7 · бял топ на бяло поле d7 · бяла пешка на черно поле e7 · черна пешка на черно поле g7 · черна пешка на бяло поле h7 · черна пешка на бяло поле c6 · черна пешка на черно поле a5 · черна пешка на бяло поле f5 · бял кон на черно поле g5 · бяла дама на бяло поле c4 · черен кон на бяло поле g4 · черна дама на черно поле a3 · бяла пешка на черно поле g3 · бяла пешка на бяло поле a2 · бяла пешка на бяло поле e2 · бяла пешка на черно поле f2 · бяла пешка на черно поле h2 · бял цар на черно поле g1 | черен топ на бяло поле e8 · черен цар на черно поле h8 · черна пешка на черно поле c7 · бял топ на бяло поле d7 · бяла пешка на черно поле e7 · черна пешка на черно поле g7 · черна пешка на бяло поле h7 · черна пешка на бяло поле c6 · черна пешка на черно поле a5 · черна пешка на бяло поле f5 · бял кон на черно поле g5 · бяла дама на бяло поле c4 · черен кон на бяло поле g4 · черна дама на черно поле a3 · бяла пешка на черно поле g3 · бяла пешка на бяло поле a2 · бяла пешка на бяло поле e2 · бяла пешка на черно поле f2 · бяла пешка на черно поле h2 · бял цар на черно поле g1 | 5 |
| 4 | черен топ на бяло поле e8 · черен цар на черно поле h8 · черна пешка на черно поле c7 · бял топ на бяло поле d7 · бяла пешка на черно поле e7 · черна пешка на черно поле g7 · черна пешка на бяло поле h7 · черна пешка на бяло поле c6 · черна пешка на черно поле a5 · черна пешка на бяло поле f5 · бял кон на черно поле g5 · бяла дама на бяло поле c4 · черен кон на бяло поле g4 · черна дама на черно поле a3 · бяла пешка на черно поле g3 · бяла пешка на бяло поле a2 · бяла пешка на бяло поле e2 · бяла пешка на черно поле f2 · бяла пешка на черно поле h2 · бял цар на черно поле g1 | черен топ на бяло поле e8 · черен цар на черно поле h8 · черна пешка на черно поле c7 · бял топ на бяло поле d7 · бяла пешка на черно поле e7 · черна пешка на черно поле g7 · черна пешка на бяло поле h7 · черна пешка на бяло поле c6 · черна пешка на черно поле a5 · черна пешка на бяло поле f5 · бял кон на черно поле g5 · бяла дама на бяло поле c4 · черен кон на бяло поле g4 · черна дама на черно поле a3 · бяла пешка на черно поле g3 · бяла пешка на бяло поле a2 · бяла пешка на бяло поле e2 · бяла пешка на черно поле f2 · бяла пешка на черно поле h2 · бял цар на черно поле g1 | черен топ на бяло поле e8 · черен цар на черно поле h8 · черна пешка на черно поле c7 · бял топ на бяло поле d7 · бяла пешка на черно поле e7 · черна пешка на черно поле g7 · черна пешка на бяло поле h7 · черна пешка на бяло поле c6 · черна пешка на черно поле a5 · черна пешка на бяло поле f5 · бял кон на черно поле g5 · бяла дама на бяло поле c4 · черен кон на бяло поле g4 · черна дама на черно поле a3 · бяла пешка на черно поле g3 · бяла пешка на бяло поле a2 · бяла пешка на бяло поле e2 · бяла пешка на черно поле f2 · бяла пешка на черно поле h2 · бял цар на черно поле g1 | черен топ на бяло поле e8 · черен цар на черно поле h8 · черна пешка на черно поле c7 · бял топ на бяло поле d7 · бяла пешка на черно поле e7 · черна пешка на черно поле g7 · черна пешка на бяло поле h7 · черна пешка на бяло поле c6 · черна пешка на черно поле a5 · черна пешка на бяло поле f5 · бял кон на черно поле g5 · бяла дама на бяло поле c4 · черен кон на бяло поле g4 · черна дама на черно поле a3 · бяла пешка на черно поле g3 · бяла пешка на бяло поле a2 · бяла пешка на бяло поле e2 · бяла пешка на черно поле f2 · бяла пешка на черно поле h2 · бял цар на черно поле g1 | черен топ на бяло поле e8 · черен цар на черно поле h8 · черна пешка на черно поле c7 · бял топ на бяло поле d7 · бяла пешка на черно поле e7 · черна пешка на черно поле g7 · черна пешка на бяло поле h7 · черна пешка на бяло поле c6 · черна пешка на черно поле a5 · черна пешка на бяло поле f5 · бял кон на черно поле g5 · бяла дама на бяло поле c4 · черен кон на бяло поле g4 · черна дама на черно поле a3 · бяла пешка на черно поле g3 · бяла пешка на бяло поле a2 · бяла пешка на бяло поле e2 · бяла пешка на черно поле f2 · бяла пешка на черно поле h2 · бял цар на черно поле g1 | черен топ на бяло поле e8 · черен цар на черно поле h8 · черна пешка на черно поле c7 · бял топ на бяло поле d7 · бяла пешка на черно поле e7 · черна пешка на черно поле g7 · черна пешка на бяло поле h7 · черна пешка на бяло поле c6 · черна пешка на черно поле a5 · черна пешка на бяло поле f5 · бял кон на черно поле g5 · бяла дама на бяло поле c4 · черен кон на бяло поле g4 · черна дама на черно поле a3 · бяла пешка на черно поле g3 · бяла пешка на бяло поле a2 · бяла пешка на бяло поле e2 · бяла пешка на черно поле f2 · бяла пешка на черно поле h2 · бял цар на черно поле g1 | черен топ на бяло поле e8 · черен цар на черно поле h8 · черна пешка на черно поле c7 · бял топ на бяло поле d7 · бяла пешка на черно поле e7 · черна пешка на черно поле g7 · черна пешка на бяло поле h7 · черна пешка на бяло поле c6 · черна пешка на черно поле a5 · черна пешка на бяло поле f5 · бял кон на черно поле g5 · бяла дама на бяло поле c4 · черен кон на бяло поле g4 · черна дама на черно поле a3 · бяла пешка на черно поле g3 · бяла пешка на бяло поле a2 · бяла пешка на бяло поле e2 · бяла пешка на черно поле f2 · бяла пешка на черно поле h2 · бял цар на черно поле g1 | черен топ на бяло поле e8 · черен цар на черно поле h8 · черна пешка на черно поле c7 · бял топ на бяло поле d7 · бяла пешка на черно поле e7 · черна пешка на черно поле g7 · черна пешка на бяло поле h7 · черна пешка на бяло поле c6 · черна пешка на черно поле a5 · черна пешка на бяло поле f5 · бял кон на черно поле g5 · бяла дама на бяло поле c4 · черен кон на бяло поле g4 · черна дама на черно поле a3 · бяла пешка на черно поле g3 · бяла пешка на бяло поле a2 · бяла пешка на бяло поле e2 · бяла пешка на черно поле f2 · бяла пешка на черно поле h2 · бял цар на черно поле g1 | 4 |
| 3 | черен топ на бяло поле e8 · черен цар на черно поле h8 · черна пешка на черно поле c7 · бял топ на бяло поле d7 · бяла пешка на черно поле e7 · черна пешка на черно поле g7 · черна пешка на бяло поле h7 · черна пешка на бяло поле c6 · черна пешка на черно поле a5 · черна пешка на бяло поле f5 · бял кон на черно поле g5 · бяла дама на бяло поле c4 · черен кон на бяло поле g4 · черна дама на черно поле a3 · бяла пешка на черно поле g3 · бяла пешка на бяло поле a2 · бяла пешка на бяло поле e2 · бяла пешка на черно поле f2 · бяла пешка на черно поле h2 · бял цар на черно поле g1 | черен топ на бяло поле e8 · черен цар на черно поле h8 · черна пешка на черно поле c7 · бял топ на бяло поле d7 · бяла пешка на черно поле e7 · черна пешка на черно поле g7 · черна пешка на бяло поле h7 · черна пешка на бяло поле c6 · черна пешка на черно поле a5 · черна пешка на бяло поле f5 · бял кон на черно поле g5 · бяла дама на бяло поле c4 · черен кон на бяло поле g4 · черна дама на черно поле a3 · бяла пешка на черно поле g3 · бяла пешка на бяло поле a2 · бяла пешка на бяло поле e2 · бяла пешка на черно поле f2 · бяла пешка на черно поле h2 · бял цар на черно поле g1 | черен топ на бяло поле e8 · черен цар на черно поле h8 · черна пешка на черно поле c7 · бял топ на бяло поле d7 · бяла пешка на черно поле e7 · черна пешка на черно поле g7 · черна пешка на бяло поле h7 · черна пешка на бяло поле c6 · черна пешка на черно поле a5 · черна пешка на бяло поле f5 · бял кон на черно поле g5 · бяла дама на бяло поле c4 · черен кон на бяло поле g4 · черна дама на черно поле a3 · бяла пешка на черно поле g3 · бяла пешка на бяло поле a2 · бяла пешка на бяло поле e2 · бяла пешка на черно поле f2 · бяла пешка на черно поле h2 · бял цар на черно поле g1 | черен топ на бяло поле e8 · черен цар на черно поле h8 · черна пешка на черно поле c7 · бял топ на бяло поле d7 · бяла пешка на черно поле e7 · черна пешка на черно поле g7 · черна пешка на бяло поле h7 · черна пешка на бяло поле c6 · черна пешка на черно поле a5 · черна пешка на бяло поле f5 · бял кон на черно поле g5 · бяла дама на бяло поле c4 · черен кон на бяло поле g4 · черна дама на черно поле a3 · бяла пешка на черно поле g3 · бяла пешка на бяло поле a2 · бяла пешка на бяло поле e2 · бяла пешка на черно поле f2 · бяла пешка на черно поле h2 · бял цар на черно поле g1 | черен топ на бяло поле e8 · черен цар на черно поле h8 · черна пешка на черно поле c7 · бял топ на бяло поле d7 · бяла пешка на черно поле e7 · черна пешка на черно поле g7 · черна пешка на бяло поле h7 · черна пешка на бяло поле c6 · черна пешка на черно поле a5 · черна пешка на бяло поле f5 · бял кон на черно поле g5 · бяла дама на бяло поле c4 · черен кон на бяло поле g4 · черна дама на черно поле a3 · бяла пешка на черно поле g3 · бяла пешка на бяло поле a2 · бяла пешка на бяло поле e2 · бяла пешка на черно поле f2 · бяла пешка на черно поле h2 · бял цар на черно поле g1 | черен топ на бяло поле e8 · черен цар на черно поле h8 · черна пешка на черно поле c7 · бял топ на бяло поле d7 · бяла пешка на черно поле e7 · черна пешка на черно поле g7 · черна пешка на бяло поле h7 · черна пешка на бяло поле c6 · черна пешка на черно поле a5 · черна пешка на бяло поле f5 · бял кон на черно поле g5 · бяла дама на бяло поле c4 · черен кон на бяло поле g4 · черна дама на черно поле a3 · бяла пешка на черно поле g3 · бяла пешка на бяло поле a2 · бяла пешка на бяло поле e2 · бяла пешка на черно поле f2 · бяла пешка на черно поле h2 · бял цар на черно поле g1 | черен топ на бяло поле e8 · черен цар на черно поле h8 · черна пешка на черно поле c7 · бял топ на бяло поле d7 · бяла пешка на черно поле e7 · черна пешка на черно поле g7 · черна пешка на бяло поле h7 · черна пешка на бяло поле c6 · черна пешка на черно поле a5 · черна пешка на бяло поле f5 · бял кон на черно поле g5 · бяла дама на бяло поле c4 · черен кон на бяло поле g4 · черна дама на черно поле a3 · бяла пешка на черно поле g3 · бяла пешка на бяло поле a2 · бяла пешка на бяло поле e2 · бяла пешка на черно поле f2 · бяла пешка на черно поле h2 · бял цар на черно поле g1 | черен топ на бяло поле e8 · черен цар на черно поле h8 · черна пешка на черно поле c7 · бял топ на бяло поле d7 · бяла пешка на черно поле e7 · черна пешка на черно поле g7 · черна пешка на бяло поле h7 · черна пешка на бяло поле c6 · черна пешка на черно поле a5 · черна пешка на бяло поле f5 · бял кон на черно поле g5 · бяла дама на бяло поле c4 · черен кон на бяло поле g4 · черна дама на черно поле a3 · бяла пешка на черно поле g3 · бяла пешка на бяло поле a2 · бяла пешка на бяло поле e2 · бяла пешка на черно поле f2 · бяла пешка на черно поле h2 · бял цар на черно поле g1 | 3 |
| 2 | черен топ на бяло поле e8 · черен цар на черно поле h8 · черна пешка на черно поле c7 · бял топ на бяло поле d7 · бяла пешка на черно поле e7 · черна пешка на черно поле g7 · черна пешка на бяло поле h7 · черна пешка на бяло поле c6 · черна пешка на черно поле a5 · черна пешка на бяло поле f5 · бял кон на черно поле g5 · бяла дама на бяло поле c4 · черен кон на бяло поле g4 · черна дама на черно поле a3 · бяла пешка на черно поле g3 · бяла пешка на бяло поле a2 · бяла пешка на бяло поле e2 · бяла пешка на черно поле f2 · бяла пешка на черно поле h2 · бял цар на черно поле g1 | черен топ на бяло поле e8 · черен цар на черно поле h8 · черна пешка на черно поле c7 · бял топ на бяло поле d7 · бяла пешка на черно поле e7 · черна пешка на черно поле g7 · черна пешка на бяло поле h7 · черна пешка на бяло поле c6 · черна пешка на черно поле a5 · черна пешка на бяло поле f5 · бял кон на черно поле g5 · бяла дама на бяло поле c4 · черен кон на бяло поле g4 · черна дама на черно поле a3 · бяла пешка на черно поле g3 · бяла пешка на бяло поле a2 · бяла пешка на бяло поле e2 · бяла пешка на черно поле f2 · бяла пешка на черно поле h2 · бял цар на черно поле g1 | черен топ на бяло поле e8 · черен цар на черно поле h8 · черна пешка на черно поле c7 · бял топ на бяло поле d7 · бяла пешка на черно поле e7 · черна пешка на черно поле g7 · черна пешка на бяло поле h7 · черна пешка на бяло поле c6 · черна пешка на черно поле a5 · черна пешка на бяло поле f5 · бял кон на черно поле g5 · бяла дама на бяло поле c4 · черен кон на бяло поле g4 · черна дама на черно поле a3 · бяла пешка на черно поле g3 · бяла пешка на бяло поле a2 · бяла пешка на бяло поле e2 · бяла пешка на черно поле f2 · бяла пешка на черно поле h2 · бял цар на черно поле g1 | черен топ на бяло поле e8 · черен цар на черно поле h8 · черна пешка на черно поле c7 · бял топ на бяло поле d7 · бяла пешка на черно поле e7 · черна пешка на черно поле g7 · черна пешка на бяло поле h7 · черна пешка на бяло поле c6 · черна пешка на черно поле a5 · черна пешка на бяло поле f5 · бял кон на черно поле g5 · бяла дама на бяло поле c4 · черен кон на бяло поле g4 · черна дама на черно поле a3 · бяла пешка на черно поле g3 · бяла пешка на бяло поле a2 · бяла пешка на бяло поле e2 · бяла пешка на черно поле f2 · бяла пешка на черно поле h2 · бял цар на черно поле g1 | черен топ на бяло поле e8 · черен цар на черно поле h8 · черна пешка на черно поле c7 · бял топ на бяло поле d7 · бяла пешка на черно поле e7 · черна пешка на черно поле g7 · черна пешка на бяло поле h7 · черна пешка на бяло поле c6 · черна пешка на черно поле a5 · черна пешка на бяло поле f5 · бял кон на черно поле g5 · бяла дама на бяло поле c4 · черен кон на бяло поле g4 · черна дама на черно поле a3 · бяла пешка на черно поле g3 · бяла пешка на бяло поле a2 · бяла пешка на бяло поле e2 · бяла пешка на черно поле f2 · бяла пешка на черно поле h2 · бял цар на черно поле g1 | черен топ на бяло поле e8 · черен цар на черно поле h8 · черна пешка на черно поле c7 · бял топ на бяло поле d7 · бяла пешка на черно поле e7 · черна пешка на черно поле g7 · черна пешка на бяло поле h7 · черна пешка на бяло поле c6 · черна пешка на черно поле a5 · черна пешка на бяло поле f5 · бял кон на черно поле g5 · бяла дама на бяло поле c4 · черен кон на бяло поле g4 · черна дама на черно поле a3 · бяла пешка на черно поле g3 · бяла пешка на бяло поле a2 · бяла пешка на бяло поле e2 · бяла пешка на черно поле f2 · бяла пешка на черно поле h2 · бял цар на черно поле g1 | черен топ на бяло поле e8 · черен цар на черно поле h8 · черна пешка на черно поле c7 · бял топ на бяло поле d7 · бяла пешка на черно поле e7 · черна пешка на черно поле g7 · черна пешка на бяло поле h7 · черна пешка на бяло поле c6 · черна пешка на черно поле a5 · черна пешка на бяло поле f5 · бял кон на черно поле g5 · бяла дама на бяло поле c4 · черен кон на бяло поле g4 · черна дама на черно поле a3 · бяла пешка на черно поле g3 · бяла пешка на бяло поле a2 · бяла пешка на бяло поле e2 · бяла пешка на черно поле f2 · бяла пешка на черно поле h2 · бял цар на черно поле g1 | черен топ на бяло поле e8 · черен цар на черно поле h8 · черна пешка на черно поле c7 · бял топ на бяло поле d7 · бяла пешка на черно поле e7 · черна пешка на черно поле g7 · черна пешка на бяло поле h7 · черна пешка на бяло поле c6 · черна пешка на черно поле a5 · черна пешка на бяло поле f5 · бял кон на черно поле g5 · бяла дама на бяло поле c4 · черен кон на бяло поле g4 · черна дама на черно поле a3 · бяла пешка на черно поле g3 · бяла пешка на бяло поле a2 · бяла пешка на бяло поле e2 · бяла пешка на черно поле f2 · бяла пешка на черно поле h2 · бял цар на черно поле g1 | 2 |
| 1 | черен топ на бяло поле e8 · черен цар на черно поле h8 · черна пешка на черно поле c7 · бял топ на бяло поле d7 · бяла пешка на черно поле e7 · черна пешка на черно поле g7 · черна пешка на бяло поле h7 · черна пешка на бяло поле c6 · черна пешка на черно поле a5 · черна пешка на бяло поле f5 · бял кон на черно поле g5 · бяла дама на бяло поле c4 · черен кон на бяло поле g4 · черна дама на черно поле a3 · бяла пешка на черно поле g3 · бяла пешка на бяло поле a2 · бяла пешка на бяло поле e2 · бяла пешка на черно поле f2 · бяла пешка на черно поле h2 · бял цар на черно поле g1 | черен топ на бяло поле e8 · черен цар на черно поле h8 · черна пешка на черно поле c7 · бял топ на бяло поле d7 · бяла пешка на черно поле e7 · черна пешка на черно поле g7 · черна пешка на бяло поле h7 · черна пешка на бяло поле c6 · черна пешка на черно поле a5 · черна пешка на бяло поле f5 · бял кон на черно поле g5 · бяла дама на бяло поле c4 · черен кон на бяло поле g4 · черна дама на черно поле a3 · бяла пешка на черно поле g3 · бяла пешка на бяло поле a2 · бяла пешка на бяло поле e2 · бяла пешка на черно поле f2 · бяла пешка на черно поле h2 · бял цар на черно поле g1 | черен топ на бяло поле e8 · черен цар на черно поле h8 · черна пешка на черно поле c7 · бял топ на бяло поле d7 · бяла пешка на черно поле e7 · черна пешка на черно поле g7 · черна пешка на бяло поле h7 · черна пешка на бяло поле c6 · черна пешка на черно поле a5 · черна пешка на бяло поле f5 · бял кон на черно поле g5 · бяла дама на бяло поле c4 · черен кон на бяло поле g4 · черна дама на черно поле a3 · бяла пешка на черно поле g3 · бяла пешка на бяло поле a2 · бяла пешка на бяло поле e2 · бяла пешка на черно поле f2 · бяла пешка на черно поле h2 · бял цар на черно поле g1 | черен топ на бяло поле e8 · черен цар на черно поле h8 · черна пешка на черно поле c7 · бял топ на бяло поле d7 · бяла пешка на черно поле e7 · черна пешка на черно поле g7 · черна пешка на бяло поле h7 · черна пешка на бяло поле c6 · черна пешка на черно поле a5 · черна пешка на бяло поле f5 · бял кон на черно поле g5 · бяла дама на бяло поле c4 · черен кон на бяло поле g4 · черна дама на черно поле a3 · бяла пешка на черно поле g3 · бяла пешка на бяло поле a2 · бяла пешка на бяло поле e2 · бяла пешка на черно поле f2 · бяла пешка на черно поле h2 · бял цар на черно поле g1 | черен топ на бяло поле e8 · черен цар на черно поле h8 · черна пешка на черно поле c7 · бял топ на бяло поле d7 · бяла пешка на черно поле e7 · черна пешка на черно поле g7 · черна пешка на бяло поле h7 · черна пешка на бяло поле c6 · черна пешка на черно поле a5 · черна пешка на бяло поле f5 · бял кон на черно поле g5 · бяла дама на бяло поле c4 · черен кон на бяло поле g4 · черна дама на черно поле a3 · бяла пешка на черно поле g3 · бяла пешка на бяло поле a2 · бяла пешка на бяло поле e2 · бяла пешка на черно поле f2 · бяла пешка на черно поле h2 · бял цар на черно поле g1 | черен топ на бяло поле e8 · черен цар на черно поле h8 · черна пешка на черно поле c7 · бял топ на бяло поле d7 · бяла пешка на черно поле e7 · черна пешка на черно поле g7 · черна пешка на бяло поле h7 · черна пешка на бяло поле c6 · черна пешка на черно поле a5 · черна пешка на бяло поле f5 · бял кон на черно поле g5 · бяла дама на бяло поле c4 · черен кон на бяло поле g4 · черна дама на черно поле a3 · бяла пешка на черно поле g3 · бяла пешка на бяло поле a2 · бяла пешка на бяло поле e2 · бяла пешка на черно поле f2 · бяла пешка на черно поле h2 · бял цар на черно поле g1 | черен топ на бяло поле e8 · черен цар на черно поле h8 · черна пешка на черно поле c7 · бял топ на бяло поле d7 · бяла пешка на черно поле e7 · черна пешка на черно поле g7 · черна пешка на бяло поле h7 · черна пешка на бяло поле c6 · черна пешка на черно поле a5 · черна пешка на бяло поле f5 · бял кон на черно поле g5 · бяла дама на бяло поле c4 · черен кон на бяло поле g4 · черна дама на черно поле a3 · бяла пешка на черно поле g3 · бяла пешка на бяло поле a2 · бяла пешка на бяло поле e2 · бяла пешка на черно поле f2 · бяла пешка на черно поле h2 · бял цар на черно поле g1 | черен топ на бяло поле e8 · черен цар на черно поле h8 · черна пешка на черно поле c7 · бял топ на бяло поле d7 · бяла пешка на черно поле e7 · черна пешка на черно поле g7 · черна пешка на бяло поле h7 · черна пешка на бяло поле c6 · черна пешка на черно поле a5 · черна пешка на бяло поле f5 · бял кон на черно поле g5 · бяла дама на бяло поле c4 · черен кон на бяло поле g4 · черна дама на черно поле a3 · бяла пешка на черно поле g3 · бяла пешка на бяло поле a2 · бяла пешка на бяло поле e2 · бяла пешка на черно поле f2 · бяла пешка на черно поле h2 · бял цар на черно поле g1 | 1 |
|   | a | b | c | d | e | f | g | h |   |

|   | a | b | c | d | e | f | g | h |   |
| 8 | черен топ на бяло поле g8 · черен цар на черно поле h8 · черна пешка на черно поле c7 · бял топ на бяло поле d7 · бяла пешка на черно поле e7 · бял кон на бяло поле f7 · черна пешка на черно поле g7 · черна пешка на бяло поле h7 · черна пешка на бяло поле c6 · черна пешка на черно поле a5 · черна пешка на бяло поле f5 · черен кон на бяло поле g4 · черна дама на черно поле a3 · бяла пешка на черно поле g3 · бяла пешка на бяло поле a2 · бяла пешка на бяло поле e2 · бяла пешка на черно поле f2 · бяла пешка на черно поле h2 · бял цар на черно поле g1 | черен топ на бяло поле g8 · черен цар на черно поле h8 · черна пешка на черно поле c7 · бял топ на бяло поле d7 · бяла пешка на черно поле e7 · бял кон на бяло поле f7 · черна пешка на черно поле g7 · черна пешка на бяло поле h7 · черна пешка на бяло поле c6 · черна пешка на черно поле a5 · черна пешка на бяло поле f5 · черен кон на бяло поле g4 · черна дама на черно поле a3 · бяла пешка на черно поле g3 · бяла пешка на бяло поле a2 · бяла пешка на бяло поле e2 · бяла пешка на черно поле f2 · бяла пешка на черно поле h2 · бял цар на черно поле g1 | черен топ на бяло поле g8 · черен цар на черно поле h8 · черна пешка на черно поле c7 · бял топ на бяло поле d7 · бяла пешка на черно поле e7 · бял кон на бяло поле f7 · черна пешка на черно поле g7 · черна пешка на бяло поле h7 · черна пешка на бяло поле c6 · черна пешка на черно поле a5 · черна пешка на бяло поле f5 · черен кон на бяло поле g4 · черна дама на черно поле a3 · бяла пешка на черно поле g3 · бяла пешка на бяло поле a2 · бяла пешка на бяло поле e2 · бяла пешка на черно поле f2 · бяла пешка на черно поле h2 · бял цар на черно поле g1 | черен топ на бяло поле g8 · черен цар на черно поле h8 · черна пешка на черно поле c7 · бял топ на бяло поле d7 · бяла пешка на черно поле e7 · бял кон на бяло поле f7 · черна пешка на черно поле g7 · черна пешка на бяло поле h7 · черна пешка на бяло поле c6 · черна пешка на черно поле a5 · черна пешка на бяло поле f5 · черен кон на бяло поле g4 · черна дама на черно поле a3 · бяла пешка на черно поле g3 · бяла пешка на бяло поле a2 · бяла пешка на бяло поле e2 · бяла пешка на черно поле f2 · бяла пешка на черно поле h2 · бял цар на черно поле g1 | черен топ на бяло поле g8 · черен цар на черно поле h8 · черна пешка на черно поле c7 · бял топ на бяло поле d7 · бяла пешка на черно поле e7 · бял кон на бяло поле f7 · черна пешка на черно поле g7 · черна пешка на бяло поле h7 · черна пешка на бяло поле c6 · черна пешка на черно поле a5 · черна пешка на бяло поле f5 · черен кон на бяло поле g4 · черна дама на черно поле a3 · бяла пешка на черно поле g3 · бяла пешка на бяло поле a2 · бяла пешка на бяло поле e2 · бяла пешка на черно поле f2 · бяла пешка на черно поле h2 · бял цар на черно поле g1 | черен топ на бяло поле g8 · черен цар на черно поле h8 · черна пешка на черно поле c7 · бял топ на бяло поле d7 · бяла пешка на черно поле e7 · бял кон на бяло поле f7 · черна пешка на черно поле g7 · черна пешка на бяло поле h7 · черна пешка на бяло поле c6 · черна пешка на черно поле a5 · черна пешка на бяло поле f5 · черен кон на бяло поле g4 · черна дама на черно поле a3 · бяла пешка на черно поле g3 · бяла пешка на бяло поле a2 · бяла пешка на бяло поле e2 · бяла пешка на черно поле f2 · бяла пешка на черно поле h2 · бял цар на черно поле g1 | черен топ на бяло поле g8 · черен цар на черно поле h8 · черна пешка на черно поле c7 · бял топ на бяло поле d7 · бяла пешка на черно поле e7 · бял кон на бяло поле f7 · черна пешка на черно поле g7 · черна пешка на бяло поле h7 · черна пешка на бяло поле c6 · черна пешка на черно поле a5 · черна пешка на бяло поле f5 · черен кон на бяло поле g4 · черна дама на черно поле a3 · бяла пешка на черно поле g3 · бяла пешка на бяло поле a2 · бяла пешка на бяло поле e2 · бяла пешка на черно поле f2 · бяла пешка на черно поле h2 · бял цар на черно поле g1 | черен топ на бяло поле g8 · черен цар на черно поле h8 · черна пешка на черно поле c7 · бял топ на бяло поле d7 · бяла пешка на черно поле e7 · бял кон на бяло поле f7 · черна пешка на черно поле g7 · черна пешка на бяло поле h7 · черна пешка на бяло поле c6 · черна пешка на черно поле a5 · черна пешка на бяло поле f5 · черен кон на бяло поле g4 · черна дама на черно поле a3 · бяла пешка на черно поле g3 · бяла пешка на бяло поле a2 · бяла пешка на бяло поле e2 · бяла пешка на черно поле f2 · бяла пешка на черно поле h2 · бял цар на черно поле g1 | 8 |
| 7 | черен топ на бяло поле g8 · черен цар на черно поле h8 · черна пешка на черно поле c7 · бял топ на бяло поле d7 · бяла пешка на черно поле e7 · бял кон на бяло поле f7 · черна пешка на черно поле g7 · черна пешка на бяло поле h7 · черна пешка на бяло поле c6 · черна пешка на черно поле a5 · черна пешка на бяло поле f5 · черен кон на бяло поле g4 · черна дама на черно поле a3 · бяла пешка на черно поле g3 · бяла пешка на бяло поле a2 · бяла пешка на бяло поле e2 · бяла пешка на черно поле f2 · бяла пешка на черно поле h2 · бял цар на черно поле g1 | черен топ на бяло поле g8 · черен цар на черно поле h8 · черна пешка на черно поле c7 · бял топ на бяло поле d7 · бяла пешка на черно поле e7 · бял кон на бяло поле f7 · черна пешка на черно поле g7 · черна пешка на бяло поле h7 · черна пешка на бяло поле c6 · черна пешка на черно поле a5 · черна пешка на бяло поле f5 · черен кон на бяло поле g4 · черна дама на черно поле a3 · бяла пешка на черно поле g3 · бяла пешка на бяло поле a2 · бяла пешка на бяло поле e2 · бяла пешка на черно поле f2 · бяла пешка на черно поле h2 · бял цар на черно поле g1 | черен топ на бяло поле g8 · черен цар на черно поле h8 · черна пешка на черно поле c7 · бял топ на бяло поле d7 · бяла пешка на черно поле e7 · бял кон на бяло поле f7 · черна пешка на черно поле g7 · черна пешка на бяло поле h7 · черна пешка на бяло поле c6 · черна пешка на черно поле a5 · черна пешка на бяло поле f5 · черен кон на бяло поле g4 · черна дама на черно поле a3 · бяла пешка на черно поле g3 · бяла пешка на бяло поле a2 · бяла пешка на бяло поле e2 · бяла пешка на черно поле f2 · бяла пешка на черно поле h2 · бял цар на черно поле g1 | черен топ на бяло поле g8 · черен цар на черно поле h8 · черна пешка на черно поле c7 · бял топ на бяло поле d7 · бяла пешка на черно поле e7 · бял кон на бяло поле f7 · черна пешка на черно поле g7 · черна пешка на бяло поле h7 · черна пешка на бяло поле c6 · черна пешка на черно поле a5 · черна пешка на бяло поле f5 · черен кон на бяло поле g4 · черна дама на черно поле a3 · бяла пешка на черно поле g3 · бяла пешка на бяло поле a2 · бяла пешка на бяло поле e2 · бяла пешка на черно поле f2 · бяла пешка на черно поле h2 · бял цар на черно поле g1 | черен топ на бяло поле g8 · черен цар на черно поле h8 · черна пешка на черно поле c7 · бял топ на бяло поле d7 · бяла пешка на черно поле e7 · бял кон на бяло поле f7 · черна пешка на черно поле g7 · черна пешка на бяло поле h7 · черна пешка на бяло поле c6 · черна пешка на черно поле a5 · черна пешка на бяло поле f5 · черен кон на бяло поле g4 · черна дама на черно поле a3 · бяла пешка на черно поле g3 · бяла пешка на бяло поле a2 · бяла пешка на бяло поле e2 · бяла пешка на черно поле f2 · бяла пешка на черно поле h2 · бял цар на черно поле g1 | черен топ на бяло поле g8 · черен цар на черно поле h8 · черна пешка на черно поле c7 · бял топ на бяло поле d7 · бяла пешка на черно поле e7 · бял кон на бяло поле f7 · черна пешка на черно поле g7 · черна пешка на бяло поле h7 · черна пешка на бяло поле c6 · черна пешка на черно поле a5 · черна пешка на бяло поле f5 · черен кон на бяло поле g4 · черна дама на черно поле a3 · бяла пешка на черно поле g3 · бяла пешка на бяло поле a2 · бяла пешка на бяло поле e2 · бяла пешка на черно поле f2 · бяла пешка на черно поле h2 · бял цар на черно поле g1 | черен топ на бяло поле g8 · черен цар на черно поле h8 · черна пешка на черно поле c7 · бял топ на бяло поле d7 · бяла пешка на черно поле e7 · бял кон на бяло поле f7 · черна пешка на черно поле g7 · черна пешка на бяло поле h7 · черна пешка на бяло поле c6 · черна пешка на черно поле a5 · черна пешка на бяло поле f5 · черен кон на бяло поле g4 · черна дама на черно поле a3 · бяла пешка на черно поле g3 · бяла пешка на бяло поле a2 · бяла пешка на бяло поле e2 · бяла пешка на черно поле f2 · бяла пешка на черно поле h2 · бял цар на черно поле g1 | черен топ на бяло поле g8 · черен цар на черно поле h8 · черна пешка на черно поле c7 · бял топ на бяло поле d7 · бяла пешка на черно поле e7 · бял кон на бяло поле f7 · черна пешка на черно поле g7 · черна пешка на бяло поле h7 · черна пешка на бяло поле c6 · черна пешка на черно поле a5 · черна пешка на бяло поле f5 · черен кон на бяло поле g4 · черна дама на черно поле a3 · бяла пешка на черно поле g3 · бяла пешка на бяло поле a2 · бяла пешка на бяло поле e2 · бяла пешка на черно поле f2 · бяла пешка на черно поле h2 · бял цар на черно поле g1 | 7 |
| 6 | черен топ на бяло поле g8 · черен цар на черно поле h8 · черна пешка на черно поле c7 · бял топ на бяло поле d7 · бяла пешка на черно поле e7 · бял кон на бяло поле f7 · черна пешка на черно поле g7 · черна пешка на бяло поле h7 · черна пешка на бяло поле c6 · черна пешка на черно поле a5 · черна пешка на бяло поле f5 · черен кон на бяло поле g4 · черна дама на черно поле a3 · бяла пешка на черно поле g3 · бяла пешка на бяло поле a2 · бяла пешка на бяло поле e2 · бяла пешка на черно поле f2 · бяла пешка на черно поле h2 · бял цар на черно поле g1 | черен топ на бяло поле g8 · черен цар на черно поле h8 · черна пешка на черно поле c7 · бял топ на бяло поле d7 · бяла пешка на черно поле e7 · бял кон на бяло поле f7 · черна пешка на черно поле g7 · черна пешка на бяло поле h7 · черна пешка на бяло поле c6 · черна пешка на черно поле a5 · черна пешка на бяло поле f5 · черен кон на бяло поле g4 · черна дама на черно поле a3 · бяла пешка на черно поле g3 · бяла пешка на бяло поле a2 · бяла пешка на бяло поле e2 · бяла пешка на черно поле f2 · бяла пешка на черно поле h2 · бял цар на черно поле g1 | черен топ на бяло поле g8 · черен цар на черно поле h8 · черна пешка на черно поле c7 · бял топ на бяло поле d7 · бяла пешка на черно поле e7 · бял кон на бяло поле f7 · черна пешка на черно поле g7 · черна пешка на бяло поле h7 · черна пешка на бяло поле c6 · черна пешка на черно поле a5 · черна пешка на бяло поле f5 · черен кон на бяло поле g4 · черна дама на черно поле a3 · бяла пешка на черно поле g3 · бяла пешка на бяло поле a2 · бяла пешка на бяло поле e2 · бяла пешка на черно поле f2 · бяла пешка на черно поле h2 · бял цар на черно поле g1 | черен топ на бяло поле g8 · черен цар на черно поле h8 · черна пешка на черно поле c7 · бял топ на бяло поле d7 · бяла пешка на черно поле e7 · бял кон на бяло поле f7 · черна пешка на черно поле g7 · черна пешка на бяло поле h7 · черна пешка на бяло поле c6 · черна пешка на черно поле a5 · черна пешка на бяло поле f5 · черен кон на бяло поле g4 · черна дама на черно поле a3 · бяла пешка на черно поле g3 · бяла пешка на бяло поле a2 · бяла пешка на бяло поле e2 · бяла пешка на черно поле f2 · бяла пешка на черно поле h2 · бял цар на черно поле g1 | черен топ на бяло поле g8 · черен цар на черно поле h8 · черна пешка на черно поле c7 · бял топ на бяло поле d7 · бяла пешка на черно поле e7 · бял кон на бяло поле f7 · черна пешка на черно поле g7 · черна пешка на бяло поле h7 · черна пешка на бяло поле c6 · черна пешка на черно поле a5 · черна пешка на бяло поле f5 · черен кон на бяло поле g4 · черна дама на черно поле a3 · бяла пешка на черно поле g3 · бяла пешка на бяло поле a2 · бяла пешка на бяло поле e2 · бяла пешка на черно поле f2 · бяла пешка на черно поле h2 · бял цар на черно поле g1 | черен топ на бяло поле g8 · черен цар на черно поле h8 · черна пешка на черно поле c7 · бял топ на бяло поле d7 · бяла пешка на черно поле e7 · бял кон на бяло поле f7 · черна пешка на черно поле g7 · черна пешка на бяло поле h7 · черна пешка на бяло поле c6 · черна пешка на черно поле a5 · черна пешка на бяло поле f5 · черен кон на бяло поле g4 · черна дама на черно поле a3 · бяла пешка на черно поле g3 · бяла пешка на бяло поле a2 · бяла пешка на бяло поле e2 · бяла пешка на черно поле f2 · бяла пешка на черно поле h2 · бял цар на черно поле g1 | черен топ на бяло поле g8 · черен цар на черно поле h8 · черна пешка на черно поле c7 · бял топ на бяло поле d7 · бяла пешка на черно поле e7 · бял кон на бяло поле f7 · черна пешка на черно поле g7 · черна пешка на бяло поле h7 · черна пешка на бяло поле c6 · черна пешка на черно поле a5 · черна пешка на бяло поле f5 · черен кон на бяло поле g4 · черна дама на черно поле a3 · бяла пешка на черно поле g3 · бяла пешка на бяло поле a2 · бяла пешка на бяло поле e2 · бяла пешка на черно поле f2 · бяла пешка на черно поле h2 · бял цар на черно поле g1 | черен топ на бяло поле g8 · черен цар на черно поле h8 · черна пешка на черно поле c7 · бял топ на бяло поле d7 · бяла пешка на черно поле e7 · бял кон на бяло поле f7 · черна пешка на черно поле g7 · черна пешка на бяло поле h7 · черна пешка на бяло поле c6 · черна пешка на черно поле a5 · черна пешка на бяло поле f5 · черен кон на бяло поле g4 · черна дама на черно поле a3 · бяла пешка на черно поле g3 · бяла пешка на бяло поле a2 · бяла пешка на бяло поле e2 · бяла пешка на черно поле f2 · бяла пешка на черно поле h2 · бял цар на черно поле g1 | 6 |
| 5 | черен топ на бяло поле g8 · черен цар на черно поле h8 · черна пешка на черно поле c7 · бял топ на бяло поле d7 · бяла пешка на черно поле e7 · бял кон на бяло поле f7 · черна пешка на черно поле g7 · черна пешка на бяло поле h7 · черна пешка на бяло поле c6 · черна пешка на черно поле a5 · черна пешка на бяло поле f5 · черен кон на бяло поле g4 · черна дама на черно поле a3 · бяла пешка на черно поле g3 · бяла пешка на бяло поле a2 · бяла пешка на бяло поле e2 · бяла пешка на черно поле f2 · бяла пешка на черно поле h2 · бял цар на черно поле g1 | черен топ на бяло поле g8 · черен цар на черно поле h8 · черна пешка на черно поле c7 · бял топ на бяло поле d7 · бяла пешка на черно поле e7 · бял кон на бяло поле f7 · черна пешка на черно поле g7 · черна пешка на бяло поле h7 · черна пешка на бяло поле c6 · черна пешка на черно поле a5 · черна пешка на бяло поле f5 · черен кон на бяло поле g4 · черна дама на черно поле a3 · бяла пешка на черно поле g3 · бяла пешка на бяло поле a2 · бяла пешка на бяло поле e2 · бяла пешка на черно поле f2 · бяла пешка на черно поле h2 · бял цар на черно поле g1 | черен топ на бяло поле g8 · черен цар на черно поле h8 · черна пешка на черно поле c7 · бял топ на бяло поле d7 · бяла пешка на черно поле e7 · бял кон на бяло поле f7 · черна пешка на черно поле g7 · черна пешка на бяло поле h7 · черна пешка на бяло поле c6 · черна пешка на черно поле a5 · черна пешка на бяло поле f5 · черен кон на бяло поле g4 · черна дама на черно поле a3 · бяла пешка на черно поле g3 · бяла пешка на бяло поле a2 · бяла пешка на бяло поле e2 · бяла пешка на черно поле f2 · бяла пешка на черно поле h2 · бял цар на черно поле g1 | черен топ на бяло поле g8 · черен цар на черно поле h8 · черна пешка на черно поле c7 · бял топ на бяло поле d7 · бяла пешка на черно поле e7 · бял кон на бяло поле f7 · черна пешка на черно поле g7 · черна пешка на бяло поле h7 · черна пешка на бяло поле c6 · черна пешка на черно поле a5 · черна пешка на бяло поле f5 · черен кон на бяло поле g4 · черна дама на черно поле a3 · бяла пешка на черно поле g3 · бяла пешка на бяло поле a2 · бяла пешка на бяло поле e2 · бяла пешка на черно поле f2 · бяла пешка на черно поле h2 · бял цар на черно поле g1 | черен топ на бяло поле g8 · черен цар на черно поле h8 · черна пешка на черно поле c7 · бял топ на бяло поле d7 · бяла пешка на черно поле e7 · бял кон на бяло поле f7 · черна пешка на черно поле g7 · черна пешка на бяло поле h7 · черна пешка на бяло поле c6 · черна пешка на черно поле a5 · черна пешка на бяло поле f5 · черен кон на бяло поле g4 · черна дама на черно поле a3 · бяла пешка на черно поле g3 · бяла пешка на бяло поле a2 · бяла пешка на бяло поле e2 · бяла пешка на черно поле f2 · бяла пешка на черно поле h2 · бял цар на черно поле g1 | черен топ на бяло поле g8 · черен цар на черно поле h8 · черна пешка на черно поле c7 · бял топ на бяло поле d7 · бяла пешка на черно поле e7 · бял кон на бяло поле f7 · черна пешка на черно поле g7 · черна пешка на бяло поле h7 · черна пешка на бяло поле c6 · черна пешка на черно поле a5 · черна пешка на бяло поле f5 · черен кон на бяло поле g4 · черна дама на черно поле a3 · бяла пешка на черно поле g3 · бяла пешка на бяло поле a2 · бяла пешка на бяло поле e2 · бяла пешка на черно поле f2 · бяла пешка на черно поле h2 · бял цар на черно поле g1 | черен топ на бяло поле g8 · черен цар на черно поле h8 · черна пешка на черно поле c7 · бял топ на бяло поле d7 · бяла пешка на черно поле e7 · бял кон на бяло поле f7 · черна пешка на черно поле g7 · черна пешка на бяло поле h7 · черна пешка на бяло поле c6 · черна пешка на черно поле a5 · черна пешка на бяло поле f5 · черен кон на бяло поле g4 · черна дама на черно поле a3 · бяла пешка на черно поле g3 · бяла пешка на бяло поле a2 · бяла пешка на бяло поле e2 · бяла пешка на черно поле f2 · бяла пешка на черно поле h2 · бял цар на черно поле g1 | черен топ на бяло поле g8 · черен цар на черно поле h8 · черна пешка на черно поле c7 · бял топ на бяло поле d7 · бяла пешка на черно поле e7 · бял кон на бяло поле f7 · черна пешка на черно поле g7 · черна пешка на бяло поле h7 · черна пешка на бяло поле c6 · черна пешка на черно поле a5 · черна пешка на бяло поле f5 · черен кон на бяло поле g4 · черна дама на черно поле a3 · бяла пешка на черно поле g3 · бяла пешка на бяло поле a2 · бяла пешка на бяло поле e2 · бяла пешка на черно поле f2 · бяла пешка на черно поле h2 · бял цар на черно поле g1 | 5 |
| 4 | черен топ на бяло поле g8 · черен цар на черно поле h8 · черна пешка на черно поле c7 · бял топ на бяло поле d7 · бяла пешка на черно поле e7 · бял кон на бяло поле f7 · черна пешка на черно поле g7 · черна пешка на бяло поле h7 · черна пешка на бяло поле c6 · черна пешка на черно поле a5 · черна пешка на бяло поле f5 · черен кон на бяло поле g4 · черна дама на черно поле a3 · бяла пешка на черно поле g3 · бяла пешка на бяло поле a2 · бяла пешка на бяло поле e2 · бяла пешка на черно поле f2 · бяла пешка на черно поле h2 · бял цар на черно поле g1 | черен топ на бяло поле g8 · черен цар на черно поле h8 · черна пешка на черно поле c7 · бял топ на бяло поле d7 · бяла пешка на черно поле e7 · бял кон на бяло поле f7 · черна пешка на черно поле g7 · черна пешка на бяло поле h7 · черна пешка на бяло поле c6 · черна пешка на черно поле a5 · черна пешка на бяло поле f5 · черен кон на бяло поле g4 · черна дама на черно поле a3 · бяла пешка на черно поле g3 · бяла пешка на бяло поле a2 · бяла пешка на бяло поле e2 · бяла пешка на черно поле f2 · бяла пешка на черно поле h2 · бял цар на черно поле g1 | черен топ на бяло поле g8 · черен цар на черно поле h8 · черна пешка на черно поле c7 · бял топ на бяло поле d7 · бяла пешка на черно поле e7 · бял кон на бяло поле f7 · черна пешка на черно поле g7 · черна пешка на бяло поле h7 · черна пешка на бяло поле c6 · черна пешка на черно поле a5 · черна пешка на бяло поле f5 · черен кон на бяло поле g4 · черна дама на черно поле a3 · бяла пешка на черно поле g3 · бяла пешка на бяло поле a2 · бяла пешка на бяло поле e2 · бяла пешка на черно поле f2 · бяла пешка на черно поле h2 · бял цар на черно поле g1 | черен топ на бяло поле g8 · черен цар на черно поле h8 · черна пешка на черно поле c7 · бял топ на бяло поле d7 · бяла пешка на черно поле e7 · бял кон на бяло поле f7 · черна пешка на черно поле g7 · черна пешка на бяло поле h7 · черна пешка на бяло поле c6 · черна пешка на черно поле a5 · черна пешка на бяло поле f5 · черен кон на бяло поле g4 · черна дама на черно поле a3 · бяла пешка на черно поле g3 · бяла пешка на бяло поле a2 · бяла пешка на бяло поле e2 · бяла пешка на черно поле f2 · бяла пешка на черно поле h2 · бял цар на черно поле g1 | черен топ на бяло поле g8 · черен цар на черно поле h8 · черна пешка на черно поле c7 · бял топ на бяло поле d7 · бяла пешка на черно поле e7 · бял кон на бяло поле f7 · черна пешка на черно поле g7 · черна пешка на бяло поле h7 · черна пешка на бяло поле c6 · черна пешка на черно поле a5 · черна пешка на бяло поле f5 · черен кон на бяло поле g4 · черна дама на черно поле a3 · бяла пешка на черно поле g3 · бяла пешка на бяло поле a2 · бяла пешка на бяло поле e2 · бяла пешка на черно поле f2 · бяла пешка на черно поле h2 · бял цар на черно поле g1 | черен топ на бяло поле g8 · черен цар на черно поле h8 · черна пешка на черно поле c7 · бял топ на бяло поле d7 · бяла пешка на черно поле e7 · бял кон на бяло поле f7 · черна пешка на черно поле g7 · черна пешка на бяло поле h7 · черна пешка на бяло поле c6 · черна пешка на черно поле a5 · черна пешка на бяло поле f5 · черен кон на бяло поле g4 · черна дама на черно поле a3 · бяла пешка на черно поле g3 · бяла пешка на бяло поле a2 · бяла пешка на бяло поле e2 · бяла пешка на черно поле f2 · бяла пешка на черно поле h2 · бял цар на черно поле g1 | черен топ на бяло поле g8 · черен цар на черно поле h8 · черна пешка на черно поле c7 · бял топ на бяло поле d7 · бяла пешка на черно поле e7 · бял кон на бяло поле f7 · черна пешка на черно поле g7 · черна пешка на бяло поле h7 · черна пешка на бяло поле c6 · черна пешка на черно поле a5 · черна пешка на бяло поле f5 · черен кон на бяло поле g4 · черна дама на черно поле a3 · бяла пешка на черно поле g3 · бяла пешка на бяло поле a2 · бяла пешка на бяло поле e2 · бяла пешка на черно поле f2 · бяла пешка на черно поле h2 · бял цар на черно поле g1 | черен топ на бяло поле g8 · черен цар на черно поле h8 · черна пешка на черно поле c7 · бял топ на бяло поле d7 · бяла пешка на черно поле e7 · бял кон на бяло поле f7 · черна пешка на черно поле g7 · черна пешка на бяло поле h7 · черна пешка на бяло поле c6 · черна пешка на черно поле a5 · черна пешка на бяло поле f5 · черен кон на бяло поле g4 · черна дама на черно поле a3 · бяла пешка на черно поле g3 · бяла пешка на бяло поле a2 · бяла пешка на бяло поле e2 · бяла пешка на черно поле f2 · бяла пешка на черно поле h2 · бял цар на черно поле g1 | 4 |
| 3 | черен топ на бяло поле g8 · черен цар на черно поле h8 · черна пешка на черно поле c7 · бял топ на бяло поле d7 · бяла пешка на черно поле e7 · бял кон на бяло поле f7 · черна пешка на черно поле g7 · черна пешка на бяло поле h7 · черна пешка на бяло поле c6 · черна пешка на черно поле a5 · черна пешка на бяло поле f5 · черен кон на бяло поле g4 · черна дама на черно поле a3 · бяла пешка на черно поле g3 · бяла пешка на бяло поле a2 · бяла пешка на бяло поле e2 · бяла пешка на черно поле f2 · бяла пешка на черно поле h2 · бял цар на черно поле g1 | черен топ на бяло поле g8 · черен цар на черно поле h8 · черна пешка на черно поле c7 · бял топ на бяло поле d7 · бяла пешка на черно поле e7 · бял кон на бяло поле f7 · черна пешка на черно поле g7 · черна пешка на бяло поле h7 · черна пешка на бяло поле c6 · черна пешка на черно поле a5 · черна пешка на бяло поле f5 · черен кон на бяло поле g4 · черна дама на черно поле a3 · бяла пешка на черно поле g3 · бяла пешка на бяло поле a2 · бяла пешка на бяло поле e2 · бяла пешка на черно поле f2 · бяла пешка на черно поле h2 · бял цар на черно поле g1 | черен топ на бяло поле g8 · черен цар на черно поле h8 · черна пешка на черно поле c7 · бял топ на бяло поле d7 · бяла пешка на черно поле e7 · бял кон на бяло поле f7 · черна пешка на черно поле g7 · черна пешка на бяло поле h7 · черна пешка на бяло поле c6 · черна пешка на черно поле a5 · черна пешка на бяло поле f5 · черен кон на бяло поле g4 · черна дама на черно поле a3 · бяла пешка на черно поле g3 · бяла пешка на бяло поле a2 · бяла пешка на бяло поле e2 · бяла пешка на черно поле f2 · бяла пешка на черно поле h2 · бял цар на черно поле g1 | черен топ на бяло поле g8 · черен цар на черно поле h8 · черна пешка на черно поле c7 · бял топ на бяло поле d7 · бяла пешка на черно поле e7 · бял кон на бяло поле f7 · черна пешка на черно поле g7 · черна пешка на бяло поле h7 · черна пешка на бяло поле c6 · черна пешка на черно поле a5 · черна пешка на бяло поле f5 · черен кон на бяло поле g4 · черна дама на черно поле a3 · бяла пешка на черно поле g3 · бяла пешка на бяло поле a2 · бяла пешка на бяло поле e2 · бяла пешка на черно поле f2 · бяла пешка на черно поле h2 · бял цар на черно поле g1 | черен топ на бяло поле g8 · черен цар на черно поле h8 · черна пешка на черно поле c7 · бял топ на бяло поле d7 · бяла пешка на черно поле e7 · бял кон на бяло поле f7 · черна пешка на черно поле g7 · черна пешка на бяло поле h7 · черна пешка на бяло поле c6 · черна пешка на черно поле a5 · черна пешка на бяло поле f5 · черен кон на бяло поле g4 · черна дама на черно поле a3 · бяла пешка на черно поле g3 · бяла пешка на бяло поле a2 · бяла пешка на бяло поле e2 · бяла пешка на черно поле f2 · бяла пешка на черно поле h2 · бял цар на черно поле g1 | черен топ на бяло поле g8 · черен цар на черно поле h8 · черна пешка на черно поле c7 · бял топ на бяло поле d7 · бяла пешка на черно поле e7 · бял кон на бяло поле f7 · черна пешка на черно поле g7 · черна пешка на бяло поле h7 · черна пешка на бяло поле c6 · черна пешка на черно поле a5 · черна пешка на бяло поле f5 · черен кон на бяло поле g4 · черна дама на черно поле a3 · бяла пешка на черно поле g3 · бяла пешка на бяло поле a2 · бяла пешка на бяло поле e2 · бяла пешка на черно поле f2 · бяла пешка на черно поле h2 · бял цар на черно поле g1 | черен топ на бяло поле g8 · черен цар на черно поле h8 · черна пешка на черно поле c7 · бял топ на бяло поле d7 · бяла пешка на черно поле e7 · бял кон на бяло поле f7 · черна пешка на черно поле g7 · черна пешка на бяло поле h7 · черна пешка на бяло поле c6 · черна пешка на черно поле a5 · черна пешка на бяло поле f5 · черен кон на бяло поле g4 · черна дама на черно поле a3 · бяла пешка на черно поле g3 · бяла пешка на бяло поле a2 · бяла пешка на бяло поле e2 · бяла пешка на черно поле f2 · бяла пешка на черно поле h2 · бял цар на черно поле g1 | черен топ на бяло поле g8 · черен цар на черно поле h8 · черна пешка на черно поле c7 · бял топ на бяло поле d7 · бяла пешка на черно поле e7 · бял кон на бяло поле f7 · черна пешка на черно поле g7 · черна пешка на бяло поле h7 · черна пешка на бяло поле c6 · черна пешка на черно поле a5 · черна пешка на бяло поле f5 · черен кон на бяло поле g4 · черна дама на черно поле a3 · бяла пешка на черно поле g3 · бяла пешка на бяло поле a2 · бяла пешка на бяло поле e2 · бяла пешка на черно поле f2 · бяла пешка на черно поле h2 · бял цар на черно поле g1 | 3 |
| 2 | черен топ на бяло поле g8 · черен цар на черно поле h8 · черна пешка на черно поле c7 · бял топ на бяло поле d7 · бяла пешка на черно поле e7 · бял кон на бяло поле f7 · черна пешка на черно поле g7 · черна пешка на бяло поле h7 · черна пешка на бяло поле c6 · черна пешка на черно поле a5 · черна пешка на бяло поле f5 · черен кон на бяло поле g4 · черна дама на черно поле a3 · бяла пешка на черно поле g3 · бяла пешка на бяло поле a2 · бяла пешка на бяло поле e2 · бяла пешка на черно поле f2 · бяла пешка на черно поле h2 · бял цар на черно поле g1 | черен топ на бяло поле g8 · черен цар на черно поле h8 · черна пешка на черно поле c7 · бял топ на бяло поле d7 · бяла пешка на черно поле e7 · бял кон на бяло поле f7 · черна пешка на черно поле g7 · черна пешка на бяло поле h7 · черна пешка на бяло поле c6 · черна пешка на черно поле a5 · черна пешка на бяло поле f5 · черен кон на бяло поле g4 · черна дама на черно поле a3 · бяла пешка на черно поле g3 · бяла пешка на бяло поле a2 · бяла пешка на бяло поле e2 · бяла пешка на черно поле f2 · бяла пешка на черно поле h2 · бял цар на черно поле g1 | черен топ на бяло поле g8 · черен цар на черно поле h8 · черна пешка на черно поле c7 · бял топ на бяло поле d7 · бяла пешка на черно поле e7 · бял кон на бяло поле f7 · черна пешка на черно поле g7 · черна пешка на бяло поле h7 · черна пешка на бяло поле c6 · черна пешка на черно поле a5 · черна пешка на бяло поле f5 · черен кон на бяло поле g4 · черна дама на черно поле a3 · бяла пешка на черно поле g3 · бяла пешка на бяло поле a2 · бяла пешка на бяло поле e2 · бяла пешка на черно поле f2 · бяла пешка на черно поле h2 · бял цар на черно поле g1 | черен топ на бяло поле g8 · черен цар на черно поле h8 · черна пешка на черно поле c7 · бял топ на бяло поле d7 · бяла пешка на черно поле e7 · бял кон на бяло поле f7 · черна пешка на черно поле g7 · черна пешка на бяло поле h7 · черна пешка на бяло поле c6 · черна пешка на черно поле a5 · черна пешка на бяло поле f5 · черен кон на бяло поле g4 · черна дама на черно поле a3 · бяла пешка на черно поле g3 · бяла пешка на бяло поле a2 · бяла пешка на бяло поле e2 · бяла пешка на черно поле f2 · бяла пешка на черно поле h2 · бял цар на черно поле g1 | черен топ на бяло поле g8 · черен цар на черно поле h8 · черна пешка на черно поле c7 · бял топ на бяло поле d7 · бяла пешка на черно поле e7 · бял кон на бяло поле f7 · черна пешка на черно поле g7 · черна пешка на бяло поле h7 · черна пешка на бяло поле c6 · черна пешка на черно поле a5 · черна пешка на бяло поле f5 · черен кон на бяло поле g4 · черна дама на черно поле a3 · бяла пешка на черно поле g3 · бяла пешка на бяло поле a2 · бяла пешка на бяло поле e2 · бяла пешка на черно поле f2 · бяла пешка на черно поле h2 · бял цар на черно поле g1 | черен топ на бяло поле g8 · черен цар на черно поле h8 · черна пешка на черно поле c7 · бял топ на бяло поле d7 · бяла пешка на черно поле e7 · бял кон на бяло поле f7 · черна пешка на черно поле g7 · черна пешка на бяло поле h7 · черна пешка на бяло поле c6 · черна пешка на черно поле a5 · черна пешка на бяло поле f5 · черен кон на бяло поле g4 · черна дама на черно поле a3 · бяла пешка на черно поле g3 · бяла пешка на бяло поле a2 · бяла пешка на бяло поле e2 · бяла пешка на черно поле f2 · бяла пешка на черно поле h2 · бял цар на черно поле g1 | черен топ на бяло поле g8 · черен цар на черно поле h8 · черна пешка на черно поле c7 · бял топ на бяло поле d7 · бяла пешка на черно поле e7 · бял кон на бяло поле f7 · черна пешка на черно поле g7 · черна пешка на бяло поле h7 · черна пешка на бяло поле c6 · черна пешка на черно поле a5 · черна пешка на бяло поле f5 · черен кон на бяло поле g4 · черна дама на черно поле a3 · бяла пешка на черно поле g3 · бяла пешка на бяло поле a2 · бяла пешка на бяло поле e2 · бяла пешка на черно поле f2 · бяла пешка на черно поле h2 · бял цар на черно поле g1 | черен топ на бяло поле g8 · черен цар на черно поле h8 · черна пешка на черно поле c7 · бял топ на бяло поле d7 · бяла пешка на черно поле e7 · бял кон на бяло поле f7 · черна пешка на черно поле g7 · черна пешка на бяло поле h7 · черна пешка на бяло поле c6 · черна пешка на черно поле a5 · черна пешка на бяло поле f5 · черен кон на бяло поле g4 · черна дама на черно поле a3 · бяла пешка на черно поле g3 · бяла пешка на бяло поле a2 · бяла пешка на бяло поле e2 · бяла пешка на черно поле f2 · бяла пешка на черно поле h2 · бял цар на черно поле g1 | 2 |
| 1 | черен топ на бяло поле g8 · черен цар на черно поле h8 · черна пешка на черно поле c7 · бял топ на бяло поле d7 · бяла пешка на черно поле e7 · бял кон на бяло поле f7 · черна пешка на черно поле g7 · черна пешка на бяло поле h7 · черна пешка на бяло поле c6 · черна пешка на черно поле a5 · черна пешка на бяло поле f5 · черен кон на бяло поле g4 · черна дама на черно поле a3 · бяла пешка на черно поле g3 · бяла пешка на бяло поле a2 · бяла пешка на бяло поле e2 · бяла пешка на черно поле f2 · бяла пешка на черно поле h2 · бял цар на черно поле g1 | черен топ на бяло поле g8 · черен цар на черно поле h8 · черна пешка на черно поле c7 · бял топ на бяло поле d7 · бяла пешка на черно поле e7 · бял кон на бяло поле f7 · черна пешка на черно поле g7 · черна пешка на бяло поле h7 · черна пешка на бяло поле c6 · черна пешка на черно поле a5 · черна пешка на бяло поле f5 · черен кон на бяло поле g4 · черна дама на черно поле a3 · бяла пешка на черно поле g3 · бяла пешка на бяло поле a2 · бяла пешка на бяло поле e2 · бяла пешка на черно поле f2 · бяла пешка на черно поле h2 · бял цар на черно поле g1 | черен топ на бяло поле g8 · черен цар на черно поле h8 · черна пешка на черно поле c7 · бял топ на бяло поле d7 · бяла пешка на черно поле e7 · бял кон на бяло поле f7 · черна пешка на черно поле g7 · черна пешка на бяло поле h7 · черна пешка на бяло поле c6 · черна пешка на черно поле a5 · черна пешка на бяло поле f5 · черен кон на бяло поле g4 · черна дама на черно поле a3 · бяла пешка на черно поле g3 · бяла пешка на бяло поле a2 · бяла пешка на бяло поле e2 · бяла пешка на черно поле f2 · бяла пешка на черно поле h2 · бял цар на черно поле g1 | черен топ на бяло поле g8 · черен цар на черно поле h8 · черна пешка на черно поле c7 · бял топ на бяло поле d7 · бяла пешка на черно поле e7 · бял кон на бяло поле f7 · черна пешка на черно поле g7 · черна пешка на бяло поле h7 · черна пешка на бяло поле c6 · черна пешка на черно поле a5 · черна пешка на бяло поле f5 · черен кон на бяло поле g4 · черна дама на черно поле a3 · бяла пешка на черно поле g3 · бяла пешка на бяло поле a2 · бяла пешка на бяло поле e2 · бяла пешка на черно поле f2 · бяла пешка на черно поле h2 · бял цар на черно поле g1 | черен топ на бяло поле g8 · черен цар на черно поле h8 · черна пешка на черно поле c7 · бял топ на бяло поле d7 · бяла пешка на черно поле e7 · бял кон на бяло поле f7 · черна пешка на черно поле g7 · черна пешка на бяло поле h7 · черна пешка на бяло поле c6 · черна пешка на черно поле a5 · черна пешка на бяло поле f5 · черен кон на бяло поле g4 · черна дама на черно поле a3 · бяла пешка на черно поле g3 · бяла пешка на бяло поле a2 · бяла пешка на бяло поле e2 · бяла пешка на черно поле f2 · бяла пешка на черно поле h2 · бял цар на черно поле g1 | черен топ на бяло поле g8 · черен цар на черно поле h8 · черна пешка на черно поле c7 · бял топ на бяло поле d7 · бяла пешка на черно поле e7 · бял кон на бяло поле f7 · черна пешка на черно поле g7 · черна пешка на бяло поле h7 · черна пешка на бяло поле c6 · черна пешка на черно поле a5 · черна пешка на бяло поле f5 · черен кон на бяло поле g4 · черна дама на черно поле a3 · бяла пешка на черно поле g3 · бяла пешка на бяло поле a2 · бяла пешка на бяло поле e2 · бяла пешка на черно поле f2 · бяла пешка на черно поле h2 · бял цар на черно поле g1 | черен топ на бяло поле g8 · черен цар на черно поле h8 · черна пешка на черно поле c7 · бял топ на бяло поле d7 · бяла пешка на черно поле e7 · бял кон на бяло поле f7 · черна пешка на черно поле g7 · черна пешка на бяло поле h7 · черна пешка на бяло поле c6 · черна пешка на черно поле a5 · черна пешка на бяло поле f5 · черен кон на бяло поле g4 · черна дама на черно поле a3 · бяла пешка на черно поле g3 · бяла пешка на бяло поле a2 · бяла пешка на бяло поле e2 · бяла пешка на черно поле f2 · бяла пешка на черно поле h2 · бял цар на черно поле g1 | черен топ на бяло поле g8 · черен цар на черно поле h8 · черна пешка на черно поле c7 · бял топ на бяло поле d7 · бяла пешка на черно поле e7 · бял кон на бяло поле f7 · черна пешка на черно поле g7 · черна пешка на бяло поле h7 · черна пешка на бяло поле c6 · черна пешка на черно поле a5 · черна пешка на бяло поле f5 · черен кон на бяло поле g4 · черна дама на черно поле a3 · бяла пешка на черно поле g3 · бяла пешка на бяло поле a2 · бяла пешка на бяло поле e2 · бяла пешка на черно поле f2 · бяла пешка на черно поле h2 · бял цар на черно поле g1 | 1 |
|   | a | b | c | d | e | f | g | h |   |

|   | a | b | c | d | e | f | g | h |   |
| 8 | черен топ на бяло поле a8 · черен офицер на бяло поле c8 · черен цар на бяло поле e8 · черен топ на черно поле h8 · черна пешка на черно поле a7 · черна пешка на бяло поле b7 · черна пешка на черно поле c7 · черна пешка на бяло поле d7 · черна дама на черно поле e7 · черна пешка на бяло поле f7 · черна пешка на черно поле g7 · черна пешка на бяло поле h7 · черен кон на бяло поле c6 · бяла пешка на черно поле b4 · бяла пешка на бяло поле c4 · бял офицер на черно поле f4 · черен кон на бяло поле d3 · бял кон на бяло поле f3 · бяла пешка на черно поле b2 · бял кон на черно поле d2 · бяла пешка на бяло поле e2 · бяла пешка на черно поле f2 · бяла пешка на бяло поле g2 · бяла пешка на черно поле h2 · бял топ на черно поле a1 · бяла дама на бяло поле d1 · бял цар на черно поле e1 · бял офицер на бяло поле f1 · бял топ на бяло поле h1 | черен топ на бяло поле a8 · черен офицер на бяло поле c8 · черен цар на бяло поле e8 · черен топ на черно поле h8 · черна пешка на черно поле a7 · черна пешка на бяло поле b7 · черна пешка на черно поле c7 · черна пешка на бяло поле d7 · черна дама на черно поле e7 · черна пешка на бяло поле f7 · черна пешка на черно поле g7 · черна пешка на бяло поле h7 · черен кон на бяло поле c6 · бяла пешка на черно поле b4 · бяла пешка на бяло поле c4 · бял офицер на черно поле f4 · черен кон на бяло поле d3 · бял кон на бяло поле f3 · бяла пешка на черно поле b2 · бял кон на черно поле d2 · бяла пешка на бяло поле e2 · бяла пешка на черно поле f2 · бяла пешка на бяло поле g2 · бяла пешка на черно поле h2 · бял топ на черно поле a1 · бяла дама на бяло поле d1 · бял цар на черно поле e1 · бял офицер на бяло поле f1 · бял топ на бяло поле h1 | черен топ на бяло поле a8 · черен офицер на бяло поле c8 · черен цар на бяло поле e8 · черен топ на черно поле h8 · черна пешка на черно поле a7 · черна пешка на бяло поле b7 · черна пешка на черно поле c7 · черна пешка на бяло поле d7 · черна дама на черно поле e7 · черна пешка на бяло поле f7 · черна пешка на черно поле g7 · черна пешка на бяло поле h7 · черен кон на бяло поле c6 · бяла пешка на черно поле b4 · бяла пешка на бяло поле c4 · бял офицер на черно поле f4 · черен кон на бяло поле d3 · бял кон на бяло поле f3 · бяла пешка на черно поле b2 · бял кон на черно поле d2 · бяла пешка на бяло поле e2 · бяла пешка на черно поле f2 · бяла пешка на бяло поле g2 · бяла пешка на черно поле h2 · бял топ на черно поле a1 · бяла дама на бяло поле d1 · бял цар на черно поле e1 · бял офицер на бяло поле f1 · бял топ на бяло поле h1 | черен топ на бяло поле a8 · черен офицер на бяло поле c8 · черен цар на бяло поле e8 · черен топ на черно поле h8 · черна пешка на черно поле a7 · черна пешка на бяло поле b7 · черна пешка на черно поле c7 · черна пешка на бяло поле d7 · черна дама на черно поле e7 · черна пешка на бяло поле f7 · черна пешка на черно поле g7 · черна пешка на бяло поле h7 · черен кон на бяло поле c6 · бяла пешка на черно поле b4 · бяла пешка на бяло поле c4 · бял офицер на черно поле f4 · черен кон на бяло поле d3 · бял кон на бяло поле f3 · бяла пешка на черно поле b2 · бял кон на черно поле d2 · бяла пешка на бяло поле e2 · бяла пешка на черно поле f2 · бяла пешка на бяло поле g2 · бяла пешка на черно поле h2 · бял топ на черно поле a1 · бяла дама на бяло поле d1 · бял цар на черно поле e1 · бял офицер на бяло поле f1 · бял топ на бяло поле h1 | черен топ на бяло поле a8 · черен офицер на бяло поле c8 · черен цар на бяло поле e8 · черен топ на черно поле h8 · черна пешка на черно поле a7 · черна пешка на бяло поле b7 · черна пешка на черно поле c7 · черна пешка на бяло поле d7 · черна дама на черно поле e7 · черна пешка на бяло поле f7 · черна пешка на черно поле g7 · черна пешка на бяло поле h7 · черен кон на бяло поле c6 · бяла пешка на черно поле b4 · бяла пешка на бяло поле c4 · бял офицер на черно поле f4 · черен кон на бяло поле d3 · бял кон на бяло поле f3 · бяла пешка на черно поле b2 · бял кон на черно поле d2 · бяла пешка на бяло поле e2 · бяла пешка на черно поле f2 · бяла пешка на бяло поле g2 · бяла пешка на черно поле h2 · бял топ на черно поле a1 · бяла дама на бяло поле d1 · бял цар на черно поле e1 · бял офицер на бяло поле f1 · бял топ на бяло поле h1 | черен топ на бяло поле a8 · черен офицер на бяло поле c8 · черен цар на бяло поле e8 · черен топ на черно поле h8 · черна пешка на черно поле a7 · черна пешка на бяло поле b7 · черна пешка на черно поле c7 · черна пешка на бяло поле d7 · черна дама на черно поле e7 · черна пешка на бяло поле f7 · черна пешка на черно поле g7 · черна пешка на бяло поле h7 · черен кон на бяло поле c6 · бяла пешка на черно поле b4 · бяла пешка на бяло поле c4 · бял офицер на черно поле f4 · черен кон на бяло поле d3 · бял кон на бяло поле f3 · бяла пешка на черно поле b2 · бял кон на черно поле d2 · бяла пешка на бяло поле e2 · бяла пешка на черно поле f2 · бяла пешка на бяло поле g2 · бяла пешка на черно поле h2 · бял топ на черно поле a1 · бяла дама на бяло поле d1 · бял цар на черно поле e1 · бял офицер на бяло поле f1 · бял топ на бяло поле h1 | черен топ на бяло поле a8 · черен офицер на бяло поле c8 · черен цар на бяло поле e8 · черен топ на черно поле h8 · черна пешка на черно поле a7 · черна пешка на бяло поле b7 · черна пешка на черно поле c7 · черна пешка на бяло поле d7 · черна дама на черно поле e7 · черна пешка на бяло поле f7 · черна пешка на черно поле g7 · черна пешка на бяло поле h7 · черен кон на бяло поле c6 · бяла пешка на черно поле b4 · бяла пешка на бяло поле c4 · бял офицер на черно поле f4 · черен кон на бяло поле d3 · бял кон на бяло поле f3 · бяла пешка на черно поле b2 · бял кон на черно поле d2 · бяла пешка на бяло поле e2 · бяла пешка на черно поле f2 · бяла пешка на бяло поле g2 · бяла пешка на черно поле h2 · бял топ на черно поле a1 · бяла дама на бяло поле d1 · бял цар на черно поле e1 · бял офицер на бяло поле f1 · бял топ на бяло поле h1 | черен топ на бяло поле a8 · черен офицер на бяло поле c8 · черен цар на бяло поле e8 · черен топ на черно поле h8 · черна пешка на черно поле a7 · черна пешка на бяло поле b7 · черна пешка на черно поле c7 · черна пешка на бяло поле d7 · черна дама на черно поле e7 · черна пешка на бяло поле f7 · черна пешка на черно поле g7 · черна пешка на бяло поле h7 · черен кон на бяло поле c6 · бяла пешка на черно поле b4 · бяла пешка на бяло поле c4 · бял офицер на черно поле f4 · черен кон на бяло поле d3 · бял кон на бяло поле f3 · бяла пешка на черно поле b2 · бял кон на черно поле d2 · бяла пешка на бяло поле e2 · бяла пешка на черно поле f2 · бяла пешка на бяло поле g2 · бяла пешка на черно поле h2 · бял топ на черно поле a1 · бяла дама на бяло поле d1 · бял цар на черно поле e1 · бял офицер на бяло поле f1 · бял топ на бяло поле h1 | 8 |
| 7 | черен топ на бяло поле a8 · черен офицер на бяло поле c8 · черен цар на бяло поле e8 · черен топ на черно поле h8 · черна пешка на черно поле a7 · черна пешка на бяло поле b7 · черна пешка на черно поле c7 · черна пешка на бяло поле d7 · черна дама на черно поле e7 · черна пешка на бяло поле f7 · черна пешка на черно поле g7 · черна пешка на бяло поле h7 · черен кон на бяло поле c6 · бяла пешка на черно поле b4 · бяла пешка на бяло поле c4 · бял офицер на черно поле f4 · черен кон на бяло поле d3 · бял кон на бяло поле f3 · бяла пешка на черно поле b2 · бял кон на черно поле d2 · бяла пешка на бяло поле e2 · бяла пешка на черно поле f2 · бяла пешка на бяло поле g2 · бяла пешка на черно поле h2 · бял топ на черно поле a1 · бяла дама на бяло поле d1 · бял цар на черно поле e1 · бял офицер на бяло поле f1 · бял топ на бяло поле h1 | черен топ на бяло поле a8 · черен офицер на бяло поле c8 · черен цар на бяло поле e8 · черен топ на черно поле h8 · черна пешка на черно поле a7 · черна пешка на бяло поле b7 · черна пешка на черно поле c7 · черна пешка на бяло поле d7 · черна дама на черно поле e7 · черна пешка на бяло поле f7 · черна пешка на черно поле g7 · черна пешка на бяло поле h7 · черен кон на бяло поле c6 · бяла пешка на черно поле b4 · бяла пешка на бяло поле c4 · бял офицер на черно поле f4 · черен кон на бяло поле d3 · бял кон на бяло поле f3 · бяла пешка на черно поле b2 · бял кон на черно поле d2 · бяла пешка на бяло поле e2 · бяла пешка на черно поле f2 · бяла пешка на бяло поле g2 · бяла пешка на черно поле h2 · бял топ на черно поле a1 · бяла дама на бяло поле d1 · бял цар на черно поле e1 · бял офицер на бяло поле f1 · бял топ на бяло поле h1 | черен топ на бяло поле a8 · черен офицер на бяло поле c8 · черен цар на бяло поле e8 · черен топ на черно поле h8 · черна пешка на черно поле a7 · черна пешка на бяло поле b7 · черна пешка на черно поле c7 · черна пешка на бяло поле d7 · черна дама на черно поле e7 · черна пешка на бяло поле f7 · черна пешка на черно поле g7 · черна пешка на бяло поле h7 · черен кон на бяло поле c6 · бяла пешка на черно поле b4 · бяла пешка на бяло поле c4 · бял офицер на черно поле f4 · черен кон на бяло поле d3 · бял кон на бяло поле f3 · бяла пешка на черно поле b2 · бял кон на черно поле d2 · бяла пешка на бяло поле e2 · бяла пешка на черно поле f2 · бяла пешка на бяло поле g2 · бяла пешка на черно поле h2 · бял топ на черно поле a1 · бяла дама на бяло поле d1 · бял цар на черно поле e1 · бял офицер на бяло поле f1 · бял топ на бяло поле h1 | черен топ на бяло поле a8 · черен офицер на бяло поле c8 · черен цар на бяло поле e8 · черен топ на черно поле h8 · черна пешка на черно поле a7 · черна пешка на бяло поле b7 · черна пешка на черно поле c7 · черна пешка на бяло поле d7 · черна дама на черно поле e7 · черна пешка на бяло поле f7 · черна пешка на черно поле g7 · черна пешка на бяло поле h7 · черен кон на бяло поле c6 · бяла пешка на черно поле b4 · бяла пешка на бяло поле c4 · бял офицер на черно поле f4 · черен кон на бяло поле d3 · бял кон на бяло поле f3 · бяла пешка на черно поле b2 · бял кон на черно поле d2 · бяла пешка на бяло поле e2 · бяла пешка на черно поле f2 · бяла пешка на бяло поле g2 · бяла пешка на черно поле h2 · бял топ на черно поле a1 · бяла дама на бяло поле d1 · бял цар на черно поле e1 · бял офицер на бяло поле f1 · бял топ на бяло поле h1 | черен топ на бяло поле a8 · черен офицер на бяло поле c8 · черен цар на бяло поле e8 · черен топ на черно поле h8 · черна пешка на черно поле a7 · черна пешка на бяло поле b7 · черна пешка на черно поле c7 · черна пешка на бяло поле d7 · черна дама на черно поле e7 · черна пешка на бяло поле f7 · черна пешка на черно поле g7 · черна пешка на бяло поле h7 · черен кон на бяло поле c6 · бяла пешка на черно поле b4 · бяла пешка на бяло поле c4 · бял офицер на черно поле f4 · черен кон на бяло поле d3 · бял кон на бяло поле f3 · бяла пешка на черно поле b2 · бял кон на черно поле d2 · бяла пешка на бяло поле e2 · бяла пешка на черно поле f2 · бяла пешка на бяло поле g2 · бяла пешка на черно поле h2 · бял топ на черно поле a1 · бяла дама на бяло поле d1 · бял цар на черно поле e1 · бял офицер на бяло поле f1 · бял топ на бяло поле h1 | черен топ на бяло поле a8 · черен офицер на бяло поле c8 · черен цар на бяло поле e8 · черен топ на черно поле h8 · черна пешка на черно поле a7 · черна пешка на бяло поле b7 · черна пешка на черно поле c7 · черна пешка на бяло поле d7 · черна дама на черно поле e7 · черна пешка на бяло поле f7 · черна пешка на черно поле g7 · черна пешка на бяло поле h7 · черен кон на бяло поле c6 · бяла пешка на черно поле b4 · бяла пешка на бяло поле c4 · бял офицер на черно поле f4 · черен кон на бяло поле d3 · бял кон на бяло поле f3 · бяла пешка на черно поле b2 · бял кон на черно поле d2 · бяла пешка на бяло поле e2 · бяла пешка на черно поле f2 · бяла пешка на бяло поле g2 · бяла пешка на черно поле h2 · бял топ на черно поле a1 · бяла дама на бяло поле d1 · бял цар на черно поле e1 · бял офицер на бяло поле f1 · бял топ на бяло поле h1 | черен топ на бяло поле a8 · черен офицер на бяло поле c8 · черен цар на бяло поле e8 · черен топ на черно поле h8 · черна пешка на черно поле a7 · черна пешка на бяло поле b7 · черна пешка на черно поле c7 · черна пешка на бяло поле d7 · черна дама на черно поле e7 · черна пешка на бяло поле f7 · черна пешка на черно поле g7 · черна пешка на бяло поле h7 · черен кон на бяло поле c6 · бяла пешка на черно поле b4 · бяла пешка на бяло поле c4 · бял офицер на черно поле f4 · черен кон на бяло поле d3 · бял кон на бяло поле f3 · бяла пешка на черно поле b2 · бял кон на черно поле d2 · бяла пешка на бяло поле e2 · бяла пешка на черно поле f2 · бяла пешка на бяло поле g2 · бяла пешка на черно поле h2 · бял топ на черно поле a1 · бяла дама на бяло поле d1 · бял цар на черно поле e1 · бял офицер на бяло поле f1 · бял топ на бяло поле h1 | черен топ на бяло поле a8 · черен офицер на бяло поле c8 · черен цар на бяло поле e8 · черен топ на черно поле h8 · черна пешка на черно поле a7 · черна пешка на бяло поле b7 · черна пешка на черно поле c7 · черна пешка на бяло поле d7 · черна дама на черно поле e7 · черна пешка на бяло поле f7 · черна пешка на черно поле g7 · черна пешка на бяло поле h7 · черен кон на бяло поле c6 · бяла пешка на черно поле b4 · бяла пешка на бяло поле c4 · бял офицер на черно поле f4 · черен кон на бяло поле d3 · бял кон на бяло поле f3 · бяла пешка на черно поле b2 · бял кон на черно поле d2 · бяла пешка на бяло поле e2 · бяла пешка на черно поле f2 · бяла пешка на бяло поле g2 · бяла пешка на черно поле h2 · бял топ на черно поле a1 · бяла дама на бяло поле d1 · бял цар на черно поле e1 · бял офицер на бяло поле f1 · бял топ на бяло поле h1 | 7 |
| 6 | черен топ на бяло поле a8 · черен офицер на бяло поле c8 · черен цар на бяло поле e8 · черен топ на черно поле h8 · черна пешка на черно поле a7 · черна пешка на бяло поле b7 · черна пешка на черно поле c7 · черна пешка на бяло поле d7 · черна дама на черно поле e7 · черна пешка на бяло поле f7 · черна пешка на черно поле g7 · черна пешка на бяло поле h7 · черен кон на бяло поле c6 · бяла пешка на черно поле b4 · бяла пешка на бяло поле c4 · бял офицер на черно поле f4 · черен кон на бяло поле d3 · бял кон на бяло поле f3 · бяла пешка на черно поле b2 · бял кон на черно поле d2 · бяла пешка на бяло поле e2 · бяла пешка на черно поле f2 · бяла пешка на бяло поле g2 · бяла пешка на черно поле h2 · бял топ на черно поле a1 · бяла дама на бяло поле d1 · бял цар на черно поле e1 · бял офицер на бяло поле f1 · бял топ на бяло поле h1 | черен топ на бяло поле a8 · черен офицер на бяло поле c8 · черен цар на бяло поле e8 · черен топ на черно поле h8 · черна пешка на черно поле a7 · черна пешка на бяло поле b7 · черна пешка на черно поле c7 · черна пешка на бяло поле d7 · черна дама на черно поле e7 · черна пешка на бяло поле f7 · черна пешка на черно поле g7 · черна пешка на бяло поле h7 · черен кон на бяло поле c6 · бяла пешка на черно поле b4 · бяла пешка на бяло поле c4 · бял офицер на черно поле f4 · черен кон на бяло поле d3 · бял кон на бяло поле f3 · бяла пешка на черно поле b2 · бял кон на черно поле d2 · бяла пешка на бяло поле e2 · бяла пешка на черно поле f2 · бяла пешка на бяло поле g2 · бяла пешка на черно поле h2 · бял топ на черно поле a1 · бяла дама на бяло поле d1 · бял цар на черно поле e1 · бял офицер на бяло поле f1 · бял топ на бяло поле h1 | черен топ на бяло поле a8 · черен офицер на бяло поле c8 · черен цар на бяло поле e8 · черен топ на черно поле h8 · черна пешка на черно поле a7 · черна пешка на бяло поле b7 · черна пешка на черно поле c7 · черна пешка на бяло поле d7 · черна дама на черно поле e7 · черна пешка на бяло поле f7 · черна пешка на черно поле g7 · черна пешка на бяло поле h7 · черен кон на бяло поле c6 · бяла пешка на черно поле b4 · бяла пешка на бяло поле c4 · бял офицер на черно поле f4 · черен кон на бяло поле d3 · бял кон на бяло поле f3 · бяла пешка на черно поле b2 · бял кон на черно поле d2 · бяла пешка на бяло поле e2 · бяла пешка на черно поле f2 · бяла пешка на бяло поле g2 · бяла пешка на черно поле h2 · бял топ на черно поле a1 · бяла дама на бяло поле d1 · бял цар на черно поле e1 · бял офицер на бяло поле f1 · бял топ на бяло поле h1 | черен топ на бяло поле a8 · черен офицер на бяло поле c8 · черен цар на бяло поле e8 · черен топ на черно поле h8 · черна пешка на черно поле a7 · черна пешка на бяло поле b7 · черна пешка на черно поле c7 · черна пешка на бяло поле d7 · черна дама на черно поле e7 · черна пешка на бяло поле f7 · черна пешка на черно поле g7 · черна пешка на бяло поле h7 · черен кон на бяло поле c6 · бяла пешка на черно поле b4 · бяла пешка на бяло поле c4 · бял офицер на черно поле f4 · черен кон на бяло поле d3 · бял кон на бяло поле f3 · бяла пешка на черно поле b2 · бял кон на черно поле d2 · бяла пешка на бяло поле e2 · бяла пешка на черно поле f2 · бяла пешка на бяло поле g2 · бяла пешка на черно поле h2 · бял топ на черно поле a1 · бяла дама на бяло поле d1 · бял цар на черно поле e1 · бял офицер на бяло поле f1 · бял топ на бяло поле h1 | черен топ на бяло поле a8 · черен офицер на бяло поле c8 · черен цар на бяло поле e8 · черен топ на черно поле h8 · черна пешка на черно поле a7 · черна пешка на бяло поле b7 · черна пешка на черно поле c7 · черна пешка на бяло поле d7 · черна дама на черно поле e7 · черна пешка на бяло поле f7 · черна пешка на черно поле g7 · черна пешка на бяло поле h7 · черен кон на бяло поле c6 · бяла пешка на черно поле b4 · бяла пешка на бяло поле c4 · бял офицер на черно поле f4 · черен кон на бяло поле d3 · бял кон на бяло поле f3 · бяла пешка на черно поле b2 · бял кон на черно поле d2 · бяла пешка на бяло поле e2 · бяла пешка на черно поле f2 · бяла пешка на бяло поле g2 · бяла пешка на черно поле h2 · бял топ на черно поле a1 · бяла дама на бяло поле d1 · бял цар на черно поле e1 · бял офицер на бяло поле f1 · бял топ на бяло поле h1 | черен топ на бяло поле a8 · черен офицер на бяло поле c8 · черен цар на бяло поле e8 · черен топ на черно поле h8 · черна пешка на черно поле a7 · черна пешка на бяло поле b7 · черна пешка на черно поле c7 · черна пешка на бяло поле d7 · черна дама на черно поле e7 · черна пешка на бяло поле f7 · черна пешка на черно поле g7 · черна пешка на бяло поле h7 · черен кон на бяло поле c6 · бяла пешка на черно поле b4 · бяла пешка на бяло поле c4 · бял офицер на черно поле f4 · черен кон на бяло поле d3 · бял кон на бяло поле f3 · бяла пешка на черно поле b2 · бял кон на черно поле d2 · бяла пешка на бяло поле e2 · бяла пешка на черно поле f2 · бяла пешка на бяло поле g2 · бяла пешка на черно поле h2 · бял топ на черно поле a1 · бяла дама на бяло поле d1 · бял цар на черно поле e1 · бял офицер на бяло поле f1 · бял топ на бяло поле h1 | черен топ на бяло поле a8 · черен офицер на бяло поле c8 · черен цар на бяло поле e8 · черен топ на черно поле h8 · черна пешка на черно поле a7 · черна пешка на бяло поле b7 · черна пешка на черно поле c7 · черна пешка на бяло поле d7 · черна дама на черно поле e7 · черна пешка на бяло поле f7 · черна пешка на черно поле g7 · черна пешка на бяло поле h7 · черен кон на бяло поле c6 · бяла пешка на черно поле b4 · бяла пешка на бяло поле c4 · бял офицер на черно поле f4 · черен кон на бяло поле d3 · бял кон на бяло поле f3 · бяла пешка на черно поле b2 · бял кон на черно поле d2 · бяла пешка на бяло поле e2 · бяла пешка на черно поле f2 · бяла пешка на бяло поле g2 · бяла пешка на черно поле h2 · бял топ на черно поле a1 · бяла дама на бяло поле d1 · бял цар на черно поле e1 · бял офицер на бяло поле f1 · бял топ на бяло поле h1 | черен топ на бяло поле a8 · черен офицер на бяло поле c8 · черен цар на бяло поле e8 · черен топ на черно поле h8 · черна пешка на черно поле a7 · черна пешка на бяло поле b7 · черна пешка на черно поле c7 · черна пешка на бяло поле d7 · черна дама на черно поле e7 · черна пешка на бяло поле f7 · черна пешка на черно поле g7 · черна пешка на бяло поле h7 · черен кон на бяло поле c6 · бяла пешка на черно поле b4 · бяла пешка на бяло поле c4 · бял офицер на черно поле f4 · черен кон на бяло поле d3 · бял кон на бяло поле f3 · бяла пешка на черно поле b2 · бял кон на черно поле d2 · бяла пешка на бяло поле e2 · бяла пешка на черно поле f2 · бяла пешка на бяло поле g2 · бяла пешка на черно поле h2 · бял топ на черно поле a1 · бяла дама на бяло поле d1 · бял цар на черно поле e1 · бял офицер на бяло поле f1 · бял топ на бяло поле h1 | 6 |
| 5 | черен топ на бяло поле a8 · черен офицер на бяло поле c8 · черен цар на бяло поле e8 · черен топ на черно поле h8 · черна пешка на черно поле a7 · черна пешка на бяло поле b7 · черна пешка на черно поле c7 · черна пешка на бяло поле d7 · черна дама на черно поле e7 · черна пешка на бяло поле f7 · черна пешка на черно поле g7 · черна пешка на бяло поле h7 · черен кон на бяло поле c6 · бяла пешка на черно поле b4 · бяла пешка на бяло поле c4 · бял офицер на черно поле f4 · черен кон на бяло поле d3 · бял кон на бяло поле f3 · бяла пешка на черно поле b2 · бял кон на черно поле d2 · бяла пешка на бяло поле e2 · бяла пешка на черно поле f2 · бяла пешка на бяло поле g2 · бяла пешка на черно поле h2 · бял топ на черно поле a1 · бяла дама на бяло поле d1 · бял цар на черно поле e1 · бял офицер на бяло поле f1 · бял топ на бяло поле h1 | черен топ на бяло поле a8 · черен офицер на бяло поле c8 · черен цар на бяло поле e8 · черен топ на черно поле h8 · черна пешка на черно поле a7 · черна пешка на бяло поле b7 · черна пешка на черно поле c7 · черна пешка на бяло поле d7 · черна дама на черно поле e7 · черна пешка на бяло поле f7 · черна пешка на черно поле g7 · черна пешка на бяло поле h7 · черен кон на бяло поле c6 · бяла пешка на черно поле b4 · бяла пешка на бяло поле c4 · бял офицер на черно поле f4 · черен кон на бяло поле d3 · бял кон на бяло поле f3 · бяла пешка на черно поле b2 · бял кон на черно поле d2 · бяла пешка на бяло поле e2 · бяла пешка на черно поле f2 · бяла пешка на бяло поле g2 · бяла пешка на черно поле h2 · бял топ на черно поле a1 · бяла дама на бяло поле d1 · бял цар на черно поле e1 · бял офицер на бяло поле f1 · бял топ на бяло поле h1 | черен топ на бяло поле a8 · черен офицер на бяло поле c8 · черен цар на бяло поле e8 · черен топ на черно поле h8 · черна пешка на черно поле a7 · черна пешка на бяло поле b7 · черна пешка на черно поле c7 · черна пешка на бяло поле d7 · черна дама на черно поле e7 · черна пешка на бяло поле f7 · черна пешка на черно поле g7 · черна пешка на бяло поле h7 · черен кон на бяло поле c6 · бяла пешка на черно поле b4 · бяла пешка на бяло поле c4 · бял офицер на черно поле f4 · черен кон на бяло поле d3 · бял кон на бяло поле f3 · бяла пешка на черно поле b2 · бял кон на черно поле d2 · бяла пешка на бяло поле e2 · бяла пешка на черно поле f2 · бяла пешка на бяло поле g2 · бяла пешка на черно поле h2 · бял топ на черно поле a1 · бяла дама на бяло поле d1 · бял цар на черно поле e1 · бял офицер на бяло поле f1 · бял топ на бяло поле h1 | черен топ на бяло поле a8 · черен офицер на бяло поле c8 · черен цар на бяло поле e8 · черен топ на черно поле h8 · черна пешка на черно поле a7 · черна пешка на бяло поле b7 · черна пешка на черно поле c7 · черна пешка на бяло поле d7 · черна дама на черно поле e7 · черна пешка на бяло поле f7 · черна пешка на черно поле g7 · черна пешка на бяло поле h7 · черен кон на бяло поле c6 · бяла пешка на черно поле b4 · бяла пешка на бяло поле c4 · бял офицер на черно поле f4 · черен кон на бяло поле d3 · бял кон на бяло поле f3 · бяла пешка на черно поле b2 · бял кон на черно поле d2 · бяла пешка на бяло поле e2 · бяла пешка на черно поле f2 · бяла пешка на бяло поле g2 · бяла пешка на черно поле h2 · бял топ на черно поле a1 · бяла дама на бяло поле d1 · бял цар на черно поле e1 · бял офицер на бяло поле f1 · бял топ на бяло поле h1 | черен топ на бяло поле a8 · черен офицер на бяло поле c8 · черен цар на бяло поле e8 · черен топ на черно поле h8 · черна пешка на черно поле a7 · черна пешка на бяло поле b7 · черна пешка на черно поле c7 · черна пешка на бяло поле d7 · черна дама на черно поле e7 · черна пешка на бяло поле f7 · черна пешка на черно поле g7 · черна пешка на бяло поле h7 · черен кон на бяло поле c6 · бяла пешка на черно поле b4 · бяла пешка на бяло поле c4 · бял офицер на черно поле f4 · черен кон на бяло поле d3 · бял кон на бяло поле f3 · бяла пешка на черно поле b2 · бял кон на черно поле d2 · бяла пешка на бяло поле e2 · бяла пешка на черно поле f2 · бяла пешка на бяло поле g2 · бяла пешка на черно поле h2 · бял топ на черно поле a1 · бяла дама на бяло поле d1 · бял цар на черно поле e1 · бял офицер на бяло поле f1 · бял топ на бяло поле h1 | черен топ на бяло поле a8 · черен офицер на бяло поле c8 · черен цар на бяло поле e8 · черен топ на черно поле h8 · черна пешка на черно поле a7 · черна пешка на бяло поле b7 · черна пешка на черно поле c7 · черна пешка на бяло поле d7 · черна дама на черно поле e7 · черна пешка на бяло поле f7 · черна пешка на черно поле g7 · черна пешка на бяло поле h7 · черен кон на бяло поле c6 · бяла пешка на черно поле b4 · бяла пешка на бяло поле c4 · бял офицер на черно поле f4 · черен кон на бяло поле d3 · бял кон на бяло поле f3 · бяла пешка на черно поле b2 · бял кон на черно поле d2 · бяла пешка на бяло поле e2 · бяла пешка на черно поле f2 · бяла пешка на бяло поле g2 · бяла пешка на черно поле h2 · бял топ на черно поле a1 · бяла дама на бяло поле d1 · бял цар на черно поле e1 · бял офицер на бяло поле f1 · бял топ на бяло поле h1 | черен топ на бяло поле a8 · черен офицер на бяло поле c8 · черен цар на бяло поле e8 · черен топ на черно поле h8 · черна пешка на черно поле a7 · черна пешка на бяло поле b7 · черна пешка на черно поле c7 · черна пешка на бяло поле d7 · черна дама на черно поле e7 · черна пешка на бяло поле f7 · черна пешка на черно поле g7 · черна пешка на бяло поле h7 · черен кон на бяло поле c6 · бяла пешка на черно поле b4 · бяла пешка на бяло поле c4 · бял офицер на черно поле f4 · черен кон на бяло поле d3 · бял кон на бяло поле f3 · бяла пешка на черно поле b2 · бял кон на черно поле d2 · бяла пешка на бяло поле e2 · бяла пешка на черно поле f2 · бяла пешка на бяло поле g2 · бяла пешка на черно поле h2 · бял топ на черно поле a1 · бяла дама на бяло поле d1 · бял цар на черно поле e1 · бял офицер на бяло поле f1 · бял топ на бяло поле h1 | черен топ на бяло поле a8 · черен офицер на бяло поле c8 · черен цар на бяло поле e8 · черен топ на черно поле h8 · черна пешка на черно поле a7 · черна пешка на бяло поле b7 · черна пешка на черно поле c7 · черна пешка на бяло поле d7 · черна дама на черно поле e7 · черна пешка на бяло поле f7 · черна пешка на черно поле g7 · черна пешка на бяло поле h7 · черен кон на бяло поле c6 · бяла пешка на черно поле b4 · бяла пешка на бяло поле c4 · бял офицер на черно поле f4 · черен кон на бяло поле d3 · бял кон на бяло поле f3 · бяла пешка на черно поле b2 · бял кон на черно поле d2 · бяла пешка на бяло поле e2 · бяла пешка на черно поле f2 · бяла пешка на бяло поле g2 · бяла пешка на черно поле h2 · бял топ на черно поле a1 · бяла дама на бяло поле d1 · бял цар на черно поле e1 · бял офицер на бяло поле f1 · бял топ на бяло поле h1 | 5 |
| 4 | черен топ на бяло поле a8 · черен офицер на бяло поле c8 · черен цар на бяло поле e8 · черен топ на черно поле h8 · черна пешка на черно поле a7 · черна пешка на бяло поле b7 · черна пешка на черно поле c7 · черна пешка на бяло поле d7 · черна дама на черно поле e7 · черна пешка на бяло поле f7 · черна пешка на черно поле g7 · черна пешка на бяло поле h7 · черен кон на бяло поле c6 · бяла пешка на черно поле b4 · бяла пешка на бяло поле c4 · бял офицер на черно поле f4 · черен кон на бяло поле d3 · бял кон на бяло поле f3 · бяла пешка на черно поле b2 · бял кон на черно поле d2 · бяла пешка на бяло поле e2 · бяла пешка на черно поле f2 · бяла пешка на бяло поле g2 · бяла пешка на черно поле h2 · бял топ на черно поле a1 · бяла дама на бяло поле d1 · бял цар на черно поле e1 · бял офицер на бяло поле f1 · бял топ на бяло поле h1 | черен топ на бяло поле a8 · черен офицер на бяло поле c8 · черен цар на бяло поле e8 · черен топ на черно поле h8 · черна пешка на черно поле a7 · черна пешка на бяло поле b7 · черна пешка на черно поле c7 · черна пешка на бяло поле d7 · черна дама на черно поле e7 · черна пешка на бяло поле f7 · черна пешка на черно поле g7 · черна пешка на бяло поле h7 · черен кон на бяло поле c6 · бяла пешка на черно поле b4 · бяла пешка на бяло поле c4 · бял офицер на черно поле f4 · черен кон на бяло поле d3 · бял кон на бяло поле f3 · бяла пешка на черно поле b2 · бял кон на черно поле d2 · бяла пешка на бяло поле e2 · бяла пешка на черно поле f2 · бяла пешка на бяло поле g2 · бяла пешка на черно поле h2 · бял топ на черно поле a1 · бяла дама на бяло поле d1 · бял цар на черно поле e1 · бял офицер на бяло поле f1 · бял топ на бяло поле h1 | черен топ на бяло поле a8 · черен офицер на бяло поле c8 · черен цар на бяло поле e8 · черен топ на черно поле h8 · черна пешка на черно поле a7 · черна пешка на бяло поле b7 · черна пешка на черно поле c7 · черна пешка на бяло поле d7 · черна дама на черно поле e7 · черна пешка на бяло поле f7 · черна пешка на черно поле g7 · черна пешка на бяло поле h7 · черен кон на бяло поле c6 · бяла пешка на черно поле b4 · бяла пешка на бяло поле c4 · бял офицер на черно поле f4 · черен кон на бяло поле d3 · бял кон на бяло поле f3 · бяла пешка на черно поле b2 · бял кон на черно поле d2 · бяла пешка на бяло поле e2 · бяла пешка на черно поле f2 · бяла пешка на бяло поле g2 · бяла пешка на черно поле h2 · бял топ на черно поле a1 · бяла дама на бяло поле d1 · бял цар на черно поле e1 · бял офицер на бяло поле f1 · бял топ на бяло поле h1 | черен топ на бяло поле a8 · черен офицер на бяло поле c8 · черен цар на бяло поле e8 · черен топ на черно поле h8 · черна пешка на черно поле a7 · черна пешка на бяло поле b7 · черна пешка на черно поле c7 · черна пешка на бяло поле d7 · черна дама на черно поле e7 · черна пешка на бяло поле f7 · черна пешка на черно поле g7 · черна пешка на бяло поле h7 · черен кон на бяло поле c6 · бяла пешка на черно поле b4 · бяла пешка на бяло поле c4 · бял офицер на черно поле f4 · черен кон на бяло поле d3 · бял кон на бяло поле f3 · бяла пешка на черно поле b2 · бял кон на черно поле d2 · бяла пешка на бяло поле e2 · бяла пешка на черно поле f2 · бяла пешка на бяло поле g2 · бяла пешка на черно поле h2 · бял топ на черно поле a1 · бяла дама на бяло поле d1 · бял цар на черно поле e1 · бял офицер на бяло поле f1 · бял топ на бяло поле h1 | черен топ на бяло поле a8 · черен офицер на бяло поле c8 · черен цар на бяло поле e8 · черен топ на черно поле h8 · черна пешка на черно поле a7 · черна пешка на бяло поле b7 · черна пешка на черно поле c7 · черна пешка на бяло поле d7 · черна дама на черно поле e7 · черна пешка на бяло поле f7 · черна пешка на черно поле g7 · черна пешка на бяло поле h7 · черен кон на бяло поле c6 · бяла пешка на черно поле b4 · бяла пешка на бяло поле c4 · бял офицер на черно поле f4 · черен кон на бяло поле d3 · бял кон на бяло поле f3 · бяла пешка на черно поле b2 · бял кон на черно поле d2 · бяла пешка на бяло поле e2 · бяла пешка на черно поле f2 · бяла пешка на бяло поле g2 · бяла пешка на черно поле h2 · бял топ на черно поле a1 · бяла дама на бяло поле d1 · бял цар на черно поле e1 · бял офицер на бяло поле f1 · бял топ на бяло поле h1 | черен топ на бяло поле a8 · черен офицер на бяло поле c8 · черен цар на бяло поле e8 · черен топ на черно поле h8 · черна пешка на черно поле a7 · черна пешка на бяло поле b7 · черна пешка на черно поле c7 · черна пешка на бяло поле d7 · черна дама на черно поле e7 · черна пешка на бяло поле f7 · черна пешка на черно поле g7 · черна пешка на бяло поле h7 · черен кон на бяло поле c6 · бяла пешка на черно поле b4 · бяла пешка на бяло поле c4 · бял офицер на черно поле f4 · черен кон на бяло поле d3 · бял кон на бяло поле f3 · бяла пешка на черно поле b2 · бял кон на черно поле d2 · бяла пешка на бяло поле e2 · бяла пешка на черно поле f2 · бяла пешка на бяло поле g2 · бяла пешка на черно поле h2 · бял топ на черно поле a1 · бяла дама на бяло поле d1 · бял цар на черно поле e1 · бял офицер на бяло поле f1 · бял топ на бяло поле h1 | черен топ на бяло поле a8 · черен офицер на бяло поле c8 · черен цар на бяло поле e8 · черен топ на черно поле h8 · черна пешка на черно поле a7 · черна пешка на бяло поле b7 · черна пешка на черно поле c7 · черна пешка на бяло поле d7 · черна дама на черно поле e7 · черна пешка на бяло поле f7 · черна пешка на черно поле g7 · черна пешка на бяло поле h7 · черен кон на бяло поле c6 · бяла пешка на черно поле b4 · бяла пешка на бяло поле c4 · бял офицер на черно поле f4 · черен кон на бяло поле d3 · бял кон на бяло поле f3 · бяла пешка на черно поле b2 · бял кон на черно поле d2 · бяла пешка на бяло поле e2 · бяла пешка на черно поле f2 · бяла пешка на бяло поле g2 · бяла пешка на черно поле h2 · бял топ на черно поле a1 · бяла дама на бяло поле d1 · бял цар на черно поле e1 · бял офицер на бяло поле f1 · бял топ на бяло поле h1 | черен топ на бяло поле a8 · черен офицер на бяло поле c8 · черен цар на бяло поле e8 · черен топ на черно поле h8 · черна пешка на черно поле a7 · черна пешка на бяло поле b7 · черна пешка на черно поле c7 · черна пешка на бяло поле d7 · черна дама на черно поле e7 · черна пешка на бяло поле f7 · черна пешка на черно поле g7 · черна пешка на бяло поле h7 · черен кон на бяло поле c6 · бяла пешка на черно поле b4 · бяла пешка на бяло поле c4 · бял офицер на черно поле f4 · черен кон на бяло поле d3 · бял кон на бяло поле f3 · бяла пешка на черно поле b2 · бял кон на черно поле d2 · бяла пешка на бяло поле e2 · бяла пешка на черно поле f2 · бяла пешка на бяло поле g2 · бяла пешка на черно поле h2 · бял топ на черно поле a1 · бяла дама на бяло поле d1 · бял цар на черно поле e1 · бял офицер на бяло поле f1 · бял топ на бяло поле h1 | 4 |
| 3 | черен топ на бяло поле a8 · черен офицер на бяло поле c8 · черен цар на бяло поле e8 · черен топ на черно поле h8 · черна пешка на черно поле a7 · черна пешка на бяло поле b7 · черна пешка на черно поле c7 · черна пешка на бяло поле d7 · черна дама на черно поле e7 · черна пешка на бяло поле f7 · черна пешка на черно поле g7 · черна пешка на бяло поле h7 · черен кон на бяло поле c6 · бяла пешка на черно поле b4 · бяла пешка на бяло поле c4 · бял офицер на черно поле f4 · черен кон на бяло поле d3 · бял кон на бяло поле f3 · бяла пешка на черно поле b2 · бял кон на черно поле d2 · бяла пешка на бяло поле e2 · бяла пешка на черно поле f2 · бяла пешка на бяло поле g2 · бяла пешка на черно поле h2 · бял топ на черно поле a1 · бяла дама на бяло поле d1 · бял цар на черно поле e1 · бял офицер на бяло поле f1 · бял топ на бяло поле h1 | черен топ на бяло поле a8 · черен офицер на бяло поле c8 · черен цар на бяло поле e8 · черен топ на черно поле h8 · черна пешка на черно поле a7 · черна пешка на бяло поле b7 · черна пешка на черно поле c7 · черна пешка на бяло поле d7 · черна дама на черно поле e7 · черна пешка на бяло поле f7 · черна пешка на черно поле g7 · черна пешка на бяло поле h7 · черен кон на бяло поле c6 · бяла пешка на черно поле b4 · бяла пешка на бяло поле c4 · бял офицер на черно поле f4 · черен кон на бяло поле d3 · бял кон на бяло поле f3 · бяла пешка на черно поле b2 · бял кон на черно поле d2 · бяла пешка на бяло поле e2 · бяла пешка на черно поле f2 · бяла пешка на бяло поле g2 · бяла пешка на черно поле h2 · бял топ на черно поле a1 · бяла дама на бяло поле d1 · бял цар на черно поле e1 · бял офицер на бяло поле f1 · бял топ на бяло поле h1 | черен топ на бяло поле a8 · черен офицер на бяло поле c8 · черен цар на бяло поле e8 · черен топ на черно поле h8 · черна пешка на черно поле a7 · черна пешка на бяло поле b7 · черна пешка на черно поле c7 · черна пешка на бяло поле d7 · черна дама на черно поле e7 · черна пешка на бяло поле f7 · черна пешка на черно поле g7 · черна пешка на бяло поле h7 · черен кон на бяло поле c6 · бяла пешка на черно поле b4 · бяла пешка на бяло поле c4 · бял офицер на черно поле f4 · черен кон на бяло поле d3 · бял кон на бяло поле f3 · бяла пешка на черно поле b2 · бял кон на черно поле d2 · бяла пешка на бяло поле e2 · бяла пешка на черно поле f2 · бяла пешка на бяло поле g2 · бяла пешка на черно поле h2 · бял топ на черно поле a1 · бяла дама на бяло поле d1 · бял цар на черно поле e1 · бял офицер на бяло поле f1 · бял топ на бяло поле h1 | черен топ на бяло поле a8 · черен офицер на бяло поле c8 · черен цар на бяло поле e8 · черен топ на черно поле h8 · черна пешка на черно поле a7 · черна пешка на бяло поле b7 · черна пешка на черно поле c7 · черна пешка на бяло поле d7 · черна дама на черно поле e7 · черна пешка на бяло поле f7 · черна пешка на черно поле g7 · черна пешка на бяло поле h7 · черен кон на бяло поле c6 · бяла пешка на черно поле b4 · бяла пешка на бяло поле c4 · бял офицер на черно поле f4 · черен кон на бяло поле d3 · бял кон на бяло поле f3 · бяла пешка на черно поле b2 · бял кон на черно поле d2 · бяла пешка на бяло поле e2 · бяла пешка на черно поле f2 · бяла пешка на бяло поле g2 · бяла пешка на черно поле h2 · бял топ на черно поле a1 · бяла дама на бяло поле d1 · бял цар на черно поле e1 · бял офицер на бяло поле f1 · бял топ на бяло поле h1 | черен топ на бяло поле a8 · черен офицер на бяло поле c8 · черен цар на бяло поле e8 · черен топ на черно поле h8 · черна пешка на черно поле a7 · черна пешка на бяло поле b7 · черна пешка на черно поле c7 · черна пешка на бяло поле d7 · черна дама на черно поле e7 · черна пешка на бяло поле f7 · черна пешка на черно поле g7 · черна пешка на бяло поле h7 · черен кон на бяло поле c6 · бяла пешка на черно поле b4 · бяла пешка на бяло поле c4 · бял офицер на черно поле f4 · черен кон на бяло поле d3 · бял кон на бяло поле f3 · бяла пешка на черно поле b2 · бял кон на черно поле d2 · бяла пешка на бяло поле e2 · бяла пешка на черно поле f2 · бяла пешка на бяло поле g2 · бяла пешка на черно поле h2 · бял топ на черно поле a1 · бяла дама на бяло поле d1 · бял цар на черно поле e1 · бял офицер на бяло поле f1 · бял топ на бяло поле h1 | черен топ на бяло поле a8 · черен офицер на бяло поле c8 · черен цар на бяло поле e8 · черен топ на черно поле h8 · черна пешка на черно поле a7 · черна пешка на бяло поле b7 · черна пешка на черно поле c7 · черна пешка на бяло поле d7 · черна дама на черно поле e7 · черна пешка на бяло поле f7 · черна пешка на черно поле g7 · черна пешка на бяло поле h7 · черен кон на бяло поле c6 · бяла пешка на черно поле b4 · бяла пешка на бяло поле c4 · бял офицер на черно поле f4 · черен кон на бяло поле d3 · бял кон на бяло поле f3 · бяла пешка на черно поле b2 · бял кон на черно поле d2 · бяла пешка на бяло поле e2 · бяла пешка на черно поле f2 · бяла пешка на бяло поле g2 · бяла пешка на черно поле h2 · бял топ на черно поле a1 · бяла дама на бяло поле d1 · бял цар на черно поле e1 · бял офицер на бяло поле f1 · бял топ на бяло поле h1 | черен топ на бяло поле a8 · черен офицер на бяло поле c8 · черен цар на бяло поле e8 · черен топ на черно поле h8 · черна пешка на черно поле a7 · черна пешка на бяло поле b7 · черна пешка на черно поле c7 · черна пешка на бяло поле d7 · черна дама на черно поле e7 · черна пешка на бяло поле f7 · черна пешка на черно поле g7 · черна пешка на бяло поле h7 · черен кон на бяло поле c6 · бяла пешка на черно поле b4 · бяла пешка на бяло поле c4 · бял офицер на черно поле f4 · черен кон на бяло поле d3 · бял кон на бяло поле f3 · бяла пешка на черно поле b2 · бял кон на черно поле d2 · бяла пешка на бяло поле e2 · бяла пешка на черно поле f2 · бяла пешка на бяло поле g2 · бяла пешка на черно поле h2 · бял топ на черно поле a1 · бяла дама на бяло поле d1 · бял цар на черно поле e1 · бял офицер на бяло поле f1 · бял топ на бяло поле h1 | черен топ на бяло поле a8 · черен офицер на бяло поле c8 · черен цар на бяло поле e8 · черен топ на черно поле h8 · черна пешка на черно поле a7 · черна пешка на бяло поле b7 · черна пешка на черно поле c7 · черна пешка на бяло поле d7 · черна дама на черно поле e7 · черна пешка на бяло поле f7 · черна пешка на черно поле g7 · черна пешка на бяло поле h7 · черен кон на бяло поле c6 · бяла пешка на черно поле b4 · бяла пешка на бяло поле c4 · бял офицер на черно поле f4 · черен кон на бяло поле d3 · бял кон на бяло поле f3 · бяла пешка на черно поле b2 · бял кон на черно поле d2 · бяла пешка на бяло поле e2 · бяла пешка на черно поле f2 · бяла пешка на бяло поле g2 · бяла пешка на черно поле h2 · бял топ на черно поле a1 · бяла дама на бяло поле d1 · бял цар на черно поле e1 · бял офицер на бяло поле f1 · бял топ на бяло поле h1 | 3 |
| 2 | черен топ на бяло поле a8 · черен офицер на бяло поле c8 · черен цар на бяло поле e8 · черен топ на черно поле h8 · черна пешка на черно поле a7 · черна пешка на бяло поле b7 · черна пешка на черно поле c7 · черна пешка на бяло поле d7 · черна дама на черно поле e7 · черна пешка на бяло поле f7 · черна пешка на черно поле g7 · черна пешка на бяло поле h7 · черен кон на бяло поле c6 · бяла пешка на черно поле b4 · бяла пешка на бяло поле c4 · бял офицер на черно поле f4 · черен кон на бяло поле d3 · бял кон на бяло поле f3 · бяла пешка на черно поле b2 · бял кон на черно поле d2 · бяла пешка на бяло поле e2 · бяла пешка на черно поле f2 · бяла пешка на бяло поле g2 · бяла пешка на черно поле h2 · бял топ на черно поле a1 · бяла дама на бяло поле d1 · бял цар на черно поле e1 · бял офицер на бяло поле f1 · бял топ на бяло поле h1 | черен топ на бяло поле a8 · черен офицер на бяло поле c8 · черен цар на бяло поле e8 · черен топ на черно поле h8 · черна пешка на черно поле a7 · черна пешка на бяло поле b7 · черна пешка на черно поле c7 · черна пешка на бяло поле d7 · черна дама на черно поле e7 · черна пешка на бяло поле f7 · черна пешка на черно поле g7 · черна пешка на бяло поле h7 · черен кон на бяло поле c6 · бяла пешка на черно поле b4 · бяла пешка на бяло поле c4 · бял офицер на черно поле f4 · черен кон на бяло поле d3 · бял кон на бяло поле f3 · бяла пешка на черно поле b2 · бял кон на черно поле d2 · бяла пешка на бяло поле e2 · бяла пешка на черно поле f2 · бяла пешка на бяло поле g2 · бяла пешка на черно поле h2 · бял топ на черно поле a1 · бяла дама на бяло поле d1 · бял цар на черно поле e1 · бял офицер на бяло поле f1 · бял топ на бяло поле h1 | черен топ на бяло поле a8 · черен офицер на бяло поле c8 · черен цар на бяло поле e8 · черен топ на черно поле h8 · черна пешка на черно поле a7 · черна пешка на бяло поле b7 · черна пешка на черно поле c7 · черна пешка на бяло поле d7 · черна дама на черно поле e7 · черна пешка на бяло поле f7 · черна пешка на черно поле g7 · черна пешка на бяло поле h7 · черен кон на бяло поле c6 · бяла пешка на черно поле b4 · бяла пешка на бяло поле c4 · бял офицер на черно поле f4 · черен кон на бяло поле d3 · бял кон на бяло поле f3 · бяла пешка на черно поле b2 · бял кон на черно поле d2 · бяла пешка на бяло поле e2 · бяла пешка на черно поле f2 · бяла пешка на бяло поле g2 · бяла пешка на черно поле h2 · бял топ на черно поле a1 · бяла дама на бяло поле d1 · бял цар на черно поле e1 · бял офицер на бяло поле f1 · бял топ на бяло поле h1 | черен топ на бяло поле a8 · черен офицер на бяло поле c8 · черен цар на бяло поле e8 · черен топ на черно поле h8 · черна пешка на черно поле a7 · черна пешка на бяло поле b7 · черна пешка на черно поле c7 · черна пешка на бяло поле d7 · черна дама на черно поле e7 · черна пешка на бяло поле f7 · черна пешка на черно поле g7 · черна пешка на бяло поле h7 · черен кон на бяло поле c6 · бяла пешка на черно поле b4 · бяла пешка на бяло поле c4 · бял офицер на черно поле f4 · черен кон на бяло поле d3 · бял кон на бяло поле f3 · бяла пешка на черно поле b2 · бял кон на черно поле d2 · бяла пешка на бяло поле e2 · бяла пешка на черно поле f2 · бяла пешка на бяло поле g2 · бяла пешка на черно поле h2 · бял топ на черно поле a1 · бяла дама на бяло поле d1 · бял цар на черно поле e1 · бял офицер на бяло поле f1 · бял топ на бяло поле h1 | черен топ на бяло поле a8 · черен офицер на бяло поле c8 · черен цар на бяло поле e8 · черен топ на черно поле h8 · черна пешка на черно поле a7 · черна пешка на бяло поле b7 · черна пешка на черно поле c7 · черна пешка на бяло поле d7 · черна дама на черно поле e7 · черна пешка на бяло поле f7 · черна пешка на черно поле g7 · черна пешка на бяло поле h7 · черен кон на бяло поле c6 · бяла пешка на черно поле b4 · бяла пешка на бяло поле c4 · бял офицер на черно поле f4 · черен кон на бяло поле d3 · бял кон на бяло поле f3 · бяла пешка на черно поле b2 · бял кон на черно поле d2 · бяла пешка на бяло поле e2 · бяла пешка на черно поле f2 · бяла пешка на бяло поле g2 · бяла пешка на черно поле h2 · бял топ на черно поле a1 · бяла дама на бяло поле d1 · бял цар на черно поле e1 · бял офицер на бяло поле f1 · бял топ на бяло поле h1 | черен топ на бяло поле a8 · черен офицер на бяло поле c8 · черен цар на бяло поле e8 · черен топ на черно поле h8 · черна пешка на черно поле a7 · черна пешка на бяло поле b7 · черна пешка на черно поле c7 · черна пешка на бяло поле d7 · черна дама на черно поле e7 · черна пешка на бяло поле f7 · черна пешка на черно поле g7 · черна пешка на бяло поле h7 · черен кон на бяло поле c6 · бяла пешка на черно поле b4 · бяла пешка на бяло поле c4 · бял офицер на черно поле f4 · черен кон на бяло поле d3 · бял кон на бяло поле f3 · бяла пешка на черно поле b2 · бял кон на черно поле d2 · бяла пешка на бяло поле e2 · бяла пешка на черно поле f2 · бяла пешка на бяло поле g2 · бяла пешка на черно поле h2 · бял топ на черно поле a1 · бяла дама на бяло поле d1 · бял цар на черно поле e1 · бял офицер на бяло поле f1 · бял топ на бяло поле h1 | черен топ на бяло поле a8 · черен офицер на бяло поле c8 · черен цар на бяло поле e8 · черен топ на черно поле h8 · черна пешка на черно поле a7 · черна пешка на бяло поле b7 · черна пешка на черно поле c7 · черна пешка на бяло поле d7 · черна дама на черно поле e7 · черна пешка на бяло поле f7 · черна пешка на черно поле g7 · черна пешка на бяло поле h7 · черен кон на бяло поле c6 · бяла пешка на черно поле b4 · бяла пешка на бяло поле c4 · бял офицер на черно поле f4 · черен кон на бяло поле d3 · бял кон на бяло поле f3 · бяла пешка на черно поле b2 · бял кон на черно поле d2 · бяла пешка на бяло поле e2 · бяла пешка на черно поле f2 · бяла пешка на бяло поле g2 · бяла пешка на черно поле h2 · бял топ на черно поле a1 · бяла дама на бяло поле d1 · бял цар на черно поле e1 · бял офицер на бяло поле f1 · бял топ на бяло поле h1 | черен топ на бяло поле a8 · черен офицер на бяло поле c8 · черен цар на бяло поле e8 · черен топ на черно поле h8 · черна пешка на черно поле a7 · черна пешка на бяло поле b7 · черна пешка на черно поле c7 · черна пешка на бяло поле d7 · черна дама на черно поле e7 · черна пешка на бяло поле f7 · черна пешка на черно поле g7 · черна пешка на бяло поле h7 · черен кон на бяло поле c6 · бяла пешка на черно поле b4 · бяла пешка на бяло поле c4 · бял офицер на черно поле f4 · черен кон на бяло поле d3 · бял кон на бяло поле f3 · бяла пешка на черно поле b2 · бял кон на черно поле d2 · бяла пешка на бяло поле e2 · бяла пешка на черно поле f2 · бяла пешка на бяло поле g2 · бяла пешка на черно поле h2 · бял топ на черно поле a1 · бяла дама на бяло поле d1 · бял цар на черно поле e1 · бял офицер на бяло поле f1 · бял топ на бяло поле h1 | 2 |
| 1 | черен топ на бяло поле a8 · черен офицер на бяло поле c8 · черен цар на бяло поле e8 · черен топ на черно поле h8 · черна пешка на черно поле a7 · черна пешка на бяло поле b7 · черна пешка на черно поле c7 · черна пешка на бяло поле d7 · черна дама на черно поле e7 · черна пешка на бяло поле f7 · черна пешка на черно поле g7 · черна пешка на бяло поле h7 · черен кон на бяло поле c6 · бяла пешка на черно поле b4 · бяла пешка на бяло поле c4 · бял офицер на черно поле f4 · черен кон на бяло поле d3 · бял кон на бяло поле f3 · бяла пешка на черно поле b2 · бял кон на черно поле d2 · бяла пешка на бяло поле e2 · бяла пешка на черно поле f2 · бяла пешка на бяло поле g2 · бяла пешка на черно поле h2 · бял топ на черно поле a1 · бяла дама на бяло поле d1 · бял цар на черно поле e1 · бял офицер на бяло поле f1 · бял топ на бяло поле h1 | черен топ на бяло поле a8 · черен офицер на бяло поле c8 · черен цар на бяло поле e8 · черен топ на черно поле h8 · черна пешка на черно поле a7 · черна пешка на бяло поле b7 · черна пешка на черно поле c7 · черна пешка на бяло поле d7 · черна дама на черно поле e7 · черна пешка на бяло поле f7 · черна пешка на черно поле g7 · черна пешка на бяло поле h7 · черен кон на бяло поле c6 · бяла пешка на черно поле b4 · бяла пешка на бяло поле c4 · бял офицер на черно поле f4 · черен кон на бяло поле d3 · бял кон на бяло поле f3 · бяла пешка на черно поле b2 · бял кон на черно поле d2 · бяла пешка на бяло поле e2 · бяла пешка на черно поле f2 · бяла пешка на бяло поле g2 · бяла пешка на черно поле h2 · бял топ на черно поле a1 · бяла дама на бяло поле d1 · бял цар на черно поле e1 · бял офицер на бяло поле f1 · бял топ на бяло поле h1 | черен топ на бяло поле a8 · черен офицер на бяло поле c8 · черен цар на бяло поле e8 · черен топ на черно поле h8 · черна пешка на черно поле a7 · черна пешка на бяло поле b7 · черна пешка на черно поле c7 · черна пешка на бяло поле d7 · черна дама на черно поле e7 · черна пешка на бяло поле f7 · черна пешка на черно поле g7 · черна пешка на бяло поле h7 · черен кон на бяло поле c6 · бяла пешка на черно поле b4 · бяла пешка на бяло поле c4 · бял офицер на черно поле f4 · черен кон на бяло поле d3 · бял кон на бяло поле f3 · бяла пешка на черно поле b2 · бял кон на черно поле d2 · бяла пешка на бяло поле e2 · бяла пешка на черно поле f2 · бяла пешка на бяло поле g2 · бяла пешка на черно поле h2 · бял топ на черно поле a1 · бяла дама на бяло поле d1 · бял цар на черно поле e1 · бял офицер на бяло поле f1 · бял топ на бяло поле h1 | черен топ на бяло поле a8 · черен офицер на бяло поле c8 · черен цар на бяло поле e8 · черен топ на черно поле h8 · черна пешка на черно поле a7 · черна пешка на бяло поле b7 · черна пешка на черно поле c7 · черна пешка на бяло поле d7 · черна дама на черно поле e7 · черна пешка на бяло поле f7 · черна пешка на черно поле g7 · черна пешка на бяло поле h7 · черен кон на бяло поле c6 · бяла пешка на черно поле b4 · бяла пешка на бяло поле c4 · бял офицер на черно поле f4 · черен кон на бяло поле d3 · бял кон на бяло поле f3 · бяла пешка на черно поле b2 · бял кон на черно поле d2 · бяла пешка на бяло поле e2 · бяла пешка на черно поле f2 · бяла пешка на бяло поле g2 · бяла пешка на черно поле h2 · бял топ на черно поле a1 · бяла дама на бяло поле d1 · бял цар на черно поле e1 · бял офицер на бяло поле f1 · бял топ на бяло поле h1 | черен топ на бяло поле a8 · черен офицер на бяло поле c8 · черен цар на бяло поле e8 · черен топ на черно поле h8 · черна пешка на черно поле a7 · черна пешка на бяло поле b7 · черна пешка на черно поле c7 · черна пешка на бяло поле d7 · черна дама на черно поле e7 · черна пешка на бяло поле f7 · черна пешка на черно поле g7 · черна пешка на бяло поле h7 · черен кон на бяло поле c6 · бяла пешка на черно поле b4 · бяла пешка на бяло поле c4 · бял офицер на черно поле f4 · черен кон на бяло поле d3 · бял кон на бяло поле f3 · бяла пешка на черно поле b2 · бял кон на черно поле d2 · бяла пешка на бяло поле e2 · бяла пешка на черно поле f2 · бяла пешка на бяло поле g2 · бяла пешка на черно поле h2 · бял топ на черно поле a1 · бяла дама на бяло поле d1 · бял цар на черно поле e1 · бял офицер на бяло поле f1 · бял топ на бяло поле h1 | черен топ на бяло поле a8 · черен офицер на бяло поле c8 · черен цар на бяло поле e8 · черен топ на черно поле h8 · черна пешка на черно поле a7 · черна пешка на бяло поле b7 · черна пешка на черно поле c7 · черна пешка на бяло поле d7 · черна дама на черно поле e7 · черна пешка на бяло поле f7 · черна пешка на черно поле g7 · черна пешка на бяло поле h7 · черен кон на бяло поле c6 · бяла пешка на черно поле b4 · бяла пешка на бяло поле c4 · бял офицер на черно поле f4 · черен кон на бяло поле d3 · бял кон на бяло поле f3 · бяла пешка на черно поле b2 · бял кон на черно поле d2 · бяла пешка на бяло поле e2 · бяла пешка на черно поле f2 · бяла пешка на бяло поле g2 · бяла пешка на черно поле h2 · бял топ на черно поле a1 · бяла дама на бяло поле d1 · бял цар на черно поле e1 · бял офицер на бяло поле f1 · бял топ на бяло поле h1 | черен топ на бяло поле a8 · черен офицер на бяло поле c8 · черен цар на бяло поле e8 · черен топ на черно поле h8 · черна пешка на черно поле a7 · черна пешка на бяло поле b7 · черна пешка на черно поле c7 · черна пешка на бяло поле d7 · черна дама на черно поле e7 · черна пешка на бяло поле f7 · черна пешка на черно поле g7 · черна пешка на бяло поле h7 · черен кон на бяло поле c6 · бяла пешка на черно поле b4 · бяла пешка на бяло поле c4 · бял офицер на черно поле f4 · черен кон на бяло поле d3 · бял кон на бяло поле f3 · бяла пешка на черно поле b2 · бял кон на черно поле d2 · бяла пешка на бяло поле e2 · бяла пешка на черно поле f2 · бяла пешка на бяло поле g2 · бяла пешка на черно поле h2 · бял топ на черно поле a1 · бяла дама на бяло поле d1 · бял цар на черно поле e1 · бял офицер на бяло поле f1 · бял топ на бяло поле h1 | черен топ на бяло поле a8 · черен офицер на бяло поле c8 · черен цар на бяло поле e8 · черен топ на черно поле h8 · черна пешка на черно поле a7 · черна пешка на бяло поле b7 · черна пешка на черно поле c7 · черна пешка на бяло поле d7 · черна дама на черно поле e7 · черна пешка на бяло поле f7 · черна пешка на черно поле g7 · черна пешка на бяло поле h7 · черен кон на бяло поле c6 · бяла пешка на черно поле b4 · бяла пешка на бяло поле c4 · бял офицер на черно поле f4 · черен кон на бяло поле d3 · бял кон на бяло поле f3 · бяла пешка на черно поле b2 · бял кон на черно поле d2 · бяла пешка на бяло поле e2 · бяла пешка на черно поле f2 · бяла пешка на бяло поле g2 · бяла пешка на черно поле h2 · бял топ на черно поле a1 · бяла дама на бяло поле d1 · бял цар на черно поле e1 · бял офицер на бяло поле f1 · бял топ на бяло поле h1 | 1 |
|   | a | b | c | d | e | f | g | h |   |

### Дебютни капани
Понякога е възможен задушен мат още в дебюта на играта. Един от най-известните и най-често срещаните е в Будапещенския гамбит (A51-A52). Възниква след ходовете:
1. d4 Кf6 2. c4 e5 
3. d:e5 Кg4 4. Оf4 Кc6 
5. Кf3 Оb4+ 6. Кbd2 Дe7! 
7. a3 Кg:e5! Жертва на офицера за мат.
8. a:b4?? Кd3# (диаграма 4). Конят не може да бъде взет, защото пешката на e2 е свързана пред белия цар от черната дама на e7.
|   | a | b | c | d | e | f | g | h |   |
| 8 | черен топ на бяло поле a8 · черен офицер на бяло поле c8 · черен цар на бяло поле e8 · черен офицер на черно поле f8 · черен кон на бяло поле g8 · черен топ на черно поле h8 · черна пешка на черно поле a7 · черна пешка на бяло поле b7 · черна пешка на черно поле c7 · черна пешка на бяло поле d7 · бял кон на бяло поле f7 · черна пешка на черно поле g7 · черна пешка на бяло поле h7 · черна дама на бяло поле e4 · черен кон на бяло поле f3 · бяла пешка на бяло поле a2 · бяла пешка на черно поле b2 · бяла пешка на бяло поле c2 · бяла пешка на черно поле d2 · бял офицер на бяло поле e2 · бяла пешка на черно поле f2 · бяла пешка на черно поле h2 · бял топ на черно поле a1 · бял кон на бяло поле b1 · бял офицер на черно поле c1 · бяла дама на бяло поле d1 · бял цар на черно поле e1 · бял топ на бяло поле f1 | черен топ на бяло поле a8 · черен офицер на бяло поле c8 · черен цар на бяло поле e8 · черен офицер на черно поле f8 · черен кон на бяло поле g8 · черен топ на черно поле h8 · черна пешка на черно поле a7 · черна пешка на бяло поле b7 · черна пешка на черно поле c7 · черна пешка на бяло поле d7 · бял кон на бяло поле f7 · черна пешка на черно поле g7 · черна пешка на бяло поле h7 · черна дама на бяло поле e4 · черен кон на бяло поле f3 · бяла пешка на бяло поле a2 · бяла пешка на черно поле b2 · бяла пешка на бяло поле c2 · бяла пешка на черно поле d2 · бял офицер на бяло поле e2 · бяла пешка на черно поле f2 · бяла пешка на черно поле h2 · бял топ на черно поле a1 · бял кон на бяло поле b1 · бял офицер на черно поле c1 · бяла дама на бяло поле d1 · бял цар на черно поле e1 · бял топ на бяло поле f1 | черен топ на бяло поле a8 · черен офицер на бяло поле c8 · черен цар на бяло поле e8 · черен офицер на черно поле f8 · черен кон на бяло поле g8 · черен топ на черно поле h8 · черна пешка на черно поле a7 · черна пешка на бяло поле b7 · черна пешка на черно поле c7 · черна пешка на бяло поле d7 · бял кон на бяло поле f7 · черна пешка на черно поле g7 · черна пешка на бяло поле h7 · черна дама на бяло поле e4 · черен кон на бяло поле f3 · бяла пешка на бяло поле a2 · бяла пешка на черно поле b2 · бяла пешка на бяло поле c2 · бяла пешка на черно поле d2 · бял офицер на бяло поле e2 · бяла пешка на черно поле f2 · бяла пешка на черно поле h2 · бял топ на черно поле a1 · бял кон на бяло поле b1 · бял офицер на черно поле c1 · бяла дама на бяло поле d1 · бял цар на черно поле e1 · бял топ на бяло поле f1 | черен топ на бяло поле a8 · черен офицер на бяло поле c8 · черен цар на бяло поле e8 · черен офицер на черно поле f8 · черен кон на бяло поле g8 · черен топ на черно поле h8 · черна пешка на черно поле a7 · черна пешка на бяло поле b7 · черна пешка на черно поле c7 · черна пешка на бяло поле d7 · бял кон на бяло поле f7 · черна пешка на черно поле g7 · черна пешка на бяло поле h7 · черна дама на бяло поле e4 · черен кон на бяло поле f3 · бяла пешка на бяло поле a2 · бяла пешка на черно поле b2 · бяла пешка на бяло поле c2 · бяла пешка на черно поле d2 · бял офицер на бяло поле e2 · бяла пешка на черно поле f2 · бяла пешка на черно поле h2 · бял топ на черно поле a1 · бял кон на бяло поле b1 · бял офицер на черно поле c1 · бяла дама на бяло поле d1 · бял цар на черно поле e1 · бял топ на бяло поле f1 | черен топ на бяло поле a8 · черен офицер на бяло поле c8 · черен цар на бяло поле e8 · черен офицер на черно поле f8 · черен кон на бяло поле g8 · черен топ на черно поле h8 · черна пешка на черно поле a7 · черна пешка на бяло поле b7 · черна пешка на черно поле c7 · черна пешка на бяло поле d7 · бял кон на бяло поле f7 · черна пешка на черно поле g7 · черна пешка на бяло поле h7 · черна дама на бяло поле e4 · черен кон на бяло поле f3 · бяла пешка на бяло поле a2 · бяла пешка на черно поле b2 · бяла пешка на бяло поле c2 · бяла пешка на черно поле d2 · бял офицер на бяло поле e2 · бяла пешка на черно поле f2 · бяла пешка на черно поле h2 · бял топ на черно поле a1 · бял кон на бяло поле b1 · бял офицер на черно поле c1 · бяла дама на бяло поле d1 · бял цар на черно поле e1 · бял топ на бяло поле f1 | черен топ на бяло поле a8 · черен офицер на бяло поле c8 · черен цар на бяло поле e8 · черен офицер на черно поле f8 · черен кон на бяло поле g8 · черен топ на черно поле h8 · черна пешка на черно поле a7 · черна пешка на бяло поле b7 · черна пешка на черно поле c7 · черна пешка на бяло поле d7 · бял кон на бяло поле f7 · черна пешка на черно поле g7 · черна пешка на бяло поле h7 · черна дама на бяло поле e4 · черен кон на бяло поле f3 · бяла пешка на бяло поле a2 · бяла пешка на черно поле b2 · бяла пешка на бяло поле c2 · бяла пешка на черно поле d2 · бял офицер на бяло поле e2 · бяла пешка на черно поле f2 · бяла пешка на черно поле h2 · бял топ на черно поле a1 · бял кон на бяло поле b1 · бял офицер на черно поле c1 · бяла дама на бяло поле d1 · бял цар на черно поле e1 · бял топ на бяло поле f1 | черен топ на бяло поле a8 · черен офицер на бяло поле c8 · черен цар на бяло поле e8 · черен офицер на черно поле f8 · черен кон на бяло поле g8 · черен топ на черно поле h8 · черна пешка на черно поле a7 · черна пешка на бяло поле b7 · черна пешка на черно поле c7 · черна пешка на бяло поле d7 · бял кон на бяло поле f7 · черна пешка на черно поле g7 · черна пешка на бяло поле h7 · черна дама на бяло поле e4 · черен кон на бяло поле f3 · бяла пешка на бяло поле a2 · бяла пешка на черно поле b2 · бяла пешка на бяло поле c2 · бяла пешка на черно поле d2 · бял офицер на бяло поле e2 · бяла пешка на черно поле f2 · бяла пешка на черно поле h2 · бял топ на черно поле a1 · бял кон на бяло поле b1 · бял офицер на черно поле c1 · бяла дама на бяло поле d1 · бял цар на черно поле e1 · бял топ на бяло поле f1 | черен топ на бяло поле a8 · черен офицер на бяло поле c8 · черен цар на бяло поле e8 · черен офицер на черно поле f8 · черен кон на бяло поле g8 · черен топ на черно поле h8 · черна пешка на черно поле a7 · черна пешка на бяло поле b7 · черна пешка на черно поле c7 · черна пешка на бяло поле d7 · бял кон на бяло поле f7 · черна пешка на черно поле g7 · черна пешка на бяло поле h7 · черна дама на бяло поле e4 · черен кон на бяло поле f3 · бяла пешка на бяло поле a2 · бяла пешка на черно поле b2 · бяла пешка на бяло поле c2 · бяла пешка на черно поле d2 · бял офицер на бяло поле e2 · бяла пешка на черно поле f2 · бяла пешка на черно поле h2 · бял топ на черно поле a1 · бял кон на бяло поле b1 · бял офицер на черно поле c1 · бяла дама на бяло поле d1 · бял цар на черно поле e1 · бял топ на бяло поле f1 | 8 |
| 7 | черен топ на бяло поле a8 · черен офицер на бяло поле c8 · черен цар на бяло поле e8 · черен офицер на черно поле f8 · черен кон на бяло поле g8 · черен топ на черно поле h8 · черна пешка на черно поле a7 · черна пешка на бяло поле b7 · черна пешка на черно поле c7 · черна пешка на бяло поле d7 · бял кон на бяло поле f7 · черна пешка на черно поле g7 · черна пешка на бяло поле h7 · черна дама на бяло поле e4 · черен кон на бяло поле f3 · бяла пешка на бяло поле a2 · бяла пешка на черно поле b2 · бяла пешка на бяло поле c2 · бяла пешка на черно поле d2 · бял офицер на бяло поле e2 · бяла пешка на черно поле f2 · бяла пешка на черно поле h2 · бял топ на черно поле a1 · бял кон на бяло поле b1 · бял офицер на черно поле c1 · бяла дама на бяло поле d1 · бял цар на черно поле e1 · бял топ на бяло поле f1 | черен топ на бяло поле a8 · черен офицер на бяло поле c8 · черен цар на бяло поле e8 · черен офицер на черно поле f8 · черен кон на бяло поле g8 · черен топ на черно поле h8 · черна пешка на черно поле a7 · черна пешка на бяло поле b7 · черна пешка на черно поле c7 · черна пешка на бяло поле d7 · бял кон на бяло поле f7 · черна пешка на черно поле g7 · черна пешка на бяло поле h7 · черна дама на бяло поле e4 · черен кон на бяло поле f3 · бяла пешка на бяло поле a2 · бяла пешка на черно поле b2 · бяла пешка на бяло поле c2 · бяла пешка на черно поле d2 · бял офицер на бяло поле e2 · бяла пешка на черно поле f2 · бяла пешка на черно поле h2 · бял топ на черно поле a1 · бял кон на бяло поле b1 · бял офицер на черно поле c1 · бяла дама на бяло поле d1 · бял цар на черно поле e1 · бял топ на бяло поле f1 | черен топ на бяло поле a8 · черен офицер на бяло поле c8 · черен цар на бяло поле e8 · черен офицер на черно поле f8 · черен кон на бяло поле g8 · черен топ на черно поле h8 · черна пешка на черно поле a7 · черна пешка на бяло поле b7 · черна пешка на черно поле c7 · черна пешка на бяло поле d7 · бял кон на бяло поле f7 · черна пешка на черно поле g7 · черна пешка на бяло поле h7 · черна дама на бяло поле e4 · черен кон на бяло поле f3 · бяла пешка на бяло поле a2 · бяла пешка на черно поле b2 · бяла пешка на бяло поле c2 · бяла пешка на черно поле d2 · бял офицер на бяло поле e2 · бяла пешка на черно поле f2 · бяла пешка на черно поле h2 · бял топ на черно поле a1 · бял кон на бяло поле b1 · бял офицер на черно поле c1 · бяла дама на бяло поле d1 · бял цар на черно поле e1 · бял топ на бяло поле f1 | черен топ на бяло поле a8 · черен офицер на бяло поле c8 · черен цар на бяло поле e8 · черен офицер на черно поле f8 · черен кон на бяло поле g8 · черен топ на черно поле h8 · черна пешка на черно поле a7 · черна пешка на бяло поле b7 · черна пешка на черно поле c7 · черна пешка на бяло поле d7 · бял кон на бяло поле f7 · черна пешка на черно поле g7 · черна пешка на бяло поле h7 · черна дама на бяло поле e4 · черен кон на бяло поле f3 · бяла пешка на бяло поле a2 · бяла пешка на черно поле b2 · бяла пешка на бяло поле c2 · бяла пешка на черно поле d2 · бял офицер на бяло поле e2 · бяла пешка на черно поле f2 · бяла пешка на черно поле h2 · бял топ на черно поле a1 · бял кон на бяло поле b1 · бял офицер на черно поле c1 · бяла дама на бяло поле d1 · бял цар на черно поле e1 · бял топ на бяло поле f1 | черен топ на бяло поле a8 · черен офицер на бяло поле c8 · черен цар на бяло поле e8 · черен офицер на черно поле f8 · черен кон на бяло поле g8 · черен топ на черно поле h8 · черна пешка на черно поле a7 · черна пешка на бяло поле b7 · черна пешка на черно поле c7 · черна пешка на бяло поле d7 · бял кон на бяло поле f7 · черна пешка на черно поле g7 · черна пешка на бяло поле h7 · черна дама на бяло поле e4 · черен кон на бяло поле f3 · бяла пешка на бяло поле a2 · бяла пешка на черно поле b2 · бяла пешка на бяло поле c2 · бяла пешка на черно поле d2 · бял офицер на бяло поле e2 · бяла пешка на черно поле f2 · бяла пешка на черно поле h2 · бял топ на черно поле a1 · бял кон на бяло поле b1 · бял офицер на черно поле c1 · бяла дама на бяло поле d1 · бял цар на черно поле e1 · бял топ на бяло поле f1 | черен топ на бяло поле a8 · черен офицер на бяло поле c8 · черен цар на бяло поле e8 · черен офицер на черно поле f8 · черен кон на бяло поле g8 · черен топ на черно поле h8 · черна пешка на черно поле a7 · черна пешка на бяло поле b7 · черна пешка на черно поле c7 · черна пешка на бяло поле d7 · бял кон на бяло поле f7 · черна пешка на черно поле g7 · черна пешка на бяло поле h7 · черна дама на бяло поле e4 · черен кон на бяло поле f3 · бяла пешка на бяло поле a2 · бяла пешка на черно поле b2 · бяла пешка на бяло поле c2 · бяла пешка на черно поле d2 · бял офицер на бяло поле e2 · бяла пешка на черно поле f2 · бяла пешка на черно поле h2 · бял топ на черно поле a1 · бял кон на бяло поле b1 · бял офицер на черно поле c1 · бяла дама на бяло поле d1 · бял цар на черно поле e1 · бял топ на бяло поле f1 | черен топ на бяло поле a8 · черен офицер на бяло поле c8 · черен цар на бяло поле e8 · черен офицер на черно поле f8 · черен кон на бяло поле g8 · черен топ на черно поле h8 · черна пешка на черно поле a7 · черна пешка на бяло поле b7 · черна пешка на черно поле c7 · черна пешка на бяло поле d7 · бял кон на бяло поле f7 · черна пешка на черно поле g7 · черна пешка на бяло поле h7 · черна дама на бяло поле e4 · черен кон на бяло поле f3 · бяла пешка на бяло поле a2 · бяла пешка на черно поле b2 · бяла пешка на бяло поле c2 · бяла пешка на черно поле d2 · бял офицер на бяло поле e2 · бяла пешка на черно поле f2 · бяла пешка на черно поле h2 · бял топ на черно поле a1 · бял кон на бяло поле b1 · бял офицер на черно поле c1 · бяла дама на бяло поле d1 · бял цар на черно поле e1 · бял топ на бяло поле f1 | черен топ на бяло поле a8 · черен офицер на бяло поле c8 · черен цар на бяло поле e8 · черен офицер на черно поле f8 · черен кон на бяло поле g8 · черен топ на черно поле h8 · черна пешка на черно поле a7 · черна пешка на бяло поле b7 · черна пешка на черно поле c7 · черна пешка на бяло поле d7 · бял кон на бяло поле f7 · черна пешка на черно поле g7 · черна пешка на бяло поле h7 · черна дама на бяло поле e4 · черен кон на бяло поле f3 · бяла пешка на бяло поле a2 · бяла пешка на черно поле b2 · бяла пешка на бяло поле c2 · бяла пешка на черно поле d2 · бял офицер на бяло поле e2 · бяла пешка на черно поле f2 · бяла пешка на черно поле h2 · бял топ на черно поле a1 · бял кон на бяло поле b1 · бял офицер на черно поле c1 · бяла дама на бяло поле d1 · бял цар на черно поле e1 · бял топ на бяло поле f1 | 7 |
| 6 | черен топ на бяло поле a8 · черен офицер на бяло поле c8 · черен цар на бяло поле e8 · черен офицер на черно поле f8 · черен кон на бяло поле g8 · черен топ на черно поле h8 · черна пешка на черно поле a7 · черна пешка на бяло поле b7 · черна пешка на черно поле c7 · черна пешка на бяло поле d7 · бял кон на бяло поле f7 · черна пешка на черно поле g7 · черна пешка на бяло поле h7 · черна дама на бяло поле e4 · черен кон на бяло поле f3 · бяла пешка на бяло поле a2 · бяла пешка на черно поле b2 · бяла пешка на бяло поле c2 · бяла пешка на черно поле d2 · бял офицер на бяло поле e2 · бяла пешка на черно поле f2 · бяла пешка на черно поле h2 · бял топ на черно поле a1 · бял кон на бяло поле b1 · бял офицер на черно поле c1 · бяла дама на бяло поле d1 · бял цар на черно поле e1 · бял топ на бяло поле f1 | черен топ на бяло поле a8 · черен офицер на бяло поле c8 · черен цар на бяло поле e8 · черен офицер на черно поле f8 · черен кон на бяло поле g8 · черен топ на черно поле h8 · черна пешка на черно поле a7 · черна пешка на бяло поле b7 · черна пешка на черно поле c7 · черна пешка на бяло поле d7 · бял кон на бяло поле f7 · черна пешка на черно поле g7 · черна пешка на бяло поле h7 · черна дама на бяло поле e4 · черен кон на бяло поле f3 · бяла пешка на бяло поле a2 · бяла пешка на черно поле b2 · бяла пешка на бяло поле c2 · бяла пешка на черно поле d2 · бял офицер на бяло поле e2 · бяла пешка на черно поле f2 · бяла пешка на черно поле h2 · бял топ на черно поле a1 · бял кон на бяло поле b1 · бял офицер на черно поле c1 · бяла дама на бяло поле d1 · бял цар на черно поле e1 · бял топ на бяло поле f1 | черен топ на бяло поле a8 · черен офицер на бяло поле c8 · черен цар на бяло поле e8 · черен офицер на черно поле f8 · черен кон на бяло поле g8 · черен топ на черно поле h8 · черна пешка на черно поле a7 · черна пешка на бяло поле b7 · черна пешка на черно поле c7 · черна пешка на бяло поле d7 · бял кон на бяло поле f7 · черна пешка на черно поле g7 · черна пешка на бяло поле h7 · черна дама на бяло поле e4 · черен кон на бяло поле f3 · бяла пешка на бяло поле a2 · бяла пешка на черно поле b2 · бяла пешка на бяло поле c2 · бяла пешка на черно поле d2 · бял офицер на бяло поле e2 · бяла пешка на черно поле f2 · бяла пешка на черно поле h2 · бял топ на черно поле a1 · бял кон на бяло поле b1 · бял офицер на черно поле c1 · бяла дама на бяло поле d1 · бял цар на черно поле e1 · бял топ на бяло поле f1 | черен топ на бяло поле a8 · черен офицер на бяло поле c8 · черен цар на бяло поле e8 · черен офицер на черно поле f8 · черен кон на бяло поле g8 · черен топ на черно поле h8 · черна пешка на черно поле a7 · черна пешка на бяло поле b7 · черна пешка на черно поле c7 · черна пешка на бяло поле d7 · бял кон на бяло поле f7 · черна пешка на черно поле g7 · черна пешка на бяло поле h7 · черна дама на бяло поле e4 · черен кон на бяло поле f3 · бяла пешка на бяло поле a2 · бяла пешка на черно поле b2 · бяла пешка на бяло поле c2 · бяла пешка на черно поле d2 · бял офицер на бяло поле e2 · бяла пешка на черно поле f2 · бяла пешка на черно поле h2 · бял топ на черно поле a1 · бял кон на бяло поле b1 · бял офицер на черно поле c1 · бяла дама на бяло поле d1 · бял цар на черно поле e1 · бял топ на бяло поле f1 | черен топ на бяло поле a8 · черен офицер на бяло поле c8 · черен цар на бяло поле e8 · черен офицер на черно поле f8 · черен кон на бяло поле g8 · черен топ на черно поле h8 · черна пешка на черно поле a7 · черна пешка на бяло поле b7 · черна пешка на черно поле c7 · черна пешка на бяло поле d7 · бял кон на бяло поле f7 · черна пешка на черно поле g7 · черна пешка на бяло поле h7 · черна дама на бяло поле e4 · черен кон на бяло поле f3 · бяла пешка на бяло поле a2 · бяла пешка на черно поле b2 · бяла пешка на бяло поле c2 · бяла пешка на черно поле d2 · бял офицер на бяло поле e2 · бяла пешка на черно поле f2 · бяла пешка на черно поле h2 · бял топ на черно поле a1 · бял кон на бяло поле b1 · бял офицер на черно поле c1 · бяла дама на бяло поле d1 · бял цар на черно поле e1 · бял топ на бяло поле f1 | черен топ на бяло поле a8 · черен офицер на бяло поле c8 · черен цар на бяло поле e8 · черен офицер на черно поле f8 · черен кон на бяло поле g8 · черен топ на черно поле h8 · черна пешка на черно поле a7 · черна пешка на бяло поле b7 · черна пешка на черно поле c7 · черна пешка на бяло поле d7 · бял кон на бяло поле f7 · черна пешка на черно поле g7 · черна пешка на бяло поле h7 · черна дама на бяло поле e4 · черен кон на бяло поле f3 · бяла пешка на бяло поле a2 · бяла пешка на черно поле b2 · бяла пешка на бяло поле c2 · бяла пешка на черно поле d2 · бял офицер на бяло поле e2 · бяла пешка на черно поле f2 · бяла пешка на черно поле h2 · бял топ на черно поле a1 · бял кон на бяло поле b1 · бял офицер на черно поле c1 · бяла дама на бяло поле d1 · бял цар на черно поле e1 · бял топ на бяло поле f1 | черен топ на бяло поле a8 · черен офицер на бяло поле c8 · черен цар на бяло поле e8 · черен офицер на черно поле f8 · черен кон на бяло поле g8 · черен топ на черно поле h8 · черна пешка на черно поле a7 · черна пешка на бяло поле b7 · черна пешка на черно поле c7 · черна пешка на бяло поле d7 · бял кон на бяло поле f7 · черна пешка на черно поле g7 · черна пешка на бяло поле h7 · черна дама на бяло поле e4 · черен кон на бяло поле f3 · бяла пешка на бяло поле a2 · бяла пешка на черно поле b2 · бяла пешка на бяло поле c2 · бяла пешка на черно поле d2 · бял офицер на бяло поле e2 · бяла пешка на черно поле f2 · бяла пешка на черно поле h2 · бял топ на черно поле a1 · бял кон на бяло поле b1 · бял офицер на черно поле c1 · бяла дама на бяло поле d1 · бял цар на черно поле e1 · бял топ на бяло поле f1 | черен топ на бяло поле a8 · черен офицер на бяло поле c8 · черен цар на бяло поле e8 · черен офицер на черно поле f8 · черен кон на бяло поле g8 · черен топ на черно поле h8 · черна пешка на черно поле a7 · черна пешка на бяло поле b7 · черна пешка на черно поле c7 · черна пешка на бяло поле d7 · бял кон на бяло поле f7 · черна пешка на черно поле g7 · черна пешка на бяло поле h7 · черна дама на бяло поле e4 · черен кон на бяло поле f3 · бяла пешка на бяло поле a2 · бяла пешка на черно поле b2 · бяла пешка на бяло поле c2 · бяла пешка на черно поле d2 · бял офицер на бяло поле e2 · бяла пешка на черно поле f2 · бяла пешка на черно поле h2 · бял топ на черно поле a1 · бял кон на бяло поле b1 · бял офицер на черно поле c1 · бяла дама на бяло поле d1 · бял цар на черно поле e1 · бял топ на бяло поле f1 | 6 |
| 5 | черен топ на бяло поле a8 · черен офицер на бяло поле c8 · черен цар на бяло поле e8 · черен офицер на черно поле f8 · черен кон на бяло поле g8 · черен топ на черно поле h8 · черна пешка на черно поле a7 · черна пешка на бяло поле b7 · черна пешка на черно поле c7 · черна пешка на бяло поле d7 · бял кон на бяло поле f7 · черна пешка на черно поле g7 · черна пешка на бяло поле h7 · черна дама на бяло поле e4 · черен кон на бяло поле f3 · бяла пешка на бяло поле a2 · бяла пешка на черно поле b2 · бяла пешка на бяло поле c2 · бяла пешка на черно поле d2 · бял офицер на бяло поле e2 · бяла пешка на черно поле f2 · бяла пешка на черно поле h2 · бял топ на черно поле a1 · бял кон на бяло поле b1 · бял офицер на черно поле c1 · бяла дама на бяло поле d1 · бял цар на черно поле e1 · бял топ на бяло поле f1 | черен топ на бяло поле a8 · черен офицер на бяло поле c8 · черен цар на бяло поле e8 · черен офицер на черно поле f8 · черен кон на бяло поле g8 · черен топ на черно поле h8 · черна пешка на черно поле a7 · черна пешка на бяло поле b7 · черна пешка на черно поле c7 · черна пешка на бяло поле d7 · бял кон на бяло поле f7 · черна пешка на черно поле g7 · черна пешка на бяло поле h7 · черна дама на бяло поле e4 · черен кон на бяло поле f3 · бяла пешка на бяло поле a2 · бяла пешка на черно поле b2 · бяла пешка на бяло поле c2 · бяла пешка на черно поле d2 · бял офицер на бяло поле e2 · бяла пешка на черно поле f2 · бяла пешка на черно поле h2 · бял топ на черно поле a1 · бял кон на бяло поле b1 · бял офицер на черно поле c1 · бяла дама на бяло поле d1 · бял цар на черно поле e1 · бял топ на бяло поле f1 | черен топ на бяло поле a8 · черен офицер на бяло поле c8 · черен цар на бяло поле e8 · черен офицер на черно поле f8 · черен кон на бяло поле g8 · черен топ на черно поле h8 · черна пешка на черно поле a7 · черна пешка на бяло поле b7 · черна пешка на черно поле c7 · черна пешка на бяло поле d7 · бял кон на бяло поле f7 · черна пешка на черно поле g7 · черна пешка на бяло поле h7 · черна дама на бяло поле e4 · черен кон на бяло поле f3 · бяла пешка на бяло поле a2 · бяла пешка на черно поле b2 · бяла пешка на бяло поле c2 · бяла пешка на черно поле d2 · бял офицер на бяло поле e2 · бяла пешка на черно поле f2 · бяла пешка на черно поле h2 · бял топ на черно поле a1 · бял кон на бяло поле b1 · бял офицер на черно поле c1 · бяла дама на бяло поле d1 · бял цар на черно поле e1 · бял топ на бяло поле f1 | черен топ на бяло поле a8 · черен офицер на бяло поле c8 · черен цар на бяло поле e8 · черен офицер на черно поле f8 · черен кон на бяло поле g8 · черен топ на черно поле h8 · черна пешка на черно поле a7 · черна пешка на бяло поле b7 · черна пешка на черно поле c7 · черна пешка на бяло поле d7 · бял кон на бяло поле f7 · черна пешка на черно поле g7 · черна пешка на бяло поле h7 · черна дама на бяло поле e4 · черен кон на бяло поле f3 · бяла пешка на бяло поле a2 · бяла пешка на черно поле b2 · бяла пешка на бяло поле c2 · бяла пешка на черно поле d2 · бял офицер на бяло поле e2 · бяла пешка на черно поле f2 · бяла пешка на черно поле h2 · бял топ на черно поле a1 · бял кон на бяло поле b1 · бял офицер на черно поле c1 · бяла дама на бяло поле d1 · бял цар на черно поле e1 · бял топ на бяло поле f1 | черен топ на бяло поле a8 · черен офицер на бяло поле c8 · черен цар на бяло поле e8 · черен офицер на черно поле f8 · черен кон на бяло поле g8 · черен топ на черно поле h8 · черна пешка на черно поле a7 · черна пешка на бяло поле b7 · черна пешка на черно поле c7 · черна пешка на бяло поле d7 · бял кон на бяло поле f7 · черна пешка на черно поле g7 · черна пешка на бяло поле h7 · черна дама на бяло поле e4 · черен кон на бяло поле f3 · бяла пешка на бяло поле a2 · бяла пешка на черно поле b2 · бяла пешка на бяло поле c2 · бяла пешка на черно поле d2 · бял офицер на бяло поле e2 · бяла пешка на черно поле f2 · бяла пешка на черно поле h2 · бял топ на черно поле a1 · бял кон на бяло поле b1 · бял офицер на черно поле c1 · бяла дама на бяло поле d1 · бял цар на черно поле e1 · бял топ на бяло поле f1 | черен топ на бяло поле a8 · черен офицер на бяло поле c8 · черен цар на бяло поле e8 · черен офицер на черно поле f8 · черен кон на бяло поле g8 · черен топ на черно поле h8 · черна пешка на черно поле a7 · черна пешка на бяло поле b7 · черна пешка на черно поле c7 · черна пешка на бяло поле d7 · бял кон на бяло поле f7 · черна пешка на черно поле g7 · черна пешка на бяло поле h7 · черна дама на бяло поле e4 · черен кон на бяло поле f3 · бяла пешка на бяло поле a2 · бяла пешка на черно поле b2 · бяла пешка на бяло поле c2 · бяла пешка на черно поле d2 · бял офицер на бяло поле e2 · бяла пешка на черно поле f2 · бяла пешка на черно поле h2 · бял топ на черно поле a1 · бял кон на бяло поле b1 · бял офицер на черно поле c1 · бяла дама на бяло поле d1 · бял цар на черно поле e1 · бял топ на бяло поле f1 | черен топ на бяло поле a8 · черен офицер на бяло поле c8 · черен цар на бяло поле e8 · черен офицер на черно поле f8 · черен кон на бяло поле g8 · черен топ на черно поле h8 · черна пешка на черно поле a7 · черна пешка на бяло поле b7 · черна пешка на черно поле c7 · черна пешка на бяло поле d7 · бял кон на бяло поле f7 · черна пешка на черно поле g7 · черна пешка на бяло поле h7 · черна дама на бяло поле e4 · черен кон на бяло поле f3 · бяла пешка на бяло поле a2 · бяла пешка на черно поле b2 · бяла пешка на бяло поле c2 · бяла пешка на черно поле d2 · бял офицер на бяло поле e2 · бяла пешка на черно поле f2 · бяла пешка на черно поле h2 · бял топ на черно поле a1 · бял кон на бяло поле b1 · бял офицер на черно поле c1 · бяла дама на бяло поле d1 · бял цар на черно поле e1 · бял топ на бяло поле f1 | черен топ на бяло поле a8 · черен офицер на бяло поле c8 · черен цар на бяло поле e8 · черен офицер на черно поле f8 · черен кон на бяло поле g8 · черен топ на черно поле h8 · черна пешка на черно поле a7 · черна пешка на бяло поле b7 · черна пешка на черно поле c7 · черна пешка на бяло поле d7 · бял кон на бяло поле f7 · черна пешка на черно поле g7 · черна пешка на бяло поле h7 · черна дама на бяло поле e4 · черен кон на бяло поле f3 · бяла пешка на бяло поле a2 · бяла пешка на черно поле b2 · бяла пешка на бяло поле c2 · бяла пешка на черно поле d2 · бял офицер на бяло поле e2 · бяла пешка на черно поле f2 · бяла пешка на черно поле h2 · бял топ на черно поле a1 · бял кон на бяло поле b1 · бял офицер на черно поле c1 · бяла дама на бяло поле d1 · бял цар на черно поле e1 · бял топ на бяло поле f1 | 5 |
| 4 | черен топ на бяло поле a8 · черен офицер на бяло поле c8 · черен цар на бяло поле e8 · черен офицер на черно поле f8 · черен кон на бяло поле g8 · черен топ на черно поле h8 · черна пешка на черно поле a7 · черна пешка на бяло поле b7 · черна пешка на черно поле c7 · черна пешка на бяло поле d7 · бял кон на бяло поле f7 · черна пешка на черно поле g7 · черна пешка на бяло поле h7 · черна дама на бяло поле e4 · черен кон на бяло поле f3 · бяла пешка на бяло поле a2 · бяла пешка на черно поле b2 · бяла пешка на бяло поле c2 · бяла пешка на черно поле d2 · бял офицер на бяло поле e2 · бяла пешка на черно поле f2 · бяла пешка на черно поле h2 · бял топ на черно поле a1 · бял кон на бяло поле b1 · бял офицер на черно поле c1 · бяла дама на бяло поле d1 · бял цар на черно поле e1 · бял топ на бяло поле f1 | черен топ на бяло поле a8 · черен офицер на бяло поле c8 · черен цар на бяло поле e8 · черен офицер на черно поле f8 · черен кон на бяло поле g8 · черен топ на черно поле h8 · черна пешка на черно поле a7 · черна пешка на бяло поле b7 · черна пешка на черно поле c7 · черна пешка на бяло поле d7 · бял кон на бяло поле f7 · черна пешка на черно поле g7 · черна пешка на бяло поле h7 · черна дама на бяло поле e4 · черен кон на бяло поле f3 · бяла пешка на бяло поле a2 · бяла пешка на черно поле b2 · бяла пешка на бяло поле c2 · бяла пешка на черно поле d2 · бял офицер на бяло поле e2 · бяла пешка на черно поле f2 · бяла пешка на черно поле h2 · бял топ на черно поле a1 · бял кон на бяло поле b1 · бял офицер на черно поле c1 · бяла дама на бяло поле d1 · бял цар на черно поле e1 · бял топ на бяло поле f1 | черен топ на бяло поле a8 · черен офицер на бяло поле c8 · черен цар на бяло поле e8 · черен офицер на черно поле f8 · черен кон на бяло поле g8 · черен топ на черно поле h8 · черна пешка на черно поле a7 · черна пешка на бяло поле b7 · черна пешка на черно поле c7 · черна пешка на бяло поле d7 · бял кон на бяло поле f7 · черна пешка на черно поле g7 · черна пешка на бяло поле h7 · черна дама на бяло поле e4 · черен кон на бяло поле f3 · бяла пешка на бяло поле a2 · бяла пешка на черно поле b2 · бяла пешка на бяло поле c2 · бяла пешка на черно поле d2 · бял офицер на бяло поле e2 · бяла пешка на черно поле f2 · бяла пешка на черно поле h2 · бял топ на черно поле a1 · бял кон на бяло поле b1 · бял офицер на черно поле c1 · бяла дама на бяло поле d1 · бял цар на черно поле e1 · бял топ на бяло поле f1 | черен топ на бяло поле a8 · черен офицер на бяло поле c8 · черен цар на бяло поле e8 · черен офицер на черно поле f8 · черен кон на бяло поле g8 · черен топ на черно поле h8 · черна пешка на черно поле a7 · черна пешка на бяло поле b7 · черна пешка на черно поле c7 · черна пешка на бяло поле d7 · бял кон на бяло поле f7 · черна пешка на черно поле g7 · черна пешка на бяло поле h7 · черна дама на бяло поле e4 · черен кон на бяло поле f3 · бяла пешка на бяло поле a2 · бяла пешка на черно поле b2 · бяла пешка на бяло поле c2 · бяла пешка на черно поле d2 · бял офицер на бяло поле e2 · бяла пешка на черно поле f2 · бяла пешка на черно поле h2 · бял топ на черно поле a1 · бял кон на бяло поле b1 · бял офицер на черно поле c1 · бяла дама на бяло поле d1 · бял цар на черно поле e1 · бял топ на бяло поле f1 | черен топ на бяло поле a8 · черен офицер на бяло поле c8 · черен цар на бяло поле e8 · черен офицер на черно поле f8 · черен кон на бяло поле g8 · черен топ на черно поле h8 · черна пешка на черно поле a7 · черна пешка на бяло поле b7 · черна пешка на черно поле c7 · черна пешка на бяло поле d7 · бял кон на бяло поле f7 · черна пешка на черно поле g7 · черна пешка на бяло поле h7 · черна дама на бяло поле e4 · черен кон на бяло поле f3 · бяла пешка на бяло поле a2 · бяла пешка на черно поле b2 · бяла пешка на бяло поле c2 · бяла пешка на черно поле d2 · бял офицер на бяло поле e2 · бяла пешка на черно поле f2 · бяла пешка на черно поле h2 · бял топ на черно поле a1 · бял кон на бяло поле b1 · бял офицер на черно поле c1 · бяла дама на бяло поле d1 · бял цар на черно поле e1 · бял топ на бяло поле f1 | черен топ на бяло поле a8 · черен офицер на бяло поле c8 · черен цар на бяло поле e8 · черен офицер на черно поле f8 · черен кон на бяло поле g8 · черен топ на черно поле h8 · черна пешка на черно поле a7 · черна пешка на бяло поле b7 · черна пешка на черно поле c7 · черна пешка на бяло поле d7 · бял кон на бяло поле f7 · черна пешка на черно поле g7 · черна пешка на бяло поле h7 · черна дама на бяло поле e4 · черен кон на бяло поле f3 · бяла пешка на бяло поле a2 · бяла пешка на черно поле b2 · бяла пешка на бяло поле c2 · бяла пешка на черно поле d2 · бял офицер на бяло поле e2 · бяла пешка на черно поле f2 · бяла пешка на черно поле h2 · бял топ на черно поле a1 · бял кон на бяло поле b1 · бял офицер на черно поле c1 · бяла дама на бяло поле d1 · бял цар на черно поле e1 · бял топ на бяло поле f1 | черен топ на бяло поле a8 · черен офицер на бяло поле c8 · черен цар на бяло поле e8 · черен офицер на черно поле f8 · черен кон на бяло поле g8 · черен топ на черно поле h8 · черна пешка на черно поле a7 · черна пешка на бяло поле b7 · черна пешка на черно поле c7 · черна пешка на бяло поле d7 · бял кон на бяло поле f7 · черна пешка на черно поле g7 · черна пешка на бяло поле h7 · черна дама на бяло поле e4 · черен кон на бяло поле f3 · бяла пешка на бяло поле a2 · бяла пешка на черно поле b2 · бяла пешка на бяло поле c2 · бяла пешка на черно поле d2 · бял офицер на бяло поле e2 · бяла пешка на черно поле f2 · бяла пешка на черно поле h2 · бял топ на черно поле a1 · бял кон на бяло поле b1 · бял офицер на черно поле c1 · бяла дама на бяло поле d1 · бял цар на черно поле e1 · бял топ на бяло поле f1 | черен топ на бяло поле a8 · черен офицер на бяло поле c8 · черен цар на бяло поле e8 · черен офицер на черно поле f8 · черен кон на бяло поле g8 · черен топ на черно поле h8 · черна пешка на черно поле a7 · черна пешка на бяло поле b7 · черна пешка на черно поле c7 · черна пешка на бяло поле d7 · бял кон на бяло поле f7 · черна пешка на черно поле g7 · черна пешка на бяло поле h7 · черна дама на бяло поле e4 · черен кон на бяло поле f3 · бяла пешка на бяло поле a2 · бяла пешка на черно поле b2 · бяла пешка на бяло поле c2 · бяла пешка на черно поле d2 · бял офицер на бяло поле e2 · бяла пешка на черно поле f2 · бяла пешка на черно поле h2 · бял топ на черно поле a1 · бял кон на бяло поле b1 · бял офицер на черно поле c1 · бяла дама на бяло поле d1 · бял цар на черно поле e1 · бял топ на бяло поле f1 | 4 |
| 3 | черен топ на бяло поле a8 · черен офицер на бяло поле c8 · черен цар на бяло поле e8 · черен офицер на черно поле f8 · черен кон на бяло поле g8 · черен топ на черно поле h8 · черна пешка на черно поле a7 · черна пешка на бяло поле b7 · черна пешка на черно поле c7 · черна пешка на бяло поле d7 · бял кон на бяло поле f7 · черна пешка на черно поле g7 · черна пешка на бяло поле h7 · черна дама на бяло поле e4 · черен кон на бяло поле f3 · бяла пешка на бяло поле a2 · бяла пешка на черно поле b2 · бяла пешка на бяло поле c2 · бяла пешка на черно поле d2 · бял офицер на бяло поле e2 · бяла пешка на черно поле f2 · бяла пешка на черно поле h2 · бял топ на черно поле a1 · бял кон на бяло поле b1 · бял офицер на черно поле c1 · бяла дама на бяло поле d1 · бял цар на черно поле e1 · бял топ на бяло поле f1 | черен топ на бяло поле a8 · черен офицер на бяло поле c8 · черен цар на бяло поле e8 · черен офицер на черно поле f8 · черен кон на бяло поле g8 · черен топ на черно поле h8 · черна пешка на черно поле a7 · черна пешка на бяло поле b7 · черна пешка на черно поле c7 · черна пешка на бяло поле d7 · бял кон на бяло поле f7 · черна пешка на черно поле g7 · черна пешка на бяло поле h7 · черна дама на бяло поле e4 · черен кон на бяло поле f3 · бяла пешка на бяло поле a2 · бяла пешка на черно поле b2 · бяла пешка на бяло поле c2 · бяла пешка на черно поле d2 · бял офицер на бяло поле e2 · бяла пешка на черно поле f2 · бяла пешка на черно поле h2 · бял топ на черно поле a1 · бял кон на бяло поле b1 · бял офицер на черно поле c1 · бяла дама на бяло поле d1 · бял цар на черно поле e1 · бял топ на бяло поле f1 | черен топ на бяло поле a8 · черен офицер на бяло поле c8 · черен цар на бяло поле e8 · черен офицер на черно поле f8 · черен кон на бяло поле g8 · черен топ на черно поле h8 · черна пешка на черно поле a7 · черна пешка на бяло поле b7 · черна пешка на черно поле c7 · черна пешка на бяло поле d7 · бял кон на бяло поле f7 · черна пешка на черно поле g7 · черна пешка на бяло поле h7 · черна дама на бяло поле e4 · черен кон на бяло поле f3 · бяла пешка на бяло поле a2 · бяла пешка на черно поле b2 · бяла пешка на бяло поле c2 · бяла пешка на черно поле d2 · бял офицер на бяло поле e2 · бяла пешка на черно поле f2 · бяла пешка на черно поле h2 · бял топ на черно поле a1 · бял кон на бяло поле b1 · бял офицер на черно поле c1 · бяла дама на бяло поле d1 · бял цар на черно поле e1 · бял топ на бяло поле f1 | черен топ на бяло поле a8 · черен офицер на бяло поле c8 · черен цар на бяло поле e8 · черен офицер на черно поле f8 · черен кон на бяло поле g8 · черен топ на черно поле h8 · черна пешка на черно поле a7 · черна пешка на бяло поле b7 · черна пешка на черно поле c7 · черна пешка на бяло поле d7 · бял кон на бяло поле f7 · черна пешка на черно поле g7 · черна пешка на бяло поле h7 · черна дама на бяло поле e4 · черен кон на бяло поле f3 · бяла пешка на бяло поле a2 · бяла пешка на черно поле b2 · бяла пешка на бяло поле c2 · бяла пешка на черно поле d2 · бял офицер на бяло поле e2 · бяла пешка на черно поле f2 · бяла пешка на черно поле h2 · бял топ на черно поле a1 · бял кон на бяло поле b1 · бял офицер на черно поле c1 · бяла дама на бяло поле d1 · бял цар на черно поле e1 · бял топ на бяло поле f1 | черен топ на бяло поле a8 · черен офицер на бяло поле c8 · черен цар на бяло поле e8 · черен офицер на черно поле f8 · черен кон на бяло поле g8 · черен топ на черно поле h8 · черна пешка на черно поле a7 · черна пешка на бяло поле b7 · черна пешка на черно поле c7 · черна пешка на бяло поле d7 · бял кон на бяло поле f7 · черна пешка на черно поле g7 · черна пешка на бяло поле h7 · черна дама на бяло поле e4 · черен кон на бяло поле f3 · бяла пешка на бяло поле a2 · бяла пешка на черно поле b2 · бяла пешка на бяло поле c2 · бяла пешка на черно поле d2 · бял офицер на бяло поле e2 · бяла пешка на черно поле f2 · бяла пешка на черно поле h2 · бял топ на черно поле a1 · бял кон на бяло поле b1 · бял офицер на черно поле c1 · бяла дама на бяло поле d1 · бял цар на черно поле e1 · бял топ на бяло поле f1 | черен топ на бяло поле a8 · черен офицер на бяло поле c8 · черен цар на бяло поле e8 · черен офицер на черно поле f8 · черен кон на бяло поле g8 · черен топ на черно поле h8 · черна пешка на черно поле a7 · черна пешка на бяло поле b7 · черна пешка на черно поле c7 · черна пешка на бяло поле d7 · бял кон на бяло поле f7 · черна пешка на черно поле g7 · черна пешка на бяло поле h7 · черна дама на бяло поле e4 · черен кон на бяло поле f3 · бяла пешка на бяло поле a2 · бяла пешка на черно поле b2 · бяла пешка на бяло поле c2 · бяла пешка на черно поле d2 · бял офицер на бяло поле e2 · бяла пешка на черно поле f2 · бяла пешка на черно поле h2 · бял топ на черно поле a1 · бял кон на бяло поле b1 · бял офицер на черно поле c1 · бяла дама на бяло поле d1 · бял цар на черно поле e1 · бял топ на бяло поле f1 | черен топ на бяло поле a8 · черен офицер на бяло поле c8 · черен цар на бяло поле e8 · черен офицер на черно поле f8 · черен кон на бяло поле g8 · черен топ на черно поле h8 · черна пешка на черно поле a7 · черна пешка на бяло поле b7 · черна пешка на черно поле c7 · черна пешка на бяло поле d7 · бял кон на бяло поле f7 · черна пешка на черно поле g7 · черна пешка на бяло поле h7 · черна дама на бяло поле e4 · черен кон на бяло поле f3 · бяла пешка на бяло поле a2 · бяла пешка на черно поле b2 · бяла пешка на бяло поле c2 · бяла пешка на черно поле d2 · бял офицер на бяло поле e2 · бяла пешка на черно поле f2 · бяла пешка на черно поле h2 · бял топ на черно поле a1 · бял кон на бяло поле b1 · бял офицер на черно поле c1 · бяла дама на бяло поле d1 · бял цар на черно поле e1 · бял топ на бяло поле f1 | черен топ на бяло поле a8 · черен офицер на бяло поле c8 · черен цар на бяло поле e8 · черен офицер на черно поле f8 · черен кон на бяло поле g8 · черен топ на черно поле h8 · черна пешка на черно поле a7 · черна пешка на бяло поле b7 · черна пешка на черно поле c7 · черна пешка на бяло поле d7 · бял кон на бяло поле f7 · черна пешка на черно поле g7 · черна пешка на бяло поле h7 · черна дама на бяло поле e4 · черен кон на бяло поле f3 · бяла пешка на бяло поле a2 · бяла пешка на черно поле b2 · бяла пешка на бяло поле c2 · бяла пешка на черно поле d2 · бял офицер на бяло поле e2 · бяла пешка на черно поле f2 · бяла пешка на черно поле h2 · бял топ на черно поле a1 · бял кон на бяло поле b1 · бял офицер на черно поле c1 · бяла дама на бяло поле d1 · бял цар на черно поле e1 · бял топ на бяло поле f1 | 3 |
| 2 | черен топ на бяло поле a8 · черен офицер на бяло поле c8 · черен цар на бяло поле e8 · черен офицер на черно поле f8 · черен кон на бяло поле g8 · черен топ на черно поле h8 · черна пешка на черно поле a7 · черна пешка на бяло поле b7 · черна пешка на черно поле c7 · черна пешка на бяло поле d7 · бял кон на бяло поле f7 · черна пешка на черно поле g7 · черна пешка на бяло поле h7 · черна дама на бяло поле e4 · черен кон на бяло поле f3 · бяла пешка на бяло поле a2 · бяла пешка на черно поле b2 · бяла пешка на бяло поле c2 · бяла пешка на черно поле d2 · бял офицер на бяло поле e2 · бяла пешка на черно поле f2 · бяла пешка на черно поле h2 · бял топ на черно поле a1 · бял кон на бяло поле b1 · бял офицер на черно поле c1 · бяла дама на бяло поле d1 · бял цар на черно поле e1 · бял топ на бяло поле f1 | черен топ на бяло поле a8 · черен офицер на бяло поле c8 · черен цар на бяло поле e8 · черен офицер на черно поле f8 · черен кон на бяло поле g8 · черен топ на черно поле h8 · черна пешка на черно поле a7 · черна пешка на бяло поле b7 · черна пешка на черно поле c7 · черна пешка на бяло поле d7 · бял кон на бяло поле f7 · черна пешка на черно поле g7 · черна пешка на бяло поле h7 · черна дама на бяло поле e4 · черен кон на бяло поле f3 · бяла пешка на бяло поле a2 · бяла пешка на черно поле b2 · бяла пешка на бяло поле c2 · бяла пешка на черно поле d2 · бял офицер на бяло поле e2 · бяла пешка на черно поле f2 · бяла пешка на черно поле h2 · бял топ на черно поле a1 · бял кон на бяло поле b1 · бял офицер на черно поле c1 · бяла дама на бяло поле d1 · бял цар на черно поле e1 · бял топ на бяло поле f1 | черен топ на бяло поле a8 · черен офицер на бяло поле c8 · черен цар на бяло поле e8 · черен офицер на черно поле f8 · черен кон на бяло поле g8 · черен топ на черно поле h8 · черна пешка на черно поле a7 · черна пешка на бяло поле b7 · черна пешка на черно поле c7 · черна пешка на бяло поле d7 · бял кон на бяло поле f7 · черна пешка на черно поле g7 · черна пешка на бяло поле h7 · черна дама на бяло поле e4 · черен кон на бяло поле f3 · бяла пешка на бяло поле a2 · бяла пешка на черно поле b2 · бяла пешка на бяло поле c2 · бяла пешка на черно поле d2 · бял офицер на бяло поле e2 · бяла пешка на черно поле f2 · бяла пешка на черно поле h2 · бял топ на черно поле a1 · бял кон на бяло поле b1 · бял офицер на черно поле c1 · бяла дама на бяло поле d1 · бял цар на черно поле e1 · бял топ на бяло поле f1 | черен топ на бяло поле a8 · черен офицер на бяло поле c8 · черен цар на бяло поле e8 · черен офицер на черно поле f8 · черен кон на бяло поле g8 · черен топ на черно поле h8 · черна пешка на черно поле a7 · черна пешка на бяло поле b7 · черна пешка на черно поле c7 · черна пешка на бяло поле d7 · бял кон на бяло поле f7 · черна пешка на черно поле g7 · черна пешка на бяло поле h7 · черна дама на бяло поле e4 · черен кон на бяло поле f3 · бяла пешка на бяло поле a2 · бяла пешка на черно поле b2 · бяла пешка на бяло поле c2 · бяла пешка на черно поле d2 · бял офицер на бяло поле e2 · бяла пешка на черно поле f2 · бяла пешка на черно поле h2 · бял топ на черно поле a1 · бял кон на бяло поле b1 · бял офицер на черно поле c1 · бяла дама на бяло поле d1 · бял цар на черно поле e1 · бял топ на бяло поле f1 | черен топ на бяло поле a8 · черен офицер на бяло поле c8 · черен цар на бяло поле e8 · черен офицер на черно поле f8 · черен кон на бяло поле g8 · черен топ на черно поле h8 · черна пешка на черно поле a7 · черна пешка на бяло поле b7 · черна пешка на черно поле c7 · черна пешка на бяло поле d7 · бял кон на бяло поле f7 · черна пешка на черно поле g7 · черна пешка на бяло поле h7 · черна дама на бяло поле e4 · черен кон на бяло поле f3 · бяла пешка на бяло поле a2 · бяла пешка на черно поле b2 · бяла пешка на бяло поле c2 · бяла пешка на черно поле d2 · бял офицер на бяло поле e2 · бяла пешка на черно поле f2 · бяла пешка на черно поле h2 · бял топ на черно поле a1 · бял кон на бяло поле b1 · бял офицер на черно поле c1 · бяла дама на бяло поле d1 · бял цар на черно поле e1 · бял топ на бяло поле f1 | черен топ на бяло поле a8 · черен офицер на бяло поле c8 · черен цар на бяло поле e8 · черен офицер на черно поле f8 · черен кон на бяло поле g8 · черен топ на черно поле h8 · черна пешка на черно поле a7 · черна пешка на бяло поле b7 · черна пешка на черно поле c7 · черна пешка на бяло поле d7 · бял кон на бяло поле f7 · черна пешка на черно поле g7 · черна пешка на бяло поле h7 · черна дама на бяло поле e4 · черен кон на бяло поле f3 · бяла пешка на бяло поле a2 · бяла пешка на черно поле b2 · бяла пешка на бяло поле c2 · бяла пешка на черно поле d2 · бял офицер на бяло поле e2 · бяла пешка на черно поле f2 · бяла пешка на черно поле h2 · бял топ на черно поле a1 · бял кон на бяло поле b1 · бял офицер на черно поле c1 · бяла дама на бяло поле d1 · бял цар на черно поле e1 · бял топ на бяло поле f1 | черен топ на бяло поле a8 · черен офицер на бяло поле c8 · черен цар на бяло поле e8 · черен офицер на черно поле f8 · черен кон на бяло поле g8 · черен топ на черно поле h8 · черна пешка на черно поле a7 · черна пешка на бяло поле b7 · черна пешка на черно поле c7 · черна пешка на бяло поле d7 · бял кон на бяло поле f7 · черна пешка на черно поле g7 · черна пешка на бяло поле h7 · черна дама на бяло поле e4 · черен кон на бяло поле f3 · бяла пешка на бяло поле a2 · бяла пешка на черно поле b2 · бяла пешка на бяло поле c2 · бяла пешка на черно поле d2 · бял офицер на бяло поле e2 · бяла пешка на черно поле f2 · бяла пешка на черно поле h2 · бял топ на черно поле a1 · бял кон на бяло поле b1 · бял офицер на черно поле c1 · бяла дама на бяло поле d1 · бял цар на черно поле e1 · бял топ на бяло поле f1 | черен топ на бяло поле a8 · черен офицер на бяло поле c8 · черен цар на бяло поле e8 · черен офицер на черно поле f8 · черен кон на бяло поле g8 · черен топ на черно поле h8 · черна пешка на черно поле a7 · черна пешка на бяло поле b7 · черна пешка на черно поле c7 · черна пешка на бяло поле d7 · бял кон на бяло поле f7 · черна пешка на черно поле g7 · черна пешка на бяло поле h7 · черна дама на бяло поле e4 · черен кон на бяло поле f3 · бяла пешка на бяло поле a2 · бяла пешка на черно поле b2 · бяла пешка на бяло поле c2 · бяла пешка на черно поле d2 · бял офицер на бяло поле e2 · бяла пешка на черно поле f2 · бяла пешка на черно поле h2 · бял топ на черно поле a1 · бял кон на бяло поле b1 · бял офицер на черно поле c1 · бяла дама на бяло поле d1 · бял цар на черно поле e1 · бял топ на бяло поле f1 | 2 |
| 1 | черен топ на бяло поле a8 · черен офицер на бяло поле c8 · черен цар на бяло поле e8 · черен офицер на черно поле f8 · черен кон на бяло поле g8 · черен топ на черно поле h8 · черна пешка на черно поле a7 · черна пешка на бяло поле b7 · черна пешка на черно поле c7 · черна пешка на бяло поле d7 · бял кон на бяло поле f7 · черна пешка на черно поле g7 · черна пешка на бяло поле h7 · черна дама на бяло поле e4 · черен кон на бяло поле f3 · бяла пешка на бяло поле a2 · бяла пешка на черно поле b2 · бяла пешка на бяло поле c2 · бяла пешка на черно поле d2 · бял офицер на бяло поле e2 · бяла пешка на черно поле f2 · бяла пешка на черно поле h2 · бял топ на черно поле a1 · бял кон на бяло поле b1 · бял офицер на черно поле c1 · бяла дама на бяло поле d1 · бял цар на черно поле e1 · бял топ на бяло поле f1 | черен топ на бяло поле a8 · черен офицер на бяло поле c8 · черен цар на бяло поле e8 · черен офицер на черно поле f8 · черен кон на бяло поле g8 · черен топ на черно поле h8 · черна пешка на черно поле a7 · черна пешка на бяло поле b7 · черна пешка на черно поле c7 · черна пешка на бяло поле d7 · бял кон на бяло поле f7 · черна пешка на черно поле g7 · черна пешка на бяло поле h7 · черна дама на бяло поле e4 · черен кон на бяло поле f3 · бяла пешка на бяло поле a2 · бяла пешка на черно поле b2 · бяла пешка на бяло поле c2 · бяла пешка на черно поле d2 · бял офицер на бяло поле e2 · бяла пешка на черно поле f2 · бяла пешка на черно поле h2 · бял топ на черно поле a1 · бял кон на бяло поле b1 · бял офицер на черно поле c1 · бяла дама на бяло поле d1 · бял цар на черно поле e1 · бял топ на бяло поле f1 | черен топ на бяло поле a8 · черен офицер на бяло поле c8 · черен цар на бяло поле e8 · черен офицер на черно поле f8 · черен кон на бяло поле g8 · черен топ на черно поле h8 · черна пешка на черно поле a7 · черна пешка на бяло поле b7 · черна пешка на черно поле c7 · черна пешка на бяло поле d7 · бял кон на бяло поле f7 · черна пешка на черно поле g7 · черна пешка на бяло поле h7 · черна дама на бяло поле e4 · черен кон на бяло поле f3 · бяла пешка на бяло поле a2 · бяла пешка на черно поле b2 · бяла пешка на бяло поле c2 · бяла пешка на черно поле d2 · бял офицер на бяло поле e2 · бяла пешка на черно поле f2 · бяла пешка на черно поле h2 · бял топ на черно поле a1 · бял кон на бяло поле b1 · бял офицер на черно поле c1 · бяла дама на бяло поле d1 · бял цар на черно поле e1 · бял топ на бяло поле f1 | черен топ на бяло поле a8 · черен офицер на бяло поле c8 · черен цар на бяло поле e8 · черен офицер на черно поле f8 · черен кон на бяло поле g8 · черен топ на черно поле h8 · черна пешка на черно поле a7 · черна пешка на бяло поле b7 · черна пешка на черно поле c7 · черна пешка на бяло поле d7 · бял кон на бяло поле f7 · черна пешка на черно поле g7 · черна пешка на бяло поле h7 · черна дама на бяло поле e4 · черен кон на бяло поле f3 · бяла пешка на бяло поле a2 · бяла пешка на черно поле b2 · бяла пешка на бяло поле c2 · бяла пешка на черно поле d2 · бял офицер на бяло поле e2 · бяла пешка на черно поле f2 · бяла пешка на черно поле h2 · бял топ на черно поле a1 · бял кон на бяло поле b1 · бял офицер на черно поле c1 · бяла дама на бяло поле d1 · бял цар на черно поле e1 · бял топ на бяло поле f1 | черен топ на бяло поле a8 · черен офицер на бяло поле c8 · черен цар на бяло поле e8 · черен офицер на черно поле f8 · черен кон на бяло поле g8 · черен топ на черно поле h8 · черна пешка на черно поле a7 · черна пешка на бяло поле b7 · черна пешка на черно поле c7 · черна пешка на бяло поле d7 · бял кон на бяло поле f7 · черна пешка на черно поле g7 · черна пешка на бяло поле h7 · черна дама на бяло поле e4 · черен кон на бяло поле f3 · бяла пешка на бяло поле a2 · бяла пешка на черно поле b2 · бяла пешка на бяло поле c2 · бяла пешка на черно поле d2 · бял офицер на бяло поле e2 · бяла пешка на черно поле f2 · бяла пешка на черно поле h2 · бял топ на черно поле a1 · бял кон на бяло поле b1 · бял офицер на черно поле c1 · бяла дама на бяло поле d1 · бял цар на черно поле e1 · бял топ на бяло поле f1 | черен топ на бяло поле a8 · черен офицер на бяло поле c8 · черен цар на бяло поле e8 · черен офицер на черно поле f8 · черен кон на бяло поле g8 · черен топ на черно поле h8 · черна пешка на черно поле a7 · черна пешка на бяло поле b7 · черна пешка на черно поле c7 · черна пешка на бяло поле d7 · бял кон на бяло поле f7 · черна пешка на черно поле g7 · черна пешка на бяло поле h7 · черна дама на бяло поле e4 · черен кон на бяло поле f3 · бяла пешка на бяло поле a2 · бяла пешка на черно поле b2 · бяла пешка на бяло поле c2 · бяла пешка на черно поле d2 · бял офицер на бяло поле e2 · бяла пешка на черно поле f2 · бяла пешка на черно поле h2 · бял топ на черно поле a1 · бял кон на бяло поле b1 · бял офицер на черно поле c1 · бяла дама на бяло поле d1 · бял цар на черно поле e1 · бял топ на бяло поле f1 | черен топ на бяло поле a8 · черен офицер на бяло поле c8 · черен цар на бяло поле e8 · черен офицер на черно поле f8 · черен кон на бяло поле g8 · черен топ на черно поле h8 · черна пешка на черно поле a7 · черна пешка на бяло поле b7 · черна пешка на черно поле c7 · черна пешка на бяло поле d7 · бял кон на бяло поле f7 · черна пешка на черно поле g7 · черна пешка на бяло поле h7 · черна дама на бяло поле e4 · черен кон на бяло поле f3 · бяла пешка на бяло поле a2 · бяла пешка на черно поле b2 · бяла пешка на бяло поле c2 · бяла пешка на черно поле d2 · бял офицер на бяло поле e2 · бяла пешка на черно поле f2 · бяла пешка на черно поле h2 · бял топ на черно поле a1 · бял кон на бяло поле b1 · бял офицер на черно поле c1 · бяла дама на бяло поле d1 · бял цар на черно поле e1 · бял топ на бяло поле f1 | черен топ на бяло поле a8 · черен офицер на бяло поле c8 · черен цар на бяло поле e8 · черен офицер на черно поле f8 · черен кон на бяло поле g8 · черен топ на черно поле h8 · черна пешка на черно поле a7 · черна пешка на бяло поле b7 · черна пешка на черно поле c7 · черна пешка на бяло поле d7 · бял кон на бяло поле f7 · черна пешка на черно поле g7 · черна пешка на бяло поле h7 · черна дама на бяло поле e4 · черен кон на бяло поле f3 · бяла пешка на бяло поле a2 · бяла пешка на черно поле b2 · бяла пешка на бяло поле c2 · бяла пешка на черно поле d2 · бял офицер на бяло поле e2 · бяла пешка на черно поле f2 · бяла пешка на черно поле h2 · бял топ на черно поле a1 · бял кон на бяло поле b1 · бял офицер на черно поле c1 · бяла дама на бяло поле d1 · бял цар на черно поле e1 · бял топ на бяло поле f1 | 1 |
|   | a | b | c | d | e | f | g | h |   |

Друг известен пример е матът в Гамбит Блекбърн (C50). Наричан е Шилингов гамбит Блeкбърн на английския играч от XIX век Джозеф Хенри Блекбърн; предполага се, че го е използвал, за да спечели шилинги от аматьори. В игра срещу любител Блекбърн го постига с ходовете: 
1. e4 e5 
2. Кf3 Кc6 
3. Оc4 Кd4?! 
4. К:e5!? Дg5! 
5. К:f7?? Д:g2 
6. Тf1 Д:e4+ 
7. Оe2 Кf3X (диаграма 5).
Добре познат е капанът в Защита Каро–Кан, Вариант Щайниц-Карпов (B17):
|   | a | b | c | d | e | f | g | h |   |
| 8 | черен топ на бяло поле a8 · черен офицер на бяло поле c8 · черна дама на черно поле d8 · черен цар на бяло поле e8 · черен офицер на черно поле f8 · черен топ на черно поле h8 · черна пешка на черно поле a7 · черна пешка на бяло поле b7 · черен кон на бяло поле d7 · черна пешка на черно поле e7 · черна пешка на бяло поле f7 · черна пешка на черно поле g7 · черна пешка на бяло поле h7 · черна пешка на бяло поле c6 · бял кон на черно поле d6 · черен кон на черно поле f6 · бяла пешка на черно поле d4 · бяла пешка на бяло поле a2 · бяла пешка на черно поле b2 · бяла пешка на бяло поле c2 · бяла дама на бяло поле e2 · бяла пешка на черно поле f2 · бяла пешка на бяло поле g2 · бяла пешка на черно поле h2 · бял топ на черно поле a1 · бял офицер на черно поле c1 · бял цар на черно поле e1 · бял офицер на бяло поле f1 · бял кон на черно поле g1 · бял топ на бяло поле h1 | черен топ на бяло поле a8 · черен офицер на бяло поле c8 · черна дама на черно поле d8 · черен цар на бяло поле e8 · черен офицер на черно поле f8 · черен топ на черно поле h8 · черна пешка на черно поле a7 · черна пешка на бяло поле b7 · черен кон на бяло поле d7 · черна пешка на черно поле e7 · черна пешка на бяло поле f7 · черна пешка на черно поле g7 · черна пешка на бяло поле h7 · черна пешка на бяло поле c6 · бял кон на черно поле d6 · черен кон на черно поле f6 · бяла пешка на черно поле d4 · бяла пешка на бяло поле a2 · бяла пешка на черно поле b2 · бяла пешка на бяло поле c2 · бяла дама на бяло поле e2 · бяла пешка на черно поле f2 · бяла пешка на бяло поле g2 · бяла пешка на черно поле h2 · бял топ на черно поле a1 · бял офицер на черно поле c1 · бял цар на черно поле e1 · бял офицер на бяло поле f1 · бял кон на черно поле g1 · бял топ на бяло поле h1 | черен топ на бяло поле a8 · черен офицер на бяло поле c8 · черна дама на черно поле d8 · черен цар на бяло поле e8 · черен офицер на черно поле f8 · черен топ на черно поле h8 · черна пешка на черно поле a7 · черна пешка на бяло поле b7 · черен кон на бяло поле d7 · черна пешка на черно поле e7 · черна пешка на бяло поле f7 · черна пешка на черно поле g7 · черна пешка на бяло поле h7 · черна пешка на бяло поле c6 · бял кон на черно поле d6 · черен кон на черно поле f6 · бяла пешка на черно поле d4 · бяла пешка на бяло поле a2 · бяла пешка на черно поле b2 · бяла пешка на бяло поле c2 · бяла дама на бяло поле e2 · бяла пешка на черно поле f2 · бяла пешка на бяло поле g2 · бяла пешка на черно поле h2 · бял топ на черно поле a1 · бял офицер на черно поле c1 · бял цар на черно поле e1 · бял офицер на бяло поле f1 · бял кон на черно поле g1 · бял топ на бяло поле h1 | черен топ на бяло поле a8 · черен офицер на бяло поле c8 · черна дама на черно поле d8 · черен цар на бяло поле e8 · черен офицер на черно поле f8 · черен топ на черно поле h8 · черна пешка на черно поле a7 · черна пешка на бяло поле b7 · черен кон на бяло поле d7 · черна пешка на черно поле e7 · черна пешка на бяло поле f7 · черна пешка на черно поле g7 · черна пешка на бяло поле h7 · черна пешка на бяло поле c6 · бял кон на черно поле d6 · черен кон на черно поле f6 · бяла пешка на черно поле d4 · бяла пешка на бяло поле a2 · бяла пешка на черно поле b2 · бяла пешка на бяло поле c2 · бяла дама на бяло поле e2 · бяла пешка на черно поле f2 · бяла пешка на бяло поле g2 · бяла пешка на черно поле h2 · бял топ на черно поле a1 · бял офицер на черно поле c1 · бял цар на черно поле e1 · бял офицер на бяло поле f1 · бял кон на черно поле g1 · бял топ на бяло поле h1 | черен топ на бяло поле a8 · черен офицер на бяло поле c8 · черна дама на черно поле d8 · черен цар на бяло поле e8 · черен офицер на черно поле f8 · черен топ на черно поле h8 · черна пешка на черно поле a7 · черна пешка на бяло поле b7 · черен кон на бяло поле d7 · черна пешка на черно поле e7 · черна пешка на бяло поле f7 · черна пешка на черно поле g7 · черна пешка на бяло поле h7 · черна пешка на бяло поле c6 · бял кон на черно поле d6 · черен кон на черно поле f6 · бяла пешка на черно поле d4 · бяла пешка на бяло поле a2 · бяла пешка на черно поле b2 · бяла пешка на бяло поле c2 · бяла дама на бяло поле e2 · бяла пешка на черно поле f2 · бяла пешка на бяло поле g2 · бяла пешка на черно поле h2 · бял топ на черно поле a1 · бял офицер на черно поле c1 · бял цар на черно поле e1 · бял офицер на бяло поле f1 · бял кон на черно поле g1 · бял топ на бяло поле h1 | черен топ на бяло поле a8 · черен офицер на бяло поле c8 · черна дама на черно поле d8 · черен цар на бяло поле e8 · черен офицер на черно поле f8 · черен топ на черно поле h8 · черна пешка на черно поле a7 · черна пешка на бяло поле b7 · черен кон на бяло поле d7 · черна пешка на черно поле e7 · черна пешка на бяло поле f7 · черна пешка на черно поле g7 · черна пешка на бяло поле h7 · черна пешка на бяло поле c6 · бял кон на черно поле d6 · черен кон на черно поле f6 · бяла пешка на черно поле d4 · бяла пешка на бяло поле a2 · бяла пешка на черно поле b2 · бяла пешка на бяло поле c2 · бяла дама на бяло поле e2 · бяла пешка на черно поле f2 · бяла пешка на бяло поле g2 · бяла пешка на черно поле h2 · бял топ на черно поле a1 · бял офицер на черно поле c1 · бял цар на черно поле e1 · бял офицер на бяло поле f1 · бял кон на черно поле g1 · бял топ на бяло поле h1 | черен топ на бяло поле a8 · черен офицер на бяло поле c8 · черна дама на черно поле d8 · черен цар на бяло поле e8 · черен офицер на черно поле f8 · черен топ на черно поле h8 · черна пешка на черно поле a7 · черна пешка на бяло поле b7 · черен кон на бяло поле d7 · черна пешка на черно поле e7 · черна пешка на бяло поле f7 · черна пешка на черно поле g7 · черна пешка на бяло поле h7 · черна пешка на бяло поле c6 · бял кон на черно поле d6 · черен кон на черно поле f6 · бяла пешка на черно поле d4 · бяла пешка на бяло поле a2 · бяла пешка на черно поле b2 · бяла пешка на бяло поле c2 · бяла дама на бяло поле e2 · бяла пешка на черно поле f2 · бяла пешка на бяло поле g2 · бяла пешка на черно поле h2 · бял топ на черно поле a1 · бял офицер на черно поле c1 · бял цар на черно поле e1 · бял офицер на бяло поле f1 · бял кон на черно поле g1 · бял топ на бяло поле h1 | черен топ на бяло поле a8 · черен офицер на бяло поле c8 · черна дама на черно поле d8 · черен цар на бяло поле e8 · черен офицер на черно поле f8 · черен топ на черно поле h8 · черна пешка на черно поле a7 · черна пешка на бяло поле b7 · черен кон на бяло поле d7 · черна пешка на черно поле e7 · черна пешка на бяло поле f7 · черна пешка на черно поле g7 · черна пешка на бяло поле h7 · черна пешка на бяло поле c6 · бял кон на черно поле d6 · черен кон на черно поле f6 · бяла пешка на черно поле d4 · бяла пешка на бяло поле a2 · бяла пешка на черно поле b2 · бяла пешка на бяло поле c2 · бяла дама на бяло поле e2 · бяла пешка на черно поле f2 · бяла пешка на бяло поле g2 · бяла пешка на черно поле h2 · бял топ на черно поле a1 · бял офицер на черно поле c1 · бял цар на черно поле e1 · бял офицер на бяло поле f1 · бял кон на черно поле g1 · бял топ на бяло поле h1 | 8 |
| 7 | черен топ на бяло поле a8 · черен офицер на бяло поле c8 · черна дама на черно поле d8 · черен цар на бяло поле e8 · черен офицер на черно поле f8 · черен топ на черно поле h8 · черна пешка на черно поле a7 · черна пешка на бяло поле b7 · черен кон на бяло поле d7 · черна пешка на черно поле e7 · черна пешка на бяло поле f7 · черна пешка на черно поле g7 · черна пешка на бяло поле h7 · черна пешка на бяло поле c6 · бял кон на черно поле d6 · черен кон на черно поле f6 · бяла пешка на черно поле d4 · бяла пешка на бяло поле a2 · бяла пешка на черно поле b2 · бяла пешка на бяло поле c2 · бяла дама на бяло поле e2 · бяла пешка на черно поле f2 · бяла пешка на бяло поле g2 · бяла пешка на черно поле h2 · бял топ на черно поле a1 · бял офицер на черно поле c1 · бял цар на черно поле e1 · бял офицер на бяло поле f1 · бял кон на черно поле g1 · бял топ на бяло поле h1 | черен топ на бяло поле a8 · черен офицер на бяло поле c8 · черна дама на черно поле d8 · черен цар на бяло поле e8 · черен офицер на черно поле f8 · черен топ на черно поле h8 · черна пешка на черно поле a7 · черна пешка на бяло поле b7 · черен кон на бяло поле d7 · черна пешка на черно поле e7 · черна пешка на бяло поле f7 · черна пешка на черно поле g7 · черна пешка на бяло поле h7 · черна пешка на бяло поле c6 · бял кон на черно поле d6 · черен кон на черно поле f6 · бяла пешка на черно поле d4 · бяла пешка на бяло поле a2 · бяла пешка на черно поле b2 · бяла пешка на бяло поле c2 · бяла дама на бяло поле e2 · бяла пешка на черно поле f2 · бяла пешка на бяло поле g2 · бяла пешка на черно поле h2 · бял топ на черно поле a1 · бял офицер на черно поле c1 · бял цар на черно поле e1 · бял офицер на бяло поле f1 · бял кон на черно поле g1 · бял топ на бяло поле h1 | черен топ на бяло поле a8 · черен офицер на бяло поле c8 · черна дама на черно поле d8 · черен цар на бяло поле e8 · черен офицер на черно поле f8 · черен топ на черно поле h8 · черна пешка на черно поле a7 · черна пешка на бяло поле b7 · черен кон на бяло поле d7 · черна пешка на черно поле e7 · черна пешка на бяло поле f7 · черна пешка на черно поле g7 · черна пешка на бяло поле h7 · черна пешка на бяло поле c6 · бял кон на черно поле d6 · черен кон на черно поле f6 · бяла пешка на черно поле d4 · бяла пешка на бяло поле a2 · бяла пешка на черно поле b2 · бяла пешка на бяло поле c2 · бяла дама на бяло поле e2 · бяла пешка на черно поле f2 · бяла пешка на бяло поле g2 · бяла пешка на черно поле h2 · бял топ на черно поле a1 · бял офицер на черно поле c1 · бял цар на черно поле e1 · бял офицер на бяло поле f1 · бял кон на черно поле g1 · бял топ на бяло поле h1 | черен топ на бяло поле a8 · черен офицер на бяло поле c8 · черна дама на черно поле d8 · черен цар на бяло поле e8 · черен офицер на черно поле f8 · черен топ на черно поле h8 · черна пешка на черно поле a7 · черна пешка на бяло поле b7 · черен кон на бяло поле d7 · черна пешка на черно поле e7 · черна пешка на бяло поле f7 · черна пешка на черно поле g7 · черна пешка на бяло поле h7 · черна пешка на бяло поле c6 · бял кон на черно поле d6 · черен кон на черно поле f6 · бяла пешка на черно поле d4 · бяла пешка на бяло поле a2 · бяла пешка на черно поле b2 · бяла пешка на бяло поле c2 · бяла дама на бяло поле e2 · бяла пешка на черно поле f2 · бяла пешка на бяло поле g2 · бяла пешка на черно поле h2 · бял топ на черно поле a1 · бял офицер на черно поле c1 · бял цар на черно поле e1 · бял офицер на бяло поле f1 · бял кон на черно поле g1 · бял топ на бяло поле h1 | черен топ на бяло поле a8 · черен офицер на бяло поле c8 · черна дама на черно поле d8 · черен цар на бяло поле e8 · черен офицер на черно поле f8 · черен топ на черно поле h8 · черна пешка на черно поле a7 · черна пешка на бяло поле b7 · черен кон на бяло поле d7 · черна пешка на черно поле e7 · черна пешка на бяло поле f7 · черна пешка на черно поле g7 · черна пешка на бяло поле h7 · черна пешка на бяло поле c6 · бял кон на черно поле d6 · черен кон на черно поле f6 · бяла пешка на черно поле d4 · бяла пешка на бяло поле a2 · бяла пешка на черно поле b2 · бяла пешка на бяло поле c2 · бяла дама на бяло поле e2 · бяла пешка на черно поле f2 · бяла пешка на бяло поле g2 · бяла пешка на черно поле h2 · бял топ на черно поле a1 · бял офицер на черно поле c1 · бял цар на черно поле e1 · бял офицер на бяло поле f1 · бял кон на черно поле g1 · бял топ на бяло поле h1 | черен топ на бяло поле a8 · черен офицер на бяло поле c8 · черна дама на черно поле d8 · черен цар на бяло поле e8 · черен офицер на черно поле f8 · черен топ на черно поле h8 · черна пешка на черно поле a7 · черна пешка на бяло поле b7 · черен кон на бяло поле d7 · черна пешка на черно поле e7 · черна пешка на бяло поле f7 · черна пешка на черно поле g7 · черна пешка на бяло поле h7 · черна пешка на бяло поле c6 · бял кон на черно поле d6 · черен кон на черно поле f6 · бяла пешка на черно поле d4 · бяла пешка на бяло поле a2 · бяла пешка на черно поле b2 · бяла пешка на бяло поле c2 · бяла дама на бяло поле e2 · бяла пешка на черно поле f2 · бяла пешка на бяло поле g2 · бяла пешка на черно поле h2 · бял топ на черно поле a1 · бял офицер на черно поле c1 · бял цар на черно поле e1 · бял офицер на бяло поле f1 · бял кон на черно поле g1 · бял топ на бяло поле h1 | черен топ на бяло поле a8 · черен офицер на бяло поле c8 · черна дама на черно поле d8 · черен цар на бяло поле e8 · черен офицер на черно поле f8 · черен топ на черно поле h8 · черна пешка на черно поле a7 · черна пешка на бяло поле b7 · черен кон на бяло поле d7 · черна пешка на черно поле e7 · черна пешка на бяло поле f7 · черна пешка на черно поле g7 · черна пешка на бяло поле h7 · черна пешка на бяло поле c6 · бял кон на черно поле d6 · черен кон на черно поле f6 · бяла пешка на черно поле d4 · бяла пешка на бяло поле a2 · бяла пешка на черно поле b2 · бяла пешка на бяло поле c2 · бяла дама на бяло поле e2 · бяла пешка на черно поле f2 · бяла пешка на бяло поле g2 · бяла пешка на черно поле h2 · бял топ на черно поле a1 · бял офицер на черно поле c1 · бял цар на черно поле e1 · бял офицер на бяло поле f1 · бял кон на черно поле g1 · бял топ на бяло поле h1 | черен топ на бяло поле a8 · черен офицер на бяло поле c8 · черна дама на черно поле d8 · черен цар на бяло поле e8 · черен офицер на черно поле f8 · черен топ на черно поле h8 · черна пешка на черно поле a7 · черна пешка на бяло поле b7 · черен кон на бяло поле d7 · черна пешка на черно поле e7 · черна пешка на бяло поле f7 · черна пешка на черно поле g7 · черна пешка на бяло поле h7 · черна пешка на бяло поле c6 · бял кон на черно поле d6 · черен кон на черно поле f6 · бяла пешка на черно поле d4 · бяла пешка на бяло поле a2 · бяла пешка на черно поле b2 · бяла пешка на бяло поле c2 · бяла дама на бяло поле e2 · бяла пешка на черно поле f2 · бяла пешка на бяло поле g2 · бяла пешка на черно поле h2 · бял топ на черно поле a1 · бял офицер на черно поле c1 · бял цар на черно поле e1 · бял офицер на бяло поле f1 · бял кон на черно поле g1 · бял топ на бяло поле h1 | 7 |
| 6 | черен топ на бяло поле a8 · черен офицер на бяло поле c8 · черна дама на черно поле d8 · черен цар на бяло поле e8 · черен офицер на черно поле f8 · черен топ на черно поле h8 · черна пешка на черно поле a7 · черна пешка на бяло поле b7 · черен кон на бяло поле d7 · черна пешка на черно поле e7 · черна пешка на бяло поле f7 · черна пешка на черно поле g7 · черна пешка на бяло поле h7 · черна пешка на бяло поле c6 · бял кон на черно поле d6 · черен кон на черно поле f6 · бяла пешка на черно поле d4 · бяла пешка на бяло поле a2 · бяла пешка на черно поле b2 · бяла пешка на бяло поле c2 · бяла дама на бяло поле e2 · бяла пешка на черно поле f2 · бяла пешка на бяло поле g2 · бяла пешка на черно поле h2 · бял топ на черно поле a1 · бял офицер на черно поле c1 · бял цар на черно поле e1 · бял офицер на бяло поле f1 · бял кон на черно поле g1 · бял топ на бяло поле h1 | черен топ на бяло поле a8 · черен офицер на бяло поле c8 · черна дама на черно поле d8 · черен цар на бяло поле e8 · черен офицер на черно поле f8 · черен топ на черно поле h8 · черна пешка на черно поле a7 · черна пешка на бяло поле b7 · черен кон на бяло поле d7 · черна пешка на черно поле e7 · черна пешка на бяло поле f7 · черна пешка на черно поле g7 · черна пешка на бяло поле h7 · черна пешка на бяло поле c6 · бял кон на черно поле d6 · черен кон на черно поле f6 · бяла пешка на черно поле d4 · бяла пешка на бяло поле a2 · бяла пешка на черно поле b2 · бяла пешка на бяло поле c2 · бяла дама на бяло поле e2 · бяла пешка на черно поле f2 · бяла пешка на бяло поле g2 · бяла пешка на черно поле h2 · бял топ на черно поле a1 · бял офицер на черно поле c1 · бял цар на черно поле e1 · бял офицер на бяло поле f1 · бял кон на черно поле g1 · бял топ на бяло поле h1 | черен топ на бяло поле a8 · черен офицер на бяло поле c8 · черна дама на черно поле d8 · черен цар на бяло поле e8 · черен офицер на черно поле f8 · черен топ на черно поле h8 · черна пешка на черно поле a7 · черна пешка на бяло поле b7 · черен кон на бяло поле d7 · черна пешка на черно поле e7 · черна пешка на бяло поле f7 · черна пешка на черно поле g7 · черна пешка на бяло поле h7 · черна пешка на бяло поле c6 · бял кон на черно поле d6 · черен кон на черно поле f6 · бяла пешка на черно поле d4 · бяла пешка на бяло поле a2 · бяла пешка на черно поле b2 · бяла пешка на бяло поле c2 · бяла дама на бяло поле e2 · бяла пешка на черно поле f2 · бяла пешка на бяло поле g2 · бяла пешка на черно поле h2 · бял топ на черно поле a1 · бял офицер на черно поле c1 · бял цар на черно поле e1 · бял офицер на бяло поле f1 · бял кон на черно поле g1 · бял топ на бяло поле h1 | черен топ на бяло поле a8 · черен офицер на бяло поле c8 · черна дама на черно поле d8 · черен цар на бяло поле e8 · черен офицер на черно поле f8 · черен топ на черно поле h8 · черна пешка на черно поле a7 · черна пешка на бяло поле b7 · черен кон на бяло поле d7 · черна пешка на черно поле e7 · черна пешка на бяло поле f7 · черна пешка на черно поле g7 · черна пешка на бяло поле h7 · черна пешка на бяло поле c6 · бял кон на черно поле d6 · черен кон на черно поле f6 · бяла пешка на черно поле d4 · бяла пешка на бяло поле a2 · бяла пешка на черно поле b2 · бяла пешка на бяло поле c2 · бяла дама на бяло поле e2 · бяла пешка на черно поле f2 · бяла пешка на бяло поле g2 · бяла пешка на черно поле h2 · бял топ на черно поле a1 · бял офицер на черно поле c1 · бял цар на черно поле e1 · бял офицер на бяло поле f1 · бял кон на черно поле g1 · бял топ на бяло поле h1 | черен топ на бяло поле a8 · черен офицер на бяло поле c8 · черна дама на черно поле d8 · черен цар на бяло поле e8 · черен офицер на черно поле f8 · черен топ на черно поле h8 · черна пешка на черно поле a7 · черна пешка на бяло поле b7 · черен кон на бяло поле d7 · черна пешка на черно поле e7 · черна пешка на бяло поле f7 · черна пешка на черно поле g7 · черна пешка на бяло поле h7 · черна пешка на бяло поле c6 · бял кон на черно поле d6 · черен кон на черно поле f6 · бяла пешка на черно поле d4 · бяла пешка на бяло поле a2 · бяла пешка на черно поле b2 · бяла пешка на бяло поле c2 · бяла дама на бяло поле e2 · бяла пешка на черно поле f2 · бяла пешка на бяло поле g2 · бяла пешка на черно поле h2 · бял топ на черно поле a1 · бял офицер на черно поле c1 · бял цар на черно поле e1 · бял офицер на бяло поле f1 · бял кон на черно поле g1 · бял топ на бяло поле h1 | черен топ на бяло поле a8 · черен офицер на бяло поле c8 · черна дама на черно поле d8 · черен цар на бяло поле e8 · черен офицер на черно поле f8 · черен топ на черно поле h8 · черна пешка на черно поле a7 · черна пешка на бяло поле b7 · черен кон на бяло поле d7 · черна пешка на черно поле e7 · черна пешка на бяло поле f7 · черна пешка на черно поле g7 · черна пешка на бяло поле h7 · черна пешка на бяло поле c6 · бял кон на черно поле d6 · черен кон на черно поле f6 · бяла пешка на черно поле d4 · бяла пешка на бяло поле a2 · бяла пешка на черно поле b2 · бяла пешка на бяло поле c2 · бяла дама на бяло поле e2 · бяла пешка на черно поле f2 · бяла пешка на бяло поле g2 · бяла пешка на черно поле h2 · бял топ на черно поле a1 · бял офицер на черно поле c1 · бял цар на черно поле e1 · бял офицер на бяло поле f1 · бял кон на черно поле g1 · бял топ на бяло поле h1 | черен топ на бяло поле a8 · черен офицер на бяло поле c8 · черна дама на черно поле d8 · черен цар на бяло поле e8 · черен офицер на черно поле f8 · черен топ на черно поле h8 · черна пешка на черно поле a7 · черна пешка на бяло поле b7 · черен кон на бяло поле d7 · черна пешка на черно поле e7 · черна пешка на бяло поле f7 · черна пешка на черно поле g7 · черна пешка на бяло поле h7 · черна пешка на бяло поле c6 · бял кон на черно поле d6 · черен кон на черно поле f6 · бяла пешка на черно поле d4 · бяла пешка на бяло поле a2 · бяла пешка на черно поле b2 · бяла пешка на бяло поле c2 · бяла дама на бяло поле e2 · бяла пешка на черно поле f2 · бяла пешка на бяло поле g2 · бяла пешка на черно поле h2 · бял топ на черно поле a1 · бял офицер на черно поле c1 · бял цар на черно поле e1 · бял офицер на бяло поле f1 · бял кон на черно поле g1 · бял топ на бяло поле h1 | черен топ на бяло поле a8 · черен офицер на бяло поле c8 · черна дама на черно поле d8 · черен цар на бяло поле e8 · черен офицер на черно поле f8 · черен топ на черно поле h8 · черна пешка на черно поле a7 · черна пешка на бяло поле b7 · черен кон на бяло поле d7 · черна пешка на черно поле e7 · черна пешка на бяло поле f7 · черна пешка на черно поле g7 · черна пешка на бяло поле h7 · черна пешка на бяло поле c6 · бял кон на черно поле d6 · черен кон на черно поле f6 · бяла пешка на черно поле d4 · бяла пешка на бяло поле a2 · бяла пешка на черно поле b2 · бяла пешка на бяло поле c2 · бяла дама на бяло поле e2 · бяла пешка на черно поле f2 · бяла пешка на бяло поле g2 · бяла пешка на черно поле h2 · бял топ на черно поле a1 · бял офицер на черно поле c1 · бял цар на черно поле e1 · бял офицер на бяло поле f1 · бял кон на черно поле g1 · бял топ на бяло поле h1 | 6 |
| 5 | черен топ на бяло поле a8 · черен офицер на бяло поле c8 · черна дама на черно поле d8 · черен цар на бяло поле e8 · черен офицер на черно поле f8 · черен топ на черно поле h8 · черна пешка на черно поле a7 · черна пешка на бяло поле b7 · черен кон на бяло поле d7 · черна пешка на черно поле e7 · черна пешка на бяло поле f7 · черна пешка на черно поле g7 · черна пешка на бяло поле h7 · черна пешка на бяло поле c6 · бял кон на черно поле d6 · черен кон на черно поле f6 · бяла пешка на черно поле d4 · бяла пешка на бяло поле a2 · бяла пешка на черно поле b2 · бяла пешка на бяло поле c2 · бяла дама на бяло поле e2 · бяла пешка на черно поле f2 · бяла пешка на бяло поле g2 · бяла пешка на черно поле h2 · бял топ на черно поле a1 · бял офицер на черно поле c1 · бял цар на черно поле e1 · бял офицер на бяло поле f1 · бял кон на черно поле g1 · бял топ на бяло поле h1 | черен топ на бяло поле a8 · черен офицер на бяло поле c8 · черна дама на черно поле d8 · черен цар на бяло поле e8 · черен офицер на черно поле f8 · черен топ на черно поле h8 · черна пешка на черно поле a7 · черна пешка на бяло поле b7 · черен кон на бяло поле d7 · черна пешка на черно поле e7 · черна пешка на бяло поле f7 · черна пешка на черно поле g7 · черна пешка на бяло поле h7 · черна пешка на бяло поле c6 · бял кон на черно поле d6 · черен кон на черно поле f6 · бяла пешка на черно поле d4 · бяла пешка на бяло поле a2 · бяла пешка на черно поле b2 · бяла пешка на бяло поле c2 · бяла дама на бяло поле e2 · бяла пешка на черно поле f2 · бяла пешка на бяло поле g2 · бяла пешка на черно поле h2 · бял топ на черно поле a1 · бял офицер на черно поле c1 · бял цар на черно поле e1 · бял офицер на бяло поле f1 · бял кон на черно поле g1 · бял топ на бяло поле h1 | черен топ на бяло поле a8 · черен офицер на бяло поле c8 · черна дама на черно поле d8 · черен цар на бяло поле e8 · черен офицер на черно поле f8 · черен топ на черно поле h8 · черна пешка на черно поле a7 · черна пешка на бяло поле b7 · черен кон на бяло поле d7 · черна пешка на черно поле e7 · черна пешка на бяло поле f7 · черна пешка на черно поле g7 · черна пешка на бяло поле h7 · черна пешка на бяло поле c6 · бял кон на черно поле d6 · черен кон на черно поле f6 · бяла пешка на черно поле d4 · бяла пешка на бяло поле a2 · бяла пешка на черно поле b2 · бяла пешка на бяло поле c2 · бяла дама на бяло поле e2 · бяла пешка на черно поле f2 · бяла пешка на бяло поле g2 · бяла пешка на черно поле h2 · бял топ на черно поле a1 · бял офицер на черно поле c1 · бял цар на черно поле e1 · бял офицер на бяло поле f1 · бял кон на черно поле g1 · бял топ на бяло поле h1 | черен топ на бяло поле a8 · черен офицер на бяло поле c8 · черна дама на черно поле d8 · черен цар на бяло поле e8 · черен офицер на черно поле f8 · черен топ на черно поле h8 · черна пешка на черно поле a7 · черна пешка на бяло поле b7 · черен кон на бяло поле d7 · черна пешка на черно поле e7 · черна пешка на бяло поле f7 · черна пешка на черно поле g7 · черна пешка на бяло поле h7 · черна пешка на бяло поле c6 · бял кон на черно поле d6 · черен кон на черно поле f6 · бяла пешка на черно поле d4 · бяла пешка на бяло поле a2 · бяла пешка на черно поле b2 · бяла пешка на бяло поле c2 · бяла дама на бяло поле e2 · бяла пешка на черно поле f2 · бяла пешка на бяло поле g2 · бяла пешка на черно поле h2 · бял топ на черно поле a1 · бял офицер на черно поле c1 · бял цар на черно поле e1 · бял офицер на бяло поле f1 · бял кон на черно поле g1 · бял топ на бяло поле h1 | черен топ на бяло поле a8 · черен офицер на бяло поле c8 · черна дама на черно поле d8 · черен цар на бяло поле e8 · черен офицер на черно поле f8 · черен топ на черно поле h8 · черна пешка на черно поле a7 · черна пешка на бяло поле b7 · черен кон на бяло поле d7 · черна пешка на черно поле e7 · черна пешка на бяло поле f7 · черна пешка на черно поле g7 · черна пешка на бяло поле h7 · черна пешка на бяло поле c6 · бял кон на черно поле d6 · черен кон на черно поле f6 · бяла пешка на черно поле d4 · бяла пешка на бяло поле a2 · бяла пешка на черно поле b2 · бяла пешка на бяло поле c2 · бяла дама на бяло поле e2 · бяла пешка на черно поле f2 · бяла пешка на бяло поле g2 · бяла пешка на черно поле h2 · бял топ на черно поле a1 · бял офицер на черно поле c1 · бял цар на черно поле e1 · бял офицер на бяло поле f1 · бял кон на черно поле g1 · бял топ на бяло поле h1 | черен топ на бяло поле a8 · черен офицер на бяло поле c8 · черна дама на черно поле d8 · черен цар на бяло поле e8 · черен офицер на черно поле f8 · черен топ на черно поле h8 · черна пешка на черно поле a7 · черна пешка на бяло поле b7 · черен кон на бяло поле d7 · черна пешка на черно поле e7 · черна пешка на бяло поле f7 · черна пешка на черно поле g7 · черна пешка на бяло поле h7 · черна пешка на бяло поле c6 · бял кон на черно поле d6 · черен кон на черно поле f6 · бяла пешка на черно поле d4 · бяла пешка на бяло поле a2 · бяла пешка на черно поле b2 · бяла пешка на бяло поле c2 · бяла дама на бяло поле e2 · бяла пешка на черно поле f2 · бяла пешка на бяло поле g2 · бяла пешка на черно поле h2 · бял топ на черно поле a1 · бял офицер на черно поле c1 · бял цар на черно поле e1 · бял офицер на бяло поле f1 · бял кон на черно поле g1 · бял топ на бяло поле h1 | черен топ на бяло поле a8 · черен офицер на бяло поле c8 · черна дама на черно поле d8 · черен цар на бяло поле e8 · черен офицер на черно поле f8 · черен топ на черно поле h8 · черна пешка на черно поле a7 · черна пешка на бяло поле b7 · черен кон на бяло поле d7 · черна пешка на черно поле e7 · черна пешка на бяло поле f7 · черна пешка на черно поле g7 · черна пешка на бяло поле h7 · черна пешка на бяло поле c6 · бял кон на черно поле d6 · черен кон на черно поле f6 · бяла пешка на черно поле d4 · бяла пешка на бяло поле a2 · бяла пешка на черно поле b2 · бяла пешка на бяло поле c2 · бяла дама на бяло поле e2 · бяла пешка на черно поле f2 · бяла пешка на бяло поле g2 · бяла пешка на черно поле h2 · бял топ на черно поле a1 · бял офицер на черно поле c1 · бял цар на черно поле e1 · бял офицер на бяло поле f1 · бял кон на черно поле g1 · бял топ на бяло поле h1 | черен топ на бяло поле a8 · черен офицер на бяло поле c8 · черна дама на черно поле d8 · черен цар на бяло поле e8 · черен офицер на черно поле f8 · черен топ на черно поле h8 · черна пешка на черно поле a7 · черна пешка на бяло поле b7 · черен кон на бяло поле d7 · черна пешка на черно поле e7 · черна пешка на бяло поле f7 · черна пешка на черно поле g7 · черна пешка на бяло поле h7 · черна пешка на бяло поле c6 · бял кон на черно поле d6 · черен кон на черно поле f6 · бяла пешка на черно поле d4 · бяла пешка на бяло поле a2 · бяла пешка на черно поле b2 · бяла пешка на бяло поле c2 · бяла дама на бяло поле e2 · бяла пешка на черно поле f2 · бяла пешка на бяло поле g2 · бяла пешка на черно поле h2 · бял топ на черно поле a1 · бял офицер на черно поле c1 · бял цар на черно поле e1 · бял офицер на бяло поле f1 · бял кон на черно поле g1 · бял топ на бяло поле h1 | 5 |
| 4 | черен топ на бяло поле a8 · черен офицер на бяло поле c8 · черна дама на черно поле d8 · черен цар на бяло поле e8 · черен офицер на черно поле f8 · черен топ на черно поле h8 · черна пешка на черно поле a7 · черна пешка на бяло поле b7 · черен кон на бяло поле d7 · черна пешка на черно поле e7 · черна пешка на бяло поле f7 · черна пешка на черно поле g7 · черна пешка на бяло поле h7 · черна пешка на бяло поле c6 · бял кон на черно поле d6 · черен кон на черно поле f6 · бяла пешка на черно поле d4 · бяла пешка на бяло поле a2 · бяла пешка на черно поле b2 · бяла пешка на бяло поле c2 · бяла дама на бяло поле e2 · бяла пешка на черно поле f2 · бяла пешка на бяло поле g2 · бяла пешка на черно поле h2 · бял топ на черно поле a1 · бял офицер на черно поле c1 · бял цар на черно поле e1 · бял офицер на бяло поле f1 · бял кон на черно поле g1 · бял топ на бяло поле h1 | черен топ на бяло поле a8 · черен офицер на бяло поле c8 · черна дама на черно поле d8 · черен цар на бяло поле e8 · черен офицер на черно поле f8 · черен топ на черно поле h8 · черна пешка на черно поле a7 · черна пешка на бяло поле b7 · черен кон на бяло поле d7 · черна пешка на черно поле e7 · черна пешка на бяло поле f7 · черна пешка на черно поле g7 · черна пешка на бяло поле h7 · черна пешка на бяло поле c6 · бял кон на черно поле d6 · черен кон на черно поле f6 · бяла пешка на черно поле d4 · бяла пешка на бяло поле a2 · бяла пешка на черно поле b2 · бяла пешка на бяло поле c2 · бяла дама на бяло поле e2 · бяла пешка на черно поле f2 · бяла пешка на бяло поле g2 · бяла пешка на черно поле h2 · бял топ на черно поле a1 · бял офицер на черно поле c1 · бял цар на черно поле e1 · бял офицер на бяло поле f1 · бял кон на черно поле g1 · бял топ на бяло поле h1 | черен топ на бяло поле a8 · черен офицер на бяло поле c8 · черна дама на черно поле d8 · черен цар на бяло поле e8 · черен офицер на черно поле f8 · черен топ на черно поле h8 · черна пешка на черно поле a7 · черна пешка на бяло поле b7 · черен кон на бяло поле d7 · черна пешка на черно поле e7 · черна пешка на бяло поле f7 · черна пешка на черно поле g7 · черна пешка на бяло поле h7 · черна пешка на бяло поле c6 · бял кон на черно поле d6 · черен кон на черно поле f6 · бяла пешка на черно поле d4 · бяла пешка на бяло поле a2 · бяла пешка на черно поле b2 · бяла пешка на бяло поле c2 · бяла дама на бяло поле e2 · бяла пешка на черно поле f2 · бяла пешка на бяло поле g2 · бяла пешка на черно поле h2 · бял топ на черно поле a1 · бял офицер на черно поле c1 · бял цар на черно поле e1 · бял офицер на бяло поле f1 · бял кон на черно поле g1 · бял топ на бяло поле h1 | черен топ на бяло поле a8 · черен офицер на бяло поле c8 · черна дама на черно поле d8 · черен цар на бяло поле e8 · черен офицер на черно поле f8 · черен топ на черно поле h8 · черна пешка на черно поле a7 · черна пешка на бяло поле b7 · черен кон на бяло поле d7 · черна пешка на черно поле e7 · черна пешка на бяло поле f7 · черна пешка на черно поле g7 · черна пешка на бяло поле h7 · черна пешка на бяло поле c6 · бял кон на черно поле d6 · черен кон на черно поле f6 · бяла пешка на черно поле d4 · бяла пешка на бяло поле a2 · бяла пешка на черно поле b2 · бяла пешка на бяло поле c2 · бяла дама на бяло поле e2 · бяла пешка на черно поле f2 · бяла пешка на бяло поле g2 · бяла пешка на черно поле h2 · бял топ на черно поле a1 · бял офицер на черно поле c1 · бял цар на черно поле e1 · бял офицер на бяло поле f1 · бял кон на черно поле g1 · бял топ на бяло поле h1 | черен топ на бяло поле a8 · черен офицер на бяло поле c8 · черна дама на черно поле d8 · черен цар на бяло поле e8 · черен офицер на черно поле f8 · черен топ на черно поле h8 · черна пешка на черно поле a7 · черна пешка на бяло поле b7 · черен кон на бяло поле d7 · черна пешка на черно поле e7 · черна пешка на бяло поле f7 · черна пешка на черно поле g7 · черна пешка на бяло поле h7 · черна пешка на бяло поле c6 · бял кон на черно поле d6 · черен кон на черно поле f6 · бяла пешка на черно поле d4 · бяла пешка на бяло поле a2 · бяла пешка на черно поле b2 · бяла пешка на бяло поле c2 · бяла дама на бяло поле e2 · бяла пешка на черно поле f2 · бяла пешка на бяло поле g2 · бяла пешка на черно поле h2 · бял топ на черно поле a1 · бял офицер на черно поле c1 · бял цар на черно поле e1 · бял офицер на бяло поле f1 · бял кон на черно поле g1 · бял топ на бяло поле h1 | черен топ на бяло поле a8 · черен офицер на бяло поле c8 · черна дама на черно поле d8 · черен цар на бяло поле e8 · черен офицер на черно поле f8 · черен топ на черно поле h8 · черна пешка на черно поле a7 · черна пешка на бяло поле b7 · черен кон на бяло поле d7 · черна пешка на черно поле e7 · черна пешка на бяло поле f7 · черна пешка на черно поле g7 · черна пешка на бяло поле h7 · черна пешка на бяло поле c6 · бял кон на черно поле d6 · черен кон на черно поле f6 · бяла пешка на черно поле d4 · бяла пешка на бяло поле a2 · бяла пешка на черно поле b2 · бяла пешка на бяло поле c2 · бяла дама на бяло поле e2 · бяла пешка на черно поле f2 · бяла пешка на бяло поле g2 · бяла пешка на черно поле h2 · бял топ на черно поле a1 · бял офицер на черно поле c1 · бял цар на черно поле e1 · бял офицер на бяло поле f1 · бял кон на черно поле g1 · бял топ на бяло поле h1 | черен топ на бяло поле a8 · черен офицер на бяло поле c8 · черна дама на черно поле d8 · черен цар на бяло поле e8 · черен офицер на черно поле f8 · черен топ на черно поле h8 · черна пешка на черно поле a7 · черна пешка на бяло поле b7 · черен кон на бяло поле d7 · черна пешка на черно поле e7 · черна пешка на бяло поле f7 · черна пешка на черно поле g7 · черна пешка на бяло поле h7 · черна пешка на бяло поле c6 · бял кон на черно поле d6 · черен кон на черно поле f6 · бяла пешка на черно поле d4 · бяла пешка на бяло поле a2 · бяла пешка на черно поле b2 · бяла пешка на бяло поле c2 · бяла дама на бяло поле e2 · бяла пешка на черно поле f2 · бяла пешка на бяло поле g2 · бяла пешка на черно поле h2 · бял топ на черно поле a1 · бял офицер на черно поле c1 · бял цар на черно поле e1 · бял офицер на бяло поле f1 · бял кон на черно поле g1 · бял топ на бяло поле h1 | черен топ на бяло поле a8 · черен офицер на бяло поле c8 · черна дама на черно поле d8 · черен цар на бяло поле e8 · черен офицер на черно поле f8 · черен топ на черно поле h8 · черна пешка на черно поле a7 · черна пешка на бяло поле b7 · черен кон на бяло поле d7 · черна пешка на черно поле e7 · черна пешка на бяло поле f7 · черна пешка на черно поле g7 · черна пешка на бяло поле h7 · черна пешка на бяло поле c6 · бял кон на черно поле d6 · черен кон на черно поле f6 · бяла пешка на черно поле d4 · бяла пешка на бяло поле a2 · бяла пешка на черно поле b2 · бяла пешка на бяло поле c2 · бяла дама на бяло поле e2 · бяла пешка на черно поле f2 · бяла пешка на бяло поле g2 · бяла пешка на черно поле h2 · бял топ на черно поле a1 · бял офицер на черно поле c1 · бял цар на черно поле e1 · бял офицер на бяло поле f1 · бял кон на черно поле g1 · бял топ на бяло поле h1 | 4 |
| 3 | черен топ на бяло поле a8 · черен офицер на бяло поле c8 · черна дама на черно поле d8 · черен цар на бяло поле e8 · черен офицер на черно поле f8 · черен топ на черно поле h8 · черна пешка на черно поле a7 · черна пешка на бяло поле b7 · черен кон на бяло поле d7 · черна пешка на черно поле e7 · черна пешка на бяло поле f7 · черна пешка на черно поле g7 · черна пешка на бяло поле h7 · черна пешка на бяло поле c6 · бял кон на черно поле d6 · черен кон на черно поле f6 · бяла пешка на черно поле d4 · бяла пешка на бяло поле a2 · бяла пешка на черно поле b2 · бяла пешка на бяло поле c2 · бяла дама на бяло поле e2 · бяла пешка на черно поле f2 · бяла пешка на бяло поле g2 · бяла пешка на черно поле h2 · бял топ на черно поле a1 · бял офицер на черно поле c1 · бял цар на черно поле e1 · бял офицер на бяло поле f1 · бял кон на черно поле g1 · бял топ на бяло поле h1 | черен топ на бяло поле a8 · черен офицер на бяло поле c8 · черна дама на черно поле d8 · черен цар на бяло поле e8 · черен офицер на черно поле f8 · черен топ на черно поле h8 · черна пешка на черно поле a7 · черна пешка на бяло поле b7 · черен кон на бяло поле d7 · черна пешка на черно поле e7 · черна пешка на бяло поле f7 · черна пешка на черно поле g7 · черна пешка на бяло поле h7 · черна пешка на бяло поле c6 · бял кон на черно поле d6 · черен кон на черно поле f6 · бяла пешка на черно поле d4 · бяла пешка на бяло поле a2 · бяла пешка на черно поле b2 · бяла пешка на бяло поле c2 · бяла дама на бяло поле e2 · бяла пешка на черно поле f2 · бяла пешка на бяло поле g2 · бяла пешка на черно поле h2 · бял топ на черно поле a1 · бял офицер на черно поле c1 · бял цар на черно поле e1 · бял офицер на бяло поле f1 · бял кон на черно поле g1 · бял топ на бяло поле h1 | черен топ на бяло поле a8 · черен офицер на бяло поле c8 · черна дама на черно поле d8 · черен цар на бяло поле e8 · черен офицер на черно поле f8 · черен топ на черно поле h8 · черна пешка на черно поле a7 · черна пешка на бяло поле b7 · черен кон на бяло поле d7 · черна пешка на черно поле e7 · черна пешка на бяло поле f7 · черна пешка на черно поле g7 · черна пешка на бяло поле h7 · черна пешка на бяло поле c6 · бял кон на черно поле d6 · черен кон на черно поле f6 · бяла пешка на черно поле d4 · бяла пешка на бяло поле a2 · бяла пешка на черно поле b2 · бяла пешка на бяло поле c2 · бяла дама на бяло поле e2 · бяла пешка на черно поле f2 · бяла пешка на бяло поле g2 · бяла пешка на черно поле h2 · бял топ на черно поле a1 · бял офицер на черно поле c1 · бял цар на черно поле e1 · бял офицер на бяло поле f1 · бял кон на черно поле g1 · бял топ на бяло поле h1 | черен топ на бяло поле a8 · черен офицер на бяло поле c8 · черна дама на черно поле d8 · черен цар на бяло поле e8 · черен офицер на черно поле f8 · черен топ на черно поле h8 · черна пешка на черно поле a7 · черна пешка на бяло поле b7 · черен кон на бяло поле d7 · черна пешка на черно поле e7 · черна пешка на бяло поле f7 · черна пешка на черно поле g7 · черна пешка на бяло поле h7 · черна пешка на бяло поле c6 · бял кон на черно поле d6 · черен кон на черно поле f6 · бяла пешка на черно поле d4 · бяла пешка на бяло поле a2 · бяла пешка на черно поле b2 · бяла пешка на бяло поле c2 · бяла дама на бяло поле e2 · бяла пешка на черно поле f2 · бяла пешка на бяло поле g2 · бяла пешка на черно поле h2 · бял топ на черно поле a1 · бял офицер на черно поле c1 · бял цар на черно поле e1 · бял офицер на бяло поле f1 · бял кон на черно поле g1 · бял топ на бяло поле h1 | черен топ на бяло поле a8 · черен офицер на бяло поле c8 · черна дама на черно поле d8 · черен цар на бяло поле e8 · черен офицер на черно поле f8 · черен топ на черно поле h8 · черна пешка на черно поле a7 · черна пешка на бяло поле b7 · черен кон на бяло поле d7 · черна пешка на черно поле e7 · черна пешка на бяло поле f7 · черна пешка на черно поле g7 · черна пешка на бяло поле h7 · черна пешка на бяло поле c6 · бял кон на черно поле d6 · черен кон на черно поле f6 · бяла пешка на черно поле d4 · бяла пешка на бяло поле a2 · бяла пешка на черно поле b2 · бяла пешка на бяло поле c2 · бяла дама на бяло поле e2 · бяла пешка на черно поле f2 · бяла пешка на бяло поле g2 · бяла пешка на черно поле h2 · бял топ на черно поле a1 · бял офицер на черно поле c1 · бял цар на черно поле e1 · бял офицер на бяло поле f1 · бял кон на черно поле g1 · бял топ на бяло поле h1 | черен топ на бяло поле a8 · черен офицер на бяло поле c8 · черна дама на черно поле d8 · черен цар на бяло поле e8 · черен офицер на черно поле f8 · черен топ на черно поле h8 · черна пешка на черно поле a7 · черна пешка на бяло поле b7 · черен кон на бяло поле d7 · черна пешка на черно поле e7 · черна пешка на бяло поле f7 · черна пешка на черно поле g7 · черна пешка на бяло поле h7 · черна пешка на бяло поле c6 · бял кон на черно поле d6 · черен кон на черно поле f6 · бяла пешка на черно поле d4 · бяла пешка на бяло поле a2 · бяла пешка на черно поле b2 · бяла пешка на бяло поле c2 · бяла дама на бяло поле e2 · бяла пешка на черно поле f2 · бяла пешка на бяло поле g2 · бяла пешка на черно поле h2 · бял топ на черно поле a1 · бял офицер на черно поле c1 · бял цар на черно поле e1 · бял офицер на бяло поле f1 · бял кон на черно поле g1 · бял топ на бяло поле h1 | черен топ на бяло поле a8 · черен офицер на бяло поле c8 · черна дама на черно поле d8 · черен цар на бяло поле e8 · черен офицер на черно поле f8 · черен топ на черно поле h8 · черна пешка на черно поле a7 · черна пешка на бяло поле b7 · черен кон на бяло поле d7 · черна пешка на черно поле e7 · черна пешка на бяло поле f7 · черна пешка на черно поле g7 · черна пешка на бяло поле h7 · черна пешка на бяло поле c6 · бял кон на черно поле d6 · черен кон на черно поле f6 · бяла пешка на черно поле d4 · бяла пешка на бяло поле a2 · бяла пешка на черно поле b2 · бяла пешка на бяло поле c2 · бяла дама на бяло поле e2 · бяла пешка на черно поле f2 · бяла пешка на бяло поле g2 · бяла пешка на черно поле h2 · бял топ на черно поле a1 · бял офицер на черно поле c1 · бял цар на черно поле e1 · бял офицер на бяло поле f1 · бял кон на черно поле g1 · бял топ на бяло поле h1 | черен топ на бяло поле a8 · черен офицер на бяло поле c8 · черна дама на черно поле d8 · черен цар на бяло поле e8 · черен офицер на черно поле f8 · черен топ на черно поле h8 · черна пешка на черно поле a7 · черна пешка на бяло поле b7 · черен кон на бяло поле d7 · черна пешка на черно поле e7 · черна пешка на бяло поле f7 · черна пешка на черно поле g7 · черна пешка на бяло поле h7 · черна пешка на бяло поле c6 · бял кон на черно поле d6 · черен кон на черно поле f6 · бяла пешка на черно поле d4 · бяла пешка на бяло поле a2 · бяла пешка на черно поле b2 · бяла пешка на бяло поле c2 · бяла дама на бяло поле e2 · бяла пешка на черно поле f2 · бяла пешка на бяло поле g2 · бяла пешка на черно поле h2 · бял топ на черно поле a1 · бял офицер на черно поле c1 · бял цар на черно поле e1 · бял офицер на бяло поле f1 · бял кон на черно поле g1 · бял топ на бяло поле h1 | 3 |
| 2 | черен топ на бяло поле a8 · черен офицер на бяло поле c8 · черна дама на черно поле d8 · черен цар на бяло поле e8 · черен офицер на черно поле f8 · черен топ на черно поле h8 · черна пешка на черно поле a7 · черна пешка на бяло поле b7 · черен кон на бяло поле d7 · черна пешка на черно поле e7 · черна пешка на бяло поле f7 · черна пешка на черно поле g7 · черна пешка на бяло поле h7 · черна пешка на бяло поле c6 · бял кон на черно поле d6 · черен кон на черно поле f6 · бяла пешка на черно поле d4 · бяла пешка на бяло поле a2 · бяла пешка на черно поле b2 · бяла пешка на бяло поле c2 · бяла дама на бяло поле e2 · бяла пешка на черно поле f2 · бяла пешка на бяло поле g2 · бяла пешка на черно поле h2 · бял топ на черно поле a1 · бял офицер на черно поле c1 · бял цар на черно поле e1 · бял офицер на бяло поле f1 · бял кон на черно поле g1 · бял топ на бяло поле h1 | черен топ на бяло поле a8 · черен офицер на бяло поле c8 · черна дама на черно поле d8 · черен цар на бяло поле e8 · черен офицер на черно поле f8 · черен топ на черно поле h8 · черна пешка на черно поле a7 · черна пешка на бяло поле b7 · черен кон на бяло поле d7 · черна пешка на черно поле e7 · черна пешка на бяло поле f7 · черна пешка на черно поле g7 · черна пешка на бяло поле h7 · черна пешка на бяло поле c6 · бял кон на черно поле d6 · черен кон на черно поле f6 · бяла пешка на черно поле d4 · бяла пешка на бяло поле a2 · бяла пешка на черно поле b2 · бяла пешка на бяло поле c2 · бяла дама на бяло поле e2 · бяла пешка на черно поле f2 · бяла пешка на бяло поле g2 · бяла пешка на черно поле h2 · бял топ на черно поле a1 · бял офицер на черно поле c1 · бял цар на черно поле e1 · бял офицер на бяло поле f1 · бял кон на черно поле g1 · бял топ на бяло поле h1 | черен топ на бяло поле a8 · черен офицер на бяло поле c8 · черна дама на черно поле d8 · черен цар на бяло поле e8 · черен офицер на черно поле f8 · черен топ на черно поле h8 · черна пешка на черно поле a7 · черна пешка на бяло поле b7 · черен кон на бяло поле d7 · черна пешка на черно поле e7 · черна пешка на бяло поле f7 · черна пешка на черно поле g7 · черна пешка на бяло поле h7 · черна пешка на бяло поле c6 · бял кон на черно поле d6 · черен кон на черно поле f6 · бяла пешка на черно поле d4 · бяла пешка на бяло поле a2 · бяла пешка на черно поле b2 · бяла пешка на бяло поле c2 · бяла дама на бяло поле e2 · бяла пешка на черно поле f2 · бяла пешка на бяло поле g2 · бяла пешка на черно поле h2 · бял топ на черно поле a1 · бял офицер на черно поле c1 · бял цар на черно поле e1 · бял офицер на бяло поле f1 · бял кон на черно поле g1 · бял топ на бяло поле h1 | черен топ на бяло поле a8 · черен офицер на бяло поле c8 · черна дама на черно поле d8 · черен цар на бяло поле e8 · черен офицер на черно поле f8 · черен топ на черно поле h8 · черна пешка на черно поле a7 · черна пешка на бяло поле b7 · черен кон на бяло поле d7 · черна пешка на черно поле e7 · черна пешка на бяло поле f7 · черна пешка на черно поле g7 · черна пешка на бяло поле h7 · черна пешка на бяло поле c6 · бял кон на черно поле d6 · черен кон на черно поле f6 · бяла пешка на черно поле d4 · бяла пешка на бяло поле a2 · бяла пешка на черно поле b2 · бяла пешка на бяло поле c2 · бяла дама на бяло поле e2 · бяла пешка на черно поле f2 · бяла пешка на бяло поле g2 · бяла пешка на черно поле h2 · бял топ на черно поле a1 · бял офицер на черно поле c1 · бял цар на черно поле e1 · бял офицер на бяло поле f1 · бял кон на черно поле g1 · бял топ на бяло поле h1 | черен топ на бяло поле a8 · черен офицер на бяло поле c8 · черна дама на черно поле d8 · черен цар на бяло поле e8 · черен офицер на черно поле f8 · черен топ на черно поле h8 · черна пешка на черно поле a7 · черна пешка на бяло поле b7 · черен кон на бяло поле d7 · черна пешка на черно поле e7 · черна пешка на бяло поле f7 · черна пешка на черно поле g7 · черна пешка на бяло поле h7 · черна пешка на бяло поле c6 · бял кон на черно поле d6 · черен кон на черно поле f6 · бяла пешка на черно поле d4 · бяла пешка на бяло поле a2 · бяла пешка на черно поле b2 · бяла пешка на бяло поле c2 · бяла дама на бяло поле e2 · бяла пешка на черно поле f2 · бяла пешка на бяло поле g2 · бяла пешка на черно поле h2 · бял топ на черно поле a1 · бял офицер на черно поле c1 · бял цар на черно поле e1 · бял офицер на бяло поле f1 · бял кон на черно поле g1 · бял топ на бяло поле h1 | черен топ на бяло поле a8 · черен офицер на бяло поле c8 · черна дама на черно поле d8 · черен цар на бяло поле e8 · черен офицер на черно поле f8 · черен топ на черно поле h8 · черна пешка на черно поле a7 · черна пешка на бяло поле b7 · черен кон на бяло поле d7 · черна пешка на черно поле e7 · черна пешка на бяло поле f7 · черна пешка на черно поле g7 · черна пешка на бяло поле h7 · черна пешка на бяло поле c6 · бял кон на черно поле d6 · черен кон на черно поле f6 · бяла пешка на черно поле d4 · бяла пешка на бяло поле a2 · бяла пешка на черно поле b2 · бяла пешка на бяло поле c2 · бяла дама на бяло поле e2 · бяла пешка на черно поле f2 · бяла пешка на бяло поле g2 · бяла пешка на черно поле h2 · бял топ на черно поле a1 · бял офицер на черно поле c1 · бял цар на черно поле e1 · бял офицер на бяло поле f1 · бял кон на черно поле g1 · бял топ на бяло поле h1 | черен топ на бяло поле a8 · черен офицер на бяло поле c8 · черна дама на черно поле d8 · черен цар на бяло поле e8 · черен офицер на черно поле f8 · черен топ на черно поле h8 · черна пешка на черно поле a7 · черна пешка на бяло поле b7 · черен кон на бяло поле d7 · черна пешка на черно поле e7 · черна пешка на бяло поле f7 · черна пешка на черно поле g7 · черна пешка на бяло поле h7 · черна пешка на бяло поле c6 · бял кон на черно поле d6 · черен кон на черно поле f6 · бяла пешка на черно поле d4 · бяла пешка на бяло поле a2 · бяла пешка на черно поле b2 · бяла пешка на бяло поле c2 · бяла дама на бяло поле e2 · бяла пешка на черно поле f2 · бяла пешка на бяло поле g2 · бяла пешка на черно поле h2 · бял топ на черно поле a1 · бял офицер на черно поле c1 · бял цар на черно поле e1 · бял офицер на бяло поле f1 · бял кон на черно поле g1 · бял топ на бяло поле h1 | черен топ на бяло поле a8 · черен офицер на бяло поле c8 · черна дама на черно поле d8 · черен цар на бяло поле e8 · черен офицер на черно поле f8 · черен топ на черно поле h8 · черна пешка на черно поле a7 · черна пешка на бяло поле b7 · черен кон на бяло поле d7 · черна пешка на черно поле e7 · черна пешка на бяло поле f7 · черна пешка на черно поле g7 · черна пешка на бяло поле h7 · черна пешка на бяло поле c6 · бял кон на черно поле d6 · черен кон на черно поле f6 · бяла пешка на черно поле d4 · бяла пешка на бяло поле a2 · бяла пешка на черно поле b2 · бяла пешка на бяло поле c2 · бяла дама на бяло поле e2 · бяла пешка на черно поле f2 · бяла пешка на бяло поле g2 · бяла пешка на черно поле h2 · бял топ на черно поле a1 · бял офицер на черно поле c1 · бял цар на черно поле e1 · бял офицер на бяло поле f1 · бял кон на черно поле g1 · бял топ на бяло поле h1 | 2 |
| 1 | черен топ на бяло поле a8 · черен офицер на бяло поле c8 · черна дама на черно поле d8 · черен цар на бяло поле e8 · черен офицер на черно поле f8 · черен топ на черно поле h8 · черна пешка на черно поле a7 · черна пешка на бяло поле b7 · черен кон на бяло поле d7 · черна пешка на черно поле e7 · черна пешка на бяло поле f7 · черна пешка на черно поле g7 · черна пешка на бяло поле h7 · черна пешка на бяло поле c6 · бял кон на черно поле d6 · черен кон на черно поле f6 · бяла пешка на черно поле d4 · бяла пешка на бяло поле a2 · бяла пешка на черно поле b2 · бяла пешка на бяло поле c2 · бяла дама на бяло поле e2 · бяла пешка на черно поле f2 · бяла пешка на бяло поле g2 · бяла пешка на черно поле h2 · бял топ на черно поле a1 · бял офицер на черно поле c1 · бял цар на черно поле e1 · бял офицер на бяло поле f1 · бял кон на черно поле g1 · бял топ на бяло поле h1 | черен топ на бяло поле a8 · черен офицер на бяло поле c8 · черна дама на черно поле d8 · черен цар на бяло поле e8 · черен офицер на черно поле f8 · черен топ на черно поле h8 · черна пешка на черно поле a7 · черна пешка на бяло поле b7 · черен кон на бяло поле d7 · черна пешка на черно поле e7 · черна пешка на бяло поле f7 · черна пешка на черно поле g7 · черна пешка на бяло поле h7 · черна пешка на бяло поле c6 · бял кон на черно поле d6 · черен кон на черно поле f6 · бяла пешка на черно поле d4 · бяла пешка на бяло поле a2 · бяла пешка на черно поле b2 · бяла пешка на бяло поле c2 · бяла дама на бяло поле e2 · бяла пешка на черно поле f2 · бяла пешка на бяло поле g2 · бяла пешка на черно поле h2 · бял топ на черно поле a1 · бял офицер на черно поле c1 · бял цар на черно поле e1 · бял офицер на бяло поле f1 · бял кон на черно поле g1 · бял топ на бяло поле h1 | черен топ на бяло поле a8 · черен офицер на бяло поле c8 · черна дама на черно поле d8 · черен цар на бяло поле e8 · черен офицер на черно поле f8 · черен топ на черно поле h8 · черна пешка на черно поле a7 · черна пешка на бяло поле b7 · черен кон на бяло поле d7 · черна пешка на черно поле e7 · черна пешка на бяло поле f7 · черна пешка на черно поле g7 · черна пешка на бяло поле h7 · черна пешка на бяло поле c6 · бял кон на черно поле d6 · черен кон на черно поле f6 · бяла пешка на черно поле d4 · бяла пешка на бяло поле a2 · бяла пешка на черно поле b2 · бяла пешка на бяло поле c2 · бяла дама на бяло поле e2 · бяла пешка на черно поле f2 · бяла пешка на бяло поле g2 · бяла пешка на черно поле h2 · бял топ на черно поле a1 · бял офицер на черно поле c1 · бял цар на черно поле e1 · бял офицер на бяло поле f1 · бял кон на черно поле g1 · бял топ на бяло поле h1 | черен топ на бяло поле a8 · черен офицер на бяло поле c8 · черна дама на черно поле d8 · черен цар на бяло поле e8 · черен офицер на черно поле f8 · черен топ на черно поле h8 · черна пешка на черно поле a7 · черна пешка на бяло поле b7 · черен кон на бяло поле d7 · черна пешка на черно поле e7 · черна пешка на бяло поле f7 · черна пешка на черно поле g7 · черна пешка на бяло поле h7 · черна пешка на бяло поле c6 · бял кон на черно поле d6 · черен кон на черно поле f6 · бяла пешка на черно поле d4 · бяла пешка на бяло поле a2 · бяла пешка на черно поле b2 · бяла пешка на бяло поле c2 · бяла дама на бяло поле e2 · бяла пешка на черно поле f2 · бяла пешка на бяло поле g2 · бяла пешка на черно поле h2 · бял топ на черно поле a1 · бял офицер на черно поле c1 · бял цар на черно поле e1 · бял офицер на бяло поле f1 · бял кон на черно поле g1 · бял топ на бяло поле h1 | черен топ на бяло поле a8 · черен офицер на бяло поле c8 · черна дама на черно поле d8 · черен цар на бяло поле e8 · черен офицер на черно поле f8 · черен топ на черно поле h8 · черна пешка на черно поле a7 · черна пешка на бяло поле b7 · черен кон на бяло поле d7 · черна пешка на черно поле e7 · черна пешка на бяло поле f7 · черна пешка на черно поле g7 · черна пешка на бяло поле h7 · черна пешка на бяло поле c6 · бял кон на черно поле d6 · черен кон на черно поле f6 · бяла пешка на черно поле d4 · бяла пешка на бяло поле a2 · бяла пешка на черно поле b2 · бяла пешка на бяло поле c2 · бяла дама на бяло поле e2 · бяла пешка на черно поле f2 · бяла пешка на бяло поле g2 · бяла пешка на черно поле h2 · бял топ на черно поле a1 · бял офицер на черно поле c1 · бял цар на черно поле e1 · бял офицер на бяло поле f1 · бял кон на черно поле g1 · бял топ на бяло поле h1 | черен топ на бяло поле a8 · черен офицер на бяло поле c8 · черна дама на черно поле d8 · черен цар на бяло поле e8 · черен офицер на черно поле f8 · черен топ на черно поле h8 · черна пешка на черно поле a7 · черна пешка на бяло поле b7 · черен кон на бяло поле d7 · черна пешка на черно поле e7 · черна пешка на бяло поле f7 · черна пешка на черно поле g7 · черна пешка на бяло поле h7 · черна пешка на бяло поле c6 · бял кон на черно поле d6 · черен кон на черно поле f6 · бяла пешка на черно поле d4 · бяла пешка на бяло поле a2 · бяла пешка на черно поле b2 · бяла пешка на бяло поле c2 · бяла дама на бяло поле e2 · бяла пешка на черно поле f2 · бяла пешка на бяло поле g2 · бяла пешка на черно поле h2 · бял топ на черно поле a1 · бял офицер на черно поле c1 · бял цар на черно поле e1 · бял офицер на бяло поле f1 · бял кон на черно поле g1 · бял топ на бяло поле h1 | черен топ на бяло поле a8 · черен офицер на бяло поле c8 · черна дама на черно поле d8 · черен цар на бяло поле e8 · черен офицер на черно поле f8 · черен топ на черно поле h8 · черна пешка на черно поле a7 · черна пешка на бяло поле b7 · черен кон на бяло поле d7 · черна пешка на черно поле e7 · черна пешка на бяло поле f7 · черна пешка на черно поле g7 · черна пешка на бяло поле h7 · черна пешка на бяло поле c6 · бял кон на черно поле d6 · черен кон на черно поле f6 · бяла пешка на черно поле d4 · бяла пешка на бяло поле a2 · бяла пешка на черно поле b2 · бяла пешка на бяло поле c2 · бяла дама на бяло поле e2 · бяла пешка на черно поле f2 · бяла пешка на бяло поле g2 · бяла пешка на черно поле h2 · бял топ на черно поле a1 · бял офицер на черно поле c1 · бял цар на черно поле e1 · бял офицер на бяло поле f1 · бял кон на черно поле g1 · бял топ на бяло поле h1 | черен топ на бяло поле a8 · черен офицер на бяло поле c8 · черна дама на черно поле d8 · черен цар на бяло поле e8 · черен офицер на черно поле f8 · черен топ на черно поле h8 · черна пешка на черно поле a7 · черна пешка на бяло поле b7 · черен кон на бяло поле d7 · черна пешка на черно поле e7 · черна пешка на бяло поле f7 · черна пешка на черно поле g7 · черна пешка на бяло поле h7 · черна пешка на бяло поле c6 · бял кон на черно поле d6 · черен кон на черно поле f6 · бяла пешка на черно поле d4 · бяла пешка на бяло поле a2 · бяла пешка на черно поле b2 · бяла пешка на бяло поле c2 · бяла дама на бяло поле e2 · бяла пешка на черно поле f2 · бяла пешка на бяло поле g2 · бяла пешка на черно поле h2 · бял топ на черно поле a1 · бял офицер на черно поле c1 · бял цар на черно поле e1 · бял офицер на бяло поле f1 · бял кон на черно поле g1 · бял топ на бяло поле h1 | 1 |
|   | a | b | c | d | e | f | g | h |   |

1. e4 c6 
2. d4 d5 
3. Кc3 d:e4 
4. К:e4 Кd7 
5. Дe2!? Кgf6?? 
6. Кd6# (диаграма 6).
Този капан се е срещал в много игри, може би най-ранният записан пример е Алехин – Четирима аматьори, Сеанс на едновременна игра, Палма де Майорка 1935 г.
Има и примери от Сицилианска защита:
|   | a | b | c | d | e | f | g | h |   |
| 8 | черен топ на бяло поле a8 · черна дама на черно поле d8 · черен цар на бяло поле e8 · черен офицер на черно поле f8 · черен топ на черно поле h8 · черна пешка на черно поле a7 · черна пешка на бяло поле b7 · черен офицер на бяло поле d7 · черен кон на черно поле e7 · черна пешка на бяло поле f7 · черна пешка на черно поле g7 · черна пешка на бяло поле h7 · бял кон на черно поле d6 · бяла пешка на бяло поле d5 · черна пешка на черно поле e5 · бяла пешка на черно поле c3 · бяла пешка на бяло поле a2 · бяла пешка на черно поле b2 · бяла пешка на черно поле f2 · бяла пешка на бяло поле g2 · бяла пешка на черно поле h2 · бял топ на черно поле a1 · бял офицер на черно поле c1 · бяла дама на бяло поле d1 · бял цар на черно поле e1 · бял офицер на бяло поле f1 · бял топ на бяло поле h1 | черен топ на бяло поле a8 · черна дама на черно поле d8 · черен цар на бяло поле e8 · черен офицер на черно поле f8 · черен топ на черно поле h8 · черна пешка на черно поле a7 · черна пешка на бяло поле b7 · черен офицер на бяло поле d7 · черен кон на черно поле e7 · черна пешка на бяло поле f7 · черна пешка на черно поле g7 · черна пешка на бяло поле h7 · бял кон на черно поле d6 · бяла пешка на бяло поле d5 · черна пешка на черно поле e5 · бяла пешка на черно поле c3 · бяла пешка на бяло поле a2 · бяла пешка на черно поле b2 · бяла пешка на черно поле f2 · бяла пешка на бяло поле g2 · бяла пешка на черно поле h2 · бял топ на черно поле a1 · бял офицер на черно поле c1 · бяла дама на бяло поле d1 · бял цар на черно поле e1 · бял офицер на бяло поле f1 · бял топ на бяло поле h1 | черен топ на бяло поле a8 · черна дама на черно поле d8 · черен цар на бяло поле e8 · черен офицер на черно поле f8 · черен топ на черно поле h8 · черна пешка на черно поле a7 · черна пешка на бяло поле b7 · черен офицер на бяло поле d7 · черен кон на черно поле e7 · черна пешка на бяло поле f7 · черна пешка на черно поле g7 · черна пешка на бяло поле h7 · бял кон на черно поле d6 · бяла пешка на бяло поле d5 · черна пешка на черно поле e5 · бяла пешка на черно поле c3 · бяла пешка на бяло поле a2 · бяла пешка на черно поле b2 · бяла пешка на черно поле f2 · бяла пешка на бяло поле g2 · бяла пешка на черно поле h2 · бял топ на черно поле a1 · бял офицер на черно поле c1 · бяла дама на бяло поле d1 · бял цар на черно поле e1 · бял офицер на бяло поле f1 · бял топ на бяло поле h1 | черен топ на бяло поле a8 · черна дама на черно поле d8 · черен цар на бяло поле e8 · черен офицер на черно поле f8 · черен топ на черно поле h8 · черна пешка на черно поле a7 · черна пешка на бяло поле b7 · черен офицер на бяло поле d7 · черен кон на черно поле e7 · черна пешка на бяло поле f7 · черна пешка на черно поле g7 · черна пешка на бяло поле h7 · бял кон на черно поле d6 · бяла пешка на бяло поле d5 · черна пешка на черно поле e5 · бяла пешка на черно поле c3 · бяла пешка на бяло поле a2 · бяла пешка на черно поле b2 · бяла пешка на черно поле f2 · бяла пешка на бяло поле g2 · бяла пешка на черно поле h2 · бял топ на черно поле a1 · бял офицер на черно поле c1 · бяла дама на бяло поле d1 · бял цар на черно поле e1 · бял офицер на бяло поле f1 · бял топ на бяло поле h1 | черен топ на бяло поле a8 · черна дама на черно поле d8 · черен цар на бяло поле e8 · черен офицер на черно поле f8 · черен топ на черно поле h8 · черна пешка на черно поле a7 · черна пешка на бяло поле b7 · черен офицер на бяло поле d7 · черен кон на черно поле e7 · черна пешка на бяло поле f7 · черна пешка на черно поле g7 · черна пешка на бяло поле h7 · бял кон на черно поле d6 · бяла пешка на бяло поле d5 · черна пешка на черно поле e5 · бяла пешка на черно поле c3 · бяла пешка на бяло поле a2 · бяла пешка на черно поле b2 · бяла пешка на черно поле f2 · бяла пешка на бяло поле g2 · бяла пешка на черно поле h2 · бял топ на черно поле a1 · бял офицер на черно поле c1 · бяла дама на бяло поле d1 · бял цар на черно поле e1 · бял офицер на бяло поле f1 · бял топ на бяло поле h1 | черен топ на бяло поле a8 · черна дама на черно поле d8 · черен цар на бяло поле e8 · черен офицер на черно поле f8 · черен топ на черно поле h8 · черна пешка на черно поле a7 · черна пешка на бяло поле b7 · черен офицер на бяло поле d7 · черен кон на черно поле e7 · черна пешка на бяло поле f7 · черна пешка на черно поле g7 · черна пешка на бяло поле h7 · бял кон на черно поле d6 · бяла пешка на бяло поле d5 · черна пешка на черно поле e5 · бяла пешка на черно поле c3 · бяла пешка на бяло поле a2 · бяла пешка на черно поле b2 · бяла пешка на черно поле f2 · бяла пешка на бяло поле g2 · бяла пешка на черно поле h2 · бял топ на черно поле a1 · бял офицер на черно поле c1 · бяла дама на бяло поле d1 · бял цар на черно поле e1 · бял офицер на бяло поле f1 · бял топ на бяло поле h1 | черен топ на бяло поле a8 · черна дама на черно поле d8 · черен цар на бяло поле e8 · черен офицер на черно поле f8 · черен топ на черно поле h8 · черна пешка на черно поле a7 · черна пешка на бяло поле b7 · черен офицер на бяло поле d7 · черен кон на черно поле e7 · черна пешка на бяло поле f7 · черна пешка на черно поле g7 · черна пешка на бяло поле h7 · бял кон на черно поле d6 · бяла пешка на бяло поле d5 · черна пешка на черно поле e5 · бяла пешка на черно поле c3 · бяла пешка на бяло поле a2 · бяла пешка на черно поле b2 · бяла пешка на черно поле f2 · бяла пешка на бяло поле g2 · бяла пешка на черно поле h2 · бял топ на черно поле a1 · бял офицер на черно поле c1 · бяла дама на бяло поле d1 · бял цар на черно поле e1 · бял офицер на бяло поле f1 · бял топ на бяло поле h1 | черен топ на бяло поле a8 · черна дама на черно поле d8 · черен цар на бяло поле e8 · черен офицер на черно поле f8 · черен топ на черно поле h8 · черна пешка на черно поле a7 · черна пешка на бяло поле b7 · черен офицер на бяло поле d7 · черен кон на черно поле e7 · черна пешка на бяло поле f7 · черна пешка на черно поле g7 · черна пешка на бяло поле h7 · бял кон на черно поле d6 · бяла пешка на бяло поле d5 · черна пешка на черно поле e5 · бяла пешка на черно поле c3 · бяла пешка на бяло поле a2 · бяла пешка на черно поле b2 · бяла пешка на черно поле f2 · бяла пешка на бяло поле g2 · бяла пешка на черно поле h2 · бял топ на черно поле a1 · бял офицер на черно поле c1 · бяла дама на бяло поле d1 · бял цар на черно поле e1 · бял офицер на бяло поле f1 · бял топ на бяло поле h1 | 8 |
| 7 | черен топ на бяло поле a8 · черна дама на черно поле d8 · черен цар на бяло поле e8 · черен офицер на черно поле f8 · черен топ на черно поле h8 · черна пешка на черно поле a7 · черна пешка на бяло поле b7 · черен офицер на бяло поле d7 · черен кон на черно поле e7 · черна пешка на бяло поле f7 · черна пешка на черно поле g7 · черна пешка на бяло поле h7 · бял кон на черно поле d6 · бяла пешка на бяло поле d5 · черна пешка на черно поле e5 · бяла пешка на черно поле c3 · бяла пешка на бяло поле a2 · бяла пешка на черно поле b2 · бяла пешка на черно поле f2 · бяла пешка на бяло поле g2 · бяла пешка на черно поле h2 · бял топ на черно поле a1 · бял офицер на черно поле c1 · бяла дама на бяло поле d1 · бял цар на черно поле e1 · бял офицер на бяло поле f1 · бял топ на бяло поле h1 | черен топ на бяло поле a8 · черна дама на черно поле d8 · черен цар на бяло поле e8 · черен офицер на черно поле f8 · черен топ на черно поле h8 · черна пешка на черно поле a7 · черна пешка на бяло поле b7 · черен офицер на бяло поле d7 · черен кон на черно поле e7 · черна пешка на бяло поле f7 · черна пешка на черно поле g7 · черна пешка на бяло поле h7 · бял кон на черно поле d6 · бяла пешка на бяло поле d5 · черна пешка на черно поле e5 · бяла пешка на черно поле c3 · бяла пешка на бяло поле a2 · бяла пешка на черно поле b2 · бяла пешка на черно поле f2 · бяла пешка на бяло поле g2 · бяла пешка на черно поле h2 · бял топ на черно поле a1 · бял офицер на черно поле c1 · бяла дама на бяло поле d1 · бял цар на черно поле e1 · бял офицер на бяло поле f1 · бял топ на бяло поле h1 | черен топ на бяло поле a8 · черна дама на черно поле d8 · черен цар на бяло поле e8 · черен офицер на черно поле f8 · черен топ на черно поле h8 · черна пешка на черно поле a7 · черна пешка на бяло поле b7 · черен офицер на бяло поле d7 · черен кон на черно поле e7 · черна пешка на бяло поле f7 · черна пешка на черно поле g7 · черна пешка на бяло поле h7 · бял кон на черно поле d6 · бяла пешка на бяло поле d5 · черна пешка на черно поле e5 · бяла пешка на черно поле c3 · бяла пешка на бяло поле a2 · бяла пешка на черно поле b2 · бяла пешка на черно поле f2 · бяла пешка на бяло поле g2 · бяла пешка на черно поле h2 · бял топ на черно поле a1 · бял офицер на черно поле c1 · бяла дама на бяло поле d1 · бял цар на черно поле e1 · бял офицер на бяло поле f1 · бял топ на бяло поле h1 | черен топ на бяло поле a8 · черна дама на черно поле d8 · черен цар на бяло поле e8 · черен офицер на черно поле f8 · черен топ на черно поле h8 · черна пешка на черно поле a7 · черна пешка на бяло поле b7 · черен офицер на бяло поле d7 · черен кон на черно поле e7 · черна пешка на бяло поле f7 · черна пешка на черно поле g7 · черна пешка на бяло поле h7 · бял кон на черно поле d6 · бяла пешка на бяло поле d5 · черна пешка на черно поле e5 · бяла пешка на черно поле c3 · бяла пешка на бяло поле a2 · бяла пешка на черно поле b2 · бяла пешка на черно поле f2 · бяла пешка на бяло поле g2 · бяла пешка на черно поле h2 · бял топ на черно поле a1 · бял офицер на черно поле c1 · бяла дама на бяло поле d1 · бял цар на черно поле e1 · бял офицер на бяло поле f1 · бял топ на бяло поле h1 | черен топ на бяло поле a8 · черна дама на черно поле d8 · черен цар на бяло поле e8 · черен офицер на черно поле f8 · черен топ на черно поле h8 · черна пешка на черно поле a7 · черна пешка на бяло поле b7 · черен офицер на бяло поле d7 · черен кон на черно поле e7 · черна пешка на бяло поле f7 · черна пешка на черно поле g7 · черна пешка на бяло поле h7 · бял кон на черно поле d6 · бяла пешка на бяло поле d5 · черна пешка на черно поле e5 · бяла пешка на черно поле c3 · бяла пешка на бяло поле a2 · бяла пешка на черно поле b2 · бяла пешка на черно поле f2 · бяла пешка на бяло поле g2 · бяла пешка на черно поле h2 · бял топ на черно поле a1 · бял офицер на черно поле c1 · бяла дама на бяло поле d1 · бял цар на черно поле e1 · бял офицер на бяло поле f1 · бял топ на бяло поле h1 | черен топ на бяло поле a8 · черна дама на черно поле d8 · черен цар на бяло поле e8 · черен офицер на черно поле f8 · черен топ на черно поле h8 · черна пешка на черно поле a7 · черна пешка на бяло поле b7 · черен офицер на бяло поле d7 · черен кон на черно поле e7 · черна пешка на бяло поле f7 · черна пешка на черно поле g7 · черна пешка на бяло поле h7 · бял кон на черно поле d6 · бяла пешка на бяло поле d5 · черна пешка на черно поле e5 · бяла пешка на черно поле c3 · бяла пешка на бяло поле a2 · бяла пешка на черно поле b2 · бяла пешка на черно поле f2 · бяла пешка на бяло поле g2 · бяла пешка на черно поле h2 · бял топ на черно поле a1 · бял офицер на черно поле c1 · бяла дама на бяло поле d1 · бял цар на черно поле e1 · бял офицер на бяло поле f1 · бял топ на бяло поле h1 | черен топ на бяло поле a8 · черна дама на черно поле d8 · черен цар на бяло поле e8 · черен офицер на черно поле f8 · черен топ на черно поле h8 · черна пешка на черно поле a7 · черна пешка на бяло поле b7 · черен офицер на бяло поле d7 · черен кон на черно поле e7 · черна пешка на бяло поле f7 · черна пешка на черно поле g7 · черна пешка на бяло поле h7 · бял кон на черно поле d6 · бяла пешка на бяло поле d5 · черна пешка на черно поле e5 · бяла пешка на черно поле c3 · бяла пешка на бяло поле a2 · бяла пешка на черно поле b2 · бяла пешка на черно поле f2 · бяла пешка на бяло поле g2 · бяла пешка на черно поле h2 · бял топ на черно поле a1 · бял офицер на черно поле c1 · бяла дама на бяло поле d1 · бял цар на черно поле e1 · бял офицер на бяло поле f1 · бял топ на бяло поле h1 | черен топ на бяло поле a8 · черна дама на черно поле d8 · черен цар на бяло поле e8 · черен офицер на черно поле f8 · черен топ на черно поле h8 · черна пешка на черно поле a7 · черна пешка на бяло поле b7 · черен офицер на бяло поле d7 · черен кон на черно поле e7 · черна пешка на бяло поле f7 · черна пешка на черно поле g7 · черна пешка на бяло поле h7 · бял кон на черно поле d6 · бяла пешка на бяло поле d5 · черна пешка на черно поле e5 · бяла пешка на черно поле c3 · бяла пешка на бяло поле a2 · бяла пешка на черно поле b2 · бяла пешка на черно поле f2 · бяла пешка на бяло поле g2 · бяла пешка на черно поле h2 · бял топ на черно поле a1 · бял офицер на черно поле c1 · бяла дама на бяло поле d1 · бял цар на черно поле e1 · бял офицер на бяло поле f1 · бял топ на бяло поле h1 | 7 |
| 6 | черен топ на бяло поле a8 · черна дама на черно поле d8 · черен цар на бяло поле e8 · черен офицер на черно поле f8 · черен топ на черно поле h8 · черна пешка на черно поле a7 · черна пешка на бяло поле b7 · черен офицер на бяло поле d7 · черен кон на черно поле e7 · черна пешка на бяло поле f7 · черна пешка на черно поле g7 · черна пешка на бяло поле h7 · бял кон на черно поле d6 · бяла пешка на бяло поле d5 · черна пешка на черно поле e5 · бяла пешка на черно поле c3 · бяла пешка на бяло поле a2 · бяла пешка на черно поле b2 · бяла пешка на черно поле f2 · бяла пешка на бяло поле g2 · бяла пешка на черно поле h2 · бял топ на черно поле a1 · бял офицер на черно поле c1 · бяла дама на бяло поле d1 · бял цар на черно поле e1 · бял офицер на бяло поле f1 · бял топ на бяло поле h1 | черен топ на бяло поле a8 · черна дама на черно поле d8 · черен цар на бяло поле e8 · черен офицер на черно поле f8 · черен топ на черно поле h8 · черна пешка на черно поле a7 · черна пешка на бяло поле b7 · черен офицер на бяло поле d7 · черен кон на черно поле e7 · черна пешка на бяло поле f7 · черна пешка на черно поле g7 · черна пешка на бяло поле h7 · бял кон на черно поле d6 · бяла пешка на бяло поле d5 · черна пешка на черно поле e5 · бяла пешка на черно поле c3 · бяла пешка на бяло поле a2 · бяла пешка на черно поле b2 · бяла пешка на черно поле f2 · бяла пешка на бяло поле g2 · бяла пешка на черно поле h2 · бял топ на черно поле a1 · бял офицер на черно поле c1 · бяла дама на бяло поле d1 · бял цар на черно поле e1 · бял офицер на бяло поле f1 · бял топ на бяло поле h1 | черен топ на бяло поле a8 · черна дама на черно поле d8 · черен цар на бяло поле e8 · черен офицер на черно поле f8 · черен топ на черно поле h8 · черна пешка на черно поле a7 · черна пешка на бяло поле b7 · черен офицер на бяло поле d7 · черен кон на черно поле e7 · черна пешка на бяло поле f7 · черна пешка на черно поле g7 · черна пешка на бяло поле h7 · бял кон на черно поле d6 · бяла пешка на бяло поле d5 · черна пешка на черно поле e5 · бяла пешка на черно поле c3 · бяла пешка на бяло поле a2 · бяла пешка на черно поле b2 · бяла пешка на черно поле f2 · бяла пешка на бяло поле g2 · бяла пешка на черно поле h2 · бял топ на черно поле a1 · бял офицер на черно поле c1 · бяла дама на бяло поле d1 · бял цар на черно поле e1 · бял офицер на бяло поле f1 · бял топ на бяло поле h1 | черен топ на бяло поле a8 · черна дама на черно поле d8 · черен цар на бяло поле e8 · черен офицер на черно поле f8 · черен топ на черно поле h8 · черна пешка на черно поле a7 · черна пешка на бяло поле b7 · черен офицер на бяло поле d7 · черен кон на черно поле e7 · черна пешка на бяло поле f7 · черна пешка на черно поле g7 · черна пешка на бяло поле h7 · бял кон на черно поле d6 · бяла пешка на бяло поле d5 · черна пешка на черно поле e5 · бяла пешка на черно поле c3 · бяла пешка на бяло поле a2 · бяла пешка на черно поле b2 · бяла пешка на черно поле f2 · бяла пешка на бяло поле g2 · бяла пешка на черно поле h2 · бял топ на черно поле a1 · бял офицер на черно поле c1 · бяла дама на бяло поле d1 · бял цар на черно поле e1 · бял офицер на бяло поле f1 · бял топ на бяло поле h1 | черен топ на бяло поле a8 · черна дама на черно поле d8 · черен цар на бяло поле e8 · черен офицер на черно поле f8 · черен топ на черно поле h8 · черна пешка на черно поле a7 · черна пешка на бяло поле b7 · черен офицер на бяло поле d7 · черен кон на черно поле e7 · черна пешка на бяло поле f7 · черна пешка на черно поле g7 · черна пешка на бяло поле h7 · бял кон на черно поле d6 · бяла пешка на бяло поле d5 · черна пешка на черно поле e5 · бяла пешка на черно поле c3 · бяла пешка на бяло поле a2 · бяла пешка на черно поле b2 · бяла пешка на черно поле f2 · бяла пешка на бяло поле g2 · бяла пешка на черно поле h2 · бял топ на черно поле a1 · бял офицер на черно поле c1 · бяла дама на бяло поле d1 · бял цар на черно поле e1 · бял офицер на бяло поле f1 · бял топ на бяло поле h1 | черен топ на бяло поле a8 · черна дама на черно поле d8 · черен цар на бяло поле e8 · черен офицер на черно поле f8 · черен топ на черно поле h8 · черна пешка на черно поле a7 · черна пешка на бяло поле b7 · черен офицер на бяло поле d7 · черен кон на черно поле e7 · черна пешка на бяло поле f7 · черна пешка на черно поле g7 · черна пешка на бяло поле h7 · бял кон на черно поле d6 · бяла пешка на бяло поле d5 · черна пешка на черно поле e5 · бяла пешка на черно поле c3 · бяла пешка на бяло поле a2 · бяла пешка на черно поле b2 · бяла пешка на черно поле f2 · бяла пешка на бяло поле g2 · бяла пешка на черно поле h2 · бял топ на черно поле a1 · бял офицер на черно поле c1 · бяла дама на бяло поле d1 · бял цар на черно поле e1 · бял офицер на бяло поле f1 · бял топ на бяло поле h1 | черен топ на бяло поле a8 · черна дама на черно поле d8 · черен цар на бяло поле e8 · черен офицер на черно поле f8 · черен топ на черно поле h8 · черна пешка на черно поле a7 · черна пешка на бяло поле b7 · черен офицер на бяло поле d7 · черен кон на черно поле e7 · черна пешка на бяло поле f7 · черна пешка на черно поле g7 · черна пешка на бяло поле h7 · бял кон на черно поле d6 · бяла пешка на бяло поле d5 · черна пешка на черно поле e5 · бяла пешка на черно поле c3 · бяла пешка на бяло поле a2 · бяла пешка на черно поле b2 · бяла пешка на черно поле f2 · бяла пешка на бяло поле g2 · бяла пешка на черно поле h2 · бял топ на черно поле a1 · бял офицер на черно поле c1 · бяла дама на бяло поле d1 · бял цар на черно поле e1 · бял офицер на бяло поле f1 · бял топ на бяло поле h1 | черен топ на бяло поле a8 · черна дама на черно поле d8 · черен цар на бяло поле e8 · черен офицер на черно поле f8 · черен топ на черно поле h8 · черна пешка на черно поле a7 · черна пешка на бяло поле b7 · черен офицер на бяло поле d7 · черен кон на черно поле e7 · черна пешка на бяло поле f7 · черна пешка на черно поле g7 · черна пешка на бяло поле h7 · бял кон на черно поле d6 · бяла пешка на бяло поле d5 · черна пешка на черно поле e5 · бяла пешка на черно поле c3 · бяла пешка на бяло поле a2 · бяла пешка на черно поле b2 · бяла пешка на черно поле f2 · бяла пешка на бяло поле g2 · бяла пешка на черно поле h2 · бял топ на черно поле a1 · бял офицер на черно поле c1 · бяла дама на бяло поле d1 · бял цар на черно поле e1 · бял офицер на бяло поле f1 · бял топ на бяло поле h1 | 6 |
| 5 | черен топ на бяло поле a8 · черна дама на черно поле d8 · черен цар на бяло поле e8 · черен офицер на черно поле f8 · черен топ на черно поле h8 · черна пешка на черно поле a7 · черна пешка на бяло поле b7 · черен офицер на бяло поле d7 · черен кон на черно поле e7 · черна пешка на бяло поле f7 · черна пешка на черно поле g7 · черна пешка на бяло поле h7 · бял кон на черно поле d6 · бяла пешка на бяло поле d5 · черна пешка на черно поле e5 · бяла пешка на черно поле c3 · бяла пешка на бяло поле a2 · бяла пешка на черно поле b2 · бяла пешка на черно поле f2 · бяла пешка на бяло поле g2 · бяла пешка на черно поле h2 · бял топ на черно поле a1 · бял офицер на черно поле c1 · бяла дама на бяло поле d1 · бял цар на черно поле e1 · бял офицер на бяло поле f1 · бял топ на бяло поле h1 | черен топ на бяло поле a8 · черна дама на черно поле d8 · черен цар на бяло поле e8 · черен офицер на черно поле f8 · черен топ на черно поле h8 · черна пешка на черно поле a7 · черна пешка на бяло поле b7 · черен офицер на бяло поле d7 · черен кон на черно поле e7 · черна пешка на бяло поле f7 · черна пешка на черно поле g7 · черна пешка на бяло поле h7 · бял кон на черно поле d6 · бяла пешка на бяло поле d5 · черна пешка на черно поле e5 · бяла пешка на черно поле c3 · бяла пешка на бяло поле a2 · бяла пешка на черно поле b2 · бяла пешка на черно поле f2 · бяла пешка на бяло поле g2 · бяла пешка на черно поле h2 · бял топ на черно поле a1 · бял офицер на черно поле c1 · бяла дама на бяло поле d1 · бял цар на черно поле e1 · бял офицер на бяло поле f1 · бял топ на бяло поле h1 | черен топ на бяло поле a8 · черна дама на черно поле d8 · черен цар на бяло поле e8 · черен офицер на черно поле f8 · черен топ на черно поле h8 · черна пешка на черно поле a7 · черна пешка на бяло поле b7 · черен офицер на бяло поле d7 · черен кон на черно поле e7 · черна пешка на бяло поле f7 · черна пешка на черно поле g7 · черна пешка на бяло поле h7 · бял кон на черно поле d6 · бяла пешка на бяло поле d5 · черна пешка на черно поле e5 · бяла пешка на черно поле c3 · бяла пешка на бяло поле a2 · бяла пешка на черно поле b2 · бяла пешка на черно поле f2 · бяла пешка на бяло поле g2 · бяла пешка на черно поле h2 · бял топ на черно поле a1 · бял офицер на черно поле c1 · бяла дама на бяло поле d1 · бял цар на черно поле e1 · бял офицер на бяло поле f1 · бял топ на бяло поле h1 | черен топ на бяло поле a8 · черна дама на черно поле d8 · черен цар на бяло поле e8 · черен офицер на черно поле f8 · черен топ на черно поле h8 · черна пешка на черно поле a7 · черна пешка на бяло поле b7 · черен офицер на бяло поле d7 · черен кон на черно поле e7 · черна пешка на бяло поле f7 · черна пешка на черно поле g7 · черна пешка на бяло поле h7 · бял кон на черно поле d6 · бяла пешка на бяло поле d5 · черна пешка на черно поле e5 · бяла пешка на черно поле c3 · бяла пешка на бяло поле a2 · бяла пешка на черно поле b2 · бяла пешка на черно поле f2 · бяла пешка на бяло поле g2 · бяла пешка на черно поле h2 · бял топ на черно поле a1 · бял офицер на черно поле c1 · бяла дама на бяло поле d1 · бял цар на черно поле e1 · бял офицер на бяло поле f1 · бял топ на бяло поле h1 | черен топ на бяло поле a8 · черна дама на черно поле d8 · черен цар на бяло поле e8 · черен офицер на черно поле f8 · черен топ на черно поле h8 · черна пешка на черно поле a7 · черна пешка на бяло поле b7 · черен офицер на бяло поле d7 · черен кон на черно поле e7 · черна пешка на бяло поле f7 · черна пешка на черно поле g7 · черна пешка на бяло поле h7 · бял кон на черно поле d6 · бяла пешка на бяло поле d5 · черна пешка на черно поле e5 · бяла пешка на черно поле c3 · бяла пешка на бяло поле a2 · бяла пешка на черно поле b2 · бяла пешка на черно поле f2 · бяла пешка на бяло поле g2 · бяла пешка на черно поле h2 · бял топ на черно поле a1 · бял офицер на черно поле c1 · бяла дама на бяло поле d1 · бял цар на черно поле e1 · бял офицер на бяло поле f1 · бял топ на бяло поле h1 | черен топ на бяло поле a8 · черна дама на черно поле d8 · черен цар на бяло поле e8 · черен офицер на черно поле f8 · черен топ на черно поле h8 · черна пешка на черно поле a7 · черна пешка на бяло поле b7 · черен офицер на бяло поле d7 · черен кон на черно поле e7 · черна пешка на бяло поле f7 · черна пешка на черно поле g7 · черна пешка на бяло поле h7 · бял кон на черно поле d6 · бяла пешка на бяло поле d5 · черна пешка на черно поле e5 · бяла пешка на черно поле c3 · бяла пешка на бяло поле a2 · бяла пешка на черно поле b2 · бяла пешка на черно поле f2 · бяла пешка на бяло поле g2 · бяла пешка на черно поле h2 · бял топ на черно поле a1 · бял офицер на черно поле c1 · бяла дама на бяло поле d1 · бял цар на черно поле e1 · бял офицер на бяло поле f1 · бял топ на бяло поле h1 | черен топ на бяло поле a8 · черна дама на черно поле d8 · черен цар на бяло поле e8 · черен офицер на черно поле f8 · черен топ на черно поле h8 · черна пешка на черно поле a7 · черна пешка на бяло поле b7 · черен офицер на бяло поле d7 · черен кон на черно поле e7 · черна пешка на бяло поле f7 · черна пешка на черно поле g7 · черна пешка на бяло поле h7 · бял кон на черно поле d6 · бяла пешка на бяло поле d5 · черна пешка на черно поле e5 · бяла пешка на черно поле c3 · бяла пешка на бяло поле a2 · бяла пешка на черно поле b2 · бяла пешка на черно поле f2 · бяла пешка на бяло поле g2 · бяла пешка на черно поле h2 · бял топ на черно поле a1 · бял офицер на черно поле c1 · бяла дама на бяло поле d1 · бял цар на черно поле e1 · бял офицер на бяло поле f1 · бял топ на бяло поле h1 | черен топ на бяло поле a8 · черна дама на черно поле d8 · черен цар на бяло поле e8 · черен офицер на черно поле f8 · черен топ на черно поле h8 · черна пешка на черно поле a7 · черна пешка на бяло поле b7 · черен офицер на бяло поле d7 · черен кон на черно поле e7 · черна пешка на бяло поле f7 · черна пешка на черно поле g7 · черна пешка на бяло поле h7 · бял кон на черно поле d6 · бяла пешка на бяло поле d5 · черна пешка на черно поле e5 · бяла пешка на черно поле c3 · бяла пешка на бяло поле a2 · бяла пешка на черно поле b2 · бяла пешка на черно поле f2 · бяла пешка на бяло поле g2 · бяла пешка на черно поле h2 · бял топ на черно поле a1 · бял офицер на черно поле c1 · бяла дама на бяло поле d1 · бял цар на черно поле e1 · бял офицер на бяло поле f1 · бял топ на бяло поле h1 | 5 |
| 4 | черен топ на бяло поле a8 · черна дама на черно поле d8 · черен цар на бяло поле e8 · черен офицер на черно поле f8 · черен топ на черно поле h8 · черна пешка на черно поле a7 · черна пешка на бяло поле b7 · черен офицер на бяло поле d7 · черен кон на черно поле e7 · черна пешка на бяло поле f7 · черна пешка на черно поле g7 · черна пешка на бяло поле h7 · бял кон на черно поле d6 · бяла пешка на бяло поле d5 · черна пешка на черно поле e5 · бяла пешка на черно поле c3 · бяла пешка на бяло поле a2 · бяла пешка на черно поле b2 · бяла пешка на черно поле f2 · бяла пешка на бяло поле g2 · бяла пешка на черно поле h2 · бял топ на черно поле a1 · бял офицер на черно поле c1 · бяла дама на бяло поле d1 · бял цар на черно поле e1 · бял офицер на бяло поле f1 · бял топ на бяло поле h1 | черен топ на бяло поле a8 · черна дама на черно поле d8 · черен цар на бяло поле e8 · черен офицер на черно поле f8 · черен топ на черно поле h8 · черна пешка на черно поле a7 · черна пешка на бяло поле b7 · черен офицер на бяло поле d7 · черен кон на черно поле e7 · черна пешка на бяло поле f7 · черна пешка на черно поле g7 · черна пешка на бяло поле h7 · бял кон на черно поле d6 · бяла пешка на бяло поле d5 · черна пешка на черно поле e5 · бяла пешка на черно поле c3 · бяла пешка на бяло поле a2 · бяла пешка на черно поле b2 · бяла пешка на черно поле f2 · бяла пешка на бяло поле g2 · бяла пешка на черно поле h2 · бял топ на черно поле a1 · бял офицер на черно поле c1 · бяла дама на бяло поле d1 · бял цар на черно поле e1 · бял офицер на бяло поле f1 · бял топ на бяло поле h1 | черен топ на бяло поле a8 · черна дама на черно поле d8 · черен цар на бяло поле e8 · черен офицер на черно поле f8 · черен топ на черно поле h8 · черна пешка на черно поле a7 · черна пешка на бяло поле b7 · черен офицер на бяло поле d7 · черен кон на черно поле e7 · черна пешка на бяло поле f7 · черна пешка на черно поле g7 · черна пешка на бяло поле h7 · бял кон на черно поле d6 · бяла пешка на бяло поле d5 · черна пешка на черно поле e5 · бяла пешка на черно поле c3 · бяла пешка на бяло поле a2 · бяла пешка на черно поле b2 · бяла пешка на черно поле f2 · бяла пешка на бяло поле g2 · бяла пешка на черно поле h2 · бял топ на черно поле a1 · бял офицер на черно поле c1 · бяла дама на бяло поле d1 · бял цар на черно поле e1 · бял офицер на бяло поле f1 · бял топ на бяло поле h1 | черен топ на бяло поле a8 · черна дама на черно поле d8 · черен цар на бяло поле e8 · черен офицер на черно поле f8 · черен топ на черно поле h8 · черна пешка на черно поле a7 · черна пешка на бяло поле b7 · черен офицер на бяло поле d7 · черен кон на черно поле e7 · черна пешка на бяло поле f7 · черна пешка на черно поле g7 · черна пешка на бяло поле h7 · бял кон на черно поле d6 · бяла пешка на бяло поле d5 · черна пешка на черно поле e5 · бяла пешка на черно поле c3 · бяла пешка на бяло поле a2 · бяла пешка на черно поле b2 · бяла пешка на черно поле f2 · бяла пешка на бяло поле g2 · бяла пешка на черно поле h2 · бял топ на черно поле a1 · бял офицер на черно поле c1 · бяла дама на бяло поле d1 · бял цар на черно поле e1 · бял офицер на бяло поле f1 · бял топ на бяло поле h1 | черен топ на бяло поле a8 · черна дама на черно поле d8 · черен цар на бяло поле e8 · черен офицер на черно поле f8 · черен топ на черно поле h8 · черна пешка на черно поле a7 · черна пешка на бяло поле b7 · черен офицер на бяло поле d7 · черен кон на черно поле e7 · черна пешка на бяло поле f7 · черна пешка на черно поле g7 · черна пешка на бяло поле h7 · бял кон на черно поле d6 · бяла пешка на бяло поле d5 · черна пешка на черно поле e5 · бяла пешка на черно поле c3 · бяла пешка на бяло поле a2 · бяла пешка на черно поле b2 · бяла пешка на черно поле f2 · бяла пешка на бяло поле g2 · бяла пешка на черно поле h2 · бял топ на черно поле a1 · бял офицер на черно поле c1 · бяла дама на бяло поле d1 · бял цар на черно поле e1 · бял офицер на бяло поле f1 · бял топ на бяло поле h1 | черен топ на бяло поле a8 · черна дама на черно поле d8 · черен цар на бяло поле e8 · черен офицер на черно поле f8 · черен топ на черно поле h8 · черна пешка на черно поле a7 · черна пешка на бяло поле b7 · черен офицер на бяло поле d7 · черен кон на черно поле e7 · черна пешка на бяло поле f7 · черна пешка на черно поле g7 · черна пешка на бяло поле h7 · бял кон на черно поле d6 · бяла пешка на бяло поле d5 · черна пешка на черно поле e5 · бяла пешка на черно поле c3 · бяла пешка на бяло поле a2 · бяла пешка на черно поле b2 · бяла пешка на черно поле f2 · бяла пешка на бяло поле g2 · бяла пешка на черно поле h2 · бял топ на черно поле a1 · бял офицер на черно поле c1 · бяла дама на бяло поле d1 · бял цар на черно поле e1 · бял офицер на бяло поле f1 · бял топ на бяло поле h1 | черен топ на бяло поле a8 · черна дама на черно поле d8 · черен цар на бяло поле e8 · черен офицер на черно поле f8 · черен топ на черно поле h8 · черна пешка на черно поле a7 · черна пешка на бяло поле b7 · черен офицер на бяло поле d7 · черен кон на черно поле e7 · черна пешка на бяло поле f7 · черна пешка на черно поле g7 · черна пешка на бяло поле h7 · бял кон на черно поле d6 · бяла пешка на бяло поле d5 · черна пешка на черно поле e5 · бяла пешка на черно поле c3 · бяла пешка на бяло поле a2 · бяла пешка на черно поле b2 · бяла пешка на черно поле f2 · бяла пешка на бяло поле g2 · бяла пешка на черно поле h2 · бял топ на черно поле a1 · бял офицер на черно поле c1 · бяла дама на бяло поле d1 · бял цар на черно поле e1 · бял офицер на бяло поле f1 · бял топ на бяло поле h1 | черен топ на бяло поле a8 · черна дама на черно поле d8 · черен цар на бяло поле e8 · черен офицер на черно поле f8 · черен топ на черно поле h8 · черна пешка на черно поле a7 · черна пешка на бяло поле b7 · черен офицер на бяло поле d7 · черен кон на черно поле e7 · черна пешка на бяло поле f7 · черна пешка на черно поле g7 · черна пешка на бяло поле h7 · бял кон на черно поле d6 · бяла пешка на бяло поле d5 · черна пешка на черно поле e5 · бяла пешка на черно поле c3 · бяла пешка на бяло поле a2 · бяла пешка на черно поле b2 · бяла пешка на черно поле f2 · бяла пешка на бяло поле g2 · бяла пешка на черно поле h2 · бял топ на черно поле a1 · бял офицер на черно поле c1 · бяла дама на бяло поле d1 · бял цар на черно поле e1 · бял офицер на бяло поле f1 · бял топ на бяло поле h1 | 4 |
| 3 | черен топ на бяло поле a8 · черна дама на черно поле d8 · черен цар на бяло поле e8 · черен офицер на черно поле f8 · черен топ на черно поле h8 · черна пешка на черно поле a7 · черна пешка на бяло поле b7 · черен офицер на бяло поле d7 · черен кон на черно поле e7 · черна пешка на бяло поле f7 · черна пешка на черно поле g7 · черна пешка на бяло поле h7 · бял кон на черно поле d6 · бяла пешка на бяло поле d5 · черна пешка на черно поле e5 · бяла пешка на черно поле c3 · бяла пешка на бяло поле a2 · бяла пешка на черно поле b2 · бяла пешка на черно поле f2 · бяла пешка на бяло поле g2 · бяла пешка на черно поле h2 · бял топ на черно поле a1 · бял офицер на черно поле c1 · бяла дама на бяло поле d1 · бял цар на черно поле e1 · бял офицер на бяло поле f1 · бял топ на бяло поле h1 | черен топ на бяло поле a8 · черна дама на черно поле d8 · черен цар на бяло поле e8 · черен офицер на черно поле f8 · черен топ на черно поле h8 · черна пешка на черно поле a7 · черна пешка на бяло поле b7 · черен офицер на бяло поле d7 · черен кон на черно поле e7 · черна пешка на бяло поле f7 · черна пешка на черно поле g7 · черна пешка на бяло поле h7 · бял кон на черно поле d6 · бяла пешка на бяло поле d5 · черна пешка на черно поле e5 · бяла пешка на черно поле c3 · бяла пешка на бяло поле a2 · бяла пешка на черно поле b2 · бяла пешка на черно поле f2 · бяла пешка на бяло поле g2 · бяла пешка на черно поле h2 · бял топ на черно поле a1 · бял офицер на черно поле c1 · бяла дама на бяло поле d1 · бял цар на черно поле e1 · бял офицер на бяло поле f1 · бял топ на бяло поле h1 | черен топ на бяло поле a8 · черна дама на черно поле d8 · черен цар на бяло поле e8 · черен офицер на черно поле f8 · черен топ на черно поле h8 · черна пешка на черно поле a7 · черна пешка на бяло поле b7 · черен офицер на бяло поле d7 · черен кон на черно поле e7 · черна пешка на бяло поле f7 · черна пешка на черно поле g7 · черна пешка на бяло поле h7 · бял кон на черно поле d6 · бяла пешка на бяло поле d5 · черна пешка на черно поле e5 · бяла пешка на черно поле c3 · бяла пешка на бяло поле a2 · бяла пешка на черно поле b2 · бяла пешка на черно поле f2 · бяла пешка на бяло поле g2 · бяла пешка на черно поле h2 · бял топ на черно поле a1 · бял офицер на черно поле c1 · бяла дама на бяло поле d1 · бял цар на черно поле e1 · бял офицер на бяло поле f1 · бял топ на бяло поле h1 | черен топ на бяло поле a8 · черна дама на черно поле d8 · черен цар на бяло поле e8 · черен офицер на черно поле f8 · черен топ на черно поле h8 · черна пешка на черно поле a7 · черна пешка на бяло поле b7 · черен офицер на бяло поле d7 · черен кон на черно поле e7 · черна пешка на бяло поле f7 · черна пешка на черно поле g7 · черна пешка на бяло поле h7 · бял кон на черно поле d6 · бяла пешка на бяло поле d5 · черна пешка на черно поле e5 · бяла пешка на черно поле c3 · бяла пешка на бяло поле a2 · бяла пешка на черно поле b2 · бяла пешка на черно поле f2 · бяла пешка на бяло поле g2 · бяла пешка на черно поле h2 · бял топ на черно поле a1 · бял офицер на черно поле c1 · бяла дама на бяло поле d1 · бял цар на черно поле e1 · бял офицер на бяло поле f1 · бял топ на бяло поле h1 | черен топ на бяло поле a8 · черна дама на черно поле d8 · черен цар на бяло поле e8 · черен офицер на черно поле f8 · черен топ на черно поле h8 · черна пешка на черно поле a7 · черна пешка на бяло поле b7 · черен офицер на бяло поле d7 · черен кон на черно поле e7 · черна пешка на бяло поле f7 · черна пешка на черно поле g7 · черна пешка на бяло поле h7 · бял кон на черно поле d6 · бяла пешка на бяло поле d5 · черна пешка на черно поле e5 · бяла пешка на черно поле c3 · бяла пешка на бяло поле a2 · бяла пешка на черно поле b2 · бяла пешка на черно поле f2 · бяла пешка на бяло поле g2 · бяла пешка на черно поле h2 · бял топ на черно поле a1 · бял офицер на черно поле c1 · бяла дама на бяло поле d1 · бял цар на черно поле e1 · бял офицер на бяло поле f1 · бял топ на бяло поле h1 | черен топ на бяло поле a8 · черна дама на черно поле d8 · черен цар на бяло поле e8 · черен офицер на черно поле f8 · черен топ на черно поле h8 · черна пешка на черно поле a7 · черна пешка на бяло поле b7 · черен офицер на бяло поле d7 · черен кон на черно поле e7 · черна пешка на бяло поле f7 · черна пешка на черно поле g7 · черна пешка на бяло поле h7 · бял кон на черно поле d6 · бяла пешка на бяло поле d5 · черна пешка на черно поле e5 · бяла пешка на черно поле c3 · бяла пешка на бяло поле a2 · бяла пешка на черно поле b2 · бяла пешка на черно поле f2 · бяла пешка на бяло поле g2 · бяла пешка на черно поле h2 · бял топ на черно поле a1 · бял офицер на черно поле c1 · бяла дама на бяло поле d1 · бял цар на черно поле e1 · бял офицер на бяло поле f1 · бял топ на бяло поле h1 | черен топ на бяло поле a8 · черна дама на черно поле d8 · черен цар на бяло поле e8 · черен офицер на черно поле f8 · черен топ на черно поле h8 · черна пешка на черно поле a7 · черна пешка на бяло поле b7 · черен офицер на бяло поле d7 · черен кон на черно поле e7 · черна пешка на бяло поле f7 · черна пешка на черно поле g7 · черна пешка на бяло поле h7 · бял кон на черно поле d6 · бяла пешка на бяло поле d5 · черна пешка на черно поле e5 · бяла пешка на черно поле c3 · бяла пешка на бяло поле a2 · бяла пешка на черно поле b2 · бяла пешка на черно поле f2 · бяла пешка на бяло поле g2 · бяла пешка на черно поле h2 · бял топ на черно поле a1 · бял офицер на черно поле c1 · бяла дама на бяло поле d1 · бял цар на черно поле e1 · бял офицер на бяло поле f1 · бял топ на бяло поле h1 | черен топ на бяло поле a8 · черна дама на черно поле d8 · черен цар на бяло поле e8 · черен офицер на черно поле f8 · черен топ на черно поле h8 · черна пешка на черно поле a7 · черна пешка на бяло поле b7 · черен офицер на бяло поле d7 · черен кон на черно поле e7 · черна пешка на бяло поле f7 · черна пешка на черно поле g7 · черна пешка на бяло поле h7 · бял кон на черно поле d6 · бяла пешка на бяло поле d5 · черна пешка на черно поле e5 · бяла пешка на черно поле c3 · бяла пешка на бяло поле a2 · бяла пешка на черно поле b2 · бяла пешка на черно поле f2 · бяла пешка на бяло поле g2 · бяла пешка на черно поле h2 · бял топ на черно поле a1 · бял офицер на черно поле c1 · бяла дама на бяло поле d1 · бял цар на черно поле e1 · бял офицер на бяло поле f1 · бял топ на бяло поле h1 | 3 |
| 2 | черен топ на бяло поле a8 · черна дама на черно поле d8 · черен цар на бяло поле e8 · черен офицер на черно поле f8 · черен топ на черно поле h8 · черна пешка на черно поле a7 · черна пешка на бяло поле b7 · черен офицер на бяло поле d7 · черен кон на черно поле e7 · черна пешка на бяло поле f7 · черна пешка на черно поле g7 · черна пешка на бяло поле h7 · бял кон на черно поле d6 · бяла пешка на бяло поле d5 · черна пешка на черно поле e5 · бяла пешка на черно поле c3 · бяла пешка на бяло поле a2 · бяла пешка на черно поле b2 · бяла пешка на черно поле f2 · бяла пешка на бяло поле g2 · бяла пешка на черно поле h2 · бял топ на черно поле a1 · бял офицер на черно поле c1 · бяла дама на бяло поле d1 · бял цар на черно поле e1 · бял офицер на бяло поле f1 · бял топ на бяло поле h1 | черен топ на бяло поле a8 · черна дама на черно поле d8 · черен цар на бяло поле e8 · черен офицер на черно поле f8 · черен топ на черно поле h8 · черна пешка на черно поле a7 · черна пешка на бяло поле b7 · черен офицер на бяло поле d7 · черен кон на черно поле e7 · черна пешка на бяло поле f7 · черна пешка на черно поле g7 · черна пешка на бяло поле h7 · бял кон на черно поле d6 · бяла пешка на бяло поле d5 · черна пешка на черно поле e5 · бяла пешка на черно поле c3 · бяла пешка на бяло поле a2 · бяла пешка на черно поле b2 · бяла пешка на черно поле f2 · бяла пешка на бяло поле g2 · бяла пешка на черно поле h2 · бял топ на черно поле a1 · бял офицер на черно поле c1 · бяла дама на бяло поле d1 · бял цар на черно поле e1 · бял офицер на бяло поле f1 · бял топ на бяло поле h1 | черен топ на бяло поле a8 · черна дама на черно поле d8 · черен цар на бяло поле e8 · черен офицер на черно поле f8 · черен топ на черно поле h8 · черна пешка на черно поле a7 · черна пешка на бяло поле b7 · черен офицер на бяло поле d7 · черен кон на черно поле e7 · черна пешка на бяло поле f7 · черна пешка на черно поле g7 · черна пешка на бяло поле h7 · бял кон на черно поле d6 · бяла пешка на бяло поле d5 · черна пешка на черно поле e5 · бяла пешка на черно поле c3 · бяла пешка на бяло поле a2 · бяла пешка на черно поле b2 · бяла пешка на черно поле f2 · бяла пешка на бяло поле g2 · бяла пешка на черно поле h2 · бял топ на черно поле a1 · бял офицер на черно поле c1 · бяла дама на бяло поле d1 · бял цар на черно поле e1 · бял офицер на бяло поле f1 · бял топ на бяло поле h1 | черен топ на бяло поле a8 · черна дама на черно поле d8 · черен цар на бяло поле e8 · черен офицер на черно поле f8 · черен топ на черно поле h8 · черна пешка на черно поле a7 · черна пешка на бяло поле b7 · черен офицер на бяло поле d7 · черен кон на черно поле e7 · черна пешка на бяло поле f7 · черна пешка на черно поле g7 · черна пешка на бяло поле h7 · бял кон на черно поле d6 · бяла пешка на бяло поле d5 · черна пешка на черно поле e5 · бяла пешка на черно поле c3 · бяла пешка на бяло поле a2 · бяла пешка на черно поле b2 · бяла пешка на черно поле f2 · бяла пешка на бяло поле g2 · бяла пешка на черно поле h2 · бял топ на черно поле a1 · бял офицер на черно поле c1 · бяла дама на бяло поле d1 · бял цар на черно поле e1 · бял офицер на бяло поле f1 · бял топ на бяло поле h1 | черен топ на бяло поле a8 · черна дама на черно поле d8 · черен цар на бяло поле e8 · черен офицер на черно поле f8 · черен топ на черно поле h8 · черна пешка на черно поле a7 · черна пешка на бяло поле b7 · черен офицер на бяло поле d7 · черен кон на черно поле e7 · черна пешка на бяло поле f7 · черна пешка на черно поле g7 · черна пешка на бяло поле h7 · бял кон на черно поле d6 · бяла пешка на бяло поле d5 · черна пешка на черно поле e5 · бяла пешка на черно поле c3 · бяла пешка на бяло поле a2 · бяла пешка на черно поле b2 · бяла пешка на черно поле f2 · бяла пешка на бяло поле g2 · бяла пешка на черно поле h2 · бял топ на черно поле a1 · бял офицер на черно поле c1 · бяла дама на бяло поле d1 · бял цар на черно поле e1 · бял офицер на бяло поле f1 · бял топ на бяло поле h1 | черен топ на бяло поле a8 · черна дама на черно поле d8 · черен цар на бяло поле e8 · черен офицер на черно поле f8 · черен топ на черно поле h8 · черна пешка на черно поле a7 · черна пешка на бяло поле b7 · черен офицер на бяло поле d7 · черен кон на черно поле e7 · черна пешка на бяло поле f7 · черна пешка на черно поле g7 · черна пешка на бяло поле h7 · бял кон на черно поле d6 · бяла пешка на бяло поле d5 · черна пешка на черно поле e5 · бяла пешка на черно поле c3 · бяла пешка на бяло поле a2 · бяла пешка на черно поле b2 · бяла пешка на черно поле f2 · бяла пешка на бяло поле g2 · бяла пешка на черно поле h2 · бял топ на черно поле a1 · бял офицер на черно поле c1 · бяла дама на бяло поле d1 · бял цар на черно поле e1 · бял офицер на бяло поле f1 · бял топ на бяло поле h1 | черен топ на бяло поле a8 · черна дама на черно поле d8 · черен цар на бяло поле e8 · черен офицер на черно поле f8 · черен топ на черно поле h8 · черна пешка на черно поле a7 · черна пешка на бяло поле b7 · черен офицер на бяло поле d7 · черен кон на черно поле e7 · черна пешка на бяло поле f7 · черна пешка на черно поле g7 · черна пешка на бяло поле h7 · бял кон на черно поле d6 · бяла пешка на бяло поле d5 · черна пешка на черно поле e5 · бяла пешка на черно поле c3 · бяла пешка на бяло поле a2 · бяла пешка на черно поле b2 · бяла пешка на черно поле f2 · бяла пешка на бяло поле g2 · бяла пешка на черно поле h2 · бял топ на черно поле a1 · бял офицер на черно поле c1 · бяла дама на бяло поле d1 · бял цар на черно поле e1 · бял офицер на бяло поле f1 · бял топ на бяло поле h1 | черен топ на бяло поле a8 · черна дама на черно поле d8 · черен цар на бяло поле e8 · черен офицер на черно поле f8 · черен топ на черно поле h8 · черна пешка на черно поле a7 · черна пешка на бяло поле b7 · черен офицер на бяло поле d7 · черен кон на черно поле e7 · черна пешка на бяло поле f7 · черна пешка на черно поле g7 · черна пешка на бяло поле h7 · бял кон на черно поле d6 · бяла пешка на бяло поле d5 · черна пешка на черно поле e5 · бяла пешка на черно поле c3 · бяла пешка на бяло поле a2 · бяла пешка на черно поле b2 · бяла пешка на черно поле f2 · бяла пешка на бяло поле g2 · бяла пешка на черно поле h2 · бял топ на черно поле a1 · бял офицер на черно поле c1 · бяла дама на бяло поле d1 · бял цар на черно поле e1 · бял офицер на бяло поле f1 · бял топ на бяло поле h1 | 2 |
| 1 | черен топ на бяло поле a8 · черна дама на черно поле d8 · черен цар на бяло поле e8 · черен офицер на черно поле f8 · черен топ на черно поле h8 · черна пешка на черно поле a7 · черна пешка на бяло поле b7 · черен офицер на бяло поле d7 · черен кон на черно поле e7 · черна пешка на бяло поле f7 · черна пешка на черно поле g7 · черна пешка на бяло поле h7 · бял кон на черно поле d6 · бяла пешка на бяло поле d5 · черна пешка на черно поле e5 · бяла пешка на черно поле c3 · бяла пешка на бяло поле a2 · бяла пешка на черно поле b2 · бяла пешка на черно поле f2 · бяла пешка на бяло поле g2 · бяла пешка на черно поле h2 · бял топ на черно поле a1 · бял офицер на черно поле c1 · бяла дама на бяло поле d1 · бял цар на черно поле e1 · бял офицер на бяло поле f1 · бял топ на бяло поле h1 | черен топ на бяло поле a8 · черна дама на черно поле d8 · черен цар на бяло поле e8 · черен офицер на черно поле f8 · черен топ на черно поле h8 · черна пешка на черно поле a7 · черна пешка на бяло поле b7 · черен офицер на бяло поле d7 · черен кон на черно поле e7 · черна пешка на бяло поле f7 · черна пешка на черно поле g7 · черна пешка на бяло поле h7 · бял кон на черно поле d6 · бяла пешка на бяло поле d5 · черна пешка на черно поле e5 · бяла пешка на черно поле c3 · бяла пешка на бяло поле a2 · бяла пешка на черно поле b2 · бяла пешка на черно поле f2 · бяла пешка на бяло поле g2 · бяла пешка на черно поле h2 · бял топ на черно поле a1 · бял офицер на черно поле c1 · бяла дама на бяло поле d1 · бял цар на черно поле e1 · бял офицер на бяло поле f1 · бял топ на бяло поле h1 | черен топ на бяло поле a8 · черна дама на черно поле d8 · черен цар на бяло поле e8 · черен офицер на черно поле f8 · черен топ на черно поле h8 · черна пешка на черно поле a7 · черна пешка на бяло поле b7 · черен офицер на бяло поле d7 · черен кон на черно поле e7 · черна пешка на бяло поле f7 · черна пешка на черно поле g7 · черна пешка на бяло поле h7 · бял кон на черно поле d6 · бяла пешка на бяло поле d5 · черна пешка на черно поле e5 · бяла пешка на черно поле c3 · бяла пешка на бяло поле a2 · бяла пешка на черно поле b2 · бяла пешка на черно поле f2 · бяла пешка на бяло поле g2 · бяла пешка на черно поле h2 · бял топ на черно поле a1 · бял офицер на черно поле c1 · бяла дама на бяло поле d1 · бял цар на черно поле e1 · бял офицер на бяло поле f1 · бял топ на бяло поле h1 | черен топ на бяло поле a8 · черна дама на черно поле d8 · черен цар на бяло поле e8 · черен офицер на черно поле f8 · черен топ на черно поле h8 · черна пешка на черно поле a7 · черна пешка на бяло поле b7 · черен офицер на бяло поле d7 · черен кон на черно поле e7 · черна пешка на бяло поле f7 · черна пешка на черно поле g7 · черна пешка на бяло поле h7 · бял кон на черно поле d6 · бяла пешка на бяло поле d5 · черна пешка на черно поле e5 · бяла пешка на черно поле c3 · бяла пешка на бяло поле a2 · бяла пешка на черно поле b2 · бяла пешка на черно поле f2 · бяла пешка на бяло поле g2 · бяла пешка на черно поле h2 · бял топ на черно поле a1 · бял офицер на черно поле c1 · бяла дама на бяло поле d1 · бял цар на черно поле e1 · бял офицер на бяло поле f1 · бял топ на бяло поле h1 | черен топ на бяло поле a8 · черна дама на черно поле d8 · черен цар на бяло поле e8 · черен офицер на черно поле f8 · черен топ на черно поле h8 · черна пешка на черно поле a7 · черна пешка на бяло поле b7 · черен офицер на бяло поле d7 · черен кон на черно поле e7 · черна пешка на бяло поле f7 · черна пешка на черно поле g7 · черна пешка на бяло поле h7 · бял кон на черно поле d6 · бяла пешка на бяло поле d5 · черна пешка на черно поле e5 · бяла пешка на черно поле c3 · бяла пешка на бяло поле a2 · бяла пешка на черно поле b2 · бяла пешка на черно поле f2 · бяла пешка на бяло поле g2 · бяла пешка на черно поле h2 · бял топ на черно поле a1 · бял офицер на черно поле c1 · бяла дама на бяло поле d1 · бял цар на черно поле e1 · бял офицер на бяло поле f1 · бял топ на бяло поле h1 | черен топ на бяло поле a8 · черна дама на черно поле d8 · черен цар на бяло поле e8 · черен офицер на черно поле f8 · черен топ на черно поле h8 · черна пешка на черно поле a7 · черна пешка на бяло поле b7 · черен офицер на бяло поле d7 · черен кон на черно поле e7 · черна пешка на бяло поле f7 · черна пешка на черно поле g7 · черна пешка на бяло поле h7 · бял кон на черно поле d6 · бяла пешка на бяло поле d5 · черна пешка на черно поле e5 · бяла пешка на черно поле c3 · бяла пешка на бяло поле a2 · бяла пешка на черно поле b2 · бяла пешка на черно поле f2 · бяла пешка на бяло поле g2 · бяла пешка на черно поле h2 · бял топ на черно поле a1 · бял офицер на черно поле c1 · бяла дама на бяло поле d1 · бял цар на черно поле e1 · бял офицер на бяло поле f1 · бял топ на бяло поле h1 | черен топ на бяло поле a8 · черна дама на черно поле d8 · черен цар на бяло поле e8 · черен офицер на черно поле f8 · черен топ на черно поле h8 · черна пешка на черно поле a7 · черна пешка на бяло поле b7 · черен офицер на бяло поле d7 · черен кон на черно поле e7 · черна пешка на бяло поле f7 · черна пешка на черно поле g7 · черна пешка на бяло поле h7 · бял кон на черно поле d6 · бяла пешка на бяло поле d5 · черна пешка на черно поле e5 · бяла пешка на черно поле c3 · бяла пешка на бяло поле a2 · бяла пешка на черно поле b2 · бяла пешка на черно поле f2 · бяла пешка на бяло поле g2 · бяла пешка на черно поле h2 · бял топ на черно поле a1 · бял офицер на черно поле c1 · бяла дама на бяло поле d1 · бял цар на черно поле e1 · бял офицер на бяло поле f1 · бял топ на бяло поле h1 | черен топ на бяло поле a8 · черна дама на черно поле d8 · черен цар на бяло поле e8 · черен офицер на черно поле f8 · черен топ на черно поле h8 · черна пешка на черно поле a7 · черна пешка на бяло поле b7 · черен офицер на бяло поле d7 · черен кон на черно поле e7 · черна пешка на бяло поле f7 · черна пешка на черно поле g7 · черна пешка на бяло поле h7 · бял кон на черно поле d6 · бяла пешка на бяло поле d5 · черна пешка на черно поле e5 · бяла пешка на черно поле c3 · бяла пешка на бяло поле a2 · бяла пешка на черно поле b2 · бяла пешка на черно поле f2 · бяла пешка на бяло поле g2 · бяла пешка на черно поле h2 · бял топ на черно поле a1 · бял офицер на черно поле c1 · бяла дама на бяло поле d1 · бял цар на черно поле e1 · бял офицер на бяло поле f1 · бял топ на бяло поле h1 | 1 |
|   | a | b | c | d | e | f | g | h |   |

|   | a | b | c | d | e | f | g | h |   |
| 8 | черен топ на бяло поле a8 · черен офицер на бяло поле c8 · черна дама на черно поле d8 · черен цар на бяло поле e8 · черен офицер на черно поле f8 · черен топ на черно поле h8 · черна пешка на черно поле a7 · черна пешка на бяло поле b7 · черна пешка на бяло поле d7 · черен кон на черно поле e7 · черна пешка на бяло поле f7 · черна пешка на черно поле g7 · черна пешка на бяло поле h7 · черен кон на бяло поле c6 · бял кон на черно поле d6 · черна пешка на черно поле e5 · бяла пешка на бяло поле e4 · бяла пешка на бяло поле a2 · бяла пешка на черно поле b2 · бяла пешка на бяло поле c2 · бяла пешка на черно поле f2 · бяла пешка на бяло поле g2 · бяла пешка на черно поле h2 · бял топ на черно поле a1 · бял кон на бяло поле b1 · бял офицер на черно поле c1 · бяла дама на бяло поле d1 · бял цар на черно поле e1 · бял офицер на бяло поле f1 · бял топ на бяло поле h1 | черен топ на бяло поле a8 · черен офицер на бяло поле c8 · черна дама на черно поле d8 · черен цар на бяло поле e8 · черен офицер на черно поле f8 · черен топ на черно поле h8 · черна пешка на черно поле a7 · черна пешка на бяло поле b7 · черна пешка на бяло поле d7 · черен кон на черно поле e7 · черна пешка на бяло поле f7 · черна пешка на черно поле g7 · черна пешка на бяло поле h7 · черен кон на бяло поле c6 · бял кон на черно поле d6 · черна пешка на черно поле e5 · бяла пешка на бяло поле e4 · бяла пешка на бяло поле a2 · бяла пешка на черно поле b2 · бяла пешка на бяло поле c2 · бяла пешка на черно поле f2 · бяла пешка на бяло поле g2 · бяла пешка на черно поле h2 · бял топ на черно поле a1 · бял кон на бяло поле b1 · бял офицер на черно поле c1 · бяла дама на бяло поле d1 · бял цар на черно поле e1 · бял офицер на бяло поле f1 · бял топ на бяло поле h1 | черен топ на бяло поле a8 · черен офицер на бяло поле c8 · черна дама на черно поле d8 · черен цар на бяло поле e8 · черен офицер на черно поле f8 · черен топ на черно поле h8 · черна пешка на черно поле a7 · черна пешка на бяло поле b7 · черна пешка на бяло поле d7 · черен кон на черно поле e7 · черна пешка на бяло поле f7 · черна пешка на черно поле g7 · черна пешка на бяло поле h7 · черен кон на бяло поле c6 · бял кон на черно поле d6 · черна пешка на черно поле e5 · бяла пешка на бяло поле e4 · бяла пешка на бяло поле a2 · бяла пешка на черно поле b2 · бяла пешка на бяло поле c2 · бяла пешка на черно поле f2 · бяла пешка на бяло поле g2 · бяла пешка на черно поле h2 · бял топ на черно поле a1 · бял кон на бяло поле b1 · бял офицер на черно поле c1 · бяла дама на бяло поле d1 · бял цар на черно поле e1 · бял офицер на бяло поле f1 · бял топ на бяло поле h1 | черен топ на бяло поле a8 · черен офицер на бяло поле c8 · черна дама на черно поле d8 · черен цар на бяло поле e8 · черен офицер на черно поле f8 · черен топ на черно поле h8 · черна пешка на черно поле a7 · черна пешка на бяло поле b7 · черна пешка на бяло поле d7 · черен кон на черно поле e7 · черна пешка на бяло поле f7 · черна пешка на черно поле g7 · черна пешка на бяло поле h7 · черен кон на бяло поле c6 · бял кон на черно поле d6 · черна пешка на черно поле e5 · бяла пешка на бяло поле e4 · бяла пешка на бяло поле a2 · бяла пешка на черно поле b2 · бяла пешка на бяло поле c2 · бяла пешка на черно поле f2 · бяла пешка на бяло поле g2 · бяла пешка на черно поле h2 · бял топ на черно поле a1 · бял кон на бяло поле b1 · бял офицер на черно поле c1 · бяла дама на бяло поле d1 · бял цар на черно поле e1 · бял офицер на бяло поле f1 · бял топ на бяло поле h1 | черен топ на бяло поле a8 · черен офицер на бяло поле c8 · черна дама на черно поле d8 · черен цар на бяло поле e8 · черен офицер на черно поле f8 · черен топ на черно поле h8 · черна пешка на черно поле a7 · черна пешка на бяло поле b7 · черна пешка на бяло поле d7 · черен кон на черно поле e7 · черна пешка на бяло поле f7 · черна пешка на черно поле g7 · черна пешка на бяло поле h7 · черен кон на бяло поле c6 · бял кон на черно поле d6 · черна пешка на черно поле e5 · бяла пешка на бяло поле e4 · бяла пешка на бяло поле a2 · бяла пешка на черно поле b2 · бяла пешка на бяло поле c2 · бяла пешка на черно поле f2 · бяла пешка на бяло поле g2 · бяла пешка на черно поле h2 · бял топ на черно поле a1 · бял кон на бяло поле b1 · бял офицер на черно поле c1 · бяла дама на бяло поле d1 · бял цар на черно поле e1 · бял офицер на бяло поле f1 · бял топ на бяло поле h1 | черен топ на бяло поле a8 · черен офицер на бяло поле c8 · черна дама на черно поле d8 · черен цар на бяло поле e8 · черен офицер на черно поле f8 · черен топ на черно поле h8 · черна пешка на черно поле a7 · черна пешка на бяло поле b7 · черна пешка на бяло поле d7 · черен кон на черно поле e7 · черна пешка на бяло поле f7 · черна пешка на черно поле g7 · черна пешка на бяло поле h7 · черен кон на бяло поле c6 · бял кон на черно поле d6 · черна пешка на черно поле e5 · бяла пешка на бяло поле e4 · бяла пешка на бяло поле a2 · бяла пешка на черно поле b2 · бяла пешка на бяло поле c2 · бяла пешка на черно поле f2 · бяла пешка на бяло поле g2 · бяла пешка на черно поле h2 · бял топ на черно поле a1 · бял кон на бяло поле b1 · бял офицер на черно поле c1 · бяла дама на бяло поле d1 · бял цар на черно поле e1 · бял офицер на бяло поле f1 · бял топ на бяло поле h1 | черен топ на бяло поле a8 · черен офицер на бяло поле c8 · черна дама на черно поле d8 · черен цар на бяло поле e8 · черен офицер на черно поле f8 · черен топ на черно поле h8 · черна пешка на черно поле a7 · черна пешка на бяло поле b7 · черна пешка на бяло поле d7 · черен кон на черно поле e7 · черна пешка на бяло поле f7 · черна пешка на черно поле g7 · черна пешка на бяло поле h7 · черен кон на бяло поле c6 · бял кон на черно поле d6 · черна пешка на черно поле e5 · бяла пешка на бяло поле e4 · бяла пешка на бяло поле a2 · бяла пешка на черно поле b2 · бяла пешка на бяло поле c2 · бяла пешка на черно поле f2 · бяла пешка на бяло поле g2 · бяла пешка на черно поле h2 · бял топ на черно поле a1 · бял кон на бяло поле b1 · бял офицер на черно поле c1 · бяла дама на бяло поле d1 · бял цар на черно поле e1 · бял офицер на бяло поле f1 · бял топ на бяло поле h1 | черен топ на бяло поле a8 · черен офицер на бяло поле c8 · черна дама на черно поле d8 · черен цар на бяло поле e8 · черен офицер на черно поле f8 · черен топ на черно поле h8 · черна пешка на черно поле a7 · черна пешка на бяло поле b7 · черна пешка на бяло поле d7 · черен кон на черно поле e7 · черна пешка на бяло поле f7 · черна пешка на черно поле g7 · черна пешка на бяло поле h7 · черен кон на бяло поле c6 · бял кон на черно поле d6 · черна пешка на черно поле e5 · бяла пешка на бяло поле e4 · бяла пешка на бяло поле a2 · бяла пешка на черно поле b2 · бяла пешка на бяло поле c2 · бяла пешка на черно поле f2 · бяла пешка на бяло поле g2 · бяла пешка на черно поле h2 · бял топ на черно поле a1 · бял кон на бяло поле b1 · бял офицер на черно поле c1 · бяла дама на бяло поле d1 · бял цар на черно поле e1 · бял офицер на бяло поле f1 · бял топ на бяло поле h1 | 8 |
| 7 | черен топ на бяло поле a8 · черен офицер на бяло поле c8 · черна дама на черно поле d8 · черен цар на бяло поле e8 · черен офицер на черно поле f8 · черен топ на черно поле h8 · черна пешка на черно поле a7 · черна пешка на бяло поле b7 · черна пешка на бяло поле d7 · черен кон на черно поле e7 · черна пешка на бяло поле f7 · черна пешка на черно поле g7 · черна пешка на бяло поле h7 · черен кон на бяло поле c6 · бял кон на черно поле d6 · черна пешка на черно поле e5 · бяла пешка на бяло поле e4 · бяла пешка на бяло поле a2 · бяла пешка на черно поле b2 · бяла пешка на бяло поле c2 · бяла пешка на черно поле f2 · бяла пешка на бяло поле g2 · бяла пешка на черно поле h2 · бял топ на черно поле a1 · бял кон на бяло поле b1 · бял офицер на черно поле c1 · бяла дама на бяло поле d1 · бял цар на черно поле e1 · бял офицер на бяло поле f1 · бял топ на бяло поле h1 | черен топ на бяло поле a8 · черен офицер на бяло поле c8 · черна дама на черно поле d8 · черен цар на бяло поле e8 · черен офицер на черно поле f8 · черен топ на черно поле h8 · черна пешка на черно поле a7 · черна пешка на бяло поле b7 · черна пешка на бяло поле d7 · черен кон на черно поле e7 · черна пешка на бяло поле f7 · черна пешка на черно поле g7 · черна пешка на бяло поле h7 · черен кон на бяло поле c6 · бял кон на черно поле d6 · черна пешка на черно поле e5 · бяла пешка на бяло поле e4 · бяла пешка на бяло поле a2 · бяла пешка на черно поле b2 · бяла пешка на бяло поле c2 · бяла пешка на черно поле f2 · бяла пешка на бяло поле g2 · бяла пешка на черно поле h2 · бял топ на черно поле a1 · бял кон на бяло поле b1 · бял офицер на черно поле c1 · бяла дама на бяло поле d1 · бял цар на черно поле e1 · бял офицер на бяло поле f1 · бял топ на бяло поле h1 | черен топ на бяло поле a8 · черен офицер на бяло поле c8 · черна дама на черно поле d8 · черен цар на бяло поле e8 · черен офицер на черно поле f8 · черен топ на черно поле h8 · черна пешка на черно поле a7 · черна пешка на бяло поле b7 · черна пешка на бяло поле d7 · черен кон на черно поле e7 · черна пешка на бяло поле f7 · черна пешка на черно поле g7 · черна пешка на бяло поле h7 · черен кон на бяло поле c6 · бял кон на черно поле d6 · черна пешка на черно поле e5 · бяла пешка на бяло поле e4 · бяла пешка на бяло поле a2 · бяла пешка на черно поле b2 · бяла пешка на бяло поле c2 · бяла пешка на черно поле f2 · бяла пешка на бяло поле g2 · бяла пешка на черно поле h2 · бял топ на черно поле a1 · бял кон на бяло поле b1 · бял офицер на черно поле c1 · бяла дама на бяло поле d1 · бял цар на черно поле e1 · бял офицер на бяло поле f1 · бял топ на бяло поле h1 | черен топ на бяло поле a8 · черен офицер на бяло поле c8 · черна дама на черно поле d8 · черен цар на бяло поле e8 · черен офицер на черно поле f8 · черен топ на черно поле h8 · черна пешка на черно поле a7 · черна пешка на бяло поле b7 · черна пешка на бяло поле d7 · черен кон на черно поле e7 · черна пешка на бяло поле f7 · черна пешка на черно поле g7 · черна пешка на бяло поле h7 · черен кон на бяло поле c6 · бял кон на черно поле d6 · черна пешка на черно поле e5 · бяла пешка на бяло поле e4 · бяла пешка на бяло поле a2 · бяла пешка на черно поле b2 · бяла пешка на бяло поле c2 · бяла пешка на черно поле f2 · бяла пешка на бяло поле g2 · бяла пешка на черно поле h2 · бял топ на черно поле a1 · бял кон на бяло поле b1 · бял офицер на черно поле c1 · бяла дама на бяло поле d1 · бял цар на черно поле e1 · бял офицер на бяло поле f1 · бял топ на бяло поле h1 | черен топ на бяло поле a8 · черен офицер на бяло поле c8 · черна дама на черно поле d8 · черен цар на бяло поле e8 · черен офицер на черно поле f8 · черен топ на черно поле h8 · черна пешка на черно поле a7 · черна пешка на бяло поле b7 · черна пешка на бяло поле d7 · черен кон на черно поле e7 · черна пешка на бяло поле f7 · черна пешка на черно поле g7 · черна пешка на бяло поле h7 · черен кон на бяло поле c6 · бял кон на черно поле d6 · черна пешка на черно поле e5 · бяла пешка на бяло поле e4 · бяла пешка на бяло поле a2 · бяла пешка на черно поле b2 · бяла пешка на бяло поле c2 · бяла пешка на черно поле f2 · бяла пешка на бяло поле g2 · бяла пешка на черно поле h2 · бял топ на черно поле a1 · бял кон на бяло поле b1 · бял офицер на черно поле c1 · бяла дама на бяло поле d1 · бял цар на черно поле e1 · бял офицер на бяло поле f1 · бял топ на бяло поле h1 | черен топ на бяло поле a8 · черен офицер на бяло поле c8 · черна дама на черно поле d8 · черен цар на бяло поле e8 · черен офицер на черно поле f8 · черен топ на черно поле h8 · черна пешка на черно поле a7 · черна пешка на бяло поле b7 · черна пешка на бяло поле d7 · черен кон на черно поле e7 · черна пешка на бяло поле f7 · черна пешка на черно поле g7 · черна пешка на бяло поле h7 · черен кон на бяло поле c6 · бял кон на черно поле d6 · черна пешка на черно поле e5 · бяла пешка на бяло поле e4 · бяла пешка на бяло поле a2 · бяла пешка на черно поле b2 · бяла пешка на бяло поле c2 · бяла пешка на черно поле f2 · бяла пешка на бяло поле g2 · бяла пешка на черно поле h2 · бял топ на черно поле a1 · бял кон на бяло поле b1 · бял офицер на черно поле c1 · бяла дама на бяло поле d1 · бял цар на черно поле e1 · бял офицер на бяло поле f1 · бял топ на бяло поле h1 | черен топ на бяло поле a8 · черен офицер на бяло поле c8 · черна дама на черно поле d8 · черен цар на бяло поле e8 · черен офицер на черно поле f8 · черен топ на черно поле h8 · черна пешка на черно поле a7 · черна пешка на бяло поле b7 · черна пешка на бяло поле d7 · черен кон на черно поле e7 · черна пешка на бяло поле f7 · черна пешка на черно поле g7 · черна пешка на бяло поле h7 · черен кон на бяло поле c6 · бял кон на черно поле d6 · черна пешка на черно поле e5 · бяла пешка на бяло поле e4 · бяла пешка на бяло поле a2 · бяла пешка на черно поле b2 · бяла пешка на бяло поле c2 · бяла пешка на черно поле f2 · бяла пешка на бяло поле g2 · бяла пешка на черно поле h2 · бял топ на черно поле a1 · бял кон на бяло поле b1 · бял офицер на черно поле c1 · бяла дама на бяло поле d1 · бял цар на черно поле e1 · бял офицер на бяло поле f1 · бял топ на бяло поле h1 | черен топ на бяло поле a8 · черен офицер на бяло поле c8 · черна дама на черно поле d8 · черен цар на бяло поле e8 · черен офицер на черно поле f8 · черен топ на черно поле h8 · черна пешка на черно поле a7 · черна пешка на бяло поле b7 · черна пешка на бяло поле d7 · черен кон на черно поле e7 · черна пешка на бяло поле f7 · черна пешка на черно поле g7 · черна пешка на бяло поле h7 · черен кон на бяло поле c6 · бял кон на черно поле d6 · черна пешка на черно поле e5 · бяла пешка на бяло поле e4 · бяла пешка на бяло поле a2 · бяла пешка на черно поле b2 · бяла пешка на бяло поле c2 · бяла пешка на черно поле f2 · бяла пешка на бяло поле g2 · бяла пешка на черно поле h2 · бял топ на черно поле a1 · бял кон на бяло поле b1 · бял офицер на черно поле c1 · бяла дама на бяло поле d1 · бял цар на черно поле e1 · бял офицер на бяло поле f1 · бял топ на бяло поле h1 | 7 |
| 6 | черен топ на бяло поле a8 · черен офицер на бяло поле c8 · черна дама на черно поле d8 · черен цар на бяло поле e8 · черен офицер на черно поле f8 · черен топ на черно поле h8 · черна пешка на черно поле a7 · черна пешка на бяло поле b7 · черна пешка на бяло поле d7 · черен кон на черно поле e7 · черна пешка на бяло поле f7 · черна пешка на черно поле g7 · черна пешка на бяло поле h7 · черен кон на бяло поле c6 · бял кон на черно поле d6 · черна пешка на черно поле e5 · бяла пешка на бяло поле e4 · бяла пешка на бяло поле a2 · бяла пешка на черно поле b2 · бяла пешка на бяло поле c2 · бяла пешка на черно поле f2 · бяла пешка на бяло поле g2 · бяла пешка на черно поле h2 · бял топ на черно поле a1 · бял кон на бяло поле b1 · бял офицер на черно поле c1 · бяла дама на бяло поле d1 · бял цар на черно поле e1 · бял офицер на бяло поле f1 · бял топ на бяло поле h1 | черен топ на бяло поле a8 · черен офицер на бяло поле c8 · черна дама на черно поле d8 · черен цар на бяло поле e8 · черен офицер на черно поле f8 · черен топ на черно поле h8 · черна пешка на черно поле a7 · черна пешка на бяло поле b7 · черна пешка на бяло поле d7 · черен кон на черно поле e7 · черна пешка на бяло поле f7 · черна пешка на черно поле g7 · черна пешка на бяло поле h7 · черен кон на бяло поле c6 · бял кон на черно поле d6 · черна пешка на черно поле e5 · бяла пешка на бяло поле e4 · бяла пешка на бяло поле a2 · бяла пешка на черно поле b2 · бяла пешка на бяло поле c2 · бяла пешка на черно поле f2 · бяла пешка на бяло поле g2 · бяла пешка на черно поле h2 · бял топ на черно поле a1 · бял кон на бяло поле b1 · бял офицер на черно поле c1 · бяла дама на бяло поле d1 · бял цар на черно поле e1 · бял офицер на бяло поле f1 · бял топ на бяло поле h1 | черен топ на бяло поле a8 · черен офицер на бяло поле c8 · черна дама на черно поле d8 · черен цар на бяло поле e8 · черен офицер на черно поле f8 · черен топ на черно поле h8 · черна пешка на черно поле a7 · черна пешка на бяло поле b7 · черна пешка на бяло поле d7 · черен кон на черно поле e7 · черна пешка на бяло поле f7 · черна пешка на черно поле g7 · черна пешка на бяло поле h7 · черен кон на бяло поле c6 · бял кон на черно поле d6 · черна пешка на черно поле e5 · бяла пешка на бяло поле e4 · бяла пешка на бяло поле a2 · бяла пешка на черно поле b2 · бяла пешка на бяло поле c2 · бяла пешка на черно поле f2 · бяла пешка на бяло поле g2 · бяла пешка на черно поле h2 · бял топ на черно поле a1 · бял кон на бяло поле b1 · бял офицер на черно поле c1 · бяла дама на бяло поле d1 · бял цар на черно поле e1 · бял офицер на бяло поле f1 · бял топ на бяло поле h1 | черен топ на бяло поле a8 · черен офицер на бяло поле c8 · черна дама на черно поле d8 · черен цар на бяло поле e8 · черен офицер на черно поле f8 · черен топ на черно поле h8 · черна пешка на черно поле a7 · черна пешка на бяло поле b7 · черна пешка на бяло поле d7 · черен кон на черно поле e7 · черна пешка на бяло поле f7 · черна пешка на черно поле g7 · черна пешка на бяло поле h7 · черен кон на бяло поле c6 · бял кон на черно поле d6 · черна пешка на черно поле e5 · бяла пешка на бяло поле e4 · бяла пешка на бяло поле a2 · бяла пешка на черно поле b2 · бяла пешка на бяло поле c2 · бяла пешка на черно поле f2 · бяла пешка на бяло поле g2 · бяла пешка на черно поле h2 · бял топ на черно поле a1 · бял кон на бяло поле b1 · бял офицер на черно поле c1 · бяла дама на бяло поле d1 · бял цар на черно поле e1 · бял офицер на бяло поле f1 · бял топ на бяло поле h1 | черен топ на бяло поле a8 · черен офицер на бяло поле c8 · черна дама на черно поле d8 · черен цар на бяло поле e8 · черен офицер на черно поле f8 · черен топ на черно поле h8 · черна пешка на черно поле a7 · черна пешка на бяло поле b7 · черна пешка на бяло поле d7 · черен кон на черно поле e7 · черна пешка на бяло поле f7 · черна пешка на черно поле g7 · черна пешка на бяло поле h7 · черен кон на бяло поле c6 · бял кон на черно поле d6 · черна пешка на черно поле e5 · бяла пешка на бяло поле e4 · бяла пешка на бяло поле a2 · бяла пешка на черно поле b2 · бяла пешка на бяло поле c2 · бяла пешка на черно поле f2 · бяла пешка на бяло поле g2 · бяла пешка на черно поле h2 · бял топ на черно поле a1 · бял кон на бяло поле b1 · бял офицер на черно поле c1 · бяла дама на бяло поле d1 · бял цар на черно поле e1 · бял офицер на бяло поле f1 · бял топ на бяло поле h1 | черен топ на бяло поле a8 · черен офицер на бяло поле c8 · черна дама на черно поле d8 · черен цар на бяло поле e8 · черен офицер на черно поле f8 · черен топ на черно поле h8 · черна пешка на черно поле a7 · черна пешка на бяло поле b7 · черна пешка на бяло поле d7 · черен кон на черно поле e7 · черна пешка на бяло поле f7 · черна пешка на черно поле g7 · черна пешка на бяло поле h7 · черен кон на бяло поле c6 · бял кон на черно поле d6 · черна пешка на черно поле e5 · бяла пешка на бяло поле e4 · бяла пешка на бяло поле a2 · бяла пешка на черно поле b2 · бяла пешка на бяло поле c2 · бяла пешка на черно поле f2 · бяла пешка на бяло поле g2 · бяла пешка на черно поле h2 · бял топ на черно поле a1 · бял кон на бяло поле b1 · бял офицер на черно поле c1 · бяла дама на бяло поле d1 · бял цар на черно поле e1 · бял офицер на бяло поле f1 · бял топ на бяло поле h1 | черен топ на бяло поле a8 · черен офицер на бяло поле c8 · черна дама на черно поле d8 · черен цар на бяло поле e8 · черен офицер на черно поле f8 · черен топ на черно поле h8 · черна пешка на черно поле a7 · черна пешка на бяло поле b7 · черна пешка на бяло поле d7 · черен кон на черно поле e7 · черна пешка на бяло поле f7 · черна пешка на черно поле g7 · черна пешка на бяло поле h7 · черен кон на бяло поле c6 · бял кон на черно поле d6 · черна пешка на черно поле e5 · бяла пешка на бяло поле e4 · бяла пешка на бяло поле a2 · бяла пешка на черно поле b2 · бяла пешка на бяло поле c2 · бяла пешка на черно поле f2 · бяла пешка на бяло поле g2 · бяла пешка на черно поле h2 · бял топ на черно поле a1 · бял кон на бяло поле b1 · бял офицер на черно поле c1 · бяла дама на бяло поле d1 · бял цар на черно поле e1 · бял офицер на бяло поле f1 · бял топ на бяло поле h1 | черен топ на бяло поле a8 · черен офицер на бяло поле c8 · черна дама на черно поле d8 · черен цар на бяло поле e8 · черен офицер на черно поле f8 · черен топ на черно поле h8 · черна пешка на черно поле a7 · черна пешка на бяло поле b7 · черна пешка на бяло поле d7 · черен кон на черно поле e7 · черна пешка на бяло поле f7 · черна пешка на черно поле g7 · черна пешка на бяло поле h7 · черен кон на бяло поле c6 · бял кон на черно поле d6 · черна пешка на черно поле e5 · бяла пешка на бяло поле e4 · бяла пешка на бяло поле a2 · бяла пешка на черно поле b2 · бяла пешка на бяло поле c2 · бяла пешка на черно поле f2 · бяла пешка на бяло поле g2 · бяла пешка на черно поле h2 · бял топ на черно поле a1 · бял кон на бяло поле b1 · бял офицер на черно поле c1 · бяла дама на бяло поле d1 · бял цар на черно поле e1 · бял офицер на бяло поле f1 · бял топ на бяло поле h1 | 6 |
| 5 | черен топ на бяло поле a8 · черен офицер на бяло поле c8 · черна дама на черно поле d8 · черен цар на бяло поле e8 · черен офицер на черно поле f8 · черен топ на черно поле h8 · черна пешка на черно поле a7 · черна пешка на бяло поле b7 · черна пешка на бяло поле d7 · черен кон на черно поле e7 · черна пешка на бяло поле f7 · черна пешка на черно поле g7 · черна пешка на бяло поле h7 · черен кон на бяло поле c6 · бял кон на черно поле d6 · черна пешка на черно поле e5 · бяла пешка на бяло поле e4 · бяла пешка на бяло поле a2 · бяла пешка на черно поле b2 · бяла пешка на бяло поле c2 · бяла пешка на черно поле f2 · бяла пешка на бяло поле g2 · бяла пешка на черно поле h2 · бял топ на черно поле a1 · бял кон на бяло поле b1 · бял офицер на черно поле c1 · бяла дама на бяло поле d1 · бял цар на черно поле e1 · бял офицер на бяло поле f1 · бял топ на бяло поле h1 | черен топ на бяло поле a8 · черен офицер на бяло поле c8 · черна дама на черно поле d8 · черен цар на бяло поле e8 · черен офицер на черно поле f8 · черен топ на черно поле h8 · черна пешка на черно поле a7 · черна пешка на бяло поле b7 · черна пешка на бяло поле d7 · черен кон на черно поле e7 · черна пешка на бяло поле f7 · черна пешка на черно поле g7 · черна пешка на бяло поле h7 · черен кон на бяло поле c6 · бял кон на черно поле d6 · черна пешка на черно поле e5 · бяла пешка на бяло поле e4 · бяла пешка на бяло поле a2 · бяла пешка на черно поле b2 · бяла пешка на бяло поле c2 · бяла пешка на черно поле f2 · бяла пешка на бяло поле g2 · бяла пешка на черно поле h2 · бял топ на черно поле a1 · бял кон на бяло поле b1 · бял офицер на черно поле c1 · бяла дама на бяло поле d1 · бял цар на черно поле e1 · бял офицер на бяло поле f1 · бял топ на бяло поле h1 | черен топ на бяло поле a8 · черен офицер на бяло поле c8 · черна дама на черно поле d8 · черен цар на бяло поле e8 · черен офицер на черно поле f8 · черен топ на черно поле h8 · черна пешка на черно поле a7 · черна пешка на бяло поле b7 · черна пешка на бяло поле d7 · черен кон на черно поле e7 · черна пешка на бяло поле f7 · черна пешка на черно поле g7 · черна пешка на бяло поле h7 · черен кон на бяло поле c6 · бял кон на черно поле d6 · черна пешка на черно поле e5 · бяла пешка на бяло поле e4 · бяла пешка на бяло поле a2 · бяла пешка на черно поле b2 · бяла пешка на бяло поле c2 · бяла пешка на черно поле f2 · бяла пешка на бяло поле g2 · бяла пешка на черно поле h2 · бял топ на черно поле a1 · бял кон на бяло поле b1 · бял офицер на черно поле c1 · бяла дама на бяло поле d1 · бял цар на черно поле e1 · бял офицер на бяло поле f1 · бял топ на бяло поле h1 | черен топ на бяло поле a8 · черен офицер на бяло поле c8 · черна дама на черно поле d8 · черен цар на бяло поле e8 · черен офицер на черно поле f8 · черен топ на черно поле h8 · черна пешка на черно поле a7 · черна пешка на бяло поле b7 · черна пешка на бяло поле d7 · черен кон на черно поле e7 · черна пешка на бяло поле f7 · черна пешка на черно поле g7 · черна пешка на бяло поле h7 · черен кон на бяло поле c6 · бял кон на черно поле d6 · черна пешка на черно поле e5 · бяла пешка на бяло поле e4 · бяла пешка на бяло поле a2 · бяла пешка на черно поле b2 · бяла пешка на бяло поле c2 · бяла пешка на черно поле f2 · бяла пешка на бяло поле g2 · бяла пешка на черно поле h2 · бял топ на черно поле a1 · бял кон на бяло поле b1 · бял офицер на черно поле c1 · бяла дама на бяло поле d1 · бял цар на черно поле e1 · бял офицер на бяло поле f1 · бял топ на бяло поле h1 | черен топ на бяло поле a8 · черен офицер на бяло поле c8 · черна дама на черно поле d8 · черен цар на бяло поле e8 · черен офицер на черно поле f8 · черен топ на черно поле h8 · черна пешка на черно поле a7 · черна пешка на бяло поле b7 · черна пешка на бяло поле d7 · черен кон на черно поле e7 · черна пешка на бяло поле f7 · черна пешка на черно поле g7 · черна пешка на бяло поле h7 · черен кон на бяло поле c6 · бял кон на черно поле d6 · черна пешка на черно поле e5 · бяла пешка на бяло поле e4 · бяла пешка на бяло поле a2 · бяла пешка на черно поле b2 · бяла пешка на бяло поле c2 · бяла пешка на черно поле f2 · бяла пешка на бяло поле g2 · бяла пешка на черно поле h2 · бял топ на черно поле a1 · бял кон на бяло поле b1 · бял офицер на черно поле c1 · бяла дама на бяло поле d1 · бял цар на черно поле e1 · бял офицер на бяло поле f1 · бял топ на бяло поле h1 | черен топ на бяло поле a8 · черен офицер на бяло поле c8 · черна дама на черно поле d8 · черен цар на бяло поле e8 · черен офицер на черно поле f8 · черен топ на черно поле h8 · черна пешка на черно поле a7 · черна пешка на бяло поле b7 · черна пешка на бяло поле d7 · черен кон на черно поле e7 · черна пешка на бяло поле f7 · черна пешка на черно поле g7 · черна пешка на бяло поле h7 · черен кон на бяло поле c6 · бял кон на черно поле d6 · черна пешка на черно поле e5 · бяла пешка на бяло поле e4 · бяла пешка на бяло поле a2 · бяла пешка на черно поле b2 · бяла пешка на бяло поле c2 · бяла пешка на черно поле f2 · бяла пешка на бяло поле g2 · бяла пешка на черно поле h2 · бял топ на черно поле a1 · бял кон на бяло поле b1 · бял офицер на черно поле c1 · бяла дама на бяло поле d1 · бял цар на черно поле e1 · бял офицер на бяло поле f1 · бял топ на бяло поле h1 | черен топ на бяло поле a8 · черен офицер на бяло поле c8 · черна дама на черно поле d8 · черен цар на бяло поле e8 · черен офицер на черно поле f8 · черен топ на черно поле h8 · черна пешка на черно поле a7 · черна пешка на бяло поле b7 · черна пешка на бяло поле d7 · черен кон на черно поле e7 · черна пешка на бяло поле f7 · черна пешка на черно поле g7 · черна пешка на бяло поле h7 · черен кон на бяло поле c6 · бял кон на черно поле d6 · черна пешка на черно поле e5 · бяла пешка на бяло поле e4 · бяла пешка на бяло поле a2 · бяла пешка на черно поле b2 · бяла пешка на бяло поле c2 · бяла пешка на черно поле f2 · бяла пешка на бяло поле g2 · бяла пешка на черно поле h2 · бял топ на черно поле a1 · бял кон на бяло поле b1 · бял офицер на черно поле c1 · бяла дама на бяло поле d1 · бял цар на черно поле e1 · бял офицер на бяло поле f1 · бял топ на бяло поле h1 | черен топ на бяло поле a8 · черен офицер на бяло поле c8 · черна дама на черно поле d8 · черен цар на бяло поле e8 · черен офицер на черно поле f8 · черен топ на черно поле h8 · черна пешка на черно поле a7 · черна пешка на бяло поле b7 · черна пешка на бяло поле d7 · черен кон на черно поле e7 · черна пешка на бяло поле f7 · черна пешка на черно поле g7 · черна пешка на бяло поле h7 · черен кон на бяло поле c6 · бял кон на черно поле d6 · черна пешка на черно поле e5 · бяла пешка на бяло поле e4 · бяла пешка на бяло поле a2 · бяла пешка на черно поле b2 · бяла пешка на бяло поле c2 · бяла пешка на черно поле f2 · бяла пешка на бяло поле g2 · бяла пешка на черно поле h2 · бял топ на черно поле a1 · бял кон на бяло поле b1 · бял офицер на черно поле c1 · бяла дама на бяло поле d1 · бял цар на черно поле e1 · бял офицер на бяло поле f1 · бял топ на бяло поле h1 | 5 |
| 4 | черен топ на бяло поле a8 · черен офицер на бяло поле c8 · черна дама на черно поле d8 · черен цар на бяло поле e8 · черен офицер на черно поле f8 · черен топ на черно поле h8 · черна пешка на черно поле a7 · черна пешка на бяло поле b7 · черна пешка на бяло поле d7 · черен кон на черно поле e7 · черна пешка на бяло поле f7 · черна пешка на черно поле g7 · черна пешка на бяло поле h7 · черен кон на бяло поле c6 · бял кон на черно поле d6 · черна пешка на черно поле e5 · бяла пешка на бяло поле e4 · бяла пешка на бяло поле a2 · бяла пешка на черно поле b2 · бяла пешка на бяло поле c2 · бяла пешка на черно поле f2 · бяла пешка на бяло поле g2 · бяла пешка на черно поле h2 · бял топ на черно поле a1 · бял кон на бяло поле b1 · бял офицер на черно поле c1 · бяла дама на бяло поле d1 · бял цар на черно поле e1 · бял офицер на бяло поле f1 · бял топ на бяло поле h1 | черен топ на бяло поле a8 · черен офицер на бяло поле c8 · черна дама на черно поле d8 · черен цар на бяло поле e8 · черен офицер на черно поле f8 · черен топ на черно поле h8 · черна пешка на черно поле a7 · черна пешка на бяло поле b7 · черна пешка на бяло поле d7 · черен кон на черно поле e7 · черна пешка на бяло поле f7 · черна пешка на черно поле g7 · черна пешка на бяло поле h7 · черен кон на бяло поле c6 · бял кон на черно поле d6 · черна пешка на черно поле e5 · бяла пешка на бяло поле e4 · бяла пешка на бяло поле a2 · бяла пешка на черно поле b2 · бяла пешка на бяло поле c2 · бяла пешка на черно поле f2 · бяла пешка на бяло поле g2 · бяла пешка на черно поле h2 · бял топ на черно поле a1 · бял кон на бяло поле b1 · бял офицер на черно поле c1 · бяла дама на бяло поле d1 · бял цар на черно поле e1 · бял офицер на бяло поле f1 · бял топ на бяло поле h1 | черен топ на бяло поле a8 · черен офицер на бяло поле c8 · черна дама на черно поле d8 · черен цар на бяло поле e8 · черен офицер на черно поле f8 · черен топ на черно поле h8 · черна пешка на черно поле a7 · черна пешка на бяло поле b7 · черна пешка на бяло поле d7 · черен кон на черно поле e7 · черна пешка на бяло поле f7 · черна пешка на черно поле g7 · черна пешка на бяло поле h7 · черен кон на бяло поле c6 · бял кон на черно поле d6 · черна пешка на черно поле e5 · бяла пешка на бяло поле e4 · бяла пешка на бяло поле a2 · бяла пешка на черно поле b2 · бяла пешка на бяло поле c2 · бяла пешка на черно поле f2 · бяла пешка на бяло поле g2 · бяла пешка на черно поле h2 · бял топ на черно поле a1 · бял кон на бяло поле b1 · бял офицер на черно поле c1 · бяла дама на бяло поле d1 · бял цар на черно поле e1 · бял офицер на бяло поле f1 · бял топ на бяло поле h1 | черен топ на бяло поле a8 · черен офицер на бяло поле c8 · черна дама на черно поле d8 · черен цар на бяло поле e8 · черен офицер на черно поле f8 · черен топ на черно поле h8 · черна пешка на черно поле a7 · черна пешка на бяло поле b7 · черна пешка на бяло поле d7 · черен кон на черно поле e7 · черна пешка на бяло поле f7 · черна пешка на черно поле g7 · черна пешка на бяло поле h7 · черен кон на бяло поле c6 · бял кон на черно поле d6 · черна пешка на черно поле e5 · бяла пешка на бяло поле e4 · бяла пешка на бяло поле a2 · бяла пешка на черно поле b2 · бяла пешка на бяло поле c2 · бяла пешка на черно поле f2 · бяла пешка на бяло поле g2 · бяла пешка на черно поле h2 · бял топ на черно поле a1 · бял кон на бяло поле b1 · бял офицер на черно поле c1 · бяла дама на бяло поле d1 · бял цар на черно поле e1 · бял офицер на бяло поле f1 · бял топ на бяло поле h1 | черен топ на бяло поле a8 · черен офицер на бяло поле c8 · черна дама на черно поле d8 · черен цар на бяло поле e8 · черен офицер на черно поле f8 · черен топ на черно поле h8 · черна пешка на черно поле a7 · черна пешка на бяло поле b7 · черна пешка на бяло поле d7 · черен кон на черно поле e7 · черна пешка на бяло поле f7 · черна пешка на черно поле g7 · черна пешка на бяло поле h7 · черен кон на бяло поле c6 · бял кон на черно поле d6 · черна пешка на черно поле e5 · бяла пешка на бяло поле e4 · бяла пешка на бяло поле a2 · бяла пешка на черно поле b2 · бяла пешка на бяло поле c2 · бяла пешка на черно поле f2 · бяла пешка на бяло поле g2 · бяла пешка на черно поле h2 · бял топ на черно поле a1 · бял кон на бяло поле b1 · бял офицер на черно поле c1 · бяла дама на бяло поле d1 · бял цар на черно поле e1 · бял офицер на бяло поле f1 · бял топ на бяло поле h1 | черен топ на бяло поле a8 · черен офицер на бяло поле c8 · черна дама на черно поле d8 · черен цар на бяло поле e8 · черен офицер на черно поле f8 · черен топ на черно поле h8 · черна пешка на черно поле a7 · черна пешка на бяло поле b7 · черна пешка на бяло поле d7 · черен кон на черно поле e7 · черна пешка на бяло поле f7 · черна пешка на черно поле g7 · черна пешка на бяло поле h7 · черен кон на бяло поле c6 · бял кон на черно поле d6 · черна пешка на черно поле e5 · бяла пешка на бяло поле e4 · бяла пешка на бяло поле a2 · бяла пешка на черно поле b2 · бяла пешка на бяло поле c2 · бяла пешка на черно поле f2 · бяла пешка на бяло поле g2 · бяла пешка на черно поле h2 · бял топ на черно поле a1 · бял кон на бяло поле b1 · бял офицер на черно поле c1 · бяла дама на бяло поле d1 · бял цар на черно поле e1 · бял офицер на бяло поле f1 · бял топ на бяло поле h1 | черен топ на бяло поле a8 · черен офицер на бяло поле c8 · черна дама на черно поле d8 · черен цар на бяло поле e8 · черен офицер на черно поле f8 · черен топ на черно поле h8 · черна пешка на черно поле a7 · черна пешка на бяло поле b7 · черна пешка на бяло поле d7 · черен кон на черно поле e7 · черна пешка на бяло поле f7 · черна пешка на черно поле g7 · черна пешка на бяло поле h7 · черен кон на бяло поле c6 · бял кон на черно поле d6 · черна пешка на черно поле e5 · бяла пешка на бяло поле e4 · бяла пешка на бяло поле a2 · бяла пешка на черно поле b2 · бяла пешка на бяло поле c2 · бяла пешка на черно поле f2 · бяла пешка на бяло поле g2 · бяла пешка на черно поле h2 · бял топ на черно поле a1 · бял кон на бяло поле b1 · бял офицер на черно поле c1 · бяла дама на бяло поле d1 · бял цар на черно поле e1 · бял офицер на бяло поле f1 · бял топ на бяло поле h1 | черен топ на бяло поле a8 · черен офицер на бяло поле c8 · черна дама на черно поле d8 · черен цар на бяло поле e8 · черен офицер на черно поле f8 · черен топ на черно поле h8 · черна пешка на черно поле a7 · черна пешка на бяло поле b7 · черна пешка на бяло поле d7 · черен кон на черно поле e7 · черна пешка на бяло поле f7 · черна пешка на черно поле g7 · черна пешка на бяло поле h7 · черен кон на бяло поле c6 · бял кон на черно поле d6 · черна пешка на черно поле e5 · бяла пешка на бяло поле e4 · бяла пешка на бяло поле a2 · бяла пешка на черно поле b2 · бяла пешка на бяло поле c2 · бяла пешка на черно поле f2 · бяла пешка на бяло поле g2 · бяла пешка на черно поле h2 · бял топ на черно поле a1 · бял кон на бяло поле b1 · бял офицер на черно поле c1 · бяла дама на бяло поле d1 · бял цар на черно поле e1 · бял офицер на бяло поле f1 · бял топ на бяло поле h1 | 4 |
| 3 | черен топ на бяло поле a8 · черен офицер на бяло поле c8 · черна дама на черно поле d8 · черен цар на бяло поле e8 · черен офицер на черно поле f8 · черен топ на черно поле h8 · черна пешка на черно поле a7 · черна пешка на бяло поле b7 · черна пешка на бяло поле d7 · черен кон на черно поле e7 · черна пешка на бяло поле f7 · черна пешка на черно поле g7 · черна пешка на бяло поле h7 · черен кон на бяло поле c6 · бял кон на черно поле d6 · черна пешка на черно поле e5 · бяла пешка на бяло поле e4 · бяла пешка на бяло поле a2 · бяла пешка на черно поле b2 · бяла пешка на бяло поле c2 · бяла пешка на черно поле f2 · бяла пешка на бяло поле g2 · бяла пешка на черно поле h2 · бял топ на черно поле a1 · бял кон на бяло поле b1 · бял офицер на черно поле c1 · бяла дама на бяло поле d1 · бял цар на черно поле e1 · бял офицер на бяло поле f1 · бял топ на бяло поле h1 | черен топ на бяло поле a8 · черен офицер на бяло поле c8 · черна дама на черно поле d8 · черен цар на бяло поле e8 · черен офицер на черно поле f8 · черен топ на черно поле h8 · черна пешка на черно поле a7 · черна пешка на бяло поле b7 · черна пешка на бяло поле d7 · черен кон на черно поле e7 · черна пешка на бяло поле f7 · черна пешка на черно поле g7 · черна пешка на бяло поле h7 · черен кон на бяло поле c6 · бял кон на черно поле d6 · черна пешка на черно поле e5 · бяла пешка на бяло поле e4 · бяла пешка на бяло поле a2 · бяла пешка на черно поле b2 · бяла пешка на бяло поле c2 · бяла пешка на черно поле f2 · бяла пешка на бяло поле g2 · бяла пешка на черно поле h2 · бял топ на черно поле a1 · бял кон на бяло поле b1 · бял офицер на черно поле c1 · бяла дама на бяло поле d1 · бял цар на черно поле e1 · бял офицер на бяло поле f1 · бял топ на бяло поле h1 | черен топ на бяло поле a8 · черен офицер на бяло поле c8 · черна дама на черно поле d8 · черен цар на бяло поле e8 · черен офицер на черно поле f8 · черен топ на черно поле h8 · черна пешка на черно поле a7 · черна пешка на бяло поле b7 · черна пешка на бяло поле d7 · черен кон на черно поле e7 · черна пешка на бяло поле f7 · черна пешка на черно поле g7 · черна пешка на бяло поле h7 · черен кон на бяло поле c6 · бял кон на черно поле d6 · черна пешка на черно поле e5 · бяла пешка на бяло поле e4 · бяла пешка на бяло поле a2 · бяла пешка на черно поле b2 · бяла пешка на бяло поле c2 · бяла пешка на черно поле f2 · бяла пешка на бяло поле g2 · бяла пешка на черно поле h2 · бял топ на черно поле a1 · бял кон на бяло поле b1 · бял офицер на черно поле c1 · бяла дама на бяло поле d1 · бял цар на черно поле e1 · бял офицер на бяло поле f1 · бял топ на бяло поле h1 | черен топ на бяло поле a8 · черен офицер на бяло поле c8 · черна дама на черно поле d8 · черен цар на бяло поле e8 · черен офицер на черно поле f8 · черен топ на черно поле h8 · черна пешка на черно поле a7 · черна пешка на бяло поле b7 · черна пешка на бяло поле d7 · черен кон на черно поле e7 · черна пешка на бяло поле f7 · черна пешка на черно поле g7 · черна пешка на бяло поле h7 · черен кон на бяло поле c6 · бял кон на черно поле d6 · черна пешка на черно поле e5 · бяла пешка на бяло поле e4 · бяла пешка на бяло поле a2 · бяла пешка на черно поле b2 · бяла пешка на бяло поле c2 · бяла пешка на черно поле f2 · бяла пешка на бяло поле g2 · бяла пешка на черно поле h2 · бял топ на черно поле a1 · бял кон на бяло поле b1 · бял офицер на черно поле c1 · бяла дама на бяло поле d1 · бял цар на черно поле e1 · бял офицер на бяло поле f1 · бял топ на бяло поле h1 | черен топ на бяло поле a8 · черен офицер на бяло поле c8 · черна дама на черно поле d8 · черен цар на бяло поле e8 · черен офицер на черно поле f8 · черен топ на черно поле h8 · черна пешка на черно поле a7 · черна пешка на бяло поле b7 · черна пешка на бяло поле d7 · черен кон на черно поле e7 · черна пешка на бяло поле f7 · черна пешка на черно поле g7 · черна пешка на бяло поле h7 · черен кон на бяло поле c6 · бял кон на черно поле d6 · черна пешка на черно поле e5 · бяла пешка на бяло поле e4 · бяла пешка на бяло поле a2 · бяла пешка на черно поле b2 · бяла пешка на бяло поле c2 · бяла пешка на черно поле f2 · бяла пешка на бяло поле g2 · бяла пешка на черно поле h2 · бял топ на черно поле a1 · бял кон на бяло поле b1 · бял офицер на черно поле c1 · бяла дама на бяло поле d1 · бял цар на черно поле e1 · бял офицер на бяло поле f1 · бял топ на бяло поле h1 | черен топ на бяло поле a8 · черен офицер на бяло поле c8 · черна дама на черно поле d8 · черен цар на бяло поле e8 · черен офицер на черно поле f8 · черен топ на черно поле h8 · черна пешка на черно поле a7 · черна пешка на бяло поле b7 · черна пешка на бяло поле d7 · черен кон на черно поле e7 · черна пешка на бяло поле f7 · черна пешка на черно поле g7 · черна пешка на бяло поле h7 · черен кон на бяло поле c6 · бял кон на черно поле d6 · черна пешка на черно поле e5 · бяла пешка на бяло поле e4 · бяла пешка на бяло поле a2 · бяла пешка на черно поле b2 · бяла пешка на бяло поле c2 · бяла пешка на черно поле f2 · бяла пешка на бяло поле g2 · бяла пешка на черно поле h2 · бял топ на черно поле a1 · бял кон на бяло поле b1 · бял офицер на черно поле c1 · бяла дама на бяло поле d1 · бял цар на черно поле e1 · бял офицер на бяло поле f1 · бял топ на бяло поле h1 | черен топ на бяло поле a8 · черен офицер на бяло поле c8 · черна дама на черно поле d8 · черен цар на бяло поле e8 · черен офицер на черно поле f8 · черен топ на черно поле h8 · черна пешка на черно поле a7 · черна пешка на бяло поле b7 · черна пешка на бяло поле d7 · черен кон на черно поле e7 · черна пешка на бяло поле f7 · черна пешка на черно поле g7 · черна пешка на бяло поле h7 · черен кон на бяло поле c6 · бял кон на черно поле d6 · черна пешка на черно поле e5 · бяла пешка на бяло поле e4 · бяла пешка на бяло поле a2 · бяла пешка на черно поле b2 · бяла пешка на бяло поле c2 · бяла пешка на черно поле f2 · бяла пешка на бяло поле g2 · бяла пешка на черно поле h2 · бял топ на черно поле a1 · бял кон на бяло поле b1 · бял офицер на черно поле c1 · бяла дама на бяло поле d1 · бял цар на черно поле e1 · бял офицер на бяло поле f1 · бял топ на бяло поле h1 | черен топ на бяло поле a8 · черен офицер на бяло поле c8 · черна дама на черно поле d8 · черен цар на бяло поле e8 · черен офицер на черно поле f8 · черен топ на черно поле h8 · черна пешка на черно поле a7 · черна пешка на бяло поле b7 · черна пешка на бяло поле d7 · черен кон на черно поле e7 · черна пешка на бяло поле f7 · черна пешка на черно поле g7 · черна пешка на бяло поле h7 · черен кон на бяло поле c6 · бял кон на черно поле d6 · черна пешка на черно поле e5 · бяла пешка на бяло поле e4 · бяла пешка на бяло поле a2 · бяла пешка на черно поле b2 · бяла пешка на бяло поле c2 · бяла пешка на черно поле f2 · бяла пешка на бяло поле g2 · бяла пешка на черно поле h2 · бял топ на черно поле a1 · бял кон на бяло поле b1 · бял офицер на черно поле c1 · бяла дама на бяло поле d1 · бял цар на черно поле e1 · бял офицер на бяло поле f1 · бял топ на бяло поле h1 | 3 |
| 2 | черен топ на бяло поле a8 · черен офицер на бяло поле c8 · черна дама на черно поле d8 · черен цар на бяло поле e8 · черен офицер на черно поле f8 · черен топ на черно поле h8 · черна пешка на черно поле a7 · черна пешка на бяло поле b7 · черна пешка на бяло поле d7 · черен кон на черно поле e7 · черна пешка на бяло поле f7 · черна пешка на черно поле g7 · черна пешка на бяло поле h7 · черен кон на бяло поле c6 · бял кон на черно поле d6 · черна пешка на черно поле e5 · бяла пешка на бяло поле e4 · бяла пешка на бяло поле a2 · бяла пешка на черно поле b2 · бяла пешка на бяло поле c2 · бяла пешка на черно поле f2 · бяла пешка на бяло поле g2 · бяла пешка на черно поле h2 · бял топ на черно поле a1 · бял кон на бяло поле b1 · бял офицер на черно поле c1 · бяла дама на бяло поле d1 · бял цар на черно поле e1 · бял офицер на бяло поле f1 · бял топ на бяло поле h1 | черен топ на бяло поле a8 · черен офицер на бяло поле c8 · черна дама на черно поле d8 · черен цар на бяло поле e8 · черен офицер на черно поле f8 · черен топ на черно поле h8 · черна пешка на черно поле a7 · черна пешка на бяло поле b7 · черна пешка на бяло поле d7 · черен кон на черно поле e7 · черна пешка на бяло поле f7 · черна пешка на черно поле g7 · черна пешка на бяло поле h7 · черен кон на бяло поле c6 · бял кон на черно поле d6 · черна пешка на черно поле e5 · бяла пешка на бяло поле e4 · бяла пешка на бяло поле a2 · бяла пешка на черно поле b2 · бяла пешка на бяло поле c2 · бяла пешка на черно поле f2 · бяла пешка на бяло поле g2 · бяла пешка на черно поле h2 · бял топ на черно поле a1 · бял кон на бяло поле b1 · бял офицер на черно поле c1 · бяла дама на бяло поле d1 · бял цар на черно поле e1 · бял офицер на бяло поле f1 · бял топ на бяло поле h1 | черен топ на бяло поле a8 · черен офицер на бяло поле c8 · черна дама на черно поле d8 · черен цар на бяло поле e8 · черен офицер на черно поле f8 · черен топ на черно поле h8 · черна пешка на черно поле a7 · черна пешка на бяло поле b7 · черна пешка на бяло поле d7 · черен кон на черно поле e7 · черна пешка на бяло поле f7 · черна пешка на черно поле g7 · черна пешка на бяло поле h7 · черен кон на бяло поле c6 · бял кон на черно поле d6 · черна пешка на черно поле e5 · бяла пешка на бяло поле e4 · бяла пешка на бяло поле a2 · бяла пешка на черно поле b2 · бяла пешка на бяло поле c2 · бяла пешка на черно поле f2 · бяла пешка на бяло поле g2 · бяла пешка на черно поле h2 · бял топ на черно поле a1 · бял кон на бяло поле b1 · бял офицер на черно поле c1 · бяла дама на бяло поле d1 · бял цар на черно поле e1 · бял офицер на бяло поле f1 · бял топ на бяло поле h1 | черен топ на бяло поле a8 · черен офицер на бяло поле c8 · черна дама на черно поле d8 · черен цар на бяло поле e8 · черен офицер на черно поле f8 · черен топ на черно поле h8 · черна пешка на черно поле a7 · черна пешка на бяло поле b7 · черна пешка на бяло поле d7 · черен кон на черно поле e7 · черна пешка на бяло поле f7 · черна пешка на черно поле g7 · черна пешка на бяло поле h7 · черен кон на бяло поле c6 · бял кон на черно поле d6 · черна пешка на черно поле e5 · бяла пешка на бяло поле e4 · бяла пешка на бяло поле a2 · бяла пешка на черно поле b2 · бяла пешка на бяло поле c2 · бяла пешка на черно поле f2 · бяла пешка на бяло поле g2 · бяла пешка на черно поле h2 · бял топ на черно поле a1 · бял кон на бяло поле b1 · бял офицер на черно поле c1 · бяла дама на бяло поле d1 · бял цар на черно поле e1 · бял офицер на бяло поле f1 · бял топ на бяло поле h1 | черен топ на бяло поле a8 · черен офицер на бяло поле c8 · черна дама на черно поле d8 · черен цар на бяло поле e8 · черен офицер на черно поле f8 · черен топ на черно поле h8 · черна пешка на черно поле a7 · черна пешка на бяло поле b7 · черна пешка на бяло поле d7 · черен кон на черно поле e7 · черна пешка на бяло поле f7 · черна пешка на черно поле g7 · черна пешка на бяло поле h7 · черен кон на бяло поле c6 · бял кон на черно поле d6 · черна пешка на черно поле e5 · бяла пешка на бяло поле e4 · бяла пешка на бяло поле a2 · бяла пешка на черно поле b2 · бяла пешка на бяло поле c2 · бяла пешка на черно поле f2 · бяла пешка на бяло поле g2 · бяла пешка на черно поле h2 · бял топ на черно поле a1 · бял кон на бяло поле b1 · бял офицер на черно поле c1 · бяла дама на бяло поле d1 · бял цар на черно поле e1 · бял офицер на бяло поле f1 · бял топ на бяло поле h1 | черен топ на бяло поле a8 · черен офицер на бяло поле c8 · черна дама на черно поле d8 · черен цар на бяло поле e8 · черен офицер на черно поле f8 · черен топ на черно поле h8 · черна пешка на черно поле a7 · черна пешка на бяло поле b7 · черна пешка на бяло поле d7 · черен кон на черно поле e7 · черна пешка на бяло поле f7 · черна пешка на черно поле g7 · черна пешка на бяло поле h7 · черен кон на бяло поле c6 · бял кон на черно поле d6 · черна пешка на черно поле e5 · бяла пешка на бяло поле e4 · бяла пешка на бяло поле a2 · бяла пешка на черно поле b2 · бяла пешка на бяло поле c2 · бяла пешка на черно поле f2 · бяла пешка на бяло поле g2 · бяла пешка на черно поле h2 · бял топ на черно поле a1 · бял кон на бяло поле b1 · бял офицер на черно поле c1 · бяла дама на бяло поле d1 · бял цар на черно поле e1 · бял офицер на бяло поле f1 · бял топ на бяло поле h1 | черен топ на бяло поле a8 · черен офицер на бяло поле c8 · черна дама на черно поле d8 · черен цар на бяло поле e8 · черен офицер на черно поле f8 · черен топ на черно поле h8 · черна пешка на черно поле a7 · черна пешка на бяло поле b7 · черна пешка на бяло поле d7 · черен кон на черно поле e7 · черна пешка на бяло поле f7 · черна пешка на черно поле g7 · черна пешка на бяло поле h7 · черен кон на бяло поле c6 · бял кон на черно поле d6 · черна пешка на черно поле e5 · бяла пешка на бяло поле e4 · бяла пешка на бяло поле a2 · бяла пешка на черно поле b2 · бяла пешка на бяло поле c2 · бяла пешка на черно поле f2 · бяла пешка на бяло поле g2 · бяла пешка на черно поле h2 · бял топ на черно поле a1 · бял кон на бяло поле b1 · бял офицер на черно поле c1 · бяла дама на бяло поле d1 · бял цар на черно поле e1 · бял офицер на бяло поле f1 · бял топ на бяло поле h1 | черен топ на бяло поле a8 · черен офицер на бяло поле c8 · черна дама на черно поле d8 · черен цар на бяло поле e8 · черен офицер на черно поле f8 · черен топ на черно поле h8 · черна пешка на черно поле a7 · черна пешка на бяло поле b7 · черна пешка на бяло поле d7 · черен кон на черно поле e7 · черна пешка на бяло поле f7 · черна пешка на черно поле g7 · черна пешка на бяло поле h7 · черен кон на бяло поле c6 · бял кон на черно поле d6 · черна пешка на черно поле e5 · бяла пешка на бяло поле e4 · бяла пешка на бяло поле a2 · бяла пешка на черно поле b2 · бяла пешка на бяло поле c2 · бяла пешка на черно поле f2 · бяла пешка на бяло поле g2 · бяла пешка на черно поле h2 · бял топ на черно поле a1 · бял кон на бяло поле b1 · бял офицер на черно поле c1 · бяла дама на бяло поле d1 · бял цар на черно поле e1 · бял офицер на бяло поле f1 · бял топ на бяло поле h1 | 2 |
| 1 | черен топ на бяло поле a8 · черен офицер на бяло поле c8 · черна дама на черно поле d8 · черен цар на бяло поле e8 · черен офицер на черно поле f8 · черен топ на черно поле h8 · черна пешка на черно поле a7 · черна пешка на бяло поле b7 · черна пешка на бяло поле d7 · черен кон на черно поле e7 · черна пешка на бяло поле f7 · черна пешка на черно поле g7 · черна пешка на бяло поле h7 · черен кон на бяло поле c6 · бял кон на черно поле d6 · черна пешка на черно поле e5 · бяла пешка на бяло поле e4 · бяла пешка на бяло поле a2 · бяла пешка на черно поле b2 · бяла пешка на бяло поле c2 · бяла пешка на черно поле f2 · бяла пешка на бяло поле g2 · бяла пешка на черно поле h2 · бял топ на черно поле a1 · бял кон на бяло поле b1 · бял офицер на черно поле c1 · бяла дама на бяло поле d1 · бял цар на черно поле e1 · бял офицер на бяло поле f1 · бял топ на бяло поле h1 | черен топ на бяло поле a8 · черен офицер на бяло поле c8 · черна дама на черно поле d8 · черен цар на бяло поле e8 · черен офицер на черно поле f8 · черен топ на черно поле h8 · черна пешка на черно поле a7 · черна пешка на бяло поле b7 · черна пешка на бяло поле d7 · черен кон на черно поле e7 · черна пешка на бяло поле f7 · черна пешка на черно поле g7 · черна пешка на бяло поле h7 · черен кон на бяло поле c6 · бял кон на черно поле d6 · черна пешка на черно поле e5 · бяла пешка на бяло поле e4 · бяла пешка на бяло поле a2 · бяла пешка на черно поле b2 · бяла пешка на бяло поле c2 · бяла пешка на черно поле f2 · бяла пешка на бяло поле g2 · бяла пешка на черно поле h2 · бял топ на черно поле a1 · бял кон на бяло поле b1 · бял офицер на черно поле c1 · бяла дама на бяло поле d1 · бял цар на черно поле e1 · бял офицер на бяло поле f1 · бял топ на бяло поле h1 | черен топ на бяло поле a8 · черен офицер на бяло поле c8 · черна дама на черно поле d8 · черен цар на бяло поле e8 · черен офицер на черно поле f8 · черен топ на черно поле h8 · черна пешка на черно поле a7 · черна пешка на бяло поле b7 · черна пешка на бяло поле d7 · черен кон на черно поле e7 · черна пешка на бяло поле f7 · черна пешка на черно поле g7 · черна пешка на бяло поле h7 · черен кон на бяло поле c6 · бял кон на черно поле d6 · черна пешка на черно поле e5 · бяла пешка на бяло поле e4 · бяла пешка на бяло поле a2 · бяла пешка на черно поле b2 · бяла пешка на бяло поле c2 · бяла пешка на черно поле f2 · бяла пешка на бяло поле g2 · бяла пешка на черно поле h2 · бял топ на черно поле a1 · бял кон на бяло поле b1 · бял офицер на черно поле c1 · бяла дама на бяло поле d1 · бял цар на черно поле e1 · бял офицер на бяло поле f1 · бял топ на бяло поле h1 | черен топ на бяло поле a8 · черен офицер на бяло поле c8 · черна дама на черно поле d8 · черен цар на бяло поле e8 · черен офицер на черно поле f8 · черен топ на черно поле h8 · черна пешка на черно поле a7 · черна пешка на бяло поле b7 · черна пешка на бяло поле d7 · черен кон на черно поле e7 · черна пешка на бяло поле f7 · черна пешка на черно поле g7 · черна пешка на бяло поле h7 · черен кон на бяло поле c6 · бял кон на черно поле d6 · черна пешка на черно поле e5 · бяла пешка на бяло поле e4 · бяла пешка на бяло поле a2 · бяла пешка на черно поле b2 · бяла пешка на бяло поле c2 · бяла пешка на черно поле f2 · бяла пешка на бяло поле g2 · бяла пешка на черно поле h2 · бял топ на черно поле a1 · бял кон на бяло поле b1 · бял офицер на черно поле c1 · бяла дама на бяло поле d1 · бял цар на черно поле e1 · бял офицер на бяло поле f1 · бял топ на бяло поле h1 | черен топ на бяло поле a8 · черен офицер на бяло поле c8 · черна дама на черно поле d8 · черен цар на бяло поле e8 · черен офицер на черно поле f8 · черен топ на черно поле h8 · черна пешка на черно поле a7 · черна пешка на бяло поле b7 · черна пешка на бяло поле d7 · черен кон на черно поле e7 · черна пешка на бяло поле f7 · черна пешка на черно поле g7 · черна пешка на бяло поле h7 · черен кон на бяло поле c6 · бял кон на черно поле d6 · черна пешка на черно поле e5 · бяла пешка на бяло поле e4 · бяла пешка на бяло поле a2 · бяла пешка на черно поле b2 · бяла пешка на бяло поле c2 · бяла пешка на черно поле f2 · бяла пешка на бяло поле g2 · бяла пешка на черно поле h2 · бял топ на черно поле a1 · бял кон на бяло поле b1 · бял офицер на черно поле c1 · бяла дама на бяло поле d1 · бял цар на черно поле e1 · бял офицер на бяло поле f1 · бял топ на бяло поле h1 | черен топ на бяло поле a8 · черен офицер на бяло поле c8 · черна дама на черно поле d8 · черен цар на бяло поле e8 · черен офицер на черно поле f8 · черен топ на черно поле h8 · черна пешка на черно поле a7 · черна пешка на бяло поле b7 · черна пешка на бяло поле d7 · черен кон на черно поле e7 · черна пешка на бяло поле f7 · черна пешка на черно поле g7 · черна пешка на бяло поле h7 · черен кон на бяло поле c6 · бял кон на черно поле d6 · черна пешка на черно поле e5 · бяла пешка на бяло поле e4 · бяла пешка на бяло поле a2 · бяла пешка на черно поле b2 · бяла пешка на бяло поле c2 · бяла пешка на черно поле f2 · бяла пешка на бяло поле g2 · бяла пешка на черно поле h2 · бял топ на черно поле a1 · бял кон на бяло поле b1 · бял офицер на черно поле c1 · бяла дама на бяло поле d1 · бял цар на черно поле e1 · бял офицер на бяло поле f1 · бял топ на бяло поле h1 | черен топ на бяло поле a8 · черен офицер на бяло поле c8 · черна дама на черно поле d8 · черен цар на бяло поле e8 · черен офицер на черно поле f8 · черен топ на черно поле h8 · черна пешка на черно поле a7 · черна пешка на бяло поле b7 · черна пешка на бяло поле d7 · черен кон на черно поле e7 · черна пешка на бяло поле f7 · черна пешка на черно поле g7 · черна пешка на бяло поле h7 · черен кон на бяло поле c6 · бял кон на черно поле d6 · черна пешка на черно поле e5 · бяла пешка на бяло поле e4 · бяла пешка на бяло поле a2 · бяла пешка на черно поле b2 · бяла пешка на бяло поле c2 · бяла пешка на черно поле f2 · бяла пешка на бяло поле g2 · бяла пешка на черно поле h2 · бял топ на черно поле a1 · бял кон на бяло поле b1 · бял офицер на черно поле c1 · бяла дама на бяло поле d1 · бял цар на черно поле e1 · бял офицер на бяло поле f1 · бял топ на бяло поле h1 | черен топ на бяло поле a8 · черен офицер на бяло поле c8 · черна дама на черно поле d8 · черен цар на бяло поле e8 · черен офицер на черно поле f8 · черен топ на черно поле h8 · черна пешка на черно поле a7 · черна пешка на бяло поле b7 · черна пешка на бяло поле d7 · черен кон на черно поле e7 · черна пешка на бяло поле f7 · черна пешка на черно поле g7 · черна пешка на бяло поле h7 · черен кон на бяло поле c6 · бял кон на черно поле d6 · черна пешка на черно поле e5 · бяла пешка на бяло поле e4 · бяла пешка на бяло поле a2 · бяла пешка на черно поле b2 · бяла пешка на бяло поле c2 · бяла пешка на черно поле f2 · бяла пешка на бяло поле g2 · бяла пешка на черно поле h2 · бял топ на черно поле a1 · бял кон на бяло поле b1 · бял офицер на черно поле c1 · бяла дама на бяло поле d1 · бял цар на черно поле e1 · бял офицер на бяло поле f1 · бял топ на бяло поле h1 | 1 |
|   | a | b | c | d | e | f | g | h |   |

## Примери от игри
|   | a | b | c | d | e | f | g | h |   |
| 8 | черен топ на бяло поле a8 · черен офицер на бяло поле c8 · черен топ на черно поле f8 · черен цар на бяло поле g8 · черна пешка на черно поле a7 · черна пешка на бяло поле b7 · черна пешка на бяло поле f7 · черна пешка на черно поле g7 · черна пешка на бяло поле h7 · черен кон на черно поле f6 · черна дама на черно поле e5 · бяла пешка на бяло поле c4 · черен кон на бяло поле d3 · бяла пешка на бяло поле a2 · бяла пешка на черно поле b2 · бял кон на черно поле d2 · бял кон на бяло поле e2 · бяла пешка на черно поле f2 · бяла пешка на бяло поле g2 · бяла пешка на черно поле h2 · бял топ на черно поле a1 · бяла дама на бяло поле d1 · бял цар на черно поле e1 · бял офицер на бяло поле f1 · бял топ на бяло поле h1 | черен топ на бяло поле a8 · черен офицер на бяло поле c8 · черен топ на черно поле f8 · черен цар на бяло поле g8 · черна пешка на черно поле a7 · черна пешка на бяло поле b7 · черна пешка на бяло поле f7 · черна пешка на черно поле g7 · черна пешка на бяло поле h7 · черен кон на черно поле f6 · черна дама на черно поле e5 · бяла пешка на бяло поле c4 · черен кон на бяло поле d3 · бяла пешка на бяло поле a2 · бяла пешка на черно поле b2 · бял кон на черно поле d2 · бял кон на бяло поле e2 · бяла пешка на черно поле f2 · бяла пешка на бяло поле g2 · бяла пешка на черно поле h2 · бял топ на черно поле a1 · бяла дама на бяло поле d1 · бял цар на черно поле e1 · бял офицер на бяло поле f1 · бял топ на бяло поле h1 | черен топ на бяло поле a8 · черен офицер на бяло поле c8 · черен топ на черно поле f8 · черен цар на бяло поле g8 · черна пешка на черно поле a7 · черна пешка на бяло поле b7 · черна пешка на бяло поле f7 · черна пешка на черно поле g7 · черна пешка на бяло поле h7 · черен кон на черно поле f6 · черна дама на черно поле e5 · бяла пешка на бяло поле c4 · черен кон на бяло поле d3 · бяла пешка на бяло поле a2 · бяла пешка на черно поле b2 · бял кон на черно поле d2 · бял кон на бяло поле e2 · бяла пешка на черно поле f2 · бяла пешка на бяло поле g2 · бяла пешка на черно поле h2 · бял топ на черно поле a1 · бяла дама на бяло поле d1 · бял цар на черно поле e1 · бял офицер на бяло поле f1 · бял топ на бяло поле h1 | черен топ на бяло поле a8 · черен офицер на бяло поле c8 · черен топ на черно поле f8 · черен цар на бяло поле g8 · черна пешка на черно поле a7 · черна пешка на бяло поле b7 · черна пешка на бяло поле f7 · черна пешка на черно поле g7 · черна пешка на бяло поле h7 · черен кон на черно поле f6 · черна дама на черно поле e5 · бяла пешка на бяло поле c4 · черен кон на бяло поле d3 · бяла пешка на бяло поле a2 · бяла пешка на черно поле b2 · бял кон на черно поле d2 · бял кон на бяло поле e2 · бяла пешка на черно поле f2 · бяла пешка на бяло поле g2 · бяла пешка на черно поле h2 · бял топ на черно поле a1 · бяла дама на бяло поле d1 · бял цар на черно поле e1 · бял офицер на бяло поле f1 · бял топ на бяло поле h1 | черен топ на бяло поле a8 · черен офицер на бяло поле c8 · черен топ на черно поле f8 · черен цар на бяло поле g8 · черна пешка на черно поле a7 · черна пешка на бяло поле b7 · черна пешка на бяло поле f7 · черна пешка на черно поле g7 · черна пешка на бяло поле h7 · черен кон на черно поле f6 · черна дама на черно поле e5 · бяла пешка на бяло поле c4 · черен кон на бяло поле d3 · бяла пешка на бяло поле a2 · бяла пешка на черно поле b2 · бял кон на черно поле d2 · бял кон на бяло поле e2 · бяла пешка на черно поле f2 · бяла пешка на бяло поле g2 · бяла пешка на черно поле h2 · бял топ на черно поле a1 · бяла дама на бяло поле d1 · бял цар на черно поле e1 · бял офицер на бяло поле f1 · бял топ на бяло поле h1 | черен топ на бяло поле a8 · черен офицер на бяло поле c8 · черен топ на черно поле f8 · черен цар на бяло поле g8 · черна пешка на черно поле a7 · черна пешка на бяло поле b7 · черна пешка на бяло поле f7 · черна пешка на черно поле g7 · черна пешка на бяло поле h7 · черен кон на черно поле f6 · черна дама на черно поле e5 · бяла пешка на бяло поле c4 · черен кон на бяло поле d3 · бяла пешка на бяло поле a2 · бяла пешка на черно поле b2 · бял кон на черно поле d2 · бял кон на бяло поле e2 · бяла пешка на черно поле f2 · бяла пешка на бяло поле g2 · бяла пешка на черно поле h2 · бял топ на черно поле a1 · бяла дама на бяло поле d1 · бял цар на черно поле e1 · бял офицер на бяло поле f1 · бял топ на бяло поле h1 | черен топ на бяло поле a8 · черен офицер на бяло поле c8 · черен топ на черно поле f8 · черен цар на бяло поле g8 · черна пешка на черно поле a7 · черна пешка на бяло поле b7 · черна пешка на бяло поле f7 · черна пешка на черно поле g7 · черна пешка на бяло поле h7 · черен кон на черно поле f6 · черна дама на черно поле e5 · бяла пешка на бяло поле c4 · черен кон на бяло поле d3 · бяла пешка на бяло поле a2 · бяла пешка на черно поле b2 · бял кон на черно поле d2 · бял кон на бяло поле e2 · бяла пешка на черно поле f2 · бяла пешка на бяло поле g2 · бяла пешка на черно поле h2 · бял топ на черно поле a1 · бяла дама на бяло поле d1 · бял цар на черно поле e1 · бял офицер на бяло поле f1 · бял топ на бяло поле h1 | черен топ на бяло поле a8 · черен офицер на бяло поле c8 · черен топ на черно поле f8 · черен цар на бяло поле g8 · черна пешка на черно поле a7 · черна пешка на бяло поле b7 · черна пешка на бяло поле f7 · черна пешка на черно поле g7 · черна пешка на бяло поле h7 · черен кон на черно поле f6 · черна дама на черно поле e5 · бяла пешка на бяло поле c4 · черен кон на бяло поле d3 · бяла пешка на бяло поле a2 · бяла пешка на черно поле b2 · бял кон на черно поле d2 · бял кон на бяло поле e2 · бяла пешка на черно поле f2 · бяла пешка на бяло поле g2 · бяла пешка на черно поле h2 · бял топ на черно поле a1 · бяла дама на бяло поле d1 · бял цар на черно поле e1 · бял офицер на бяло поле f1 · бял топ на бяло поле h1 | 8 |
| 7 | черен топ на бяло поле a8 · черен офицер на бяло поле c8 · черен топ на черно поле f8 · черен цар на бяло поле g8 · черна пешка на черно поле a7 · черна пешка на бяло поле b7 · черна пешка на бяло поле f7 · черна пешка на черно поле g7 · черна пешка на бяло поле h7 · черен кон на черно поле f6 · черна дама на черно поле e5 · бяла пешка на бяло поле c4 · черен кон на бяло поле d3 · бяла пешка на бяло поле a2 · бяла пешка на черно поле b2 · бял кон на черно поле d2 · бял кон на бяло поле e2 · бяла пешка на черно поле f2 · бяла пешка на бяло поле g2 · бяла пешка на черно поле h2 · бял топ на черно поле a1 · бяла дама на бяло поле d1 · бял цар на черно поле e1 · бял офицер на бяло поле f1 · бял топ на бяло поле h1 | черен топ на бяло поле a8 · черен офицер на бяло поле c8 · черен топ на черно поле f8 · черен цар на бяло поле g8 · черна пешка на черно поле a7 · черна пешка на бяло поле b7 · черна пешка на бяло поле f7 · черна пешка на черно поле g7 · черна пешка на бяло поле h7 · черен кон на черно поле f6 · черна дама на черно поле e5 · бяла пешка на бяло поле c4 · черен кон на бяло поле d3 · бяла пешка на бяло поле a2 · бяла пешка на черно поле b2 · бял кон на черно поле d2 · бял кон на бяло поле e2 · бяла пешка на черно поле f2 · бяла пешка на бяло поле g2 · бяла пешка на черно поле h2 · бял топ на черно поле a1 · бяла дама на бяло поле d1 · бял цар на черно поле e1 · бял офицер на бяло поле f1 · бял топ на бяло поле h1 | черен топ на бяло поле a8 · черен офицер на бяло поле c8 · черен топ на черно поле f8 · черен цар на бяло поле g8 · черна пешка на черно поле a7 · черна пешка на бяло поле b7 · черна пешка на бяло поле f7 · черна пешка на черно поле g7 · черна пешка на бяло поле h7 · черен кон на черно поле f6 · черна дама на черно поле e5 · бяла пешка на бяло поле c4 · черен кон на бяло поле d3 · бяла пешка на бяло поле a2 · бяла пешка на черно поле b2 · бял кон на черно поле d2 · бял кон на бяло поле e2 · бяла пешка на черно поле f2 · бяла пешка на бяло поле g2 · бяла пешка на черно поле h2 · бял топ на черно поле a1 · бяла дама на бяло поле d1 · бял цар на черно поле e1 · бял офицер на бяло поле f1 · бял топ на бяло поле h1 | черен топ на бяло поле a8 · черен офицер на бяло поле c8 · черен топ на черно поле f8 · черен цар на бяло поле g8 · черна пешка на черно поле a7 · черна пешка на бяло поле b7 · черна пешка на бяло поле f7 · черна пешка на черно поле g7 · черна пешка на бяло поле h7 · черен кон на черно поле f6 · черна дама на черно поле e5 · бяла пешка на бяло поле c4 · черен кон на бяло поле d3 · бяла пешка на бяло поле a2 · бяла пешка на черно поле b2 · бял кон на черно поле d2 · бял кон на бяло поле e2 · бяла пешка на черно поле f2 · бяла пешка на бяло поле g2 · бяла пешка на черно поле h2 · бял топ на черно поле a1 · бяла дама на бяло поле d1 · бял цар на черно поле e1 · бял офицер на бяло поле f1 · бял топ на бяло поле h1 | черен топ на бяло поле a8 · черен офицер на бяло поле c8 · черен топ на черно поле f8 · черен цар на бяло поле g8 · черна пешка на черно поле a7 · черна пешка на бяло поле b7 · черна пешка на бяло поле f7 · черна пешка на черно поле g7 · черна пешка на бяло поле h7 · черен кон на черно поле f6 · черна дама на черно поле e5 · бяла пешка на бяло поле c4 · черен кон на бяло поле d3 · бяла пешка на бяло поле a2 · бяла пешка на черно поле b2 · бял кон на черно поле d2 · бял кон на бяло поле e2 · бяла пешка на черно поле f2 · бяла пешка на бяло поле g2 · бяла пешка на черно поле h2 · бял топ на черно поле a1 · бяла дама на бяло поле d1 · бял цар на черно поле e1 · бял офицер на бяло поле f1 · бял топ на бяло поле h1 | черен топ на бяло поле a8 · черен офицер на бяло поле c8 · черен топ на черно поле f8 · черен цар на бяло поле g8 · черна пешка на черно поле a7 · черна пешка на бяло поле b7 · черна пешка на бяло поле f7 · черна пешка на черно поле g7 · черна пешка на бяло поле h7 · черен кон на черно поле f6 · черна дама на черно поле e5 · бяла пешка на бяло поле c4 · черен кон на бяло поле d3 · бяла пешка на бяло поле a2 · бяла пешка на черно поле b2 · бял кон на черно поле d2 · бял кон на бяло поле e2 · бяла пешка на черно поле f2 · бяла пешка на бяло поле g2 · бяла пешка на черно поле h2 · бял топ на черно поле a1 · бяла дама на бяло поле d1 · бял цар на черно поле e1 · бял офицер на бяло поле f1 · бял топ на бяло поле h1 | черен топ на бяло поле a8 · черен офицер на бяло поле c8 · черен топ на черно поле f8 · черен цар на бяло поле g8 · черна пешка на черно поле a7 · черна пешка на бяло поле b7 · черна пешка на бяло поле f7 · черна пешка на черно поле g7 · черна пешка на бяло поле h7 · черен кон на черно поле f6 · черна дама на черно поле e5 · бяла пешка на бяло поле c4 · черен кон на бяло поле d3 · бяла пешка на бяло поле a2 · бяла пешка на черно поле b2 · бял кон на черно поле d2 · бял кон на бяло поле e2 · бяла пешка на черно поле f2 · бяла пешка на бяло поле g2 · бяла пешка на черно поле h2 · бял топ на черно поле a1 · бяла дама на бяло поле d1 · бял цар на черно поле e1 · бял офицер на бяло поле f1 · бял топ на бяло поле h1 | черен топ на бяло поле a8 · черен офицер на бяло поле c8 · черен топ на черно поле f8 · черен цар на бяло поле g8 · черна пешка на черно поле a7 · черна пешка на бяло поле b7 · черна пешка на бяло поле f7 · черна пешка на черно поле g7 · черна пешка на бяло поле h7 · черен кон на черно поле f6 · черна дама на черно поле e5 · бяла пешка на бяло поле c4 · черен кон на бяло поле d3 · бяла пешка на бяло поле a2 · бяла пешка на черно поле b2 · бял кон на черно поле d2 · бял кон на бяло поле e2 · бяла пешка на черно поле f2 · бяла пешка на бяло поле g2 · бяла пешка на черно поле h2 · бял топ на черно поле a1 · бяла дама на бяло поле d1 · бял цар на черно поле e1 · бял офицер на бяло поле f1 · бял топ на бяло поле h1 | 7 |
| 6 | черен топ на бяло поле a8 · черен офицер на бяло поле c8 · черен топ на черно поле f8 · черен цар на бяло поле g8 · черна пешка на черно поле a7 · черна пешка на бяло поле b7 · черна пешка на бяло поле f7 · черна пешка на черно поле g7 · черна пешка на бяло поле h7 · черен кон на черно поле f6 · черна дама на черно поле e5 · бяла пешка на бяло поле c4 · черен кон на бяло поле d3 · бяла пешка на бяло поле a2 · бяла пешка на черно поле b2 · бял кон на черно поле d2 · бял кон на бяло поле e2 · бяла пешка на черно поле f2 · бяла пешка на бяло поле g2 · бяла пешка на черно поле h2 · бял топ на черно поле a1 · бяла дама на бяло поле d1 · бял цар на черно поле e1 · бял офицер на бяло поле f1 · бял топ на бяло поле h1 | черен топ на бяло поле a8 · черен офицер на бяло поле c8 · черен топ на черно поле f8 · черен цар на бяло поле g8 · черна пешка на черно поле a7 · черна пешка на бяло поле b7 · черна пешка на бяло поле f7 · черна пешка на черно поле g7 · черна пешка на бяло поле h7 · черен кон на черно поле f6 · черна дама на черно поле e5 · бяла пешка на бяло поле c4 · черен кон на бяло поле d3 · бяла пешка на бяло поле a2 · бяла пешка на черно поле b2 · бял кон на черно поле d2 · бял кон на бяло поле e2 · бяла пешка на черно поле f2 · бяла пешка на бяло поле g2 · бяла пешка на черно поле h2 · бял топ на черно поле a1 · бяла дама на бяло поле d1 · бял цар на черно поле e1 · бял офицер на бяло поле f1 · бял топ на бяло поле h1 | черен топ на бяло поле a8 · черен офицер на бяло поле c8 · черен топ на черно поле f8 · черен цар на бяло поле g8 · черна пешка на черно поле a7 · черна пешка на бяло поле b7 · черна пешка на бяло поле f7 · черна пешка на черно поле g7 · черна пешка на бяло поле h7 · черен кон на черно поле f6 · черна дама на черно поле e5 · бяла пешка на бяло поле c4 · черен кон на бяло поле d3 · бяла пешка на бяло поле a2 · бяла пешка на черно поле b2 · бял кон на черно поле d2 · бял кон на бяло поле e2 · бяла пешка на черно поле f2 · бяла пешка на бяло поле g2 · бяла пешка на черно поле h2 · бял топ на черно поле a1 · бяла дама на бяло поле d1 · бял цар на черно поле e1 · бял офицер на бяло поле f1 · бял топ на бяло поле h1 | черен топ на бяло поле a8 · черен офицер на бяло поле c8 · черен топ на черно поле f8 · черен цар на бяло поле g8 · черна пешка на черно поле a7 · черна пешка на бяло поле b7 · черна пешка на бяло поле f7 · черна пешка на черно поле g7 · черна пешка на бяло поле h7 · черен кон на черно поле f6 · черна дама на черно поле e5 · бяла пешка на бяло поле c4 · черен кон на бяло поле d3 · бяла пешка на бяло поле a2 · бяла пешка на черно поле b2 · бял кон на черно поле d2 · бял кон на бяло поле e2 · бяла пешка на черно поле f2 · бяла пешка на бяло поле g2 · бяла пешка на черно поле h2 · бял топ на черно поле a1 · бяла дама на бяло поле d1 · бял цар на черно поле e1 · бял офицер на бяло поле f1 · бял топ на бяло поле h1 | черен топ на бяло поле a8 · черен офицер на бяло поле c8 · черен топ на черно поле f8 · черен цар на бяло поле g8 · черна пешка на черно поле a7 · черна пешка на бяло поле b7 · черна пешка на бяло поле f7 · черна пешка на черно поле g7 · черна пешка на бяло поле h7 · черен кон на черно поле f6 · черна дама на черно поле e5 · бяла пешка на бяло поле c4 · черен кон на бяло поле d3 · бяла пешка на бяло поле a2 · бяла пешка на черно поле b2 · бял кон на черно поле d2 · бял кон на бяло поле e2 · бяла пешка на черно поле f2 · бяла пешка на бяло поле g2 · бяла пешка на черно поле h2 · бял топ на черно поле a1 · бяла дама на бяло поле d1 · бял цар на черно поле e1 · бял офицер на бяло поле f1 · бял топ на бяло поле h1 | черен топ на бяло поле a8 · черен офицер на бяло поле c8 · черен топ на черно поле f8 · черен цар на бяло поле g8 · черна пешка на черно поле a7 · черна пешка на бяло поле b7 · черна пешка на бяло поле f7 · черна пешка на черно поле g7 · черна пешка на бяло поле h7 · черен кон на черно поле f6 · черна дама на черно поле e5 · бяла пешка на бяло поле c4 · черен кон на бяло поле d3 · бяла пешка на бяло поле a2 · бяла пешка на черно поле b2 · бял кон на черно поле d2 · бял кон на бяло поле e2 · бяла пешка на черно поле f2 · бяла пешка на бяло поле g2 · бяла пешка на черно поле h2 · бял топ на черно поле a1 · бяла дама на бяло поле d1 · бял цар на черно поле e1 · бял офицер на бяло поле f1 · бял топ на бяло поле h1 | черен топ на бяло поле a8 · черен офицер на бяло поле c8 · черен топ на черно поле f8 · черен цар на бяло поле g8 · черна пешка на черно поле a7 · черна пешка на бяло поле b7 · черна пешка на бяло поле f7 · черна пешка на черно поле g7 · черна пешка на бяло поле h7 · черен кон на черно поле f6 · черна дама на черно поле e5 · бяла пешка на бяло поле c4 · черен кон на бяло поле d3 · бяла пешка на бяло поле a2 · бяла пешка на черно поле b2 · бял кон на черно поле d2 · бял кон на бяло поле e2 · бяла пешка на черно поле f2 · бяла пешка на бяло поле g2 · бяла пешка на черно поле h2 · бял топ на черно поле a1 · бяла дама на бяло поле d1 · бял цар на черно поле e1 · бял офицер на бяло поле f1 · бял топ на бяло поле h1 | черен топ на бяло поле a8 · черен офицер на бяло поле c8 · черен топ на черно поле f8 · черен цар на бяло поле g8 · черна пешка на черно поле a7 · черна пешка на бяло поле b7 · черна пешка на бяло поле f7 · черна пешка на черно поле g7 · черна пешка на бяло поле h7 · черен кон на черно поле f6 · черна дама на черно поле e5 · бяла пешка на бяло поле c4 · черен кон на бяло поле d3 · бяла пешка на бяло поле a2 · бяла пешка на черно поле b2 · бял кон на черно поле d2 · бял кон на бяло поле e2 · бяла пешка на черно поле f2 · бяла пешка на бяло поле g2 · бяла пешка на черно поле h2 · бял топ на черно поле a1 · бяла дама на бяло поле d1 · бял цар на черно поле e1 · бял офицер на бяло поле f1 · бял топ на бяло поле h1 | 6 |
| 5 | черен топ на бяло поле a8 · черен офицер на бяло поле c8 · черен топ на черно поле f8 · черен цар на бяло поле g8 · черна пешка на черно поле a7 · черна пешка на бяло поле b7 · черна пешка на бяло поле f7 · черна пешка на черно поле g7 · черна пешка на бяло поле h7 · черен кон на черно поле f6 · черна дама на черно поле e5 · бяла пешка на бяло поле c4 · черен кон на бяло поле d3 · бяла пешка на бяло поле a2 · бяла пешка на черно поле b2 · бял кон на черно поле d2 · бял кон на бяло поле e2 · бяла пешка на черно поле f2 · бяла пешка на бяло поле g2 · бяла пешка на черно поле h2 · бял топ на черно поле a1 · бяла дама на бяло поле d1 · бял цар на черно поле e1 · бял офицер на бяло поле f1 · бял топ на бяло поле h1 | черен топ на бяло поле a8 · черен офицер на бяло поле c8 · черен топ на черно поле f8 · черен цар на бяло поле g8 · черна пешка на черно поле a7 · черна пешка на бяло поле b7 · черна пешка на бяло поле f7 · черна пешка на черно поле g7 · черна пешка на бяло поле h7 · черен кон на черно поле f6 · черна дама на черно поле e5 · бяла пешка на бяло поле c4 · черен кон на бяло поле d3 · бяла пешка на бяло поле a2 · бяла пешка на черно поле b2 · бял кон на черно поле d2 · бял кон на бяло поле e2 · бяла пешка на черно поле f2 · бяла пешка на бяло поле g2 · бяла пешка на черно поле h2 · бял топ на черно поле a1 · бяла дама на бяло поле d1 · бял цар на черно поле e1 · бял офицер на бяло поле f1 · бял топ на бяло поле h1 | черен топ на бяло поле a8 · черен офицер на бяло поле c8 · черен топ на черно поле f8 · черен цар на бяло поле g8 · черна пешка на черно поле a7 · черна пешка на бяло поле b7 · черна пешка на бяло поле f7 · черна пешка на черно поле g7 · черна пешка на бяло поле h7 · черен кон на черно поле f6 · черна дама на черно поле e5 · бяла пешка на бяло поле c4 · черен кон на бяло поле d3 · бяла пешка на бяло поле a2 · бяла пешка на черно поле b2 · бял кон на черно поле d2 · бял кон на бяло поле e2 · бяла пешка на черно поле f2 · бяла пешка на бяло поле g2 · бяла пешка на черно поле h2 · бял топ на черно поле a1 · бяла дама на бяло поле d1 · бял цар на черно поле e1 · бял офицер на бяло поле f1 · бял топ на бяло поле h1 | черен топ на бяло поле a8 · черен офицер на бяло поле c8 · черен топ на черно поле f8 · черен цар на бяло поле g8 · черна пешка на черно поле a7 · черна пешка на бяло поле b7 · черна пешка на бяло поле f7 · черна пешка на черно поле g7 · черна пешка на бяло поле h7 · черен кон на черно поле f6 · черна дама на черно поле e5 · бяла пешка на бяло поле c4 · черен кон на бяло поле d3 · бяла пешка на бяло поле a2 · бяла пешка на черно поле b2 · бял кон на черно поле d2 · бял кон на бяло поле e2 · бяла пешка на черно поле f2 · бяла пешка на бяло поле g2 · бяла пешка на черно поле h2 · бял топ на черно поле a1 · бяла дама на бяло поле d1 · бял цар на черно поле e1 · бял офицер на бяло поле f1 · бял топ на бяло поле h1 | черен топ на бяло поле a8 · черен офицер на бяло поле c8 · черен топ на черно поле f8 · черен цар на бяло поле g8 · черна пешка на черно поле a7 · черна пешка на бяло поле b7 · черна пешка на бяло поле f7 · черна пешка на черно поле g7 · черна пешка на бяло поле h7 · черен кон на черно поле f6 · черна дама на черно поле e5 · бяла пешка на бяло поле c4 · черен кон на бяло поле d3 · бяла пешка на бяло поле a2 · бяла пешка на черно поле b2 · бял кон на черно поле d2 · бял кон на бяло поле e2 · бяла пешка на черно поле f2 · бяла пешка на бяло поле g2 · бяла пешка на черно поле h2 · бял топ на черно поле a1 · бяла дама на бяло поле d1 · бял цар на черно поле e1 · бял офицер на бяло поле f1 · бял топ на бяло поле h1 | черен топ на бяло поле a8 · черен офицер на бяло поле c8 · черен топ на черно поле f8 · черен цар на бяло поле g8 · черна пешка на черно поле a7 · черна пешка на бяло поле b7 · черна пешка на бяло поле f7 · черна пешка на черно поле g7 · черна пешка на бяло поле h7 · черен кон на черно поле f6 · черна дама на черно поле e5 · бяла пешка на бяло поле c4 · черен кон на бяло поле d3 · бяла пешка на бяло поле a2 · бяла пешка на черно поле b2 · бял кон на черно поле d2 · бял кон на бяло поле e2 · бяла пешка на черно поле f2 · бяла пешка на бяло поле g2 · бяла пешка на черно поле h2 · бял топ на черно поле a1 · бяла дама на бяло поле d1 · бял цар на черно поле e1 · бял офицер на бяло поле f1 · бял топ на бяло поле h1 | черен топ на бяло поле a8 · черен офицер на бяло поле c8 · черен топ на черно поле f8 · черен цар на бяло поле g8 · черна пешка на черно поле a7 · черна пешка на бяло поле b7 · черна пешка на бяло поле f7 · черна пешка на черно поле g7 · черна пешка на бяло поле h7 · черен кон на черно поле f6 · черна дама на черно поле e5 · бяла пешка на бяло поле c4 · черен кон на бяло поле d3 · бяла пешка на бяло поле a2 · бяла пешка на черно поле b2 · бял кон на черно поле d2 · бял кон на бяло поле e2 · бяла пешка на черно поле f2 · бяла пешка на бяло поле g2 · бяла пешка на черно поле h2 · бял топ на черно поле a1 · бяла дама на бяло поле d1 · бял цар на черно поле e1 · бял офицер на бяло поле f1 · бял топ на бяло поле h1 | черен топ на бяло поле a8 · черен офицер на бяло поле c8 · черен топ на черно поле f8 · черен цар на бяло поле g8 · черна пешка на черно поле a7 · черна пешка на бяло поле b7 · черна пешка на бяло поле f7 · черна пешка на черно поле g7 · черна пешка на бяло поле h7 · черен кон на черно поле f6 · черна дама на черно поле e5 · бяла пешка на бяло поле c4 · черен кон на бяло поле d3 · бяла пешка на бяло поле a2 · бяла пешка на черно поле b2 · бял кон на черно поле d2 · бял кон на бяло поле e2 · бяла пешка на черно поле f2 · бяла пешка на бяло поле g2 · бяла пешка на черно поле h2 · бял топ на черно поле a1 · бяла дама на бяло поле d1 · бял цар на черно поле e1 · бял офицер на бяло поле f1 · бял топ на бяло поле h1 | 5 |
| 4 | черен топ на бяло поле a8 · черен офицер на бяло поле c8 · черен топ на черно поле f8 · черен цар на бяло поле g8 · черна пешка на черно поле a7 · черна пешка на бяло поле b7 · черна пешка на бяло поле f7 · черна пешка на черно поле g7 · черна пешка на бяло поле h7 · черен кон на черно поле f6 · черна дама на черно поле e5 · бяла пешка на бяло поле c4 · черен кон на бяло поле d3 · бяла пешка на бяло поле a2 · бяла пешка на черно поле b2 · бял кон на черно поле d2 · бял кон на бяло поле e2 · бяла пешка на черно поле f2 · бяла пешка на бяло поле g2 · бяла пешка на черно поле h2 · бял топ на черно поле a1 · бяла дама на бяло поле d1 · бял цар на черно поле e1 · бял офицер на бяло поле f1 · бял топ на бяло поле h1 | черен топ на бяло поле a8 · черен офицер на бяло поле c8 · черен топ на черно поле f8 · черен цар на бяло поле g8 · черна пешка на черно поле a7 · черна пешка на бяло поле b7 · черна пешка на бяло поле f7 · черна пешка на черно поле g7 · черна пешка на бяло поле h7 · черен кон на черно поле f6 · черна дама на черно поле e5 · бяла пешка на бяло поле c4 · черен кон на бяло поле d3 · бяла пешка на бяло поле a2 · бяла пешка на черно поле b2 · бял кон на черно поле d2 · бял кон на бяло поле e2 · бяла пешка на черно поле f2 · бяла пешка на бяло поле g2 · бяла пешка на черно поле h2 · бял топ на черно поле a1 · бяла дама на бяло поле d1 · бял цар на черно поле e1 · бял офицер на бяло поле f1 · бял топ на бяло поле h1 | черен топ на бяло поле a8 · черен офицер на бяло поле c8 · черен топ на черно поле f8 · черен цар на бяло поле g8 · черна пешка на черно поле a7 · черна пешка на бяло поле b7 · черна пешка на бяло поле f7 · черна пешка на черно поле g7 · черна пешка на бяло поле h7 · черен кон на черно поле f6 · черна дама на черно поле e5 · бяла пешка на бяло поле c4 · черен кон на бяло поле d3 · бяла пешка на бяло поле a2 · бяла пешка на черно поле b2 · бял кон на черно поле d2 · бял кон на бяло поле e2 · бяла пешка на черно поле f2 · бяла пешка на бяло поле g2 · бяла пешка на черно поле h2 · бял топ на черно поле a1 · бяла дама на бяло поле d1 · бял цар на черно поле e1 · бял офицер на бяло поле f1 · бял топ на бяло поле h1 | черен топ на бяло поле a8 · черен офицер на бяло поле c8 · черен топ на черно поле f8 · черен цар на бяло поле g8 · черна пешка на черно поле a7 · черна пешка на бяло поле b7 · черна пешка на бяло поле f7 · черна пешка на черно поле g7 · черна пешка на бяло поле h7 · черен кон на черно поле f6 · черна дама на черно поле e5 · бяла пешка на бяло поле c4 · черен кон на бяло поле d3 · бяла пешка на бяло поле a2 · бяла пешка на черно поле b2 · бял кон на черно поле d2 · бял кон на бяло поле e2 · бяла пешка на черно поле f2 · бяла пешка на бяло поле g2 · бяла пешка на черно поле h2 · бял топ на черно поле a1 · бяла дама на бяло поле d1 · бял цар на черно поле e1 · бял офицер на бяло поле f1 · бял топ на бяло поле h1 | черен топ на бяло поле a8 · черен офицер на бяло поле c8 · черен топ на черно поле f8 · черен цар на бяло поле g8 · черна пешка на черно поле a7 · черна пешка на бяло поле b7 · черна пешка на бяло поле f7 · черна пешка на черно поле g7 · черна пешка на бяло поле h7 · черен кон на черно поле f6 · черна дама на черно поле e5 · бяла пешка на бяло поле c4 · черен кон на бяло поле d3 · бяла пешка на бяло поле a2 · бяла пешка на черно поле b2 · бял кон на черно поле d2 · бял кон на бяло поле e2 · бяла пешка на черно поле f2 · бяла пешка на бяло поле g2 · бяла пешка на черно поле h2 · бял топ на черно поле a1 · бяла дама на бяло поле d1 · бял цар на черно поле e1 · бял офицер на бяло поле f1 · бял топ на бяло поле h1 | черен топ на бяло поле a8 · черен офицер на бяло поле c8 · черен топ на черно поле f8 · черен цар на бяло поле g8 · черна пешка на черно поле a7 · черна пешка на бяло поле b7 · черна пешка на бяло поле f7 · черна пешка на черно поле g7 · черна пешка на бяло поле h7 · черен кон на черно поле f6 · черна дама на черно поле e5 · бяла пешка на бяло поле c4 · черен кон на бяло поле d3 · бяла пешка на бяло поле a2 · бяла пешка на черно поле b2 · бял кон на черно поле d2 · бял кон на бяло поле e2 · бяла пешка на черно поле f2 · бяла пешка на бяло поле g2 · бяла пешка на черно поле h2 · бял топ на черно поле a1 · бяла дама на бяло поле d1 · бял цар на черно поле e1 · бял офицер на бяло поле f1 · бял топ на бяло поле h1 | черен топ на бяло поле a8 · черен офицер на бяло поле c8 · черен топ на черно поле f8 · черен цар на бяло поле g8 · черна пешка на черно поле a7 · черна пешка на бяло поле b7 · черна пешка на бяло поле f7 · черна пешка на черно поле g7 · черна пешка на бяло поле h7 · черен кон на черно поле f6 · черна дама на черно поле e5 · бяла пешка на бяло поле c4 · черен кон на бяло поле d3 · бяла пешка на бяло поле a2 · бяла пешка на черно поле b2 · бял кон на черно поле d2 · бял кон на бяло поле e2 · бяла пешка на черно поле f2 · бяла пешка на бяло поле g2 · бяла пешка на черно поле h2 · бял топ на черно поле a1 · бяла дама на бяло поле d1 · бял цар на черно поле e1 · бял офицер на бяло поле f1 · бял топ на бяло поле h1 | черен топ на бяло поле a8 · черен офицер на бяло поле c8 · черен топ на черно поле f8 · черен цар на бяло поле g8 · черна пешка на черно поле a7 · черна пешка на бяло поле b7 · черна пешка на бяло поле f7 · черна пешка на черно поле g7 · черна пешка на бяло поле h7 · черен кон на черно поле f6 · черна дама на черно поле e5 · бяла пешка на бяло поле c4 · черен кон на бяло поле d3 · бяла пешка на бяло поле a2 · бяла пешка на черно поле b2 · бял кон на черно поле d2 · бял кон на бяло поле e2 · бяла пешка на черно поле f2 · бяла пешка на бяло поле g2 · бяла пешка на черно поле h2 · бял топ на черно поле a1 · бяла дама на бяло поле d1 · бял цар на черно поле e1 · бял офицер на бяло поле f1 · бял топ на бяло поле h1 | 4 |
| 3 | черен топ на бяло поле a8 · черен офицер на бяло поле c8 · черен топ на черно поле f8 · черен цар на бяло поле g8 · черна пешка на черно поле a7 · черна пешка на бяло поле b7 · черна пешка на бяло поле f7 · черна пешка на черно поле g7 · черна пешка на бяло поле h7 · черен кон на черно поле f6 · черна дама на черно поле e5 · бяла пешка на бяло поле c4 · черен кон на бяло поле d3 · бяла пешка на бяло поле a2 · бяла пешка на черно поле b2 · бял кон на черно поле d2 · бял кон на бяло поле e2 · бяла пешка на черно поле f2 · бяла пешка на бяло поле g2 · бяла пешка на черно поле h2 · бял топ на черно поле a1 · бяла дама на бяло поле d1 · бял цар на черно поле e1 · бял офицер на бяло поле f1 · бял топ на бяло поле h1 | черен топ на бяло поле a8 · черен офицер на бяло поле c8 · черен топ на черно поле f8 · черен цар на бяло поле g8 · черна пешка на черно поле a7 · черна пешка на бяло поле b7 · черна пешка на бяло поле f7 · черна пешка на черно поле g7 · черна пешка на бяло поле h7 · черен кон на черно поле f6 · черна дама на черно поле e5 · бяла пешка на бяло поле c4 · черен кон на бяло поле d3 · бяла пешка на бяло поле a2 · бяла пешка на черно поле b2 · бял кон на черно поле d2 · бял кон на бяло поле e2 · бяла пешка на черно поле f2 · бяла пешка на бяло поле g2 · бяла пешка на черно поле h2 · бял топ на черно поле a1 · бяла дама на бяло поле d1 · бял цар на черно поле e1 · бял офицер на бяло поле f1 · бял топ на бяло поле h1 | черен топ на бяло поле a8 · черен офицер на бяло поле c8 · черен топ на черно поле f8 · черен цар на бяло поле g8 · черна пешка на черно поле a7 · черна пешка на бяло поле b7 · черна пешка на бяло поле f7 · черна пешка на черно поле g7 · черна пешка на бяло поле h7 · черен кон на черно поле f6 · черна дама на черно поле e5 · бяла пешка на бяло поле c4 · черен кон на бяло поле d3 · бяла пешка на бяло поле a2 · бяла пешка на черно поле b2 · бял кон на черно поле d2 · бял кон на бяло поле e2 · бяла пешка на черно поле f2 · бяла пешка на бяло поле g2 · бяла пешка на черно поле h2 · бял топ на черно поле a1 · бяла дама на бяло поле d1 · бял цар на черно поле e1 · бял офицер на бяло поле f1 · бял топ на бяло поле h1 | черен топ на бяло поле a8 · черен офицер на бяло поле c8 · черен топ на черно поле f8 · черен цар на бяло поле g8 · черна пешка на черно поле a7 · черна пешка на бяло поле b7 · черна пешка на бяло поле f7 · черна пешка на черно поле g7 · черна пешка на бяло поле h7 · черен кон на черно поле f6 · черна дама на черно поле e5 · бяла пешка на бяло поле c4 · черен кон на бяло поле d3 · бяла пешка на бяло поле a2 · бяла пешка на черно поле b2 · бял кон на черно поле d2 · бял кон на бяло поле e2 · бяла пешка на черно поле f2 · бяла пешка на бяло поле g2 · бяла пешка на черно поле h2 · бял топ на черно поле a1 · бяла дама на бяло поле d1 · бял цар на черно поле e1 · бял офицер на бяло поле f1 · бял топ на бяло поле h1 | черен топ на бяло поле a8 · черен офицер на бяло поле c8 · черен топ на черно поле f8 · черен цар на бяло поле g8 · черна пешка на черно поле a7 · черна пешка на бяло поле b7 · черна пешка на бяло поле f7 · черна пешка на черно поле g7 · черна пешка на бяло поле h7 · черен кон на черно поле f6 · черна дама на черно поле e5 · бяла пешка на бяло поле c4 · черен кон на бяло поле d3 · бяла пешка на бяло поле a2 · бяла пешка на черно поле b2 · бял кон на черно поле d2 · бял кон на бяло поле e2 · бяла пешка на черно поле f2 · бяла пешка на бяло поле g2 · бяла пешка на черно поле h2 · бял топ на черно поле a1 · бяла дама на бяло поле d1 · бял цар на черно поле e1 · бял офицер на бяло поле f1 · бял топ на бяло поле h1 | черен топ на бяло поле a8 · черен офицер на бяло поле c8 · черен топ на черно поле f8 · черен цар на бяло поле g8 · черна пешка на черно поле a7 · черна пешка на бяло поле b7 · черна пешка на бяло поле f7 · черна пешка на черно поле g7 · черна пешка на бяло поле h7 · черен кон на черно поле f6 · черна дама на черно поле e5 · бяла пешка на бяло поле c4 · черен кон на бяло поле d3 · бяла пешка на бяло поле a2 · бяла пешка на черно поле b2 · бял кон на черно поле d2 · бял кон на бяло поле e2 · бяла пешка на черно поле f2 · бяла пешка на бяло поле g2 · бяла пешка на черно поле h2 · бял топ на черно поле a1 · бяла дама на бяло поле d1 · бял цар на черно поле e1 · бял офицер на бяло поле f1 · бял топ на бяло поле h1 | черен топ на бяло поле a8 · черен офицер на бяло поле c8 · черен топ на черно поле f8 · черен цар на бяло поле g8 · черна пешка на черно поле a7 · черна пешка на бяло поле b7 · черна пешка на бяло поле f7 · черна пешка на черно поле g7 · черна пешка на бяло поле h7 · черен кон на черно поле f6 · черна дама на черно поле e5 · бяла пешка на бяло поле c4 · черен кон на бяло поле d3 · бяла пешка на бяло поле a2 · бяла пешка на черно поле b2 · бял кон на черно поле d2 · бял кон на бяло поле e2 · бяла пешка на черно поле f2 · бяла пешка на бяло поле g2 · бяла пешка на черно поле h2 · бял топ на черно поле a1 · бяла дама на бяло поле d1 · бял цар на черно поле e1 · бял офицер на бяло поле f1 · бял топ на бяло поле h1 | черен топ на бяло поле a8 · черен офицер на бяло поле c8 · черен топ на черно поле f8 · черен цар на бяло поле g8 · черна пешка на черно поле a7 · черна пешка на бяло поле b7 · черна пешка на бяло поле f7 · черна пешка на черно поле g7 · черна пешка на бяло поле h7 · черен кон на черно поле f6 · черна дама на черно поле e5 · бяла пешка на бяло поле c4 · черен кон на бяло поле d3 · бяла пешка на бяло поле a2 · бяла пешка на черно поле b2 · бял кон на черно поле d2 · бял кон на бяло поле e2 · бяла пешка на черно поле f2 · бяла пешка на бяло поле g2 · бяла пешка на черно поле h2 · бял топ на черно поле a1 · бяла дама на бяло поле d1 · бял цар на черно поле e1 · бял офицер на бяло поле f1 · бял топ на бяло поле h1 | 3 |
| 2 | черен топ на бяло поле a8 · черен офицер на бяло поле c8 · черен топ на черно поле f8 · черен цар на бяло поле g8 · черна пешка на черно поле a7 · черна пешка на бяло поле b7 · черна пешка на бяло поле f7 · черна пешка на черно поле g7 · черна пешка на бяло поле h7 · черен кон на черно поле f6 · черна дама на черно поле e5 · бяла пешка на бяло поле c4 · черен кон на бяло поле d3 · бяла пешка на бяло поле a2 · бяла пешка на черно поле b2 · бял кон на черно поле d2 · бял кон на бяло поле e2 · бяла пешка на черно поле f2 · бяла пешка на бяло поле g2 · бяла пешка на черно поле h2 · бял топ на черно поле a1 · бяла дама на бяло поле d1 · бял цар на черно поле e1 · бял офицер на бяло поле f1 · бял топ на бяло поле h1 | черен топ на бяло поле a8 · черен офицер на бяло поле c8 · черен топ на черно поле f8 · черен цар на бяло поле g8 · черна пешка на черно поле a7 · черна пешка на бяло поле b7 · черна пешка на бяло поле f7 · черна пешка на черно поле g7 · черна пешка на бяло поле h7 · черен кон на черно поле f6 · черна дама на черно поле e5 · бяла пешка на бяло поле c4 · черен кон на бяло поле d3 · бяла пешка на бяло поле a2 · бяла пешка на черно поле b2 · бял кон на черно поле d2 · бял кон на бяло поле e2 · бяла пешка на черно поле f2 · бяла пешка на бяло поле g2 · бяла пешка на черно поле h2 · бял топ на черно поле a1 · бяла дама на бяло поле d1 · бял цар на черно поле e1 · бял офицер на бяло поле f1 · бял топ на бяло поле h1 | черен топ на бяло поле a8 · черен офицер на бяло поле c8 · черен топ на черно поле f8 · черен цар на бяло поле g8 · черна пешка на черно поле a7 · черна пешка на бяло поле b7 · черна пешка на бяло поле f7 · черна пешка на черно поле g7 · черна пешка на бяло поле h7 · черен кон на черно поле f6 · черна дама на черно поле e5 · бяла пешка на бяло поле c4 · черен кон на бяло поле d3 · бяла пешка на бяло поле a2 · бяла пешка на черно поле b2 · бял кон на черно поле d2 · бял кон на бяло поле e2 · бяла пешка на черно поле f2 · бяла пешка на бяло поле g2 · бяла пешка на черно поле h2 · бял топ на черно поле a1 · бяла дама на бяло поле d1 · бял цар на черно поле e1 · бял офицер на бяло поле f1 · бял топ на бяло поле h1 | черен топ на бяло поле a8 · черен офицер на бяло поле c8 · черен топ на черно поле f8 · черен цар на бяло поле g8 · черна пешка на черно поле a7 · черна пешка на бяло поле b7 · черна пешка на бяло поле f7 · черна пешка на черно поле g7 · черна пешка на бяло поле h7 · черен кон на черно поле f6 · черна дама на черно поле e5 · бяла пешка на бяло поле c4 · черен кон на бяло поле d3 · бяла пешка на бяло поле a2 · бяла пешка на черно поле b2 · бял кон на черно поле d2 · бял кон на бяло поле e2 · бяла пешка на черно поле f2 · бяла пешка на бяло поле g2 · бяла пешка на черно поле h2 · бял топ на черно поле a1 · бяла дама на бяло поле d1 · бял цар на черно поле e1 · бял офицер на бяло поле f1 · бял топ на бяло поле h1 | черен топ на бяло поле a8 · черен офицер на бяло поле c8 · черен топ на черно поле f8 · черен цар на бяло поле g8 · черна пешка на черно поле a7 · черна пешка на бяло поле b7 · черна пешка на бяло поле f7 · черна пешка на черно поле g7 · черна пешка на бяло поле h7 · черен кон на черно поле f6 · черна дама на черно поле e5 · бяла пешка на бяло поле c4 · черен кон на бяло поле d3 · бяла пешка на бяло поле a2 · бяла пешка на черно поле b2 · бял кон на черно поле d2 · бял кон на бяло поле e2 · бяла пешка на черно поле f2 · бяла пешка на бяло поле g2 · бяла пешка на черно поле h2 · бял топ на черно поле a1 · бяла дама на бяло поле d1 · бял цар на черно поле e1 · бял офицер на бяло поле f1 · бял топ на бяло поле h1 | черен топ на бяло поле a8 · черен офицер на бяло поле c8 · черен топ на черно поле f8 · черен цар на бяло поле g8 · черна пешка на черно поле a7 · черна пешка на бяло поле b7 · черна пешка на бяло поле f7 · черна пешка на черно поле g7 · черна пешка на бяло поле h7 · черен кон на черно поле f6 · черна дама на черно поле e5 · бяла пешка на бяло поле c4 · черен кон на бяло поле d3 · бяла пешка на бяло поле a2 · бяла пешка на черно поле b2 · бял кон на черно поле d2 · бял кон на бяло поле e2 · бяла пешка на черно поле f2 · бяла пешка на бяло поле g2 · бяла пешка на черно поле h2 · бял топ на черно поле a1 · бяла дама на бяло поле d1 · бял цар на черно поле e1 · бял офицер на бяло поле f1 · бял топ на бяло поле h1 | черен топ на бяло поле a8 · черен офицер на бяло поле c8 · черен топ на черно поле f8 · черен цар на бяло поле g8 · черна пешка на черно поле a7 · черна пешка на бяло поле b7 · черна пешка на бяло поле f7 · черна пешка на черно поле g7 · черна пешка на бяло поле h7 · черен кон на черно поле f6 · черна дама на черно поле e5 · бяла пешка на бяло поле c4 · черен кон на бяло поле d3 · бяла пешка на бяло поле a2 · бяла пешка на черно поле b2 · бял кон на черно поле d2 · бял кон на бяло поле e2 · бяла пешка на черно поле f2 · бяла пешка на бяло поле g2 · бяла пешка на черно поле h2 · бял топ на черно поле a1 · бяла дама на бяло поле d1 · бял цар на черно поле e1 · бял офицер на бяло поле f1 · бял топ на бяло поле h1 | черен топ на бяло поле a8 · черен офицер на бяло поле c8 · черен топ на черно поле f8 · черен цар на бяло поле g8 · черна пешка на черно поле a7 · черна пешка на бяло поле b7 · черна пешка на бяло поле f7 · черна пешка на черно поле g7 · черна пешка на бяло поле h7 · черен кон на черно поле f6 · черна дама на черно поле e5 · бяла пешка на бяло поле c4 · черен кон на бяло поле d3 · бяла пешка на бяло поле a2 · бяла пешка на черно поле b2 · бял кон на черно поле d2 · бял кон на бяло поле e2 · бяла пешка на черно поле f2 · бяла пешка на бяло поле g2 · бяла пешка на черно поле h2 · бял топ на черно поле a1 · бяла дама на бяло поле d1 · бял цар на черно поле e1 · бял офицер на бяло поле f1 · бял топ на бяло поле h1 | 2 |
| 1 | черен топ на бяло поле a8 · черен офицер на бяло поле c8 · черен топ на черно поле f8 · черен цар на бяло поле g8 · черна пешка на черно поле a7 · черна пешка на бяло поле b7 · черна пешка на бяло поле f7 · черна пешка на черно поле g7 · черна пешка на бяло поле h7 · черен кон на черно поле f6 · черна дама на черно поле e5 · бяла пешка на бяло поле c4 · черен кон на бяло поле d3 · бяла пешка на бяло поле a2 · бяла пешка на черно поле b2 · бял кон на черно поле d2 · бял кон на бяло поле e2 · бяла пешка на черно поле f2 · бяла пешка на бяло поле g2 · бяла пешка на черно поле h2 · бял топ на черно поле a1 · бяла дама на бяло поле d1 · бял цар на черно поле e1 · бял офицер на бяло поле f1 · бял топ на бяло поле h1 | черен топ на бяло поле a8 · черен офицер на бяло поле c8 · черен топ на черно поле f8 · черен цар на бяло поле g8 · черна пешка на черно поле a7 · черна пешка на бяло поле b7 · черна пешка на бяло поле f7 · черна пешка на черно поле g7 · черна пешка на бяло поле h7 · черен кон на черно поле f6 · черна дама на черно поле e5 · бяла пешка на бяло поле c4 · черен кон на бяло поле d3 · бяла пешка на бяло поле a2 · бяла пешка на черно поле b2 · бял кон на черно поле d2 · бял кон на бяло поле e2 · бяла пешка на черно поле f2 · бяла пешка на бяло поле g2 · бяла пешка на черно поле h2 · бял топ на черно поле a1 · бяла дама на бяло поле d1 · бял цар на черно поле e1 · бял офицер на бяло поле f1 · бял топ на бяло поле h1 | черен топ на бяло поле a8 · черен офицер на бяло поле c8 · черен топ на черно поле f8 · черен цар на бяло поле g8 · черна пешка на черно поле a7 · черна пешка на бяло поле b7 · черна пешка на бяло поле f7 · черна пешка на черно поле g7 · черна пешка на бяло поле h7 · черен кон на черно поле f6 · черна дама на черно поле e5 · бяла пешка на бяло поле c4 · черен кон на бяло поле d3 · бяла пешка на бяло поле a2 · бяла пешка на черно поле b2 · бял кон на черно поле d2 · бял кон на бяло поле e2 · бяла пешка на черно поле f2 · бяла пешка на бяло поле g2 · бяла пешка на черно поле h2 · бял топ на черно поле a1 · бяла дама на бяло поле d1 · бял цар на черно поле e1 · бял офицер на бяло поле f1 · бял топ на бяло поле h1 | черен топ на бяло поле a8 · черен офицер на бяло поле c8 · черен топ на черно поле f8 · черен цар на бяло поле g8 · черна пешка на черно поле a7 · черна пешка на бяло поле b7 · черна пешка на бяло поле f7 · черна пешка на черно поле g7 · черна пешка на бяло поле h7 · черен кон на черно поле f6 · черна дама на черно поле e5 · бяла пешка на бяло поле c4 · черен кон на бяло поле d3 · бяла пешка на бяло поле a2 · бяла пешка на черно поле b2 · бял кон на черно поле d2 · бял кон на бяло поле e2 · бяла пешка на черно поле f2 · бяла пешка на бяло поле g2 · бяла пешка на черно поле h2 · бял топ на черно поле a1 · бяла дама на бяло поле d1 · бял цар на черно поле e1 · бял офицер на бяло поле f1 · бял топ на бяло поле h1 | черен топ на бяло поле a8 · черен офицер на бяло поле c8 · черен топ на черно поле f8 · черен цар на бяло поле g8 · черна пешка на черно поле a7 · черна пешка на бяло поле b7 · черна пешка на бяло поле f7 · черна пешка на черно поле g7 · черна пешка на бяло поле h7 · черен кон на черно поле f6 · черна дама на черно поле e5 · бяла пешка на бяло поле c4 · черен кон на бяло поле d3 · бяла пешка на бяло поле a2 · бяла пешка на черно поле b2 · бял кон на черно поле d2 · бял кон на бяло поле e2 · бяла пешка на черно поле f2 · бяла пешка на бяло поле g2 · бяла пешка на черно поле h2 · бял топ на черно поле a1 · бяла дама на бяло поле d1 · бял цар на черно поле e1 · бял офицер на бяло поле f1 · бял топ на бяло поле h1 | черен топ на бяло поле a8 · черен офицер на бяло поле c8 · черен топ на черно поле f8 · черен цар на бяло поле g8 · черна пешка на черно поле a7 · черна пешка на бяло поле b7 · черна пешка на бяло поле f7 · черна пешка на черно поле g7 · черна пешка на бяло поле h7 · черен кон на черно поле f6 · черна дама на черно поле e5 · бяла пешка на бяло поле c4 · черен кон на бяло поле d3 · бяла пешка на бяло поле a2 · бяла пешка на черно поле b2 · бял кон на черно поле d2 · бял кон на бяло поле e2 · бяла пешка на черно поле f2 · бяла пешка на бяло поле g2 · бяла пешка на черно поле h2 · бял топ на черно поле a1 · бяла дама на бяло поле d1 · бял цар на черно поле e1 · бял офицер на бяло поле f1 · бял топ на бяло поле h1 | черен топ на бяло поле a8 · черен офицер на бяло поле c8 · черен топ на черно поле f8 · черен цар на бяло поле g8 · черна пешка на черно поле a7 · черна пешка на бяло поле b7 · черна пешка на бяло поле f7 · черна пешка на черно поле g7 · черна пешка на бяло поле h7 · черен кон на черно поле f6 · черна дама на черно поле e5 · бяла пешка на бяло поле c4 · черен кон на бяло поле d3 · бяла пешка на бяло поле a2 · бяла пешка на черно поле b2 · бял кон на черно поле d2 · бял кон на бяло поле e2 · бяла пешка на черно поле f2 · бяла пешка на бяло поле g2 · бяла пешка на черно поле h2 · бял топ на черно поле a1 · бяла дама на бяло поле d1 · бял цар на черно поле e1 · бял офицер на бяло поле f1 · бял топ на бяло поле h1 | черен топ на бяло поле a8 · черен офицер на бяло поле c8 · черен топ на черно поле f8 · черен цар на бяло поле g8 · черна пешка на черно поле a7 · черна пешка на бяло поле b7 · черна пешка на бяло поле f7 · черна пешка на черно поле g7 · черна пешка на бяло поле h7 · черен кон на черно поле f6 · черна дама на черно поле e5 · бяла пешка на бяло поле c4 · черен кон на бяло поле d3 · бяла пешка на бяло поле a2 · бяла пешка на черно поле b2 · бял кон на черно поле d2 · бял кон на бяло поле e2 · бяла пешка на черно поле f2 · бяла пешка на бяло поле g2 · бяла пешка на черно поле h2 · бял топ на черно поле a1 · бяла дама на бяло поле d1 · бял цар на черно поле e1 · бял офицер на бяло поле f1 · бял топ на бяло поле h1 | 1 |
|   | a | b | c | d | e | f | g | h |   |

Пример за подобен задушен мат при игра на ниво майстор е партията Едуард Ласкер – Израел Хоровиц, Ню Йорк 1946 г.: 
1. d4 Кf6 2. Кf3 d5 
3. e3 c5 4. c4 c:d4 
5. К:d4 e5 6. Кf3 Кc6 
7. Кc3 d4 8. e:d4 e:d4 
9. Кb5 Ob4+ 10. Od2 0-0 
11. O:b4 К:b4 12. Кb:d4 Дa5 
13. Кd2 Дe5+ 14. Кe2 Кd3# (диаграма 9).
|   | a | b | c | d | e | f | g | h |   |
| 8 | черен топ на бяло поле a8 · черен офицер на бяло поле c8 · черен топ на черно поле d8 · бяла дама на бяло поле g8 · черен цар на черно поле h8 · черна пешка на черно поле a7 · черна пешка на бяло поле b7 · черна пешка на черно поле g7 · черна пешка на бяло поле h7 · черна дама на черно поле b6 · бял кон на черно поле d6 · бял офицер на бяло поле c4 · черен кон на черно поле f4 · бяла пешка на бяло поле a2 · бяла пешка на черно поле b2 · бяла пешка на бяло поле c2 · бяла пешка на бяло поле g2 · бяла пешка на черно поле h2 · бял топ на черно поле a1 · бял цар на бяло поле d1 · бял топ на бяло поле f1 | черен топ на бяло поле a8 · черен офицер на бяло поле c8 · черен топ на черно поле d8 · бяла дама на бяло поле g8 · черен цар на черно поле h8 · черна пешка на черно поле a7 · черна пешка на бяло поле b7 · черна пешка на черно поле g7 · черна пешка на бяло поле h7 · черна дама на черно поле b6 · бял кон на черно поле d6 · бял офицер на бяло поле c4 · черен кон на черно поле f4 · бяла пешка на бяло поле a2 · бяла пешка на черно поле b2 · бяла пешка на бяло поле c2 · бяла пешка на бяло поле g2 · бяла пешка на черно поле h2 · бял топ на черно поле a1 · бял цар на бяло поле d1 · бял топ на бяло поле f1 | черен топ на бяло поле a8 · черен офицер на бяло поле c8 · черен топ на черно поле d8 · бяла дама на бяло поле g8 · черен цар на черно поле h8 · черна пешка на черно поле a7 · черна пешка на бяло поле b7 · черна пешка на черно поле g7 · черна пешка на бяло поле h7 · черна дама на черно поле b6 · бял кон на черно поле d6 · бял офицер на бяло поле c4 · черен кон на черно поле f4 · бяла пешка на бяло поле a2 · бяла пешка на черно поле b2 · бяла пешка на бяло поле c2 · бяла пешка на бяло поле g2 · бяла пешка на черно поле h2 · бял топ на черно поле a1 · бял цар на бяло поле d1 · бял топ на бяло поле f1 | черен топ на бяло поле a8 · черен офицер на бяло поле c8 · черен топ на черно поле d8 · бяла дама на бяло поле g8 · черен цар на черно поле h8 · черна пешка на черно поле a7 · черна пешка на бяло поле b7 · черна пешка на черно поле g7 · черна пешка на бяло поле h7 · черна дама на черно поле b6 · бял кон на черно поле d6 · бял офицер на бяло поле c4 · черен кон на черно поле f4 · бяла пешка на бяло поле a2 · бяла пешка на черно поле b2 · бяла пешка на бяло поле c2 · бяла пешка на бяло поле g2 · бяла пешка на черно поле h2 · бял топ на черно поле a1 · бял цар на бяло поле d1 · бял топ на бяло поле f1 | черен топ на бяло поле a8 · черен офицер на бяло поле c8 · черен топ на черно поле d8 · бяла дама на бяло поле g8 · черен цар на черно поле h8 · черна пешка на черно поле a7 · черна пешка на бяло поле b7 · черна пешка на черно поле g7 · черна пешка на бяло поле h7 · черна дама на черно поле b6 · бял кон на черно поле d6 · бял офицер на бяло поле c4 · черен кон на черно поле f4 · бяла пешка на бяло поле a2 · бяла пешка на черно поле b2 · бяла пешка на бяло поле c2 · бяла пешка на бяло поле g2 · бяла пешка на черно поле h2 · бял топ на черно поле a1 · бял цар на бяло поле d1 · бял топ на бяло поле f1 | черен топ на бяло поле a8 · черен офицер на бяло поле c8 · черен топ на черно поле d8 · бяла дама на бяло поле g8 · черен цар на черно поле h8 · черна пешка на черно поле a7 · черна пешка на бяло поле b7 · черна пешка на черно поле g7 · черна пешка на бяло поле h7 · черна дама на черно поле b6 · бял кон на черно поле d6 · бял офицер на бяло поле c4 · черен кон на черно поле f4 · бяла пешка на бяло поле a2 · бяла пешка на черно поле b2 · бяла пешка на бяло поле c2 · бяла пешка на бяло поле g2 · бяла пешка на черно поле h2 · бял топ на черно поле a1 · бял цар на бяло поле d1 · бял топ на бяло поле f1 | черен топ на бяло поле a8 · черен офицер на бяло поле c8 · черен топ на черно поле d8 · бяла дама на бяло поле g8 · черен цар на черно поле h8 · черна пешка на черно поле a7 · черна пешка на бяло поле b7 · черна пешка на черно поле g7 · черна пешка на бяло поле h7 · черна дама на черно поле b6 · бял кон на черно поле d6 · бял офицер на бяло поле c4 · черен кон на черно поле f4 · бяла пешка на бяло поле a2 · бяла пешка на черно поле b2 · бяла пешка на бяло поле c2 · бяла пешка на бяло поле g2 · бяла пешка на черно поле h2 · бял топ на черно поле a1 · бял цар на бяло поле d1 · бял топ на бяло поле f1 | черен топ на бяло поле a8 · черен офицер на бяло поле c8 · черен топ на черно поле d8 · бяла дама на бяло поле g8 · черен цар на черно поле h8 · черна пешка на черно поле a7 · черна пешка на бяло поле b7 · черна пешка на черно поле g7 · черна пешка на бяло поле h7 · черна дама на черно поле b6 · бял кон на черно поле d6 · бял офицер на бяло поле c4 · черен кон на черно поле f4 · бяла пешка на бяло поле a2 · бяла пешка на черно поле b2 · бяла пешка на бяло поле c2 · бяла пешка на бяло поле g2 · бяла пешка на черно поле h2 · бял топ на черно поле a1 · бял цар на бяло поле d1 · бял топ на бяло поле f1 | 8 |
| 7 | черен топ на бяло поле a8 · черен офицер на бяло поле c8 · черен топ на черно поле d8 · бяла дама на бяло поле g8 · черен цар на черно поле h8 · черна пешка на черно поле a7 · черна пешка на бяло поле b7 · черна пешка на черно поле g7 · черна пешка на бяло поле h7 · черна дама на черно поле b6 · бял кон на черно поле d6 · бял офицер на бяло поле c4 · черен кон на черно поле f4 · бяла пешка на бяло поле a2 · бяла пешка на черно поле b2 · бяла пешка на бяло поле c2 · бяла пешка на бяло поле g2 · бяла пешка на черно поле h2 · бял топ на черно поле a1 · бял цар на бяло поле d1 · бял топ на бяло поле f1 | черен топ на бяло поле a8 · черен офицер на бяло поле c8 · черен топ на черно поле d8 · бяла дама на бяло поле g8 · черен цар на черно поле h8 · черна пешка на черно поле a7 · черна пешка на бяло поле b7 · черна пешка на черно поле g7 · черна пешка на бяло поле h7 · черна дама на черно поле b6 · бял кон на черно поле d6 · бял офицер на бяло поле c4 · черен кон на черно поле f4 · бяла пешка на бяло поле a2 · бяла пешка на черно поле b2 · бяла пешка на бяло поле c2 · бяла пешка на бяло поле g2 · бяла пешка на черно поле h2 · бял топ на черно поле a1 · бял цар на бяло поле d1 · бял топ на бяло поле f1 | черен топ на бяло поле a8 · черен офицер на бяло поле c8 · черен топ на черно поле d8 · бяла дама на бяло поле g8 · черен цар на черно поле h8 · черна пешка на черно поле a7 · черна пешка на бяло поле b7 · черна пешка на черно поле g7 · черна пешка на бяло поле h7 · черна дама на черно поле b6 · бял кон на черно поле d6 · бял офицер на бяло поле c4 · черен кон на черно поле f4 · бяла пешка на бяло поле a2 · бяла пешка на черно поле b2 · бяла пешка на бяло поле c2 · бяла пешка на бяло поле g2 · бяла пешка на черно поле h2 · бял топ на черно поле a1 · бял цар на бяло поле d1 · бял топ на бяло поле f1 | черен топ на бяло поле a8 · черен офицер на бяло поле c8 · черен топ на черно поле d8 · бяла дама на бяло поле g8 · черен цар на черно поле h8 · черна пешка на черно поле a7 · черна пешка на бяло поле b7 · черна пешка на черно поле g7 · черна пешка на бяло поле h7 · черна дама на черно поле b6 · бял кон на черно поле d6 · бял офицер на бяло поле c4 · черен кон на черно поле f4 · бяла пешка на бяло поле a2 · бяла пешка на черно поле b2 · бяла пешка на бяло поле c2 · бяла пешка на бяло поле g2 · бяла пешка на черно поле h2 · бял топ на черно поле a1 · бял цар на бяло поле d1 · бял топ на бяло поле f1 | черен топ на бяло поле a8 · черен офицер на бяло поле c8 · черен топ на черно поле d8 · бяла дама на бяло поле g8 · черен цар на черно поле h8 · черна пешка на черно поле a7 · черна пешка на бяло поле b7 · черна пешка на черно поле g7 · черна пешка на бяло поле h7 · черна дама на черно поле b6 · бял кон на черно поле d6 · бял офицер на бяло поле c4 · черен кон на черно поле f4 · бяла пешка на бяло поле a2 · бяла пешка на черно поле b2 · бяла пешка на бяло поле c2 · бяла пешка на бяло поле g2 · бяла пешка на черно поле h2 · бял топ на черно поле a1 · бял цар на бяло поле d1 · бял топ на бяло поле f1 | черен топ на бяло поле a8 · черен офицер на бяло поле c8 · черен топ на черно поле d8 · бяла дама на бяло поле g8 · черен цар на черно поле h8 · черна пешка на черно поле a7 · черна пешка на бяло поле b7 · черна пешка на черно поле g7 · черна пешка на бяло поле h7 · черна дама на черно поле b6 · бял кон на черно поле d6 · бял офицер на бяло поле c4 · черен кон на черно поле f4 · бяла пешка на бяло поле a2 · бяла пешка на черно поле b2 · бяла пешка на бяло поле c2 · бяла пешка на бяло поле g2 · бяла пешка на черно поле h2 · бял топ на черно поле a1 · бял цар на бяло поле d1 · бял топ на бяло поле f1 | черен топ на бяло поле a8 · черен офицер на бяло поле c8 · черен топ на черно поле d8 · бяла дама на бяло поле g8 · черен цар на черно поле h8 · черна пешка на черно поле a7 · черна пешка на бяло поле b7 · черна пешка на черно поле g7 · черна пешка на бяло поле h7 · черна дама на черно поле b6 · бял кон на черно поле d6 · бял офицер на бяло поле c4 · черен кон на черно поле f4 · бяла пешка на бяло поле a2 · бяла пешка на черно поле b2 · бяла пешка на бяло поле c2 · бяла пешка на бяло поле g2 · бяла пешка на черно поле h2 · бял топ на черно поле a1 · бял цар на бяло поле d1 · бял топ на бяло поле f1 | черен топ на бяло поле a8 · черен офицер на бяло поле c8 · черен топ на черно поле d8 · бяла дама на бяло поле g8 · черен цар на черно поле h8 · черна пешка на черно поле a7 · черна пешка на бяло поле b7 · черна пешка на черно поле g7 · черна пешка на бяло поле h7 · черна дама на черно поле b6 · бял кон на черно поле d6 · бял офицер на бяло поле c4 · черен кон на черно поле f4 · бяла пешка на бяло поле a2 · бяла пешка на черно поле b2 · бяла пешка на бяло поле c2 · бяла пешка на бяло поле g2 · бяла пешка на черно поле h2 · бял топ на черно поле a1 · бял цар на бяло поле d1 · бял топ на бяло поле f1 | 7 |
| 6 | черен топ на бяло поле a8 · черен офицер на бяло поле c8 · черен топ на черно поле d8 · бяла дама на бяло поле g8 · черен цар на черно поле h8 · черна пешка на черно поле a7 · черна пешка на бяло поле b7 · черна пешка на черно поле g7 · черна пешка на бяло поле h7 · черна дама на черно поле b6 · бял кон на черно поле d6 · бял офицер на бяло поле c4 · черен кон на черно поле f4 · бяла пешка на бяло поле a2 · бяла пешка на черно поле b2 · бяла пешка на бяло поле c2 · бяла пешка на бяло поле g2 · бяла пешка на черно поле h2 · бял топ на черно поле a1 · бял цар на бяло поле d1 · бял топ на бяло поле f1 | черен топ на бяло поле a8 · черен офицер на бяло поле c8 · черен топ на черно поле d8 · бяла дама на бяло поле g8 · черен цар на черно поле h8 · черна пешка на черно поле a7 · черна пешка на бяло поле b7 · черна пешка на черно поле g7 · черна пешка на бяло поле h7 · черна дама на черно поле b6 · бял кон на черно поле d6 · бял офицер на бяло поле c4 · черен кон на черно поле f4 · бяла пешка на бяло поле a2 · бяла пешка на черно поле b2 · бяла пешка на бяло поле c2 · бяла пешка на бяло поле g2 · бяла пешка на черно поле h2 · бял топ на черно поле a1 · бял цар на бяло поле d1 · бял топ на бяло поле f1 | черен топ на бяло поле a8 · черен офицер на бяло поле c8 · черен топ на черно поле d8 · бяла дама на бяло поле g8 · черен цар на черно поле h8 · черна пешка на черно поле a7 · черна пешка на бяло поле b7 · черна пешка на черно поле g7 · черна пешка на бяло поле h7 · черна дама на черно поле b6 · бял кон на черно поле d6 · бял офицер на бяло поле c4 · черен кон на черно поле f4 · бяла пешка на бяло поле a2 · бяла пешка на черно поле b2 · бяла пешка на бяло поле c2 · бяла пешка на бяло поле g2 · бяла пешка на черно поле h2 · бял топ на черно поле a1 · бял цар на бяло поле d1 · бял топ на бяло поле f1 | черен топ на бяло поле a8 · черен офицер на бяло поле c8 · черен топ на черно поле d8 · бяла дама на бяло поле g8 · черен цар на черно поле h8 · черна пешка на черно поле a7 · черна пешка на бяло поле b7 · черна пешка на черно поле g7 · черна пешка на бяло поле h7 · черна дама на черно поле b6 · бял кон на черно поле d6 · бял офицер на бяло поле c4 · черен кон на черно поле f4 · бяла пешка на бяло поле a2 · бяла пешка на черно поле b2 · бяла пешка на бяло поле c2 · бяла пешка на бяло поле g2 · бяла пешка на черно поле h2 · бял топ на черно поле a1 · бял цар на бяло поле d1 · бял топ на бяло поле f1 | черен топ на бяло поле a8 · черен офицер на бяло поле c8 · черен топ на черно поле d8 · бяла дама на бяло поле g8 · черен цар на черно поле h8 · черна пешка на черно поле a7 · черна пешка на бяло поле b7 · черна пешка на черно поле g7 · черна пешка на бяло поле h7 · черна дама на черно поле b6 · бял кон на черно поле d6 · бял офицер на бяло поле c4 · черен кон на черно поле f4 · бяла пешка на бяло поле a2 · бяла пешка на черно поле b2 · бяла пешка на бяло поле c2 · бяла пешка на бяло поле g2 · бяла пешка на черно поле h2 · бял топ на черно поле a1 · бял цар на бяло поле d1 · бял топ на бяло поле f1 | черен топ на бяло поле a8 · черен офицер на бяло поле c8 · черен топ на черно поле d8 · бяла дама на бяло поле g8 · черен цар на черно поле h8 · черна пешка на черно поле a7 · черна пешка на бяло поле b7 · черна пешка на черно поле g7 · черна пешка на бяло поле h7 · черна дама на черно поле b6 · бял кон на черно поле d6 · бял офицер на бяло поле c4 · черен кон на черно поле f4 · бяла пешка на бяло поле a2 · бяла пешка на черно поле b2 · бяла пешка на бяло поле c2 · бяла пешка на бяло поле g2 · бяла пешка на черно поле h2 · бял топ на черно поле a1 · бял цар на бяло поле d1 · бял топ на бяло поле f1 | черен топ на бяло поле a8 · черен офицер на бяло поле c8 · черен топ на черно поле d8 · бяла дама на бяло поле g8 · черен цар на черно поле h8 · черна пешка на черно поле a7 · черна пешка на бяло поле b7 · черна пешка на черно поле g7 · черна пешка на бяло поле h7 · черна дама на черно поле b6 · бял кон на черно поле d6 · бял офицер на бяло поле c4 · черен кон на черно поле f4 · бяла пешка на бяло поле a2 · бяла пешка на черно поле b2 · бяла пешка на бяло поле c2 · бяла пешка на бяло поле g2 · бяла пешка на черно поле h2 · бял топ на черно поле a1 · бял цар на бяло поле d1 · бял топ на бяло поле f1 | черен топ на бяло поле a8 · черен офицер на бяло поле c8 · черен топ на черно поле d8 · бяла дама на бяло поле g8 · черен цар на черно поле h8 · черна пешка на черно поле a7 · черна пешка на бяло поле b7 · черна пешка на черно поле g7 · черна пешка на бяло поле h7 · черна дама на черно поле b6 · бял кон на черно поле d6 · бял офицер на бяло поле c4 · черен кон на черно поле f4 · бяла пешка на бяло поле a2 · бяла пешка на черно поле b2 · бяла пешка на бяло поле c2 · бяла пешка на бяло поле g2 · бяла пешка на черно поле h2 · бял топ на черно поле a1 · бял цар на бяло поле d1 · бял топ на бяло поле f1 | 6 |
| 5 | черен топ на бяло поле a8 · черен офицер на бяло поле c8 · черен топ на черно поле d8 · бяла дама на бяло поле g8 · черен цар на черно поле h8 · черна пешка на черно поле a7 · черна пешка на бяло поле b7 · черна пешка на черно поле g7 · черна пешка на бяло поле h7 · черна дама на черно поле b6 · бял кон на черно поле d6 · бял офицер на бяло поле c4 · черен кон на черно поле f4 · бяла пешка на бяло поле a2 · бяла пешка на черно поле b2 · бяла пешка на бяло поле c2 · бяла пешка на бяло поле g2 · бяла пешка на черно поле h2 · бял топ на черно поле a1 · бял цар на бяло поле d1 · бял топ на бяло поле f1 | черен топ на бяло поле a8 · черен офицер на бяло поле c8 · черен топ на черно поле d8 · бяла дама на бяло поле g8 · черен цар на черно поле h8 · черна пешка на черно поле a7 · черна пешка на бяло поле b7 · черна пешка на черно поле g7 · черна пешка на бяло поле h7 · черна дама на черно поле b6 · бял кон на черно поле d6 · бял офицер на бяло поле c4 · черен кон на черно поле f4 · бяла пешка на бяло поле a2 · бяла пешка на черно поле b2 · бяла пешка на бяло поле c2 · бяла пешка на бяло поле g2 · бяла пешка на черно поле h2 · бял топ на черно поле a1 · бял цар на бяло поле d1 · бял топ на бяло поле f1 | черен топ на бяло поле a8 · черен офицер на бяло поле c8 · черен топ на черно поле d8 · бяла дама на бяло поле g8 · черен цар на черно поле h8 · черна пешка на черно поле a7 · черна пешка на бяло поле b7 · черна пешка на черно поле g7 · черна пешка на бяло поле h7 · черна дама на черно поле b6 · бял кон на черно поле d6 · бял офицер на бяло поле c4 · черен кон на черно поле f4 · бяла пешка на бяло поле a2 · бяла пешка на черно поле b2 · бяла пешка на бяло поле c2 · бяла пешка на бяло поле g2 · бяла пешка на черно поле h2 · бял топ на черно поле a1 · бял цар на бяло поле d1 · бял топ на бяло поле f1 | черен топ на бяло поле a8 · черен офицер на бяло поле c8 · черен топ на черно поле d8 · бяла дама на бяло поле g8 · черен цар на черно поле h8 · черна пешка на черно поле a7 · черна пешка на бяло поле b7 · черна пешка на черно поле g7 · черна пешка на бяло поле h7 · черна дама на черно поле b6 · бял кон на черно поле d6 · бял офицер на бяло поле c4 · черен кон на черно поле f4 · бяла пешка на бяло поле a2 · бяла пешка на черно поле b2 · бяла пешка на бяло поле c2 · бяла пешка на бяло поле g2 · бяла пешка на черно поле h2 · бял топ на черно поле a1 · бял цар на бяло поле d1 · бял топ на бяло поле f1 | черен топ на бяло поле a8 · черен офицер на бяло поле c8 · черен топ на черно поле d8 · бяла дама на бяло поле g8 · черен цар на черно поле h8 · черна пешка на черно поле a7 · черна пешка на бяло поле b7 · черна пешка на черно поле g7 · черна пешка на бяло поле h7 · черна дама на черно поле b6 · бял кон на черно поле d6 · бял офицер на бяло поле c4 · черен кон на черно поле f4 · бяла пешка на бяло поле a2 · бяла пешка на черно поле b2 · бяла пешка на бяло поле c2 · бяла пешка на бяло поле g2 · бяла пешка на черно поле h2 · бял топ на черно поле a1 · бял цар на бяло поле d1 · бял топ на бяло поле f1 | черен топ на бяло поле a8 · черен офицер на бяло поле c8 · черен топ на черно поле d8 · бяла дама на бяло поле g8 · черен цар на черно поле h8 · черна пешка на черно поле a7 · черна пешка на бяло поле b7 · черна пешка на черно поле g7 · черна пешка на бяло поле h7 · черна дама на черно поле b6 · бял кон на черно поле d6 · бял офицер на бяло поле c4 · черен кон на черно поле f4 · бяла пешка на бяло поле a2 · бяла пешка на черно поле b2 · бяла пешка на бяло поле c2 · бяла пешка на бяло поле g2 · бяла пешка на черно поле h2 · бял топ на черно поле a1 · бял цар на бяло поле d1 · бял топ на бяло поле f1 | черен топ на бяло поле a8 · черен офицер на бяло поле c8 · черен топ на черно поле d8 · бяла дама на бяло поле g8 · черен цар на черно поле h8 · черна пешка на черно поле a7 · черна пешка на бяло поле b7 · черна пешка на черно поле g7 · черна пешка на бяло поле h7 · черна дама на черно поле b6 · бял кон на черно поле d6 · бял офицер на бяло поле c4 · черен кон на черно поле f4 · бяла пешка на бяло поле a2 · бяла пешка на черно поле b2 · бяла пешка на бяло поле c2 · бяла пешка на бяло поле g2 · бяла пешка на черно поле h2 · бял топ на черно поле a1 · бял цар на бяло поле d1 · бял топ на бяло поле f1 | черен топ на бяло поле a8 · черен офицер на бяло поле c8 · черен топ на черно поле d8 · бяла дама на бяло поле g8 · черен цар на черно поле h8 · черна пешка на черно поле a7 · черна пешка на бяло поле b7 · черна пешка на черно поле g7 · черна пешка на бяло поле h7 · черна дама на черно поле b6 · бял кон на черно поле d6 · бял офицер на бяло поле c4 · черен кон на черно поле f4 · бяла пешка на бяло поле a2 · бяла пешка на черно поле b2 · бяла пешка на бяло поле c2 · бяла пешка на бяло поле g2 · бяла пешка на черно поле h2 · бял топ на черно поле a1 · бял цар на бяло поле d1 · бял топ на бяло поле f1 | 5 |
| 4 | черен топ на бяло поле a8 · черен офицер на бяло поле c8 · черен топ на черно поле d8 · бяла дама на бяло поле g8 · черен цар на черно поле h8 · черна пешка на черно поле a7 · черна пешка на бяло поле b7 · черна пешка на черно поле g7 · черна пешка на бяло поле h7 · черна дама на черно поле b6 · бял кон на черно поле d6 · бял офицер на бяло поле c4 · черен кон на черно поле f4 · бяла пешка на бяло поле a2 · бяла пешка на черно поле b2 · бяла пешка на бяло поле c2 · бяла пешка на бяло поле g2 · бяла пешка на черно поле h2 · бял топ на черно поле a1 · бял цар на бяло поле d1 · бял топ на бяло поле f1 | черен топ на бяло поле a8 · черен офицер на бяло поле c8 · черен топ на черно поле d8 · бяла дама на бяло поле g8 · черен цар на черно поле h8 · черна пешка на черно поле a7 · черна пешка на бяло поле b7 · черна пешка на черно поле g7 · черна пешка на бяло поле h7 · черна дама на черно поле b6 · бял кон на черно поле d6 · бял офицер на бяло поле c4 · черен кон на черно поле f4 · бяла пешка на бяло поле a2 · бяла пешка на черно поле b2 · бяла пешка на бяло поле c2 · бяла пешка на бяло поле g2 · бяла пешка на черно поле h2 · бял топ на черно поле a1 · бял цар на бяло поле d1 · бял топ на бяло поле f1 | черен топ на бяло поле a8 · черен офицер на бяло поле c8 · черен топ на черно поле d8 · бяла дама на бяло поле g8 · черен цар на черно поле h8 · черна пешка на черно поле a7 · черна пешка на бяло поле b7 · черна пешка на черно поле g7 · черна пешка на бяло поле h7 · черна дама на черно поле b6 · бял кон на черно поле d6 · бял офицер на бяло поле c4 · черен кон на черно поле f4 · бяла пешка на бяло поле a2 · бяла пешка на черно поле b2 · бяла пешка на бяло поле c2 · бяла пешка на бяло поле g2 · бяла пешка на черно поле h2 · бял топ на черно поле a1 · бял цар на бяло поле d1 · бял топ на бяло поле f1 | черен топ на бяло поле a8 · черен офицер на бяло поле c8 · черен топ на черно поле d8 · бяла дама на бяло поле g8 · черен цар на черно поле h8 · черна пешка на черно поле a7 · черна пешка на бяло поле b7 · черна пешка на черно поле g7 · черна пешка на бяло поле h7 · черна дама на черно поле b6 · бял кон на черно поле d6 · бял офицер на бяло поле c4 · черен кон на черно поле f4 · бяла пешка на бяло поле a2 · бяла пешка на черно поле b2 · бяла пешка на бяло поле c2 · бяла пешка на бяло поле g2 · бяла пешка на черно поле h2 · бял топ на черно поле a1 · бял цар на бяло поле d1 · бял топ на бяло поле f1 | черен топ на бяло поле a8 · черен офицер на бяло поле c8 · черен топ на черно поле d8 · бяла дама на бяло поле g8 · черен цар на черно поле h8 · черна пешка на черно поле a7 · черна пешка на бяло поле b7 · черна пешка на черно поле g7 · черна пешка на бяло поле h7 · черна дама на черно поле b6 · бял кон на черно поле d6 · бял офицер на бяло поле c4 · черен кон на черно поле f4 · бяла пешка на бяло поле a2 · бяла пешка на черно поле b2 · бяла пешка на бяло поле c2 · бяла пешка на бяло поле g2 · бяла пешка на черно поле h2 · бял топ на черно поле a1 · бял цар на бяло поле d1 · бял топ на бяло поле f1 | черен топ на бяло поле a8 · черен офицер на бяло поле c8 · черен топ на черно поле d8 · бяла дама на бяло поле g8 · черен цар на черно поле h8 · черна пешка на черно поле a7 · черна пешка на бяло поле b7 · черна пешка на черно поле g7 · черна пешка на бяло поле h7 · черна дама на черно поле b6 · бял кон на черно поле d6 · бял офицер на бяло поле c4 · черен кон на черно поле f4 · бяла пешка на бяло поле a2 · бяла пешка на черно поле b2 · бяла пешка на бяло поле c2 · бяла пешка на бяло поле g2 · бяла пешка на черно поле h2 · бял топ на черно поле a1 · бял цар на бяло поле d1 · бял топ на бяло поле f1 | черен топ на бяло поле a8 · черен офицер на бяло поле c8 · черен топ на черно поле d8 · бяла дама на бяло поле g8 · черен цар на черно поле h8 · черна пешка на черно поле a7 · черна пешка на бяло поле b7 · черна пешка на черно поле g7 · черна пешка на бяло поле h7 · черна дама на черно поле b6 · бял кон на черно поле d6 · бял офицер на бяло поле c4 · черен кон на черно поле f4 · бяла пешка на бяло поле a2 · бяла пешка на черно поле b2 · бяла пешка на бяло поле c2 · бяла пешка на бяло поле g2 · бяла пешка на черно поле h2 · бял топ на черно поле a1 · бял цар на бяло поле d1 · бял топ на бяло поле f1 | черен топ на бяло поле a8 · черен офицер на бяло поле c8 · черен топ на черно поле d8 · бяла дама на бяло поле g8 · черен цар на черно поле h8 · черна пешка на черно поле a7 · черна пешка на бяло поле b7 · черна пешка на черно поле g7 · черна пешка на бяло поле h7 · черна дама на черно поле b6 · бял кон на черно поле d6 · бял офицер на бяло поле c4 · черен кон на черно поле f4 · бяла пешка на бяло поле a2 · бяла пешка на черно поле b2 · бяла пешка на бяло поле c2 · бяла пешка на бяло поле g2 · бяла пешка на черно поле h2 · бял топ на черно поле a1 · бял цар на бяло поле d1 · бял топ на бяло поле f1 | 4 |
| 3 | черен топ на бяло поле a8 · черен офицер на бяло поле c8 · черен топ на черно поле d8 · бяла дама на бяло поле g8 · черен цар на черно поле h8 · черна пешка на черно поле a7 · черна пешка на бяло поле b7 · черна пешка на черно поле g7 · черна пешка на бяло поле h7 · черна дама на черно поле b6 · бял кон на черно поле d6 · бял офицер на бяло поле c4 · черен кон на черно поле f4 · бяла пешка на бяло поле a2 · бяла пешка на черно поле b2 · бяла пешка на бяло поле c2 · бяла пешка на бяло поле g2 · бяла пешка на черно поле h2 · бял топ на черно поле a1 · бял цар на бяло поле d1 · бял топ на бяло поле f1 | черен топ на бяло поле a8 · черен офицер на бяло поле c8 · черен топ на черно поле d8 · бяла дама на бяло поле g8 · черен цар на черно поле h8 · черна пешка на черно поле a7 · черна пешка на бяло поле b7 · черна пешка на черно поле g7 · черна пешка на бяло поле h7 · черна дама на черно поле b6 · бял кон на черно поле d6 · бял офицер на бяло поле c4 · черен кон на черно поле f4 · бяла пешка на бяло поле a2 · бяла пешка на черно поле b2 · бяла пешка на бяло поле c2 · бяла пешка на бяло поле g2 · бяла пешка на черно поле h2 · бял топ на черно поле a1 · бял цар на бяло поле d1 · бял топ на бяло поле f1 | черен топ на бяло поле a8 · черен офицер на бяло поле c8 · черен топ на черно поле d8 · бяла дама на бяло поле g8 · черен цар на черно поле h8 · черна пешка на черно поле a7 · черна пешка на бяло поле b7 · черна пешка на черно поле g7 · черна пешка на бяло поле h7 · черна дама на черно поле b6 · бял кон на черно поле d6 · бял офицер на бяло поле c4 · черен кон на черно поле f4 · бяла пешка на бяло поле a2 · бяла пешка на черно поле b2 · бяла пешка на бяло поле c2 · бяла пешка на бяло поле g2 · бяла пешка на черно поле h2 · бял топ на черно поле a1 · бял цар на бяло поле d1 · бял топ на бяло поле f1 | черен топ на бяло поле a8 · черен офицер на бяло поле c8 · черен топ на черно поле d8 · бяла дама на бяло поле g8 · черен цар на черно поле h8 · черна пешка на черно поле a7 · черна пешка на бяло поле b7 · черна пешка на черно поле g7 · черна пешка на бяло поле h7 · черна дама на черно поле b6 · бял кон на черно поле d6 · бял офицер на бяло поле c4 · черен кон на черно поле f4 · бяла пешка на бяло поле a2 · бяла пешка на черно поле b2 · бяла пешка на бяло поле c2 · бяла пешка на бяло поле g2 · бяла пешка на черно поле h2 · бял топ на черно поле a1 · бял цар на бяло поле d1 · бял топ на бяло поле f1 | черен топ на бяло поле a8 · черен офицер на бяло поле c8 · черен топ на черно поле d8 · бяла дама на бяло поле g8 · черен цар на черно поле h8 · черна пешка на черно поле a7 · черна пешка на бяло поле b7 · черна пешка на черно поле g7 · черна пешка на бяло поле h7 · черна дама на черно поле b6 · бял кон на черно поле d6 · бял офицер на бяло поле c4 · черен кон на черно поле f4 · бяла пешка на бяло поле a2 · бяла пешка на черно поле b2 · бяла пешка на бяло поле c2 · бяла пешка на бяло поле g2 · бяла пешка на черно поле h2 · бял топ на черно поле a1 · бял цар на бяло поле d1 · бял топ на бяло поле f1 | черен топ на бяло поле a8 · черен офицер на бяло поле c8 · черен топ на черно поле d8 · бяла дама на бяло поле g8 · черен цар на черно поле h8 · черна пешка на черно поле a7 · черна пешка на бяло поле b7 · черна пешка на черно поле g7 · черна пешка на бяло поле h7 · черна дама на черно поле b6 · бял кон на черно поле d6 · бял офицер на бяло поле c4 · черен кон на черно поле f4 · бяла пешка на бяло поле a2 · бяла пешка на черно поле b2 · бяла пешка на бяло поле c2 · бяла пешка на бяло поле g2 · бяла пешка на черно поле h2 · бял топ на черно поле a1 · бял цар на бяло поле d1 · бял топ на бяло поле f1 | черен топ на бяло поле a8 · черен офицер на бяло поле c8 · черен топ на черно поле d8 · бяла дама на бяло поле g8 · черен цар на черно поле h8 · черна пешка на черно поле a7 · черна пешка на бяло поле b7 · черна пешка на черно поле g7 · черна пешка на бяло поле h7 · черна дама на черно поле b6 · бял кон на черно поле d6 · бял офицер на бяло поле c4 · черен кон на черно поле f4 · бяла пешка на бяло поле a2 · бяла пешка на черно поле b2 · бяла пешка на бяло поле c2 · бяла пешка на бяло поле g2 · бяла пешка на черно поле h2 · бял топ на черно поле a1 · бял цар на бяло поле d1 · бял топ на бяло поле f1 | черен топ на бяло поле a8 · черен офицер на бяло поле c8 · черен топ на черно поле d8 · бяла дама на бяло поле g8 · черен цар на черно поле h8 · черна пешка на черно поле a7 · черна пешка на бяло поле b7 · черна пешка на черно поле g7 · черна пешка на бяло поле h7 · черна дама на черно поле b6 · бял кон на черно поле d6 · бял офицер на бяло поле c4 · черен кон на черно поле f4 · бяла пешка на бяло поле a2 · бяла пешка на черно поле b2 · бяла пешка на бяло поле c2 · бяла пешка на бяло поле g2 · бяла пешка на черно поле h2 · бял топ на черно поле a1 · бял цар на бяло поле d1 · бял топ на бяло поле f1 | 3 |
| 2 | черен топ на бяло поле a8 · черен офицер на бяло поле c8 · черен топ на черно поле d8 · бяла дама на бяло поле g8 · черен цар на черно поле h8 · черна пешка на черно поле a7 · черна пешка на бяло поле b7 · черна пешка на черно поле g7 · черна пешка на бяло поле h7 · черна дама на черно поле b6 · бял кон на черно поле d6 · бял офицер на бяло поле c4 · черен кон на черно поле f4 · бяла пешка на бяло поле a2 · бяла пешка на черно поле b2 · бяла пешка на бяло поле c2 · бяла пешка на бяло поле g2 · бяла пешка на черно поле h2 · бял топ на черно поле a1 · бял цар на бяло поле d1 · бял топ на бяло поле f1 | черен топ на бяло поле a8 · черен офицер на бяло поле c8 · черен топ на черно поле d8 · бяла дама на бяло поле g8 · черен цар на черно поле h8 · черна пешка на черно поле a7 · черна пешка на бяло поле b7 · черна пешка на черно поле g7 · черна пешка на бяло поле h7 · черна дама на черно поле b6 · бял кон на черно поле d6 · бял офицер на бяло поле c4 · черен кон на черно поле f4 · бяла пешка на бяло поле a2 · бяла пешка на черно поле b2 · бяла пешка на бяло поле c2 · бяла пешка на бяло поле g2 · бяла пешка на черно поле h2 · бял топ на черно поле a1 · бял цар на бяло поле d1 · бял топ на бяло поле f1 | черен топ на бяло поле a8 · черен офицер на бяло поле c8 · черен топ на черно поле d8 · бяла дама на бяло поле g8 · черен цар на черно поле h8 · черна пешка на черно поле a7 · черна пешка на бяло поле b7 · черна пешка на черно поле g7 · черна пешка на бяло поле h7 · черна дама на черно поле b6 · бял кон на черно поле d6 · бял офицер на бяло поле c4 · черен кон на черно поле f4 · бяла пешка на бяло поле a2 · бяла пешка на черно поле b2 · бяла пешка на бяло поле c2 · бяла пешка на бяло поле g2 · бяла пешка на черно поле h2 · бял топ на черно поле a1 · бял цар на бяло поле d1 · бял топ на бяло поле f1 | черен топ на бяло поле a8 · черен офицер на бяло поле c8 · черен топ на черно поле d8 · бяла дама на бяло поле g8 · черен цар на черно поле h8 · черна пешка на черно поле a7 · черна пешка на бяло поле b7 · черна пешка на черно поле g7 · черна пешка на бяло поле h7 · черна дама на черно поле b6 · бял кон на черно поле d6 · бял офицер на бяло поле c4 · черен кон на черно поле f4 · бяла пешка на бяло поле a2 · бяла пешка на черно поле b2 · бяла пешка на бяло поле c2 · бяла пешка на бяло поле g2 · бяла пешка на черно поле h2 · бял топ на черно поле a1 · бял цар на бяло поле d1 · бял топ на бяло поле f1 | черен топ на бяло поле a8 · черен офицер на бяло поле c8 · черен топ на черно поле d8 · бяла дама на бяло поле g8 · черен цар на черно поле h8 · черна пешка на черно поле a7 · черна пешка на бяло поле b7 · черна пешка на черно поле g7 · черна пешка на бяло поле h7 · черна дама на черно поле b6 · бял кон на черно поле d6 · бял офицер на бяло поле c4 · черен кон на черно поле f4 · бяла пешка на бяло поле a2 · бяла пешка на черно поле b2 · бяла пешка на бяло поле c2 · бяла пешка на бяло поле g2 · бяла пешка на черно поле h2 · бял топ на черно поле a1 · бял цар на бяло поле d1 · бял топ на бяло поле f1 | черен топ на бяло поле a8 · черен офицер на бяло поле c8 · черен топ на черно поле d8 · бяла дама на бяло поле g8 · черен цар на черно поле h8 · черна пешка на черно поле a7 · черна пешка на бяло поле b7 · черна пешка на черно поле g7 · черна пешка на бяло поле h7 · черна дама на черно поле b6 · бял кон на черно поле d6 · бял офицер на бяло поле c4 · черен кон на черно поле f4 · бяла пешка на бяло поле a2 · бяла пешка на черно поле b2 · бяла пешка на бяло поле c2 · бяла пешка на бяло поле g2 · бяла пешка на черно поле h2 · бял топ на черно поле a1 · бял цар на бяло поле d1 · бял топ на бяло поле f1 | черен топ на бяло поле a8 · черен офицер на бяло поле c8 · черен топ на черно поле d8 · бяла дама на бяло поле g8 · черен цар на черно поле h8 · черна пешка на черно поле a7 · черна пешка на бяло поле b7 · черна пешка на черно поле g7 · черна пешка на бяло поле h7 · черна дама на черно поле b6 · бял кон на черно поле d6 · бял офицер на бяло поле c4 · черен кон на черно поле f4 · бяла пешка на бяло поле a2 · бяла пешка на черно поле b2 · бяла пешка на бяло поле c2 · бяла пешка на бяло поле g2 · бяла пешка на черно поле h2 · бял топ на черно поле a1 · бял цар на бяло поле d1 · бял топ на бяло поле f1 | черен топ на бяло поле a8 · черен офицер на бяло поле c8 · черен топ на черно поле d8 · бяла дама на бяло поле g8 · черен цар на черно поле h8 · черна пешка на черно поле a7 · черна пешка на бяло поле b7 · черна пешка на черно поле g7 · черна пешка на бяло поле h7 · черна дама на черно поле b6 · бял кон на черно поле d6 · бял офицер на бяло поле c4 · черен кон на черно поле f4 · бяла пешка на бяло поле a2 · бяла пешка на черно поле b2 · бяла пешка на бяло поле c2 · бяла пешка на бяло поле g2 · бяла пешка на черно поле h2 · бял топ на черно поле a1 · бял цар на бяло поле d1 · бял топ на бяло поле f1 | 2 |
| 1 | черен топ на бяло поле a8 · черен офицер на бяло поле c8 · черен топ на черно поле d8 · бяла дама на бяло поле g8 · черен цар на черно поле h8 · черна пешка на черно поле a7 · черна пешка на бяло поле b7 · черна пешка на черно поле g7 · черна пешка на бяло поле h7 · черна дама на черно поле b6 · бял кон на черно поле d6 · бял офицер на бяло поле c4 · черен кон на черно поле f4 · бяла пешка на бяло поле a2 · бяла пешка на черно поле b2 · бяла пешка на бяло поле c2 · бяла пешка на бяло поле g2 · бяла пешка на черно поле h2 · бял топ на черно поле a1 · бял цар на бяло поле d1 · бял топ на бяло поле f1 | черен топ на бяло поле a8 · черен офицер на бяло поле c8 · черен топ на черно поле d8 · бяла дама на бяло поле g8 · черен цар на черно поле h8 · черна пешка на черно поле a7 · черна пешка на бяло поле b7 · черна пешка на черно поле g7 · черна пешка на бяло поле h7 · черна дама на черно поле b6 · бял кон на черно поле d6 · бял офицер на бяло поле c4 · черен кон на черно поле f4 · бяла пешка на бяло поле a2 · бяла пешка на черно поле b2 · бяла пешка на бяло поле c2 · бяла пешка на бяло поле g2 · бяла пешка на черно поле h2 · бял топ на черно поле a1 · бял цар на бяло поле d1 · бял топ на бяло поле f1 | черен топ на бяло поле a8 · черен офицер на бяло поле c8 · черен топ на черно поле d8 · бяла дама на бяло поле g8 · черен цар на черно поле h8 · черна пешка на черно поле a7 · черна пешка на бяло поле b7 · черна пешка на черно поле g7 · черна пешка на бяло поле h7 · черна дама на черно поле b6 · бял кон на черно поле d6 · бял офицер на бяло поле c4 · черен кон на черно поле f4 · бяла пешка на бяло поле a2 · бяла пешка на черно поле b2 · бяла пешка на бяло поле c2 · бяла пешка на бяло поле g2 · бяла пешка на черно поле h2 · бял топ на черно поле a1 · бял цар на бяло поле d1 · бял топ на бяло поле f1 | черен топ на бяло поле a8 · черен офицер на бяло поле c8 · черен топ на черно поле d8 · бяла дама на бяло поле g8 · черен цар на черно поле h8 · черна пешка на черно поле a7 · черна пешка на бяло поле b7 · черна пешка на черно поле g7 · черна пешка на бяло поле h7 · черна дама на черно поле b6 · бял кон на черно поле d6 · бял офицер на бяло поле c4 · черен кон на черно поле f4 · бяла пешка на бяло поле a2 · бяла пешка на черно поле b2 · бяла пешка на бяло поле c2 · бяла пешка на бяло поле g2 · бяла пешка на черно поле h2 · бял топ на черно поле a1 · бял цар на бяло поле d1 · бял топ на бяло поле f1 | черен топ на бяло поле a8 · черен офицер на бяло поле c8 · черен топ на черно поле d8 · бяла дама на бяло поле g8 · черен цар на черно поле h8 · черна пешка на черно поле a7 · черна пешка на бяло поле b7 · черна пешка на черно поле g7 · черна пешка на бяло поле h7 · черна дама на черно поле b6 · бял кон на черно поле d6 · бял офицер на бяло поле c4 · черен кон на черно поле f4 · бяла пешка на бяло поле a2 · бяла пешка на черно поле b2 · бяла пешка на бяло поле c2 · бяла пешка на бяло поле g2 · бяла пешка на черно поле h2 · бял топ на черно поле a1 · бял цар на бяло поле d1 · бял топ на бяло поле f1 | черен топ на бяло поле a8 · черен офицер на бяло поле c8 · черен топ на черно поле d8 · бяла дама на бяло поле g8 · черен цар на черно поле h8 · черна пешка на черно поле a7 · черна пешка на бяло поле b7 · черна пешка на черно поле g7 · черна пешка на бяло поле h7 · черна дама на черно поле b6 · бял кон на черно поле d6 · бял офицер на бяло поле c4 · черен кон на черно поле f4 · бяла пешка на бяло поле a2 · бяла пешка на черно поле b2 · бяла пешка на бяло поле c2 · бяла пешка на бяло поле g2 · бяла пешка на черно поле h2 · бял топ на черно поле a1 · бял цар на бяло поле d1 · бял топ на бяло поле f1 | черен топ на бяло поле a8 · черен офицер на бяло поле c8 · черен топ на черно поле d8 · бяла дама на бяло поле g8 · черен цар на черно поле h8 · черна пешка на черно поле a7 · черна пешка на бяло поле b7 · черна пешка на черно поле g7 · черна пешка на бяло поле h7 · черна дама на черно поле b6 · бял кон на черно поле d6 · бял офицер на бяло поле c4 · черен кон на черно поле f4 · бяла пешка на бяло поле a2 · бяла пешка на черно поле b2 · бяла пешка на бяло поле c2 · бяла пешка на бяло поле g2 · бяла пешка на черно поле h2 · бял топ на черно поле a1 · бял цар на бяло поле d1 · бял топ на бяло поле f1 | черен топ на бяло поле a8 · черен офицер на бяло поле c8 · черен топ на черно поле d8 · бяла дама на бяло поле g8 · черен цар на черно поле h8 · черна пешка на черно поле a7 · черна пешка на бяло поле b7 · черна пешка на черно поле g7 · черна пешка на бяло поле h7 · черна дама на черно поле b6 · бял кон на черно поле d6 · бял офицер на бяло поле c4 · черен кон на черно поле f4 · бяла пешка на бяло поле a2 · бяла пешка на черно поле b2 · бяла пешка на бяло поле c2 · бяла пешка на бяло поле g2 · бяла пешка на черно поле h2 · бял топ на черно поле a1 · бял цар на бяло поле d1 · бял топ на бяло поле f1 | 1 |
|   | a | b | c | d | e | f | g | h |   |

Друг пример е играта Волфганг Унцикер – Ортвин Сарапу, Шахматна олимпиада в Зиген 1970 г.: 
1. e4 c5 2. Кf3 Кf6 3. e5 Кd5 4. Кc3 e6 5. К:d5 e:d5 
6. d4 Кc6 7. d:c5 О:c5 8. Д:d5 Дb6 9. Оc4 О:f2+ 
10. Цe2 0-0 11. Тf1 Оc5 12. Кg5 Кd4+ 13. Цd1 Кe6 
14. Кe4 d6 15. e:d6 О:d6?? 16. К:d6 Тd8 17. Оf4! К:f4? 18. Д:f7+ Цh8 19. Дg8+! (диаграма 10). Черните се предават – следва 19...Т:g8 20. Кf7#.
Задушен мат се среща и в играта на Пол Морфи. През 1849 г. в Нови Орлеан той го постига с черните фигури срещу Джеймс Макконнел за 23 хода:

|   | a | b | c | d | e | f | g | h |   |
| 8 | черен топ на бяло поле a8 · черен топ на черно поле f8 · черен цар на бяло поле g8 · черна пешка на черно поле a7 · черна дама на черно поле b6 · черен офицер на бяло поле e6 · черна пешка на черно поле h6 · черна пешка на бяло поле d5 · черна пешка на бяло поле f5 · черна пешка на черно поле g5 · бяла пешка на бяло поле c4 · черна пешка на черно поле f4 · черен кон на бяло поле h3 · бяла пешка на бяло поле a2 · бяла пешка на черно поле b2 · бяла дама на бяло поле c2 · бял кон на черно поле d2 · бяла пешка на бяло поле g2 · бяла пешка на черно поле h2 · бял топ на черно поле a1 · бял офицер на черно поле c1 · бял топ на бяло поле f1 · бял цар на бяло поле h1 | черен топ на бяло поле a8 · черен топ на черно поле f8 · черен цар на бяло поле g8 · черна пешка на черно поле a7 · черна дама на черно поле b6 · черен офицер на бяло поле e6 · черна пешка на черно поле h6 · черна пешка на бяло поле d5 · черна пешка на бяло поле f5 · черна пешка на черно поле g5 · бяла пешка на бяло поле c4 · черна пешка на черно поле f4 · черен кон на бяло поле h3 · бяла пешка на бяло поле a2 · бяла пешка на черно поле b2 · бяла дама на бяло поле c2 · бял кон на черно поле d2 · бяла пешка на бяло поле g2 · бяла пешка на черно поле h2 · бял топ на черно поле a1 · бял офицер на черно поле c1 · бял топ на бяло поле f1 · бял цар на бяло поле h1 | черен топ на бяло поле a8 · черен топ на черно поле f8 · черен цар на бяло поле g8 · черна пешка на черно поле a7 · черна дама на черно поле b6 · черен офицер на бяло поле e6 · черна пешка на черно поле h6 · черна пешка на бяло поле d5 · черна пешка на бяло поле f5 · черна пешка на черно поле g5 · бяла пешка на бяло поле c4 · черна пешка на черно поле f4 · черен кон на бяло поле h3 · бяла пешка на бяло поле a2 · бяла пешка на черно поле b2 · бяла дама на бяло поле c2 · бял кон на черно поле d2 · бяла пешка на бяло поле g2 · бяла пешка на черно поле h2 · бял топ на черно поле a1 · бял офицер на черно поле c1 · бял топ на бяло поле f1 · бял цар на бяло поле h1 | черен топ на бяло поле a8 · черен топ на черно поле f8 · черен цар на бяло поле g8 · черна пешка на черно поле a7 · черна дама на черно поле b6 · черен офицер на бяло поле e6 · черна пешка на черно поле h6 · черна пешка на бяло поле d5 · черна пешка на бяло поле f5 · черна пешка на черно поле g5 · бяла пешка на бяло поле c4 · черна пешка на черно поле f4 · черен кон на бяло поле h3 · бяла пешка на бяло поле a2 · бяла пешка на черно поле b2 · бяла дама на бяло поле c2 · бял кон на черно поле d2 · бяла пешка на бяло поле g2 · бяла пешка на черно поле h2 · бял топ на черно поле a1 · бял офицер на черно поле c1 · бял топ на бяло поле f1 · бял цар на бяло поле h1 | черен топ на бяло поле a8 · черен топ на черно поле f8 · черен цар на бяло поле g8 · черна пешка на черно поле a7 · черна дама на черно поле b6 · черен офицер на бяло поле e6 · черна пешка на черно поле h6 · черна пешка на бяло поле d5 · черна пешка на бяло поле f5 · черна пешка на черно поле g5 · бяла пешка на бяло поле c4 · черна пешка на черно поле f4 · черен кон на бяло поле h3 · бяла пешка на бяло поле a2 · бяла пешка на черно поле b2 · бяла дама на бяло поле c2 · бял кон на черно поле d2 · бяла пешка на бяло поле g2 · бяла пешка на черно поле h2 · бял топ на черно поле a1 · бял офицер на черно поле c1 · бял топ на бяло поле f1 · бял цар на бяло поле h1 | черен топ на бяло поле a8 · черен топ на черно поле f8 · черен цар на бяло поле g8 · черна пешка на черно поле a7 · черна дама на черно поле b6 · черен офицер на бяло поле e6 · черна пешка на черно поле h6 · черна пешка на бяло поле d5 · черна пешка на бяло поле f5 · черна пешка на черно поле g5 · бяла пешка на бяло поле c4 · черна пешка на черно поле f4 · черен кон на бяло поле h3 · бяла пешка на бяло поле a2 · бяла пешка на черно поле b2 · бяла дама на бяло поле c2 · бял кон на черно поле d2 · бяла пешка на бяло поле g2 · бяла пешка на черно поле h2 · бял топ на черно поле a1 · бял офицер на черно поле c1 · бял топ на бяло поле f1 · бял цар на бяло поле h1 | черен топ на бяло поле a8 · черен топ на черно поле f8 · черен цар на бяло поле g8 · черна пешка на черно поле a7 · черна дама на черно поле b6 · черен офицер на бяло поле e6 · черна пешка на черно поле h6 · черна пешка на бяло поле d5 · черна пешка на бяло поле f5 · черна пешка на черно поле g5 · бяла пешка на бяло поле c4 · черна пешка на черно поле f4 · черен кон на бяло поле h3 · бяла пешка на бяло поле a2 · бяла пешка на черно поле b2 · бяла дама на бяло поле c2 · бял кон на черно поле d2 · бяла пешка на бяло поле g2 · бяла пешка на черно поле h2 · бял топ на черно поле a1 · бял офицер на черно поле c1 · бял топ на бяло поле f1 · бял цар на бяло поле h1 | черен топ на бяло поле a8 · черен топ на черно поле f8 · черен цар на бяло поле g8 · черна пешка на черно поле a7 · черна дама на черно поле b6 · черен офицер на бяло поле e6 · черна пешка на черно поле h6 · черна пешка на бяло поле d5 · черна пешка на бяло поле f5 · черна пешка на черно поле g5 · бяла пешка на бяло поле c4 · черна пешка на черно поле f4 · черен кон на бяло поле h3 · бяла пешка на бяло поле a2 · бяла пешка на черно поле b2 · бяла дама на бяло поле c2 · бял кон на черно поле d2 · бяла пешка на бяло поле g2 · бяла пешка на черно поле h2 · бял топ на черно поле a1 · бял офицер на черно поле c1 · бял топ на бяло поле f1 · бял цар на бяло поле h1 | 8 |
| 7 | черен топ на бяло поле a8 · черен топ на черно поле f8 · черен цар на бяло поле g8 · черна пешка на черно поле a7 · черна дама на черно поле b6 · черен офицер на бяло поле e6 · черна пешка на черно поле h6 · черна пешка на бяло поле d5 · черна пешка на бяло поле f5 · черна пешка на черно поле g5 · бяла пешка на бяло поле c4 · черна пешка на черно поле f4 · черен кон на бяло поле h3 · бяла пешка на бяло поле a2 · бяла пешка на черно поле b2 · бяла дама на бяло поле c2 · бял кон на черно поле d2 · бяла пешка на бяло поле g2 · бяла пешка на черно поле h2 · бял топ на черно поле a1 · бял офицер на черно поле c1 · бял топ на бяло поле f1 · бял цар на бяло поле h1 | черен топ на бяло поле a8 · черен топ на черно поле f8 · черен цар на бяло поле g8 · черна пешка на черно поле a7 · черна дама на черно поле b6 · черен офицер на бяло поле e6 · черна пешка на черно поле h6 · черна пешка на бяло поле d5 · черна пешка на бяло поле f5 · черна пешка на черно поле g5 · бяла пешка на бяло поле c4 · черна пешка на черно поле f4 · черен кон на бяло поле h3 · бяла пешка на бяло поле a2 · бяла пешка на черно поле b2 · бяла дама на бяло поле c2 · бял кон на черно поле d2 · бяла пешка на бяло поле g2 · бяла пешка на черно поле h2 · бял топ на черно поле a1 · бял офицер на черно поле c1 · бял топ на бяло поле f1 · бял цар на бяло поле h1 | черен топ на бяло поле a8 · черен топ на черно поле f8 · черен цар на бяло поле g8 · черна пешка на черно поле a7 · черна дама на черно поле b6 · черен офицер на бяло поле e6 · черна пешка на черно поле h6 · черна пешка на бяло поле d5 · черна пешка на бяло поле f5 · черна пешка на черно поле g5 · бяла пешка на бяло поле c4 · черна пешка на черно поле f4 · черен кон на бяло поле h3 · бяла пешка на бяло поле a2 · бяла пешка на черно поле b2 · бяла дама на бяло поле c2 · бял кон на черно поле d2 · бяла пешка на бяло поле g2 · бяла пешка на черно поле h2 · бял топ на черно поле a1 · бял офицер на черно поле c1 · бял топ на бяло поле f1 · бял цар на бяло поле h1 | черен топ на бяло поле a8 · черен топ на черно поле f8 · черен цар на бяло поле g8 · черна пешка на черно поле a7 · черна дама на черно поле b6 · черен офицер на бяло поле e6 · черна пешка на черно поле h6 · черна пешка на бяло поле d5 · черна пешка на бяло поле f5 · черна пешка на черно поле g5 · бяла пешка на бяло поле c4 · черна пешка на черно поле f4 · черен кон на бяло поле h3 · бяла пешка на бяло поле a2 · бяла пешка на черно поле b2 · бяла дама на бяло поле c2 · бял кон на черно поле d2 · бяла пешка на бяло поле g2 · бяла пешка на черно поле h2 · бял топ на черно поле a1 · бял офицер на черно поле c1 · бял топ на бяло поле f1 · бял цар на бяло поле h1 | черен топ на бяло поле a8 · черен топ на черно поле f8 · черен цар на бяло поле g8 · черна пешка на черно поле a7 · черна дама на черно поле b6 · черен офицер на бяло поле e6 · черна пешка на черно поле h6 · черна пешка на бяло поле d5 · черна пешка на бяло поле f5 · черна пешка на черно поле g5 · бяла пешка на бяло поле c4 · черна пешка на черно поле f4 · черен кон на бяло поле h3 · бяла пешка на бяло поле a2 · бяла пешка на черно поле b2 · бяла дама на бяло поле c2 · бял кон на черно поле d2 · бяла пешка на бяло поле g2 · бяла пешка на черно поле h2 · бял топ на черно поле a1 · бял офицер на черно поле c1 · бял топ на бяло поле f1 · бял цар на бяло поле h1 | черен топ на бяло поле a8 · черен топ на черно поле f8 · черен цар на бяло поле g8 · черна пешка на черно поле a7 · черна дама на черно поле b6 · черен офицер на бяло поле e6 · черна пешка на черно поле h6 · черна пешка на бяло поле d5 · черна пешка на бяло поле f5 · черна пешка на черно поле g5 · бяла пешка на бяло поле c4 · черна пешка на черно поле f4 · черен кон на бяло поле h3 · бяла пешка на бяло поле a2 · бяла пешка на черно поле b2 · бяла дама на бяло поле c2 · бял кон на черно поле d2 · бяла пешка на бяло поле g2 · бяла пешка на черно поле h2 · бял топ на черно поле a1 · бял офицер на черно поле c1 · бял топ на бяло поле f1 · бял цар на бяло поле h1 | черен топ на бяло поле a8 · черен топ на черно поле f8 · черен цар на бяло поле g8 · черна пешка на черно поле a7 · черна дама на черно поле b6 · черен офицер на бяло поле e6 · черна пешка на черно поле h6 · черна пешка на бяло поле d5 · черна пешка на бяло поле f5 · черна пешка на черно поле g5 · бяла пешка на бяло поле c4 · черна пешка на черно поле f4 · черен кон на бяло поле h3 · бяла пешка на бяло поле a2 · бяла пешка на черно поле b2 · бяла дама на бяло поле c2 · бял кон на черно поле d2 · бяла пешка на бяло поле g2 · бяла пешка на черно поле h2 · бял топ на черно поле a1 · бял офицер на черно поле c1 · бял топ на бяло поле f1 · бял цар на бяло поле h1 | черен топ на бяло поле a8 · черен топ на черно поле f8 · черен цар на бяло поле g8 · черна пешка на черно поле a7 · черна дама на черно поле b6 · черен офицер на бяло поле e6 · черна пешка на черно поле h6 · черна пешка на бяло поле d5 · черна пешка на бяло поле f5 · черна пешка на черно поле g5 · бяла пешка на бяло поле c4 · черна пешка на черно поле f4 · черен кон на бяло поле h3 · бяла пешка на бяло поле a2 · бяла пешка на черно поле b2 · бяла дама на бяло поле c2 · бял кон на черно поле d2 · бяла пешка на бяло поле g2 · бяла пешка на черно поле h2 · бял топ на черно поле a1 · бял офицер на черно поле c1 · бял топ на бяло поле f1 · бял цар на бяло поле h1 | 7 |
| 6 | черен топ на бяло поле a8 · черен топ на черно поле f8 · черен цар на бяло поле g8 · черна пешка на черно поле a7 · черна дама на черно поле b6 · черен офицер на бяло поле e6 · черна пешка на черно поле h6 · черна пешка на бяло поле d5 · черна пешка на бяло поле f5 · черна пешка на черно поле g5 · бяла пешка на бяло поле c4 · черна пешка на черно поле f4 · черен кон на бяло поле h3 · бяла пешка на бяло поле a2 · бяла пешка на черно поле b2 · бяла дама на бяло поле c2 · бял кон на черно поле d2 · бяла пешка на бяло поле g2 · бяла пешка на черно поле h2 · бял топ на черно поле a1 · бял офицер на черно поле c1 · бял топ на бяло поле f1 · бял цар на бяло поле h1 | черен топ на бяло поле a8 · черен топ на черно поле f8 · черен цар на бяло поле g8 · черна пешка на черно поле a7 · черна дама на черно поле b6 · черен офицер на бяло поле e6 · черна пешка на черно поле h6 · черна пешка на бяло поле d5 · черна пешка на бяло поле f5 · черна пешка на черно поле g5 · бяла пешка на бяло поле c4 · черна пешка на черно поле f4 · черен кон на бяло поле h3 · бяла пешка на бяло поле a2 · бяла пешка на черно поле b2 · бяла дама на бяло поле c2 · бял кон на черно поле d2 · бяла пешка на бяло поле g2 · бяла пешка на черно поле h2 · бял топ на черно поле a1 · бял офицер на черно поле c1 · бял топ на бяло поле f1 · бял цар на бяло поле h1 | черен топ на бяло поле a8 · черен топ на черно поле f8 · черен цар на бяло поле g8 · черна пешка на черно поле a7 · черна дама на черно поле b6 · черен офицер на бяло поле e6 · черна пешка на черно поле h6 · черна пешка на бяло поле d5 · черна пешка на бяло поле f5 · черна пешка на черно поле g5 · бяла пешка на бяло поле c4 · черна пешка на черно поле f4 · черен кон на бяло поле h3 · бяла пешка на бяло поле a2 · бяла пешка на черно поле b2 · бяла дама на бяло поле c2 · бял кон на черно поле d2 · бяла пешка на бяло поле g2 · бяла пешка на черно поле h2 · бял топ на черно поле a1 · бял офицер на черно поле c1 · бял топ на бяло поле f1 · бял цар на бяло поле h1 | черен топ на бяло поле a8 · черен топ на черно поле f8 · черен цар на бяло поле g8 · черна пешка на черно поле a7 · черна дама на черно поле b6 · черен офицер на бяло поле e6 · черна пешка на черно поле h6 · черна пешка на бяло поле d5 · черна пешка на бяло поле f5 · черна пешка на черно поле g5 · бяла пешка на бяло поле c4 · черна пешка на черно поле f4 · черен кон на бяло поле h3 · бяла пешка на бяло поле a2 · бяла пешка на черно поле b2 · бяла дама на бяло поле c2 · бял кон на черно поле d2 · бяла пешка на бяло поле g2 · бяла пешка на черно поле h2 · бял топ на черно поле a1 · бял офицер на черно поле c1 · бял топ на бяло поле f1 · бял цар на бяло поле h1 | черен топ на бяло поле a8 · черен топ на черно поле f8 · черен цар на бяло поле g8 · черна пешка на черно поле a7 · черна дама на черно поле b6 · черен офицер на бяло поле e6 · черна пешка на черно поле h6 · черна пешка на бяло поле d5 · черна пешка на бяло поле f5 · черна пешка на черно поле g5 · бяла пешка на бяло поле c4 · черна пешка на черно поле f4 · черен кон на бяло поле h3 · бяла пешка на бяло поле a2 · бяла пешка на черно поле b2 · бяла дама на бяло поле c2 · бял кон на черно поле d2 · бяла пешка на бяло поле g2 · бяла пешка на черно поле h2 · бял топ на черно поле a1 · бял офицер на черно поле c1 · бял топ на бяло поле f1 · бял цар на бяло поле h1 | черен топ на бяло поле a8 · черен топ на черно поле f8 · черен цар на бяло поле g8 · черна пешка на черно поле a7 · черна дама на черно поле b6 · черен офицер на бяло поле e6 · черна пешка на черно поле h6 · черна пешка на бяло поле d5 · черна пешка на бяло поле f5 · черна пешка на черно поле g5 · бяла пешка на бяло поле c4 · черна пешка на черно поле f4 · черен кон на бяло поле h3 · бяла пешка на бяло поле a2 · бяла пешка на черно поле b2 · бяла дама на бяло поле c2 · бял кон на черно поле d2 · бяла пешка на бяло поле g2 · бяла пешка на черно поле h2 · бял топ на черно поле a1 · бял офицер на черно поле c1 · бял топ на бяло поле f1 · бял цар на бяло поле h1 | черен топ на бяло поле a8 · черен топ на черно поле f8 · черен цар на бяло поле g8 · черна пешка на черно поле a7 · черна дама на черно поле b6 · черен офицер на бяло поле e6 · черна пешка на черно поле h6 · черна пешка на бяло поле d5 · черна пешка на бяло поле f5 · черна пешка на черно поле g5 · бяла пешка на бяло поле c4 · черна пешка на черно поле f4 · черен кон на бяло поле h3 · бяла пешка на бяло поле a2 · бяла пешка на черно поле b2 · бяла дама на бяло поле c2 · бял кон на черно поле d2 · бяла пешка на бяло поле g2 · бяла пешка на черно поле h2 · бял топ на черно поле a1 · бял офицер на черно поле c1 · бял топ на бяло поле f1 · бял цар на бяло поле h1 | черен топ на бяло поле a8 · черен топ на черно поле f8 · черен цар на бяло поле g8 · черна пешка на черно поле a7 · черна дама на черно поле b6 · черен офицер на бяло поле e6 · черна пешка на черно поле h6 · черна пешка на бяло поле d5 · черна пешка на бяло поле f5 · черна пешка на черно поле g5 · бяла пешка на бяло поле c4 · черна пешка на черно поле f4 · черен кон на бяло поле h3 · бяла пешка на бяло поле a2 · бяла пешка на черно поле b2 · бяла дама на бяло поле c2 · бял кон на черно поле d2 · бяла пешка на бяло поле g2 · бяла пешка на черно поле h2 · бял топ на черно поле a1 · бял офицер на черно поле c1 · бял топ на бяло поле f1 · бял цар на бяло поле h1 | 6 |
| 5 | черен топ на бяло поле a8 · черен топ на черно поле f8 · черен цар на бяло поле g8 · черна пешка на черно поле a7 · черна дама на черно поле b6 · черен офицер на бяло поле e6 · черна пешка на черно поле h6 · черна пешка на бяло поле d5 · черна пешка на бяло поле f5 · черна пешка на черно поле g5 · бяла пешка на бяло поле c4 · черна пешка на черно поле f4 · черен кон на бяло поле h3 · бяла пешка на бяло поле a2 · бяла пешка на черно поле b2 · бяла дама на бяло поле c2 · бял кон на черно поле d2 · бяла пешка на бяло поле g2 · бяла пешка на черно поле h2 · бял топ на черно поле a1 · бял офицер на черно поле c1 · бял топ на бяло поле f1 · бял цар на бяло поле h1 | черен топ на бяло поле a8 · черен топ на черно поле f8 · черен цар на бяло поле g8 · черна пешка на черно поле a7 · черна дама на черно поле b6 · черен офицер на бяло поле e6 · черна пешка на черно поле h6 · черна пешка на бяло поле d5 · черна пешка на бяло поле f5 · черна пешка на черно поле g5 · бяла пешка на бяло поле c4 · черна пешка на черно поле f4 · черен кон на бяло поле h3 · бяла пешка на бяло поле a2 · бяла пешка на черно поле b2 · бяла дама на бяло поле c2 · бял кон на черно поле d2 · бяла пешка на бяло поле g2 · бяла пешка на черно поле h2 · бял топ на черно поле a1 · бял офицер на черно поле c1 · бял топ на бяло поле f1 · бял цар на бяло поле h1 | черен топ на бяло поле a8 · черен топ на черно поле f8 · черен цар на бяло поле g8 · черна пешка на черно поле a7 · черна дама на черно поле b6 · черен офицер на бяло поле e6 · черна пешка на черно поле h6 · черна пешка на бяло поле d5 · черна пешка на бяло поле f5 · черна пешка на черно поле g5 · бяла пешка на бяло поле c4 · черна пешка на черно поле f4 · черен кон на бяло поле h3 · бяла пешка на бяло поле a2 · бяла пешка на черно поле b2 · бяла дама на бяло поле c2 · бял кон на черно поле d2 · бяла пешка на бяло поле g2 · бяла пешка на черно поле h2 · бял топ на черно поле a1 · бял офицер на черно поле c1 · бял топ на бяло поле f1 · бял цар на бяло поле h1 | черен топ на бяло поле a8 · черен топ на черно поле f8 · черен цар на бяло поле g8 · черна пешка на черно поле a7 · черна дама на черно поле b6 · черен офицер на бяло поле e6 · черна пешка на черно поле h6 · черна пешка на бяло поле d5 · черна пешка на бяло поле f5 · черна пешка на черно поле g5 · бяла пешка на бяло поле c4 · черна пешка на черно поле f4 · черен кон на бяло поле h3 · бяла пешка на бяло поле a2 · бяла пешка на черно поле b2 · бяла дама на бяло поле c2 · бял кон на черно поле d2 · бяла пешка на бяло поле g2 · бяла пешка на черно поле h2 · бял топ на черно поле a1 · бял офицер на черно поле c1 · бял топ на бяло поле f1 · бял цар на бяло поле h1 | черен топ на бяло поле a8 · черен топ на черно поле f8 · черен цар на бяло поле g8 · черна пешка на черно поле a7 · черна дама на черно поле b6 · черен офицер на бяло поле e6 · черна пешка на черно поле h6 · черна пешка на бяло поле d5 · черна пешка на бяло поле f5 · черна пешка на черно поле g5 · бяла пешка на бяло поле c4 · черна пешка на черно поле f4 · черен кон на бяло поле h3 · бяла пешка на бяло поле a2 · бяла пешка на черно поле b2 · бяла дама на бяло поле c2 · бял кон на черно поле d2 · бяла пешка на бяло поле g2 · бяла пешка на черно поле h2 · бял топ на черно поле a1 · бял офицер на черно поле c1 · бял топ на бяло поле f1 · бял цар на бяло поле h1 | черен топ на бяло поле a8 · черен топ на черно поле f8 · черен цар на бяло поле g8 · черна пешка на черно поле a7 · черна дама на черно поле b6 · черен офицер на бяло поле e6 · черна пешка на черно поле h6 · черна пешка на бяло поле d5 · черна пешка на бяло поле f5 · черна пешка на черно поле g5 · бяла пешка на бяло поле c4 · черна пешка на черно поле f4 · черен кон на бяло поле h3 · бяла пешка на бяло поле a2 · бяла пешка на черно поле b2 · бяла дама на бяло поле c2 · бял кон на черно поле d2 · бяла пешка на бяло поле g2 · бяла пешка на черно поле h2 · бял топ на черно поле a1 · бял офицер на черно поле c1 · бял топ на бяло поле f1 · бял цар на бяло поле h1 | черен топ на бяло поле a8 · черен топ на черно поле f8 · черен цар на бяло поле g8 · черна пешка на черно поле a7 · черна дама на черно поле b6 · черен офицер на бяло поле e6 · черна пешка на черно поле h6 · черна пешка на бяло поле d5 · черна пешка на бяло поле f5 · черна пешка на черно поле g5 · бяла пешка на бяло поле c4 · черна пешка на черно поле f4 · черен кон на бяло поле h3 · бяла пешка на бяло поле a2 · бяла пешка на черно поле b2 · бяла дама на бяло поле c2 · бял кон на черно поле d2 · бяла пешка на бяло поле g2 · бяла пешка на черно поле h2 · бял топ на черно поле a1 · бял офицер на черно поле c1 · бял топ на бяло поле f1 · бял цар на бяло поле h1 | черен топ на бяло поле a8 · черен топ на черно поле f8 · черен цар на бяло поле g8 · черна пешка на черно поле a7 · черна дама на черно поле b6 · черен офицер на бяло поле e6 · черна пешка на черно поле h6 · черна пешка на бяло поле d5 · черна пешка на бяло поле f5 · черна пешка на черно поле g5 · бяла пешка на бяло поле c4 · черна пешка на черно поле f4 · черен кон на бяло поле h3 · бяла пешка на бяло поле a2 · бяла пешка на черно поле b2 · бяла дама на бяло поле c2 · бял кон на черно поле d2 · бяла пешка на бяло поле g2 · бяла пешка на черно поле h2 · бял топ на черно поле a1 · бял офицер на черно поле c1 · бял топ на бяло поле f1 · бял цар на бяло поле h1 | 5 |
| 4 | черен топ на бяло поле a8 · черен топ на черно поле f8 · черен цар на бяло поле g8 · черна пешка на черно поле a7 · черна дама на черно поле b6 · черен офицер на бяло поле e6 · черна пешка на черно поле h6 · черна пешка на бяло поле d5 · черна пешка на бяло поле f5 · черна пешка на черно поле g5 · бяла пешка на бяло поле c4 · черна пешка на черно поле f4 · черен кон на бяло поле h3 · бяла пешка на бяло поле a2 · бяла пешка на черно поле b2 · бяла дама на бяло поле c2 · бял кон на черно поле d2 · бяла пешка на бяло поле g2 · бяла пешка на черно поле h2 · бял топ на черно поле a1 · бял офицер на черно поле c1 · бял топ на бяло поле f1 · бял цар на бяло поле h1 | черен топ на бяло поле a8 · черен топ на черно поле f8 · черен цар на бяло поле g8 · черна пешка на черно поле a7 · черна дама на черно поле b6 · черен офицер на бяло поле e6 · черна пешка на черно поле h6 · черна пешка на бяло поле d5 · черна пешка на бяло поле f5 · черна пешка на черно поле g5 · бяла пешка на бяло поле c4 · черна пешка на черно поле f4 · черен кон на бяло поле h3 · бяла пешка на бяло поле a2 · бяла пешка на черно поле b2 · бяла дама на бяло поле c2 · бял кон на черно поле d2 · бяла пешка на бяло поле g2 · бяла пешка на черно поле h2 · бял топ на черно поле a1 · бял офицер на черно поле c1 · бял топ на бяло поле f1 · бял цар на бяло поле h1 | черен топ на бяло поле a8 · черен топ на черно поле f8 · черен цар на бяло поле g8 · черна пешка на черно поле a7 · черна дама на черно поле b6 · черен офицер на бяло поле e6 · черна пешка на черно поле h6 · черна пешка на бяло поле d5 · черна пешка на бяло поле f5 · черна пешка на черно поле g5 · бяла пешка на бяло поле c4 · черна пешка на черно поле f4 · черен кон на бяло поле h3 · бяла пешка на бяло поле a2 · бяла пешка на черно поле b2 · бяла дама на бяло поле c2 · бял кон на черно поле d2 · бяла пешка на бяло поле g2 · бяла пешка на черно поле h2 · бял топ на черно поле a1 · бял офицер на черно поле c1 · бял топ на бяло поле f1 · бял цар на бяло поле h1 | черен топ на бяло поле a8 · черен топ на черно поле f8 · черен цар на бяло поле g8 · черна пешка на черно поле a7 · черна дама на черно поле b6 · черен офицер на бяло поле e6 · черна пешка на черно поле h6 · черна пешка на бяло поле d5 · черна пешка на бяло поле f5 · черна пешка на черно поле g5 · бяла пешка на бяло поле c4 · черна пешка на черно поле f4 · черен кон на бяло поле h3 · бяла пешка на бяло поле a2 · бяла пешка на черно поле b2 · бяла дама на бяло поле c2 · бял кон на черно поле d2 · бяла пешка на бяло поле g2 · бяла пешка на черно поле h2 · бял топ на черно поле a1 · бял офицер на черно поле c1 · бял топ на бяло поле f1 · бял цар на бяло поле h1 | черен топ на бяло поле a8 · черен топ на черно поле f8 · черен цар на бяло поле g8 · черна пешка на черно поле a7 · черна дама на черно поле b6 · черен офицер на бяло поле e6 · черна пешка на черно поле h6 · черна пешка на бяло поле d5 · черна пешка на бяло поле f5 · черна пешка на черно поле g5 · бяла пешка на бяло поле c4 · черна пешка на черно поле f4 · черен кон на бяло поле h3 · бяла пешка на бяло поле a2 · бяла пешка на черно поле b2 · бяла дама на бяло поле c2 · бял кон на черно поле d2 · бяла пешка на бяло поле g2 · бяла пешка на черно поле h2 · бял топ на черно поле a1 · бял офицер на черно поле c1 · бял топ на бяло поле f1 · бял цар на бяло поле h1 | черен топ на бяло поле a8 · черен топ на черно поле f8 · черен цар на бяло поле g8 · черна пешка на черно поле a7 · черна дама на черно поле b6 · черен офицер на бяло поле e6 · черна пешка на черно поле h6 · черна пешка на бяло поле d5 · черна пешка на бяло поле f5 · черна пешка на черно поле g5 · бяла пешка на бяло поле c4 · черна пешка на черно поле f4 · черен кон на бяло поле h3 · бяла пешка на бяло поле a2 · бяла пешка на черно поле b2 · бяла дама на бяло поле c2 · бял кон на черно поле d2 · бяла пешка на бяло поле g2 · бяла пешка на черно поле h2 · бял топ на черно поле a1 · бял офицер на черно поле c1 · бял топ на бяло поле f1 · бял цар на бяло поле h1 | черен топ на бяло поле a8 · черен топ на черно поле f8 · черен цар на бяло поле g8 · черна пешка на черно поле a7 · черна дама на черно поле b6 · черен офицер на бяло поле e6 · черна пешка на черно поле h6 · черна пешка на бяло поле d5 · черна пешка на бяло поле f5 · черна пешка на черно поле g5 · бяла пешка на бяло поле c4 · черна пешка на черно поле f4 · черен кон на бяло поле h3 · бяла пешка на бяло поле a2 · бяла пешка на черно поле b2 · бяла дама на бяло поле c2 · бял кон на черно поле d2 · бяла пешка на бяло поле g2 · бяла пешка на черно поле h2 · бял топ на черно поле a1 · бял офицер на черно поле c1 · бял топ на бяло поле f1 · бял цар на бяло поле h1 | черен топ на бяло поле a8 · черен топ на черно поле f8 · черен цар на бяло поле g8 · черна пешка на черно поле a7 · черна дама на черно поле b6 · черен офицер на бяло поле e6 · черна пешка на черно поле h6 · черна пешка на бяло поле d5 · черна пешка на бяло поле f5 · черна пешка на черно поле g5 · бяла пешка на бяло поле c4 · черна пешка на черно поле f4 · черен кон на бяло поле h3 · бяла пешка на бяло поле a2 · бяла пешка на черно поле b2 · бяла дама на бяло поле c2 · бял кон на черно поле d2 · бяла пешка на бяло поле g2 · бяла пешка на черно поле h2 · бял топ на черно поле a1 · бял офицер на черно поле c1 · бял топ на бяло поле f1 · бял цар на бяло поле h1 | 4 |
| 3 | черен топ на бяло поле a8 · черен топ на черно поле f8 · черен цар на бяло поле g8 · черна пешка на черно поле a7 · черна дама на черно поле b6 · черен офицер на бяло поле e6 · черна пешка на черно поле h6 · черна пешка на бяло поле d5 · черна пешка на бяло поле f5 · черна пешка на черно поле g5 · бяла пешка на бяло поле c4 · черна пешка на черно поле f4 · черен кон на бяло поле h3 · бяла пешка на бяло поле a2 · бяла пешка на черно поле b2 · бяла дама на бяло поле c2 · бял кон на черно поле d2 · бяла пешка на бяло поле g2 · бяла пешка на черно поле h2 · бял топ на черно поле a1 · бял офицер на черно поле c1 · бял топ на бяло поле f1 · бял цар на бяло поле h1 | черен топ на бяло поле a8 · черен топ на черно поле f8 · черен цар на бяло поле g8 · черна пешка на черно поле a7 · черна дама на черно поле b6 · черен офицер на бяло поле e6 · черна пешка на черно поле h6 · черна пешка на бяло поле d5 · черна пешка на бяло поле f5 · черна пешка на черно поле g5 · бяла пешка на бяло поле c4 · черна пешка на черно поле f4 · черен кон на бяло поле h3 · бяла пешка на бяло поле a2 · бяла пешка на черно поле b2 · бяла дама на бяло поле c2 · бял кон на черно поле d2 · бяла пешка на бяло поле g2 · бяла пешка на черно поле h2 · бял топ на черно поле a1 · бял офицер на черно поле c1 · бял топ на бяло поле f1 · бял цар на бяло поле h1 | черен топ на бяло поле a8 · черен топ на черно поле f8 · черен цар на бяло поле g8 · черна пешка на черно поле a7 · черна дама на черно поле b6 · черен офицер на бяло поле e6 · черна пешка на черно поле h6 · черна пешка на бяло поле d5 · черна пешка на бяло поле f5 · черна пешка на черно поле g5 · бяла пешка на бяло поле c4 · черна пешка на черно поле f4 · черен кон на бяло поле h3 · бяла пешка на бяло поле a2 · бяла пешка на черно поле b2 · бяла дама на бяло поле c2 · бял кон на черно поле d2 · бяла пешка на бяло поле g2 · бяла пешка на черно поле h2 · бял топ на черно поле a1 · бял офицер на черно поле c1 · бял топ на бяло поле f1 · бял цар на бяло поле h1 | черен топ на бяло поле a8 · черен топ на черно поле f8 · черен цар на бяло поле g8 · черна пешка на черно поле a7 · черна дама на черно поле b6 · черен офицер на бяло поле e6 · черна пешка на черно поле h6 · черна пешка на бяло поле d5 · черна пешка на бяло поле f5 · черна пешка на черно поле g5 · бяла пешка на бяло поле c4 · черна пешка на черно поле f4 · черен кон на бяло поле h3 · бяла пешка на бяло поле a2 · бяла пешка на черно поле b2 · бяла дама на бяло поле c2 · бял кон на черно поле d2 · бяла пешка на бяло поле g2 · бяла пешка на черно поле h2 · бял топ на черно поле a1 · бял офицер на черно поле c1 · бял топ на бяло поле f1 · бял цар на бяло поле h1 | черен топ на бяло поле a8 · черен топ на черно поле f8 · черен цар на бяло поле g8 · черна пешка на черно поле a7 · черна дама на черно поле b6 · черен офицер на бяло поле e6 · черна пешка на черно поле h6 · черна пешка на бяло поле d5 · черна пешка на бяло поле f5 · черна пешка на черно поле g5 · бяла пешка на бяло поле c4 · черна пешка на черно поле f4 · черен кон на бяло поле h3 · бяла пешка на бяло поле a2 · бяла пешка на черно поле b2 · бяла дама на бяло поле c2 · бял кон на черно поле d2 · бяла пешка на бяло поле g2 · бяла пешка на черно поле h2 · бял топ на черно поле a1 · бял офицер на черно поле c1 · бял топ на бяло поле f1 · бял цар на бяло поле h1 | черен топ на бяло поле a8 · черен топ на черно поле f8 · черен цар на бяло поле g8 · черна пешка на черно поле a7 · черна дама на черно поле b6 · черен офицер на бяло поле e6 · черна пешка на черно поле h6 · черна пешка на бяло поле d5 · черна пешка на бяло поле f5 · черна пешка на черно поле g5 · бяла пешка на бяло поле c4 · черна пешка на черно поле f4 · черен кон на бяло поле h3 · бяла пешка на бяло поле a2 · бяла пешка на черно поле b2 · бяла дама на бяло поле c2 · бял кон на черно поле d2 · бяла пешка на бяло поле g2 · бяла пешка на черно поле h2 · бял топ на черно поле a1 · бял офицер на черно поле c1 · бял топ на бяло поле f1 · бял цар на бяло поле h1 | черен топ на бяло поле a8 · черен топ на черно поле f8 · черен цар на бяло поле g8 · черна пешка на черно поле a7 · черна дама на черно поле b6 · черен офицер на бяло поле e6 · черна пешка на черно поле h6 · черна пешка на бяло поле d5 · черна пешка на бяло поле f5 · черна пешка на черно поле g5 · бяла пешка на бяло поле c4 · черна пешка на черно поле f4 · черен кон на бяло поле h3 · бяла пешка на бяло поле a2 · бяла пешка на черно поле b2 · бяла дама на бяло поле c2 · бял кон на черно поле d2 · бяла пешка на бяло поле g2 · бяла пешка на черно поле h2 · бял топ на черно поле a1 · бял офицер на черно поле c1 · бял топ на бяло поле f1 · бял цар на бяло поле h1 | черен топ на бяло поле a8 · черен топ на черно поле f8 · черен цар на бяло поле g8 · черна пешка на черно поле a7 · черна дама на черно поле b6 · черен офицер на бяло поле e6 · черна пешка на черно поле h6 · черна пешка на бяло поле d5 · черна пешка на бяло поле f5 · черна пешка на черно поле g5 · бяла пешка на бяло поле c4 · черна пешка на черно поле f4 · черен кон на бяло поле h3 · бяла пешка на бяло поле a2 · бяла пешка на черно поле b2 · бяла дама на бяло поле c2 · бял кон на черно поле d2 · бяла пешка на бяло поле g2 · бяла пешка на черно поле h2 · бял топ на черно поле a1 · бял офицер на черно поле c1 · бял топ на бяло поле f1 · бял цар на бяло поле h1 | 3 |
| 2 | черен топ на бяло поле a8 · черен топ на черно поле f8 · черен цар на бяло поле g8 · черна пешка на черно поле a7 · черна дама на черно поле b6 · черен офицер на бяло поле e6 · черна пешка на черно поле h6 · черна пешка на бяло поле d5 · черна пешка на бяло поле f5 · черна пешка на черно поле g5 · бяла пешка на бяло поле c4 · черна пешка на черно поле f4 · черен кон на бяло поле h3 · бяла пешка на бяло поле a2 · бяла пешка на черно поле b2 · бяла дама на бяло поле c2 · бял кон на черно поле d2 · бяла пешка на бяло поле g2 · бяла пешка на черно поле h2 · бял топ на черно поле a1 · бял офицер на черно поле c1 · бял топ на бяло поле f1 · бял цар на бяло поле h1 | черен топ на бяло поле a8 · черен топ на черно поле f8 · черен цар на бяло поле g8 · черна пешка на черно поле a7 · черна дама на черно поле b6 · черен офицер на бяло поле e6 · черна пешка на черно поле h6 · черна пешка на бяло поле d5 · черна пешка на бяло поле f5 · черна пешка на черно поле g5 · бяла пешка на бяло поле c4 · черна пешка на черно поле f4 · черен кон на бяло поле h3 · бяла пешка на бяло поле a2 · бяла пешка на черно поле b2 · бяла дама на бяло поле c2 · бял кон на черно поле d2 · бяла пешка на бяло поле g2 · бяла пешка на черно поле h2 · бял топ на черно поле a1 · бял офицер на черно поле c1 · бял топ на бяло поле f1 · бял цар на бяло поле h1 | черен топ на бяло поле a8 · черен топ на черно поле f8 · черен цар на бяло поле g8 · черна пешка на черно поле a7 · черна дама на черно поле b6 · черен офицер на бяло поле e6 · черна пешка на черно поле h6 · черна пешка на бяло поле d5 · черна пешка на бяло поле f5 · черна пешка на черно поле g5 · бяла пешка на бяло поле c4 · черна пешка на черно поле f4 · черен кон на бяло поле h3 · бяла пешка на бяло поле a2 · бяла пешка на черно поле b2 · бяла дама на бяло поле c2 · бял кон на черно поле d2 · бяла пешка на бяло поле g2 · бяла пешка на черно поле h2 · бял топ на черно поле a1 · бял офицер на черно поле c1 · бял топ на бяло поле f1 · бял цар на бяло поле h1 | черен топ на бяло поле a8 · черен топ на черно поле f8 · черен цар на бяло поле g8 · черна пешка на черно поле a7 · черна дама на черно поле b6 · черен офицер на бяло поле e6 · черна пешка на черно поле h6 · черна пешка на бяло поле d5 · черна пешка на бяло поле f5 · черна пешка на черно поле g5 · бяла пешка на бяло поле c4 · черна пешка на черно поле f4 · черен кон на бяло поле h3 · бяла пешка на бяло поле a2 · бяла пешка на черно поле b2 · бяла дама на бяло поле c2 · бял кон на черно поле d2 · бяла пешка на бяло поле g2 · бяла пешка на черно поле h2 · бял топ на черно поле a1 · бял офицер на черно поле c1 · бял топ на бяло поле f1 · бял цар на бяло поле h1 | черен топ на бяло поле a8 · черен топ на черно поле f8 · черен цар на бяло поле g8 · черна пешка на черно поле a7 · черна дама на черно поле b6 · черен офицер на бяло поле e6 · черна пешка на черно поле h6 · черна пешка на бяло поле d5 · черна пешка на бяло поле f5 · черна пешка на черно поле g5 · бяла пешка на бяло поле c4 · черна пешка на черно поле f4 · черен кон на бяло поле h3 · бяла пешка на бяло поле a2 · бяла пешка на черно поле b2 · бяла дама на бяло поле c2 · бял кон на черно поле d2 · бяла пешка на бяло поле g2 · бяла пешка на черно поле h2 · бял топ на черно поле a1 · бял офицер на черно поле c1 · бял топ на бяло поле f1 · бял цар на бяло поле h1 | черен топ на бяло поле a8 · черен топ на черно поле f8 · черен цар на бяло поле g8 · черна пешка на черно поле a7 · черна дама на черно поле b6 · черен офицер на бяло поле e6 · черна пешка на черно поле h6 · черна пешка на бяло поле d5 · черна пешка на бяло поле f5 · черна пешка на черно поле g5 · бяла пешка на бяло поле c4 · черна пешка на черно поле f4 · черен кон на бяло поле h3 · бяла пешка на бяло поле a2 · бяла пешка на черно поле b2 · бяла дама на бяло поле c2 · бял кон на черно поле d2 · бяла пешка на бяло поле g2 · бяла пешка на черно поле h2 · бял топ на черно поле a1 · бял офицер на черно поле c1 · бял топ на бяло поле f1 · бял цар на бяло поле h1 | черен топ на бяло поле a8 · черен топ на черно поле f8 · черен цар на бяло поле g8 · черна пешка на черно поле a7 · черна дама на черно поле b6 · черен офицер на бяло поле e6 · черна пешка на черно поле h6 · черна пешка на бяло поле d5 · черна пешка на бяло поле f5 · черна пешка на черно поле g5 · бяла пешка на бяло поле c4 · черна пешка на черно поле f4 · черен кон на бяло поле h3 · бяла пешка на бяло поле a2 · бяла пешка на черно поле b2 · бяла дама на бяло поле c2 · бял кон на черно поле d2 · бяла пешка на бяло поле g2 · бяла пешка на черно поле h2 · бял топ на черно поле a1 · бял офицер на черно поле c1 · бял топ на бяло поле f1 · бял цар на бяло поле h1 | черен топ на бяло поле a8 · черен топ на черно поле f8 · черен цар на бяло поле g8 · черна пешка на черно поле a7 · черна дама на черно поле b6 · черен офицер на бяло поле e6 · черна пешка на черно поле h6 · черна пешка на бяло поле d5 · черна пешка на бяло поле f5 · черна пешка на черно поле g5 · бяла пешка на бяло поле c4 · черна пешка на черно поле f4 · черен кон на бяло поле h3 · бяла пешка на бяло поле a2 · бяла пешка на черно поле b2 · бяла дама на бяло поле c2 · бял кон на черно поле d2 · бяла пешка на бяло поле g2 · бяла пешка на черно поле h2 · бял топ на черно поле a1 · бял офицер на черно поле c1 · бял топ на бяло поле f1 · бял цар на бяло поле h1 | 2 |
| 1 | черен топ на бяло поле a8 · черен топ на черно поле f8 · черен цар на бяло поле g8 · черна пешка на черно поле a7 · черна дама на черно поле b6 · черен офицер на бяло поле e6 · черна пешка на черно поле h6 · черна пешка на бяло поле d5 · черна пешка на бяло поле f5 · черна пешка на черно поле g5 · бяла пешка на бяло поле c4 · черна пешка на черно поле f4 · черен кон на бяло поле h3 · бяла пешка на бяло поле a2 · бяла пешка на черно поле b2 · бяла дама на бяло поле c2 · бял кон на черно поле d2 · бяла пешка на бяло поле g2 · бяла пешка на черно поле h2 · бял топ на черно поле a1 · бял офицер на черно поле c1 · бял топ на бяло поле f1 · бял цар на бяло поле h1 | черен топ на бяло поле a8 · черен топ на черно поле f8 · черен цар на бяло поле g8 · черна пешка на черно поле a7 · черна дама на черно поле b6 · черен офицер на бяло поле e6 · черна пешка на черно поле h6 · черна пешка на бяло поле d5 · черна пешка на бяло поле f5 · черна пешка на черно поле g5 · бяла пешка на бяло поле c4 · черна пешка на черно поле f4 · черен кон на бяло поле h3 · бяла пешка на бяло поле a2 · бяла пешка на черно поле b2 · бяла дама на бяло поле c2 · бял кон на черно поле d2 · бяла пешка на бяло поле g2 · бяла пешка на черно поле h2 · бял топ на черно поле a1 · бял офицер на черно поле c1 · бял топ на бяло поле f1 · бял цар на бяло поле h1 | черен топ на бяло поле a8 · черен топ на черно поле f8 · черен цар на бяло поле g8 · черна пешка на черно поле a7 · черна дама на черно поле b6 · черен офицер на бяло поле e6 · черна пешка на черно поле h6 · черна пешка на бяло поле d5 · черна пешка на бяло поле f5 · черна пешка на черно поле g5 · бяла пешка на бяло поле c4 · черна пешка на черно поле f4 · черен кон на бяло поле h3 · бяла пешка на бяло поле a2 · бяла пешка на черно поле b2 · бяла дама на бяло поле c2 · бял кон на черно поле d2 · бяла пешка на бяло поле g2 · бяла пешка на черно поле h2 · бял топ на черно поле a1 · бял офицер на черно поле c1 · бял топ на бяло поле f1 · бял цар на бяло поле h1 | черен топ на бяло поле a8 · черен топ на черно поле f8 · черен цар на бяло поле g8 · черна пешка на черно поле a7 · черна дама на черно поле b6 · черен офицер на бяло поле e6 · черна пешка на черно поле h6 · черна пешка на бяло поле d5 · черна пешка на бяло поле f5 · черна пешка на черно поле g5 · бяла пешка на бяло поле c4 · черна пешка на черно поле f4 · черен кон на бяло поле h3 · бяла пешка на бяло поле a2 · бяла пешка на черно поле b2 · бяла дама на бяло поле c2 · бял кон на черно поле d2 · бяла пешка на бяло поле g2 · бяла пешка на черно поле h2 · бял топ на черно поле a1 · бял офицер на черно поле c1 · бял топ на бяло поле f1 · бял цар на бяло поле h1 | черен топ на бяло поле a8 · черен топ на черно поле f8 · черен цар на бяло поле g8 · черна пешка на черно поле a7 · черна дама на черно поле b6 · черен офицер на бяло поле e6 · черна пешка на черно поле h6 · черна пешка на бяло поле d5 · черна пешка на бяло поле f5 · черна пешка на черно поле g5 · бяла пешка на бяло поле c4 · черна пешка на черно поле f4 · черен кон на бяло поле h3 · бяла пешка на бяло поле a2 · бяла пешка на черно поле b2 · бяла дама на бяло поле c2 · бял кон на черно поле d2 · бяла пешка на бяло поле g2 · бяла пешка на черно поле h2 · бял топ на черно поле a1 · бял офицер на черно поле c1 · бял топ на бяло поле f1 · бял цар на бяло поле h1 | черен топ на бяло поле a8 · черен топ на черно поле f8 · черен цар на бяло поле g8 · черна пешка на черно поле a7 · черна дама на черно поле b6 · черен офицер на бяло поле e6 · черна пешка на черно поле h6 · черна пешка на бяло поле d5 · черна пешка на бяло поле f5 · черна пешка на черно поле g5 · бяла пешка на бяло поле c4 · черна пешка на черно поле f4 · черен кон на бяло поле h3 · бяла пешка на бяло поле a2 · бяла пешка на черно поле b2 · бяла дама на бяло поле c2 · бял кон на черно поле d2 · бяла пешка на бяло поле g2 · бяла пешка на черно поле h2 · бял топ на черно поле a1 · бял офицер на черно поле c1 · бял топ на бяло поле f1 · бял цар на бяло поле h1 | черен топ на бяло поле a8 · черен топ на черно поле f8 · черен цар на бяло поле g8 · черна пешка на черно поле a7 · черна дама на черно поле b6 · черен офицер на бяло поле e6 · черна пешка на черно поле h6 · черна пешка на бяло поле d5 · черна пешка на бяло поле f5 · черна пешка на черно поле g5 · бяла пешка на бяло поле c4 · черна пешка на черно поле f4 · черен кон на бяло поле h3 · бяла пешка на бяло поле a2 · бяла пешка на черно поле b2 · бяла дама на бяло поле c2 · бял кон на черно поле d2 · бяла пешка на бяло поле g2 · бяла пешка на черно поле h2 · бял топ на черно поле a1 · бял офицер на черно поле c1 · бял топ на бяло поле f1 · бял цар на бяло поле h1 | черен топ на бяло поле a8 · черен топ на черно поле f8 · черен цар на бяло поле g8 · черна пешка на черно поле a7 · черна дама на черно поле b6 · черен офицер на бяло поле e6 · черна пешка на черно поле h6 · черна пешка на бяло поле d5 · черна пешка на бяло поле f5 · черна пешка на черно поле g5 · бяла пешка на бяло поле c4 · черна пешка на черно поле f4 · черен кон на бяло поле h3 · бяла пешка на бяло поле a2 · бяла пешка на черно поле b2 · бяла дама на бяло поле c2 · бял кон на черно поле d2 · бяла пешка на бяло поле g2 · бяла пешка на черно поле h2 · бял топ на черно поле a1 · бял офицер на черно поле c1 · бял топ на бяло поле f1 · бял цар на бяло поле h1 | 1 |
|   | a | b | c | d | e | f | g | h |   |

Приет царски гамбит, Традиционен вариант (C38)

1. е4 e5 2. f4 e:f4 3. Kf3 g5 4. Oc4 Og7 5. d3 h6 6. 0-0 Kf6 7. c3 d5 8. O:b5 c6 9. Oc4 d5 10. e:d5 c;d5 11. Дe2+ Oe6 12. b3 0-0 13. d4 Ke4 14. Oc2 f5 15.Kbd2 Kc6 16. c4?? Груба грешка. Води не само до загуба на пешка, но и до опасна атака на черните. 16. ... O:d4+ 17. K:d4 K:d4 18. Дd3? Трябваше 18. Дd1 за подсилване на първата линия. Тогава на 18. … Дb6 следва 19. О:е4, а на 18. … К:с2 19. Д:с2 Дb6+ 20. с5 К:с5 21. h3 със спасение за белите. 18. … Дb6!! Заплашва със задушен мат в 2 хода. 19. Цh1 K:c2! Завлича бялата дама и открива за черната диагонала b6-g1. 20. Д:с2 Кf2+ 21. Цg1?? Нова груба грешка, този път решаваща. Трябваше 21. Т:f2 със загуба на качество, но предпазване от мат. В позицията на диаграма 11 черните играят 22. … Дg1+!!, принуждавайки белия топ да вземе черната дама 23. Т:g1 и да блокира царя си от всяко движение. Конят на черните поставя мат 23. … Кf2#.